# Wissous
Wissous (prononcé [visu] ) est une commune française située à environ quatorze kilomètres au sud de Paris dans le département de l'Essonne en région Île-de-France. 
Grâce à la présence de sources et de cours d'eau, l'installation humaine dans la zone remonte à la fin de la Préhistoire et au début de l'Antiquité. Commune rurale, Wissous s'est développée notamment dans le domaine agricole. Au XXe siècle, la construction à proximité de l'aéroport de Paris-Orly puis du marché d'intérêt national de Rungis a principalement marqué le développement industriel récent de la ville.

## Géographie

### Situation
Située à onze kilomètres de Paris — soit environ quatorze kilomètres du centre de la capitale — sur le plateau de Longboyau,, Wissous est contiguë à trois départements : le Val-de-Marne et l'Essonne
Wissous est située dans la région naturelle du Hurepoix, dans la plaine de Montjean réputée pour sa fertilité. 
La commune se trouve dans l'aire urbaine de Paris, ainsi que dans son unité urbaine et dans son bassin  de vie. Elle fait partie de la zone d'emploi de Saclay.

### Communes limitrophes
La ville elle limitrophe de Fresnes et Rungis (département du Val-de-Marne) au nord, d'Antony (département des Hauts-de-Seine) et Massy à l'ouest, de Chilly-Mazarin et Morangis au sud et de Paray-Vieille-Poste à l'est (ces dernières étant situées dans le département de l'Essonne).
Wissous est implantée au sud-est d'Antony, et la séparation entre les deux communes est principalement marquée par l'autoroute A6 par-dessus laquelle passent plusieurs ponts. Wissous est au sud-sud-est de Fresnes et au sud-ouest de Rungis, communes du Val-de-Marne, qui respectivement sont reliées par le chemin de Fresnes et la route de Montjean, lesquels passent en dessous de la ligne C du RER d'Île-de-France.
Wissous se trouve à l'est de Massy, commune d'Essonne, avec qui elle partage une zone d’activités commerciales implantée en bout des pistes de l'aéroport de Paris-Orly entre les autoroutes A6 et A10. Toute la partie sud sud-est est occupée par l'aéroport dont les pistes sont longées par la route départementale 167a. Au sud-ouest de Wissous se trouvent Chilly-Mazarin, au sud Morangis et au sud-est Paray-Vieille-Poste.

### Géologie et relief
La commune occupe un territoire de 9,11 kilomètres carrés approximativement compris entre l'autoroute A6 à l'ouest, la ligne C du RER d'Île-de-France et Orlyval au nord et l'aéroport de Paris-Orly — deuxième aéroport de Paris — à l'est et au sud.
L'altitude de la commune par rapport au niveau de la mer est comprise entre 48 mètres et 99 mètres. Située sur le relativement plat plateau de Longboyau, Wissous a un niveau moyen assez constant autour des 90 mètres,. Ce faible relief explique en partie l'installation de l'aéroport de Paris-Orly au sud-est de la commune.
Le sol du territoire est géologiquement en calcaire de Brie, auparavant recouvert de sable de Fontainebleau. Ce sable a quasiment disparu du fait de l'érosion fluviale mais il reste des buttes, tels que la butte du Tartre (101 mètres) dans le sud-ouest de la commune. C'est le point culminant de la commune. Le point plus bas est près du quartier du Coteau de Wissous dans le nord de la commune,.
Le sol est rendu très fertile par la présence d'une couche de limon de quelques mètres riche en phosphate,.

### Hydrographie

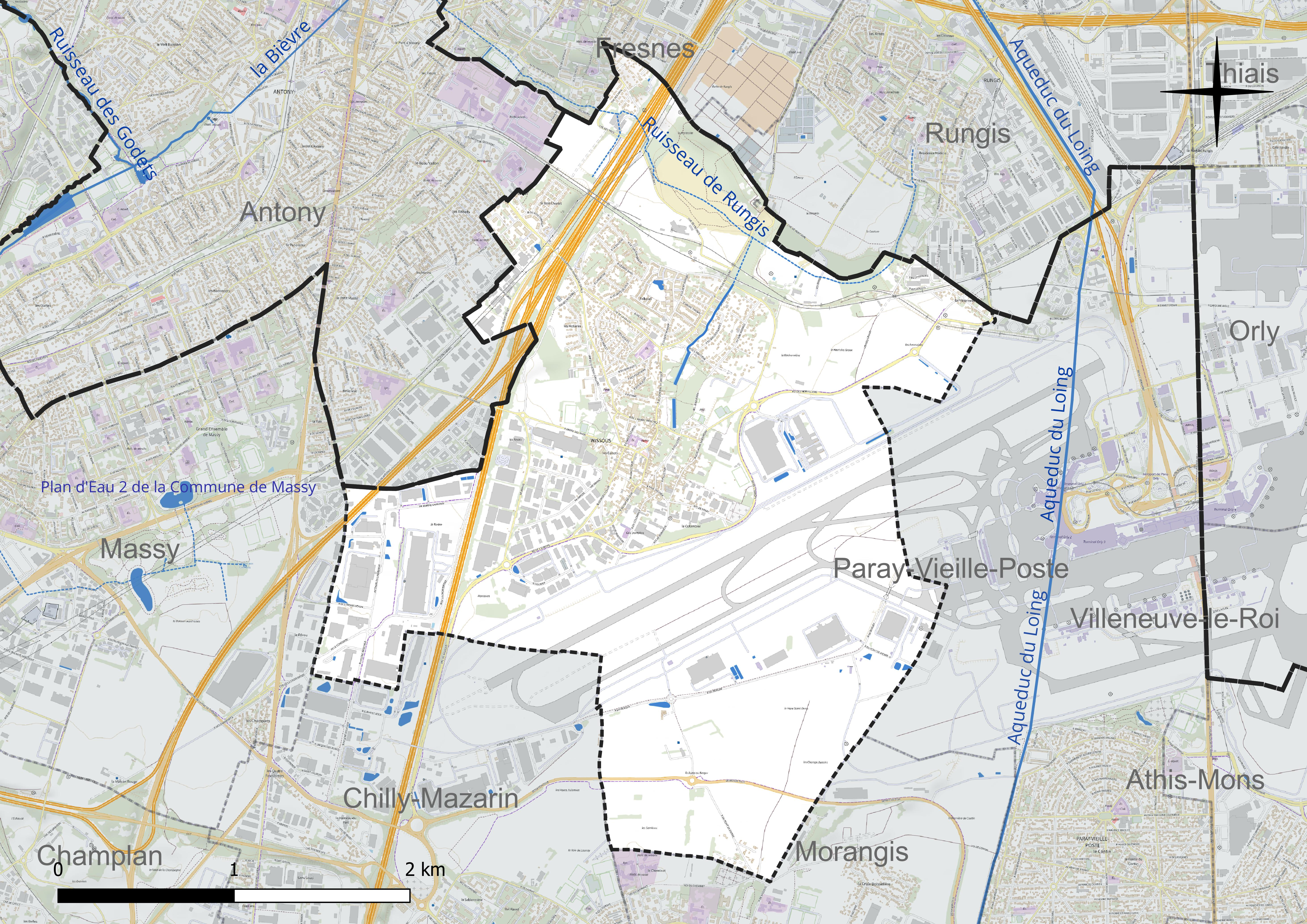
Carte hydrographiqiue de la commune.

Le plateau de Longboyau est situé entre les vallées de la Seine au nord et à l'est, de l'Orge et de l'Yvette au sud et de la Bièvre à l'ouest,. La commune n'est cependant pas baignée par l'un de ces cours d'eau, les plus proches étant la Bièvre à l'ouest et la Seine à l'est.
Les rus des Glaises (anciennement ruisseau des Communes), de Saint-Joie et de Rungis (anciennement ruisseau des Jumeaux) traversent la commune et sont des affluents de la Bièvre. Le ru des Glaises est notamment visible à partir des étangs du Domaine Les Étangs - Espace Arthur-Clark, un des parcs municipaux. Il rejoint le ru de Rungis venant de la commune de Rungis au nord-est, en souterrain dans le bois de Montjean, et traverse canalisée le domaine du château de Montjean. Après être passé sous les autoroutes, il prend le nom de ru de Sainte-Joie avant de pénétrer sur la commune de Fresnes au nord-ouest. Dans la zone de Montjean, un projet de remise à l'air et de renaturation couplé à une meilleure gestion de la montée des eaux en cas de fortes intempéries est à l'étude en 2021.
Plusieurs étangs se trouvent dans le Domaine du château de Montjean et un bassin d'agrément existe au centre du quartier Saint-Éloi. Un bassin de rétention des eaux pluviales, couvert et dit de Villemilan, se situe dans l'ouest de la commune. Plusieurs lavoirs ont existé dans la commune mais il n'en reste plus qu'un seul non encore démoli (de). Un bassin collecteur renommé à sa découverte « carré des eaux gallo-romain » (Carré des eaux de Wissous), situé au nord-est du territoire de la commune, recueillait également l'eau de plusieurs rigoles captant des sources de Rungis, Chilly-Mazarin et Wissous. Une rigole de l'aqueduc de Lutèce provenant de ce carré passe par le domaine du château de Montjean à l'instar du ru de Rungis.
La gestion de l'eau pluviale, souvent provoqué par un manque d'entretien du réseau mais aussi par un débit plus faible du ru des Glaises (débit d'environ 3 litres par seconde) sur le ru de Rungis (~7 à 10 l/s) dans le centre, a historiquement provoqué des inondations et des reflux dans la commune.

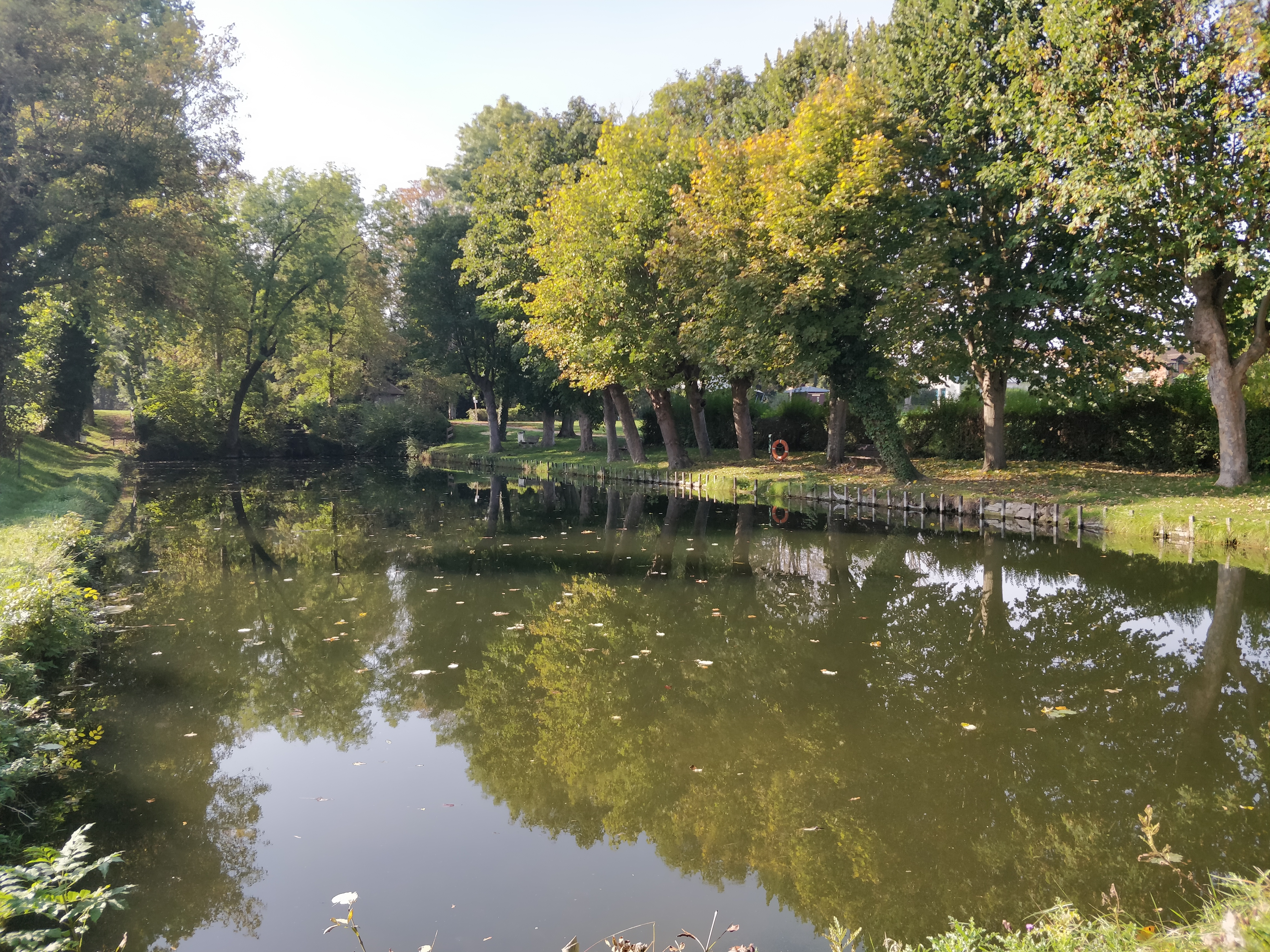
L'un des étangs du Domaine Les Étangs - Espace Arthur-Clark.
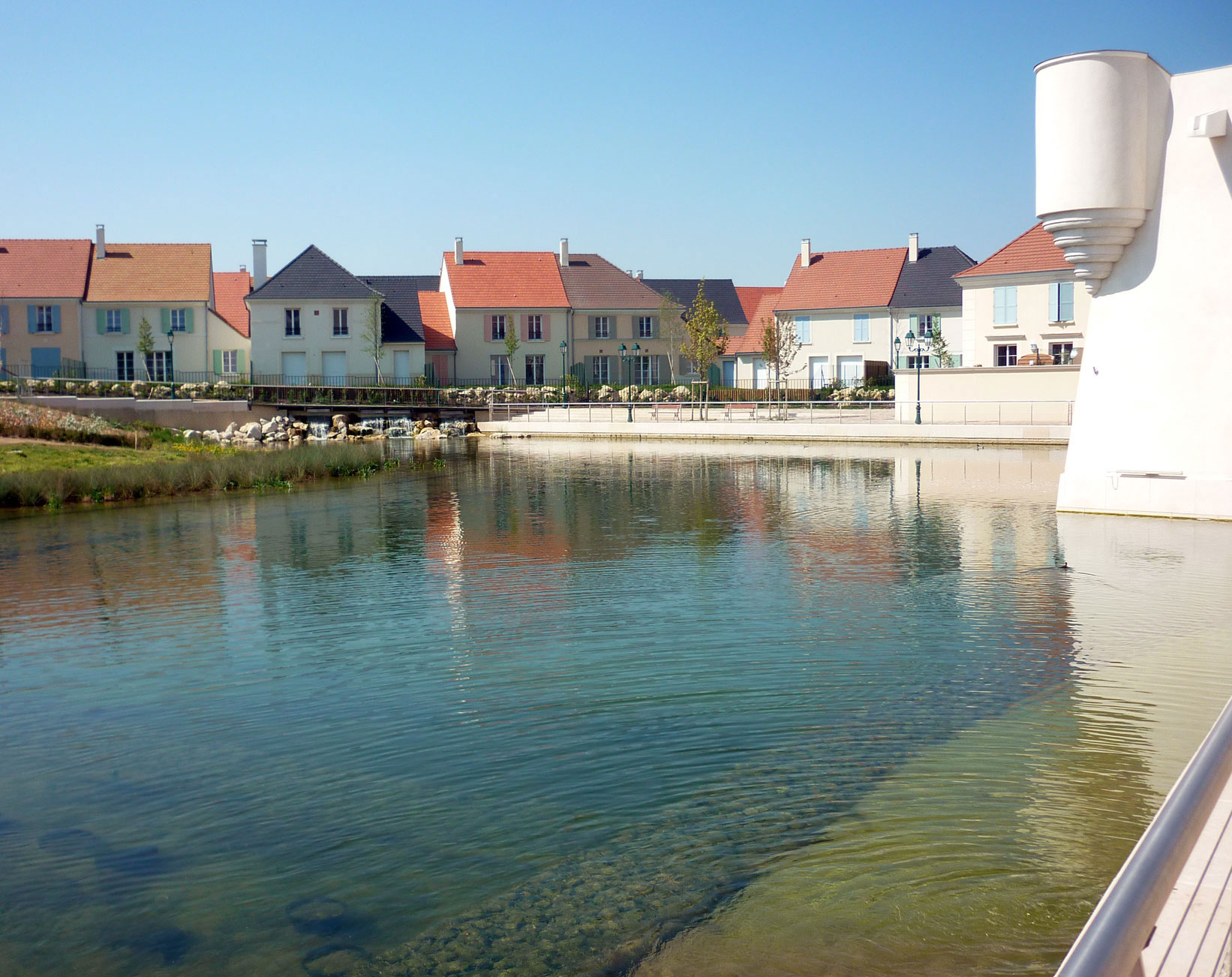
Bassin d'agrément et habitations dans le quartier Saint-Éloi.
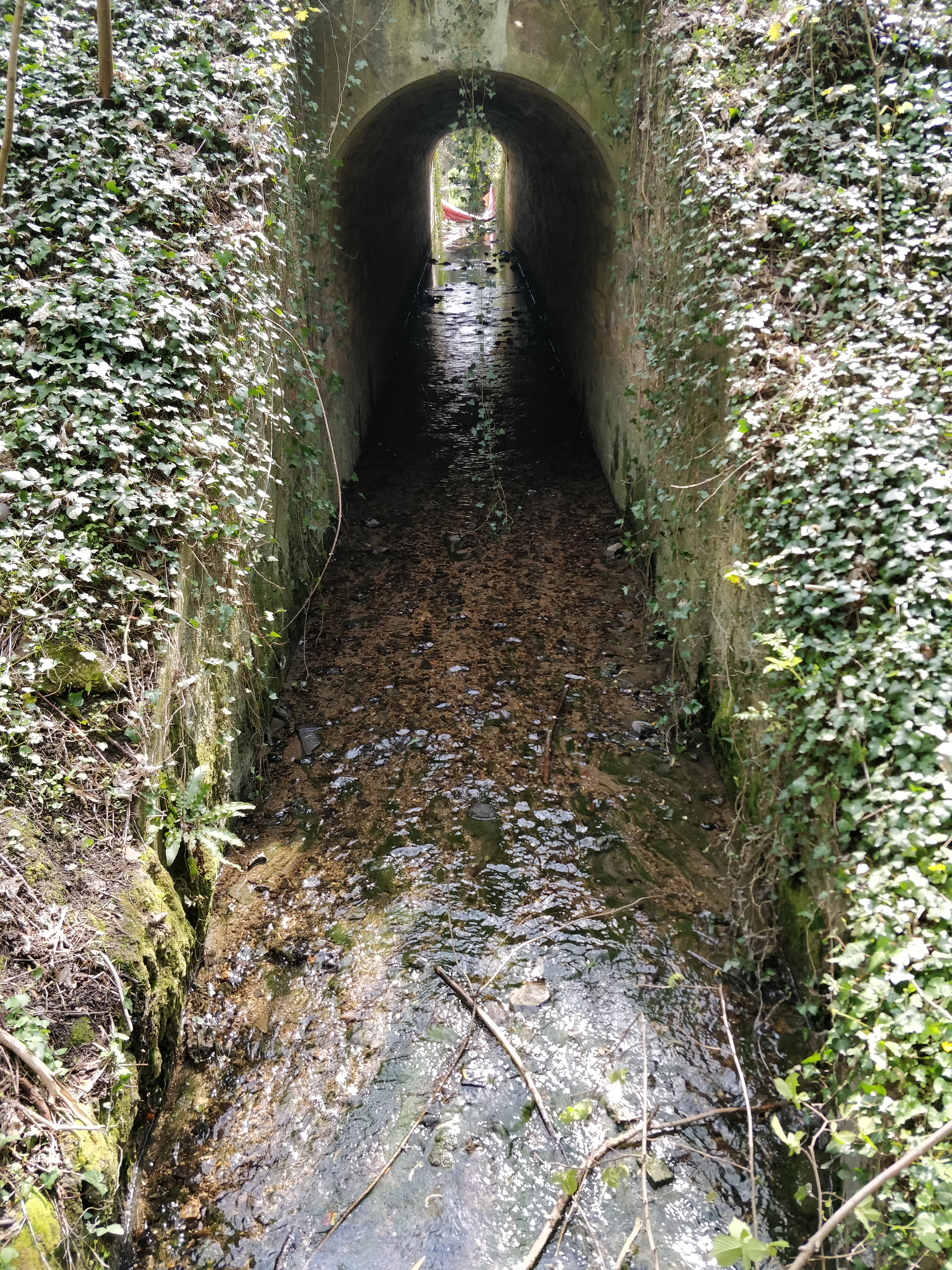
Ru des Glaises dans le quartier de Montjean.
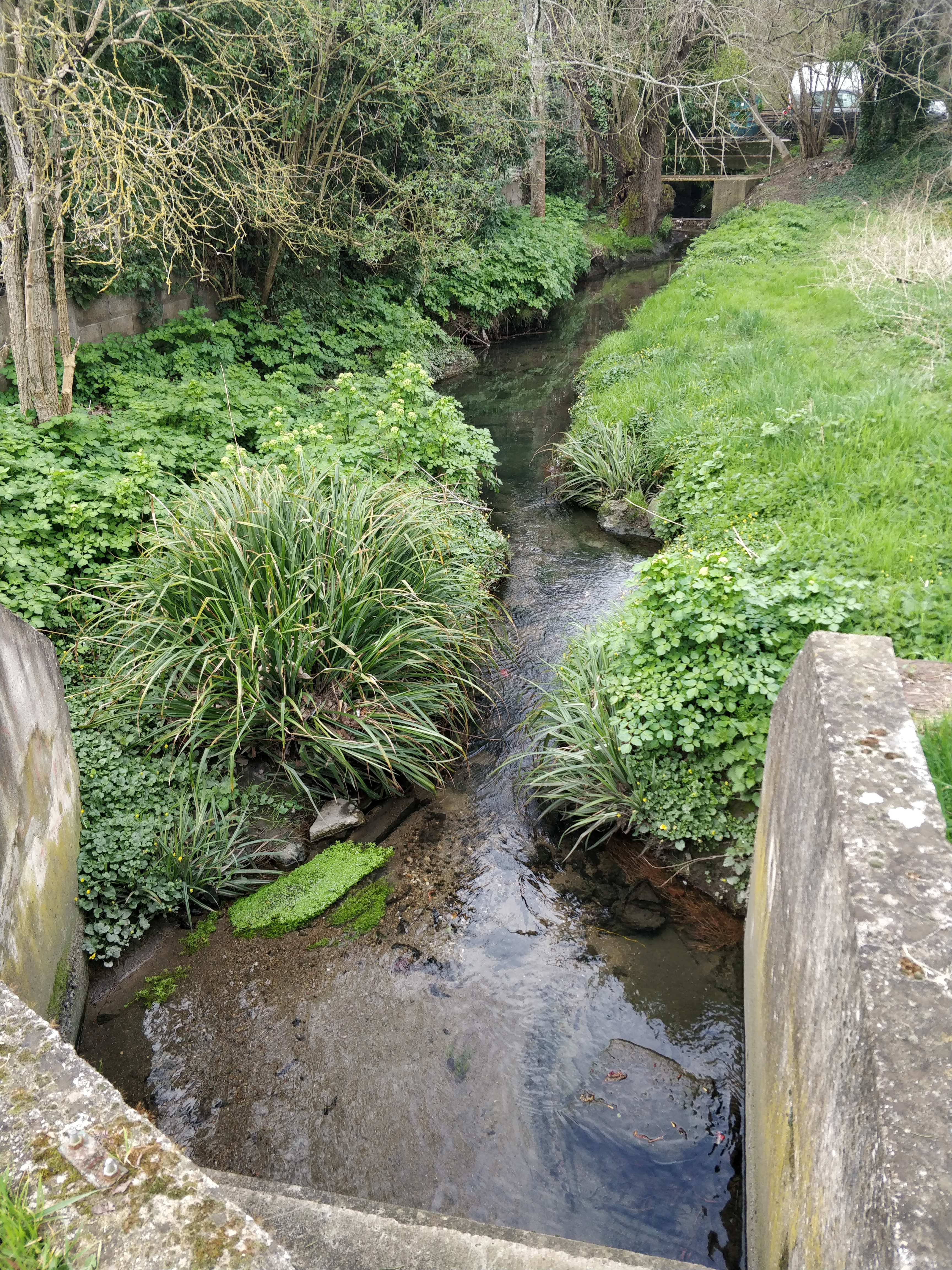
Ru de Saint-Joie dans le quartier du Coteau de Wissous.
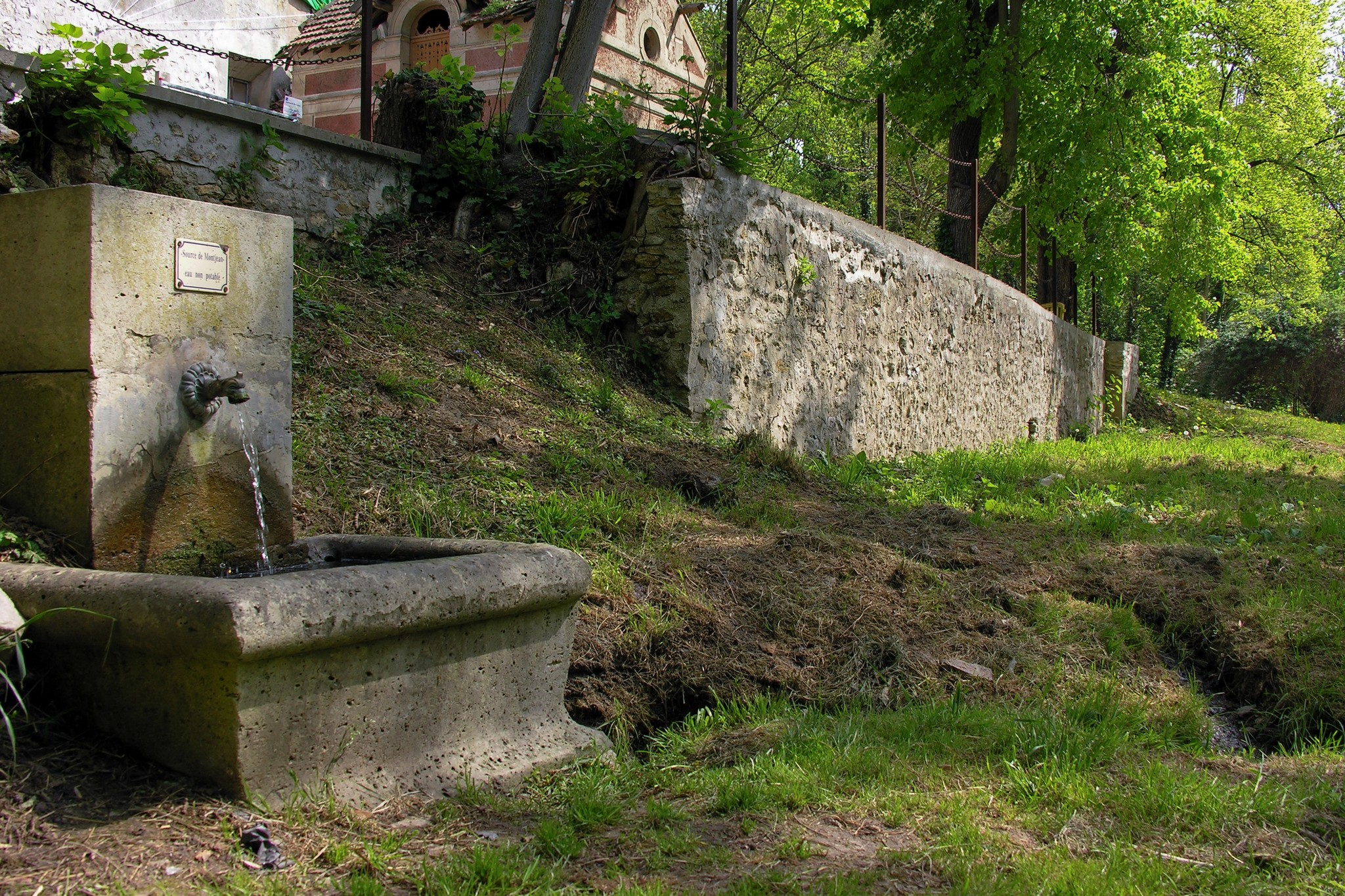
Source de Montjean dans le domaine du château de Montjean.
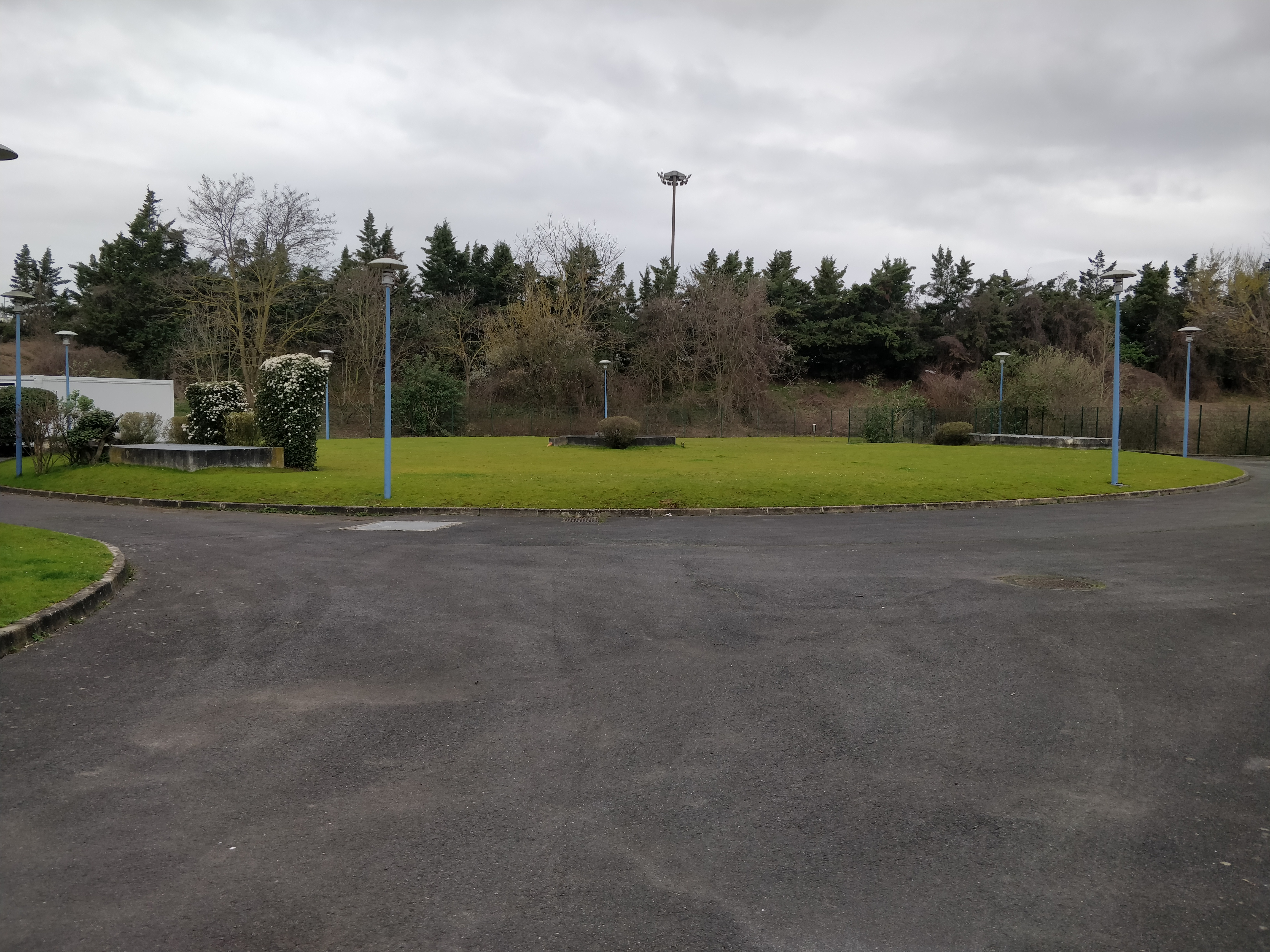
La bassin couvert de Villemilan.

### Climat
Pour des articles plus généraux, voir Climat de l'Île-de-France et Climat de l'Essonne.
En 2010, le climat de la commune est de type climat océanique dégradé des plaines du Centre et du Nord, selon une étude du CNRS s'appuyant sur une série de données couvrant la période 1971-2000. En 2020, Météo-France publie une typologie des climats de la France métropolitaine dans laquelle la commune est exposée à un climat océanique altéré et est dans la région climatique Sud-ouest du bassin Parisien, caractérisée par une faible pluviométrie, notamment au printemps (120 à 150 mm) et un hiver froid (3,5 °C).
Pour la période 1971-2000, la température annuelle moyenne est de 11,7 °C, avec une amplitude thermique annuelle de 15,5 °C. Le cumul annuel moyen de précipitations est de 650 mm, avec 10,6 jours de précipitations en janvier et 7,7 jours en juillet. Pour la période 1991-2020, la température moyenne annuelle observée sur la station météorologique la plus proche, située sur la commune d'Athis-Mons à 5 km à vol d'oiseau, est de 12,1 °C et le cumul annuel moyen de précipitations est de 622,2 mm,. Pour l'avenir, les paramètres climatiques de la commune estimés pour 2050 selon différents scénarios d'émission de gaz à effet de serre sont consultables sur un site dédié publié par Météo-France en novembre 2022.
| Mois                                  | jan.             | fév.           | mars          | avril           | mai             | juin          | jui.           | août           | sep.           | oct.            | nov.            | déc.             | année      |
| ------------------------------------- | ---------------- | -------------- | ------------- | --------------- | --------------- | ------------- | -------------- | -------------- | -------------- | --------------- | --------------- | ---------------- | ---------- |
| Température minimale moyenne (°C)     | 2,1              | 2              | 4,2           | 6,4             | 9,9             | 13,1          | 15             | 14,6           | 11,5           | 8,7             | 5               | 2,7              | 7,9        |
| Température moyenne (°C)              | 4,7              | 5,2            | 8,3           | 11,3            | 14,8            | 18,2          | 20,4           | 20,2           | 16,5           | 12,6            | 7,9             | 5,2              | 12,1       |
| Température maximale moyenne (°C)     | 7,2              | 8,5            | 12,5          | 16,2            | 19,8            | 23,2          | 25,8           | 25,7           | 21,5           | 16,4            | 10,9            | 7,6              | 16,3       |
| Record de froid (°C) date du record   | −16,8 17.01.1985 | −15 02.02.1956 | −9,4 01.03.05 | −4,3 16.04.1921 | −1,3 07.05.1957 | 3,1 01.06.06  | 6,7 01.07.1922 | 5,6 31.08.1923 | 1,7 20.09.1952 | −3,9 30.10.1955 | −9,6 28.11.1921 | −13,3 29.12.1964 | −16,8 1985 |
| Record de chaleur (°C) date du record | 16,5 27.01.03    | 20,8 27.02.19  | 25,3 31.03.21 | 29,4 16.04.1949 | 35 24.05.1922   | 37,1 21.06.17 | 41,9 25.07.19  | 40 12.08.03    | 35,4 09.09.23  | 31,3 04.10.1921 | 21,8 07.11.15   | 17,3 16.12.1989  | 41,9 2019  |
| Ensoleillement (h)                    | 533              | 852            | 1 529         | 2 025           | 217             | 2 243         | 2 469          | 2 209          | 1 857          | 1 166           | 624             | 639              | 18 313     |
| Précipitations (mm)                   | 46,8             | 42,6           | 44,4          | 44,5            | 63              | 56,1          | 52,9           | 57,9           | 47,4           | 52,8            | 53,4            | 60,4             | 622,2      |

### Milieux naturels et biodiversité

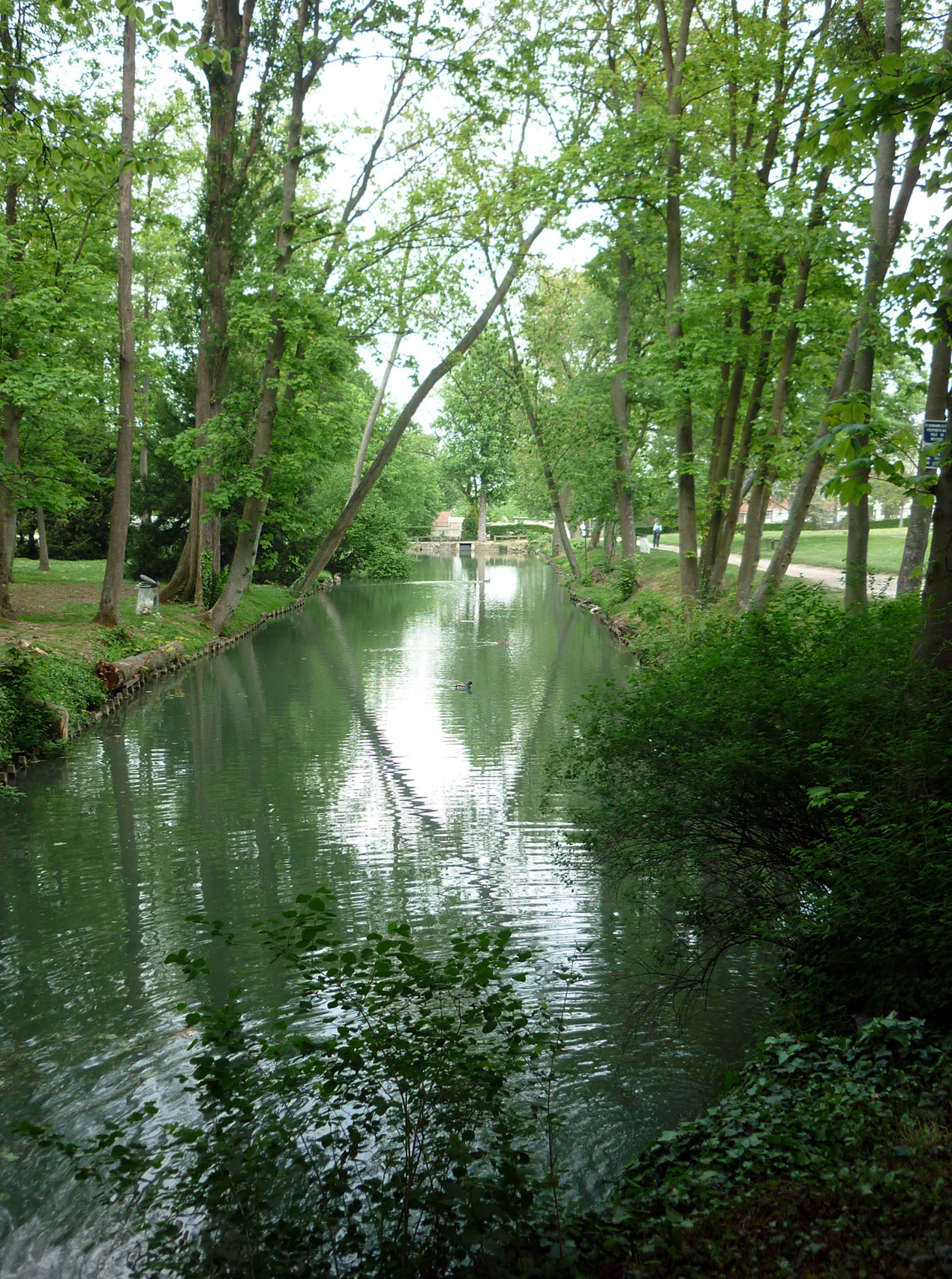
L'un des étangs du Domaine Les Étangs - Espace Arthur-Clark.

Wissous est inscrite à la Ligue pour la protection des oiseaux (LPO) et dispose de quatre grands parcs, ce qui en fait un « poumon vert » à proximité de Paris.
Parc du centre-ville de la commune, le Domaine Les Étangs - Espace Arthur-Clark est l'une des plus anciennes propriétés de la ville. Elle fut achetée par la ville en 1977. Le parc a pris, après la Seconde Guerre mondiale, le nom d'un pilote de bombardier américain qui y a tenté un atterrissage de fortune le 6 février 1944 sur cette zone boisée plutôt que de risquer de s'écraser sur les habitations. Un mémorial américain se trouve dans le parc, ainsi qu'une « porte du millénaire » inaugurée en 1999 et qui se veut un symbole « d'espoir et de confiance que les Wissoussiens adressent aux générations futures ». Doté de plusieurs étangs reliés entre eux, le parc est axé sur les loisirs familiaux. De nombreuses perruches à collier se servent de ce parc pour nicher,. D'une espèce afro-asiatique, ces perruches sont probablement à l'origine des volatiles échappés des zones douanières de l'aéroport d'Orly,. Des canards sont également présents dans les étangs et un de ses marronniers est arbre remarquable.
Également proche du centre-ville de la commune, le château Gaillard a été acheté avec son parc par la ville à la fin des années 1980. Cette maison bourgeoise date de la fin du XIXe siècle. Au milieu du XXe siècle, la propriété servait de base sportive au personnel du grand magasin parisien Le Bon Marché. Le parc garde de cette époque sa vocation sportive à la différence des autres parcs de la ville, avec des terrains de tennis, un stade de football et une piste d'athlétisme.

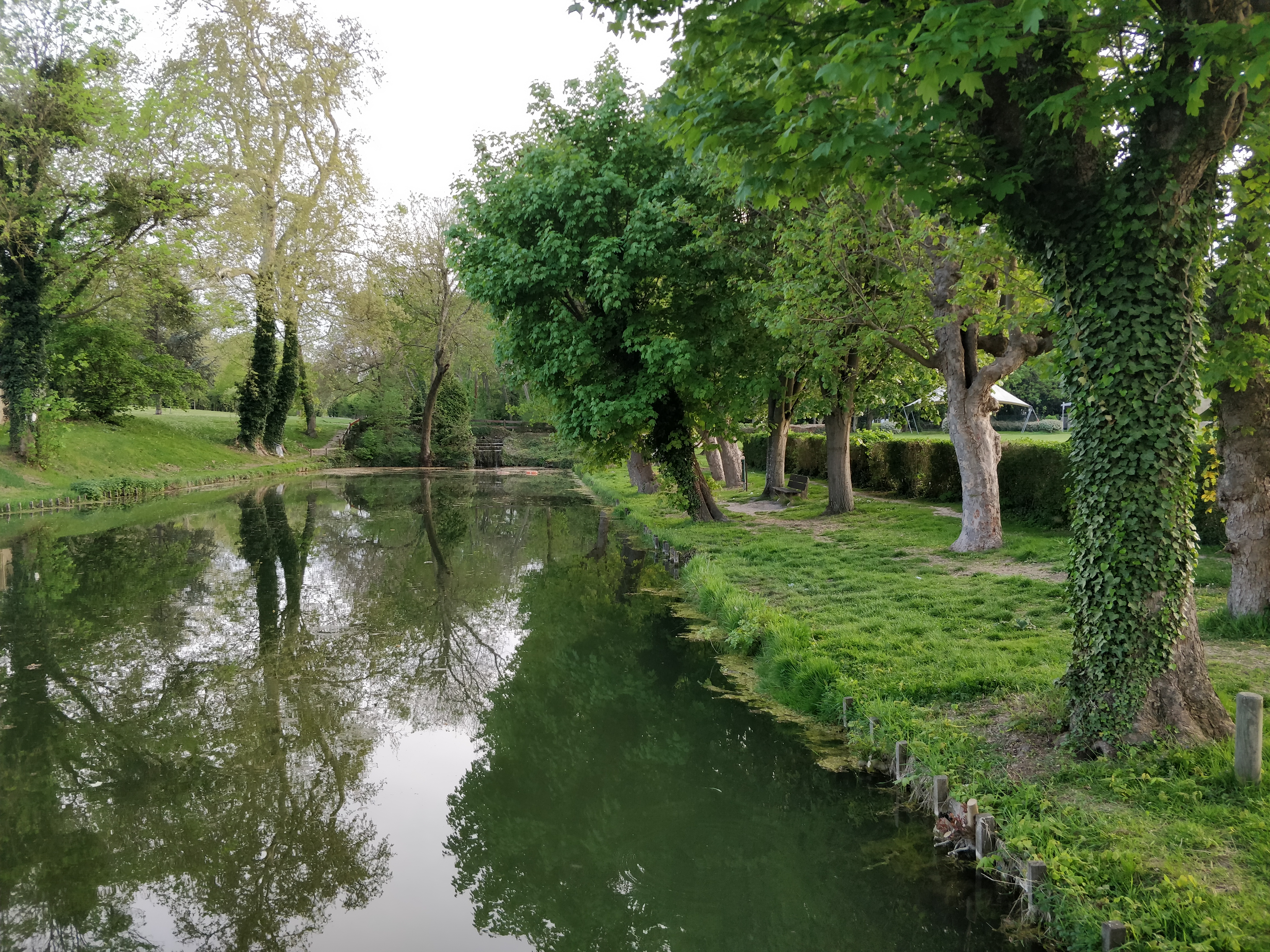
Domaine Les Étangs - Espace Arthur-Clark.

Le parc le plus grand est, avec 17 hectares, le Domaine du château de Montjean qui a été acheté par la ville avec l'aide du Conseil général en 2002. Le château est à l'époque en mauvais état mais le domaine est classé en espace naturel sensible pour la richesse de sa biodiversité. Historiquement, la propriété, le « Château de Montjean », a appartenu au XVe siècle ou XVIe siècle à un noble originaire de Montjean-sur-Loire ce qui lui donna son nom, elle fut propriété du noble Jacques de Beauvais, puis fut habitée par un domestique de Louis XVI d'après l'historien Jean Lebeuf. Divisée en deux propriétés, le domaine a appartenu au général François de Chasseloup-Laubat et au marquis de Clermont-Gallerande. Le duc d'Aumont y résida également à partir de 1824. Le château, construit au début du XIXe siècle, servit d'hôpital militaire durant la Première Guerre mondiale avant d'être occupé par les troupes allemandes pendant la Seconde Guerre mondiale. Plus récemment, le domaine aurait servi de décharge à gravats provenant de la construction de l'aéroport puis à la suite de l'élargissement de l'autoroute qui le longe,. L'une des propriétés a été démolie en 1900 et l'autre fut acquise par l'un des membres de la famille Darblay. Dans les années 1950, il servit de centre de formation pour Air France. En 2006 et 2007, le site est utilisé pour des animations médiévales, puis en 2009, après la reprise totale du lieu par la commune, un important projet de valorisation a été lancé. Il n'y a plus d'usage d'insecticide, ce qui permet l'installation de ruches dont les abeilles, via la pollinisation, devraient assurer la reproduction d'une grande partie des espèces végétales. De plus, ces ruches auront aussi un rôle éducatif.
Un autre parc, l'Espace Marcel-Dassault, est situé dans la zone d'activité du Haut-de-Wissous, dans l'ouest de la commune. Excentré, il est de facto, privilégié comme lieu de détente par les travailleurs de la zone d'activité.
La Méridienne verte passe par la ville, globalement au niveau de l'est du domaine de Montjean et de la PIC.

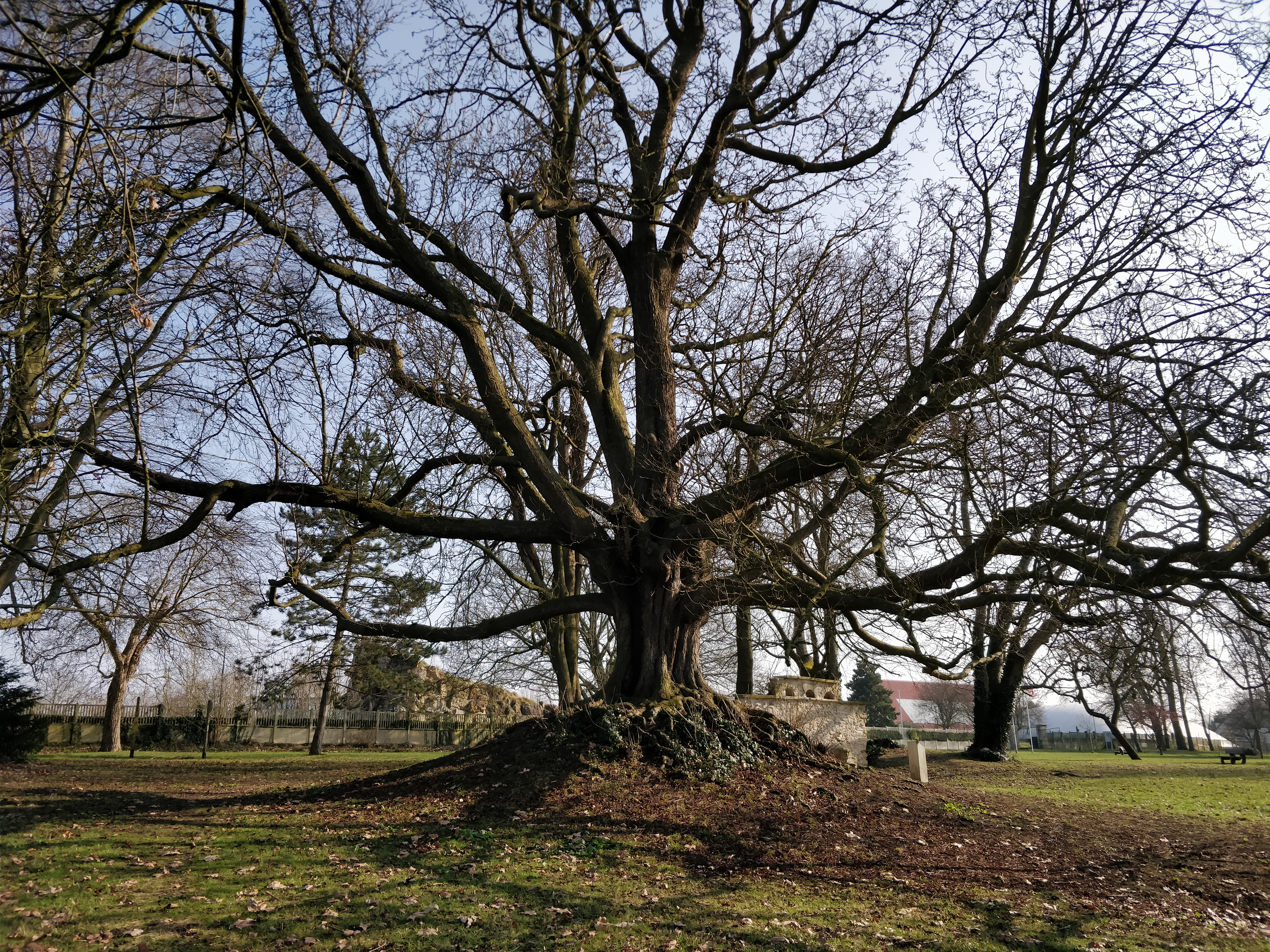
Le Grand Marronnier, arbre remarquable.
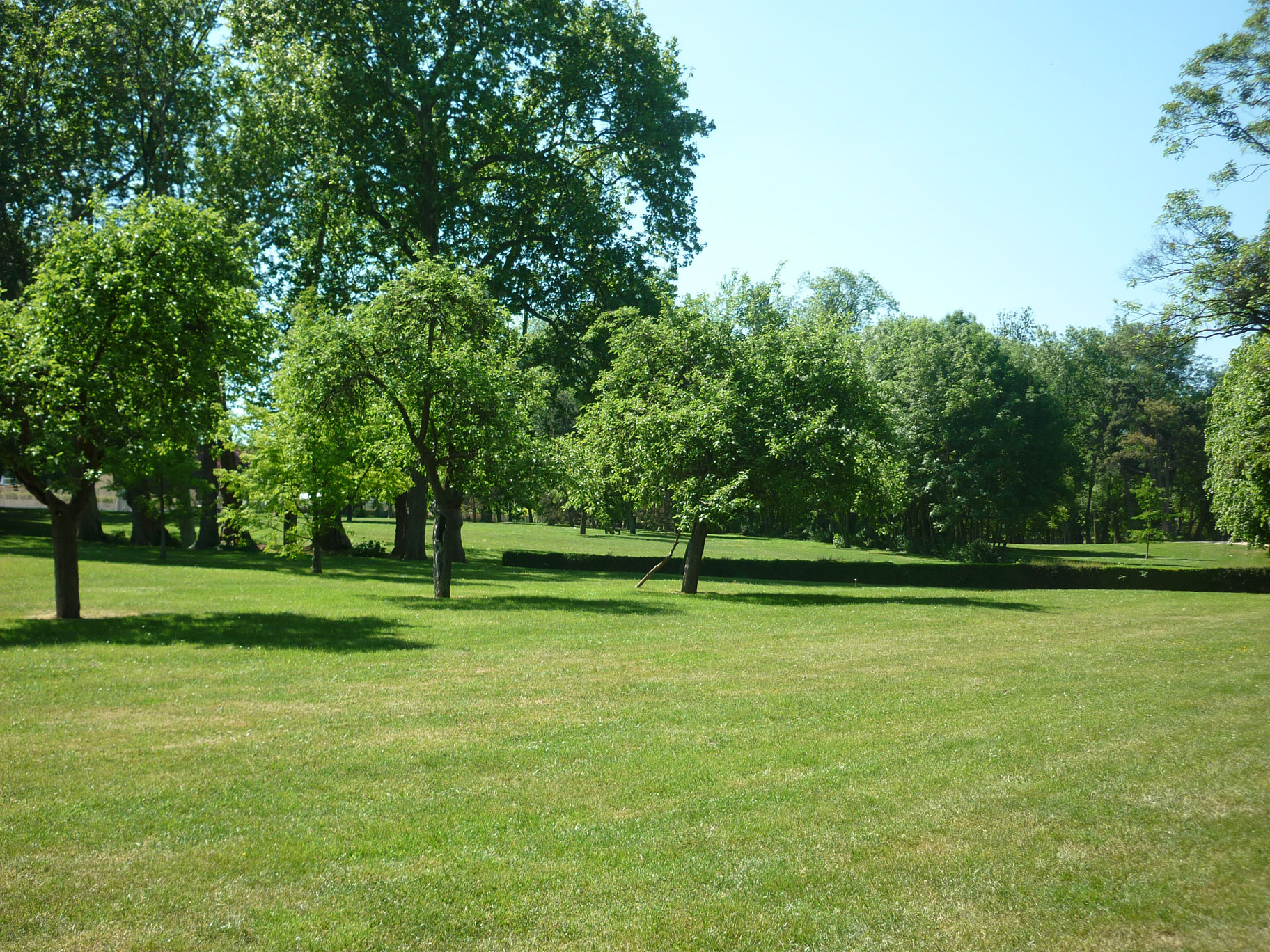
Domaine Les Étangs - Espace Arthur-Clark.
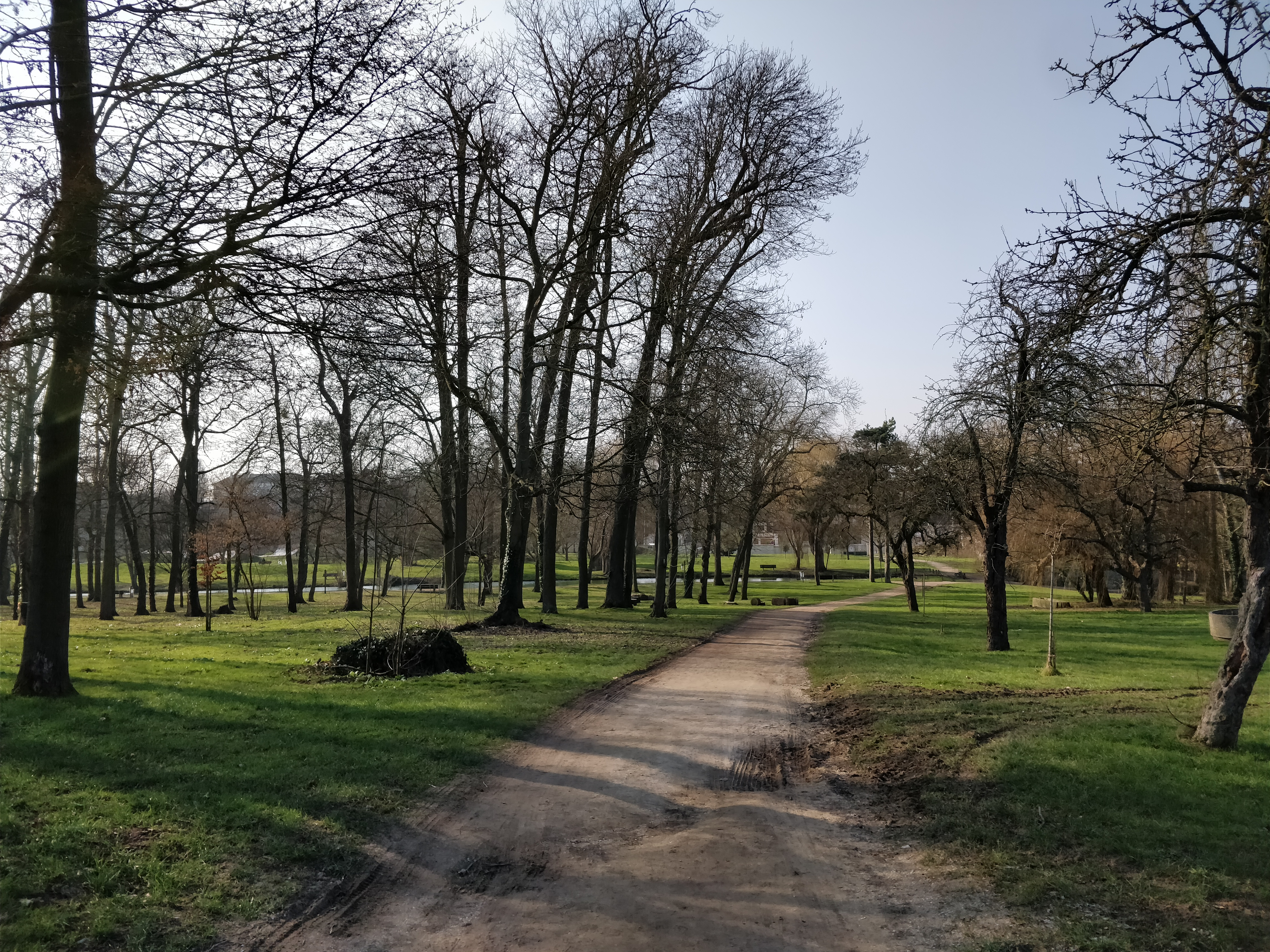
Domaine Les Étangs - Espace Arthur-Clark.
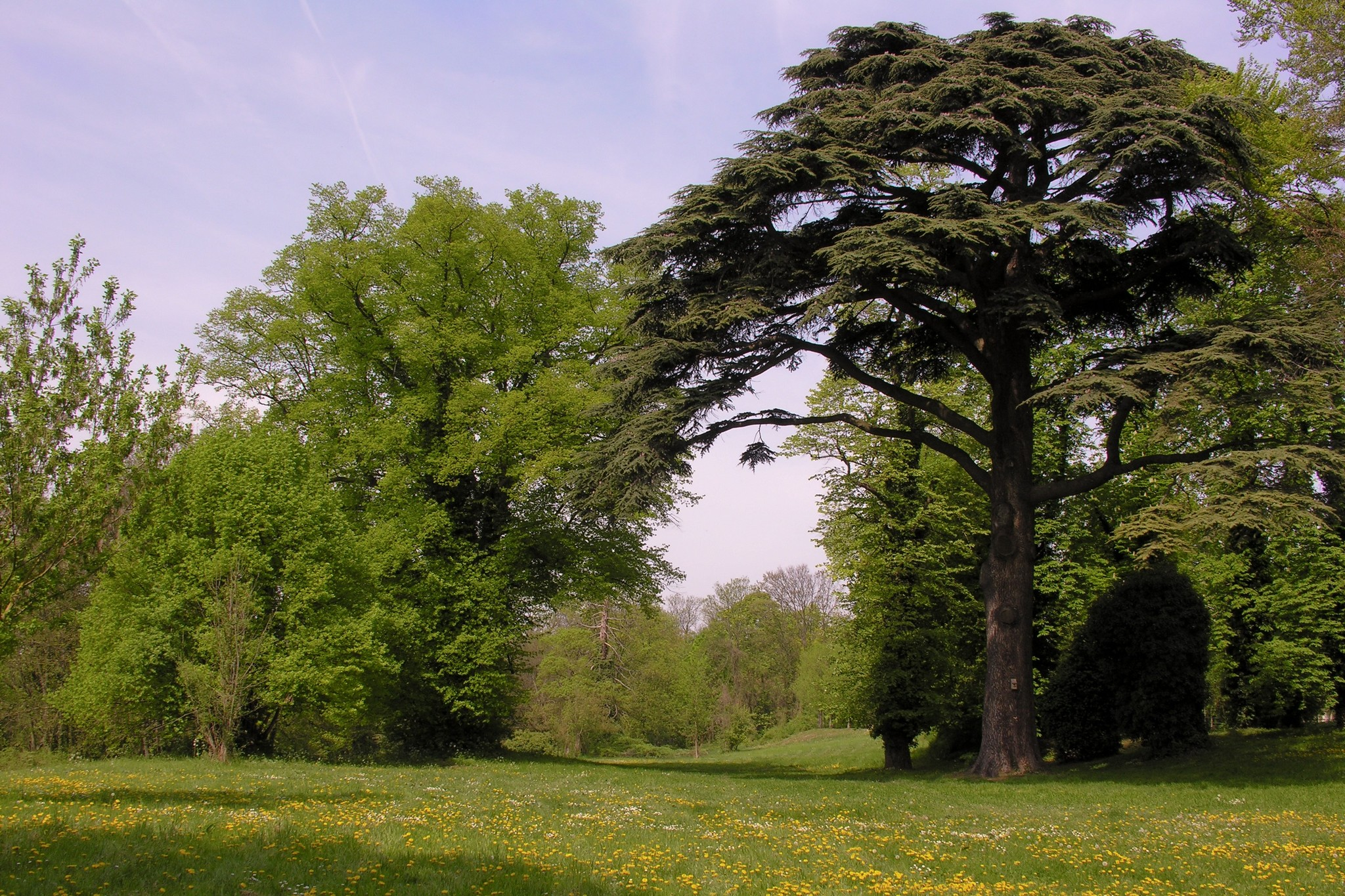
Domaine du château de Montjean.
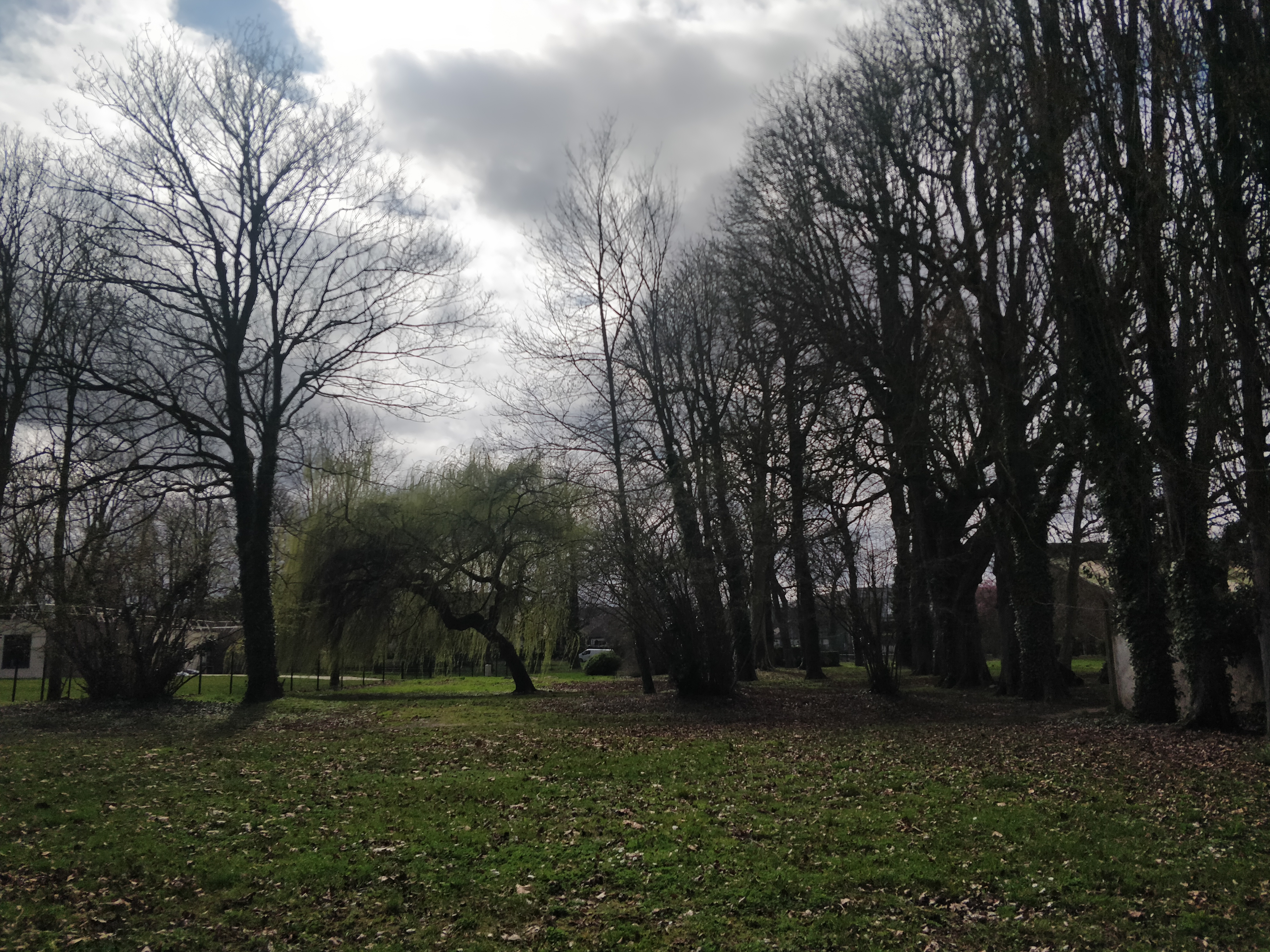
Château Gaillard.
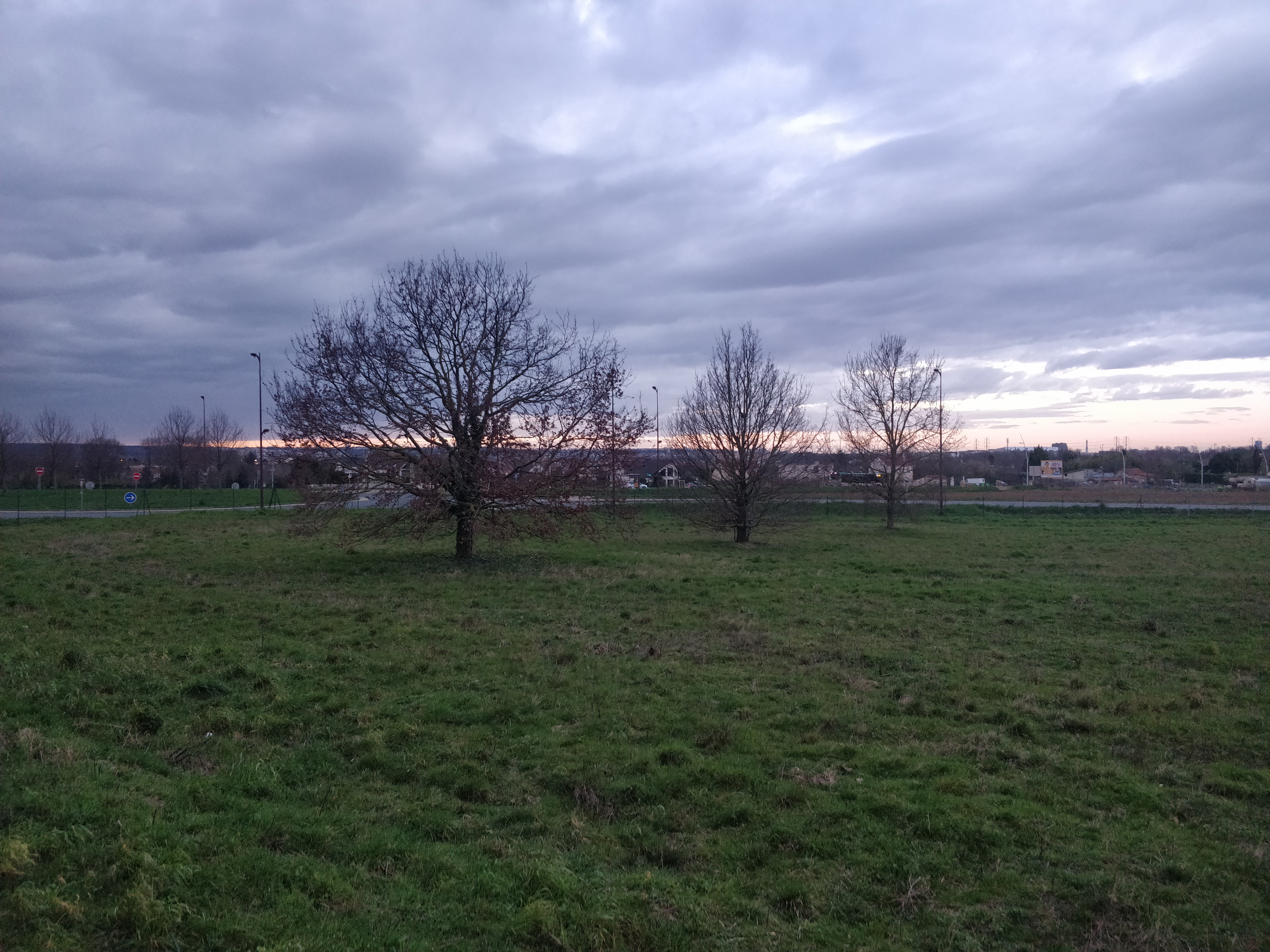
Les trois arbres alignés de la Méridienne verte.

## Urbanisme

### Typologie
Au 1er janvier 2024, Wissous est catégorisée grand centre urbain, selon la nouvelle grille communale de densité à sept niveaux définie par l'Insee en 2022.
Elle appartient à l'unité urbaine de Paris, une agglomération inter-départementale regroupant 407  communes, dont elle est une commune de la banlieue,,. 
Par ailleurs la commune fait partie de l'aire d'attraction de Paris, dont elle est une commune du pôle principal,. Cette aire regroupe 1 929 communes,.

### Occupation des sols
| Type d’occupation | Pourcentage | Superficie (en hectares) |
| --- | ----------- | ------------------------ |
| Zones urbanisées | 22 %        | 201 ha                   |
| Zones industrielles ou commerciales et réseaux de communication | 52 %        | 476 ha                   |
| Espaces verts artificialisés, non agricoles | 0,68 %      | 6 ha                     |
| Terres arables | 18 %        | 167 ha                   |
| Zones agricoles hétérogènes | 3 %         | 24 ha                    |
| Forêts | 4 %         | 37 ha                    |
| Source : Corine Land Cover (CLC) 2018, Service de la donnée et des études statistiques du ministère chargé de l'écologie et Institut national de l'information géographique et forestière |             |                          |

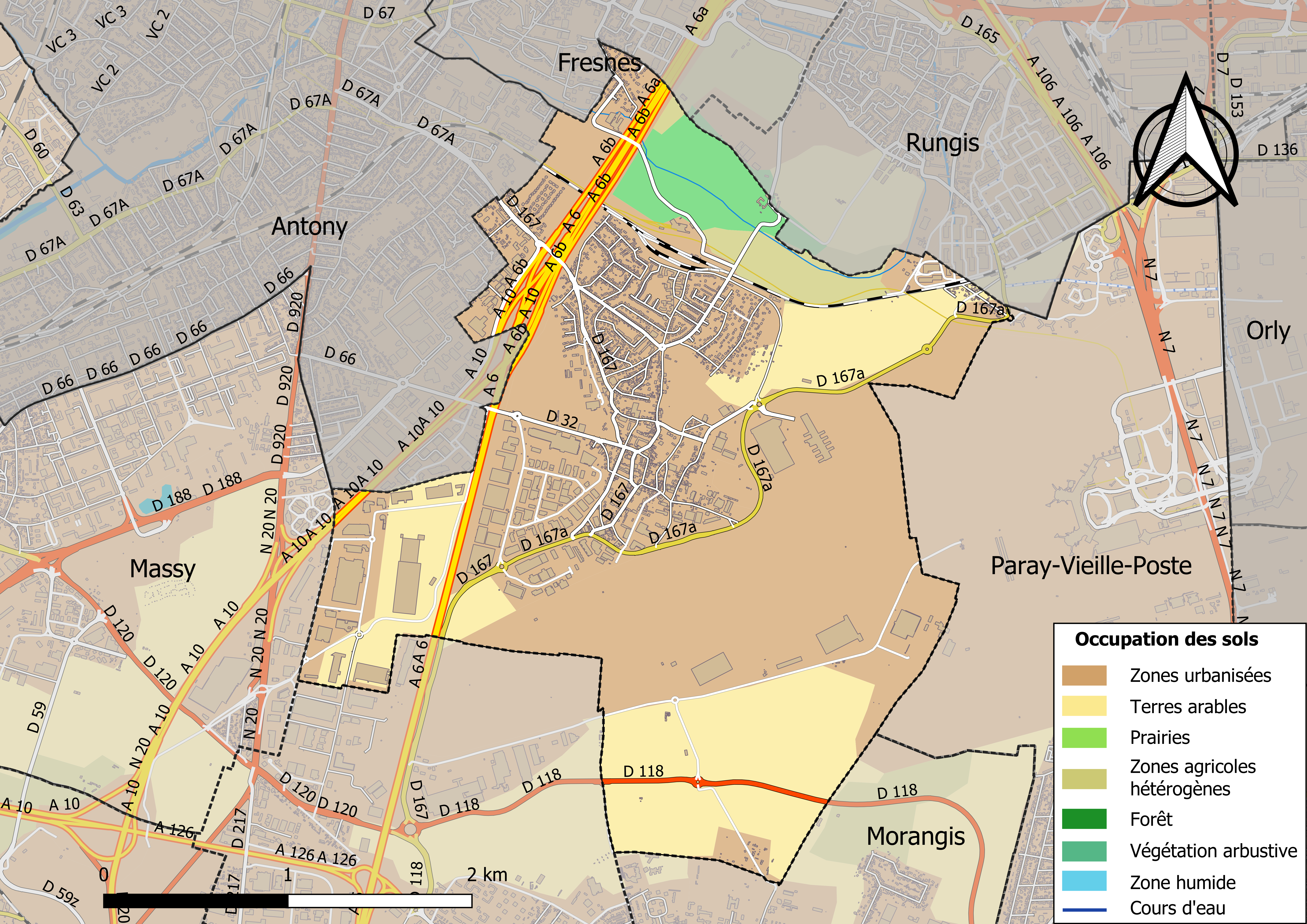
Carte des infrastructures et de l'occupation des sols de la commune en 2018 (CLC).

La commune étant située dans la plaine de Montjean, elle est réputée très fertile. Un quart sud-est de la superficie de Wissous est occupé par l'aéroport Paris-Orly.
Le cadastre montre que la plupart des terrains « libres » appartiennent dans les faits à une poignées de grandes familles anciennes de la commune.

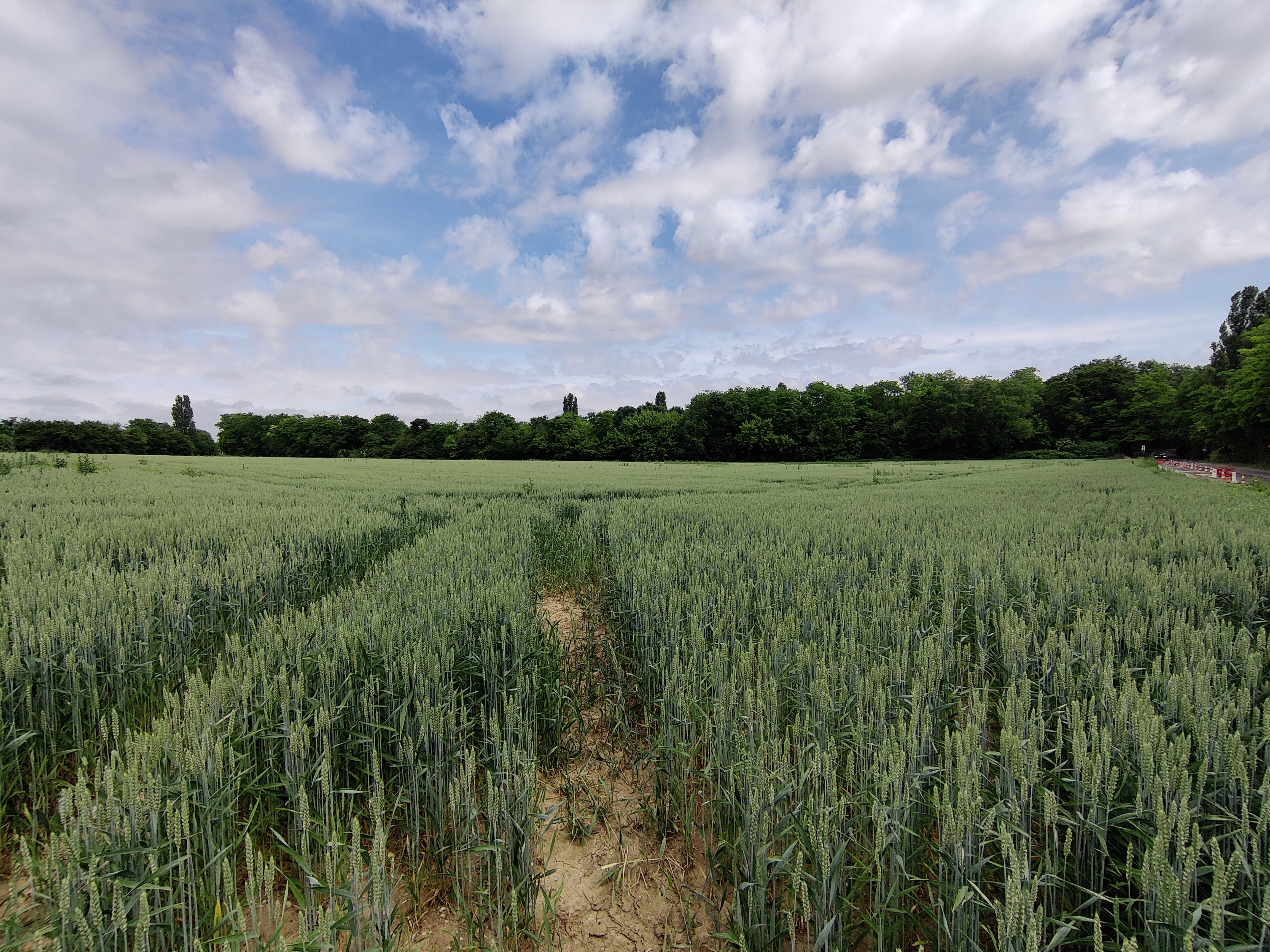
Des champs agricoles sont régulièrement visibles à Wissous bien que Paris ne soit qu'à une dizaine de kilomètres.

### Lieux-dits, écarts, quartiers et rues

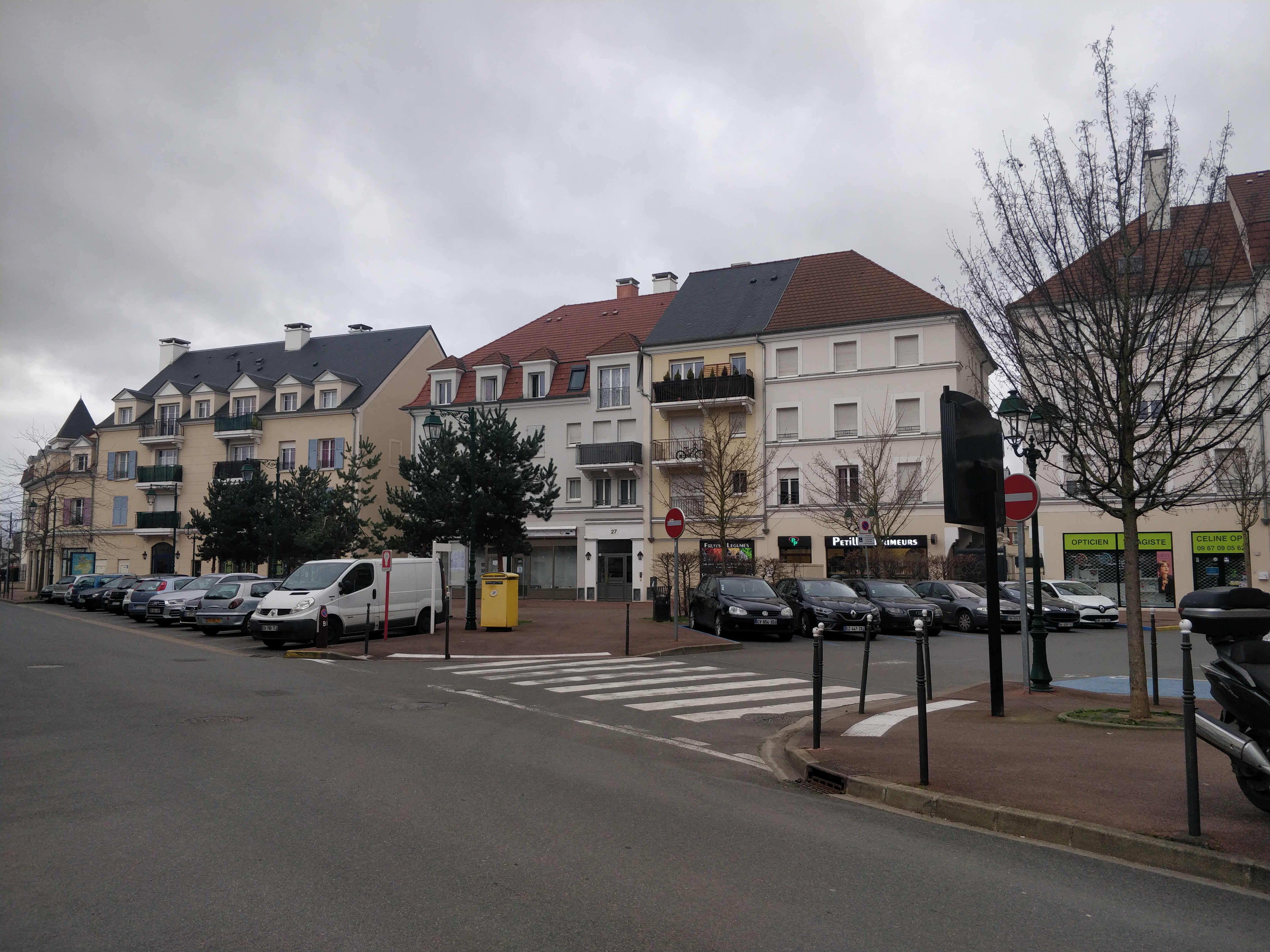
La place Saint-Éloi dans le quartier du même nom.

La commune de Wissous est aujourd'hui séparée en différents quartiers constitués au fil de son évolution et de son lotissement. Le centre-ville historique, dit Vieux Wissous, est implanté autour de l'église.
Wissous compte huit quartiers : Fribouli, dans l'ouest de la commune ; Saint-Exupéry, centré autour de l'espace culturel Saint-Exupéry ; Vieux Wissous, centre-ville historique ; Montjean, proche du domaine du château de Montjean à proximité de Rungis ; Bois Charlet, proche d'Antony ; le Coteau de Wissous, proche de Fresnes dans le nord-ouest de la commune et anciennement nommé Bas-de-Fresnes ; La Fraternelle, jouxtant la gare de Rungis - La Fraternelle et Rungis dans le nord-est de la commune ; et Saint-Éloi, composé de constructions de la fin des années 2000.
Dans les années 2000 et 2010, à la suite des départs d'usines, des projets immobiliers sont engagés, notamment le quartier Saint-Éloi dans le nord de la commune sur l'ancienne zone d'activité de la Gare et l'ensemble immobilier des Vergers de Wissous (266 logements) à la place de l'ancien centre auto Leclerc dans l'ouest de la commune. L'ancienne zone d'activité des Meuniers a également été réhabilitée. Ces zones sont essentiellement composées de logements, de maisons individuelles et de quelques commerces, sur la base d'un travail d'urbanisme d'ensemble géré par des promoteurs immobiliers. Le quartier Saint-Éloi, dont le but avoué est un développement de la population de la commune pour pouvoir prétendre à l'ouverture d'une gare, fait notamment l'objet d'un développement par Eiffage Aménagement pour lequel a notamment œuvré l'architecte, urbaniste et paysagiste français Xavier Bohl. Une fontaine « provençale » et une aire de jeux de boules sont, au-delà d'être des lieux de rencontres, des clins d'œils à la Provence chère à l'architecte. La différence d'habitats et d'urbanisme entre ce nouveau quartier et le centre-ville de la commune, ancien, est notable et a de facto créé un nouveau centre de gravité dans la ville. L'existence de ces nouveaux logements a provoqué aussi l'installation d'habitants venus de communes proches dans lesquelles l'offre de logements est plus limitée et plus chère telles que Rungis et Antony.
La ville compte un certain nombre de rues en hommage à des personnes impliquées dans la ville, comme des anciens maires (rond-point Gilbert-Buffat, place René-Lametti, etc.), adjoints (rue Georges-Didier, rue Gilbert-Robert, Boulevard Claude-Cheveau, etc.), ecclésiastiques (place de l'abbé Varaigne, rue du père Maxime-Koenig, etc.) ou encore personnalités locales (rue Guillaume-Bigourdan, rue de l'Amiral-Mouchez, rue du docteur Ténine, etc.). Certains quartiers comportent également des rues avec des noms de végétaux (rue des Acacias, allée des Myosotis, allée des Dahlias, villa des fleurs, etc.).

Cartes postales de l'urbanisme et d'habitations de la commune vers 1900.
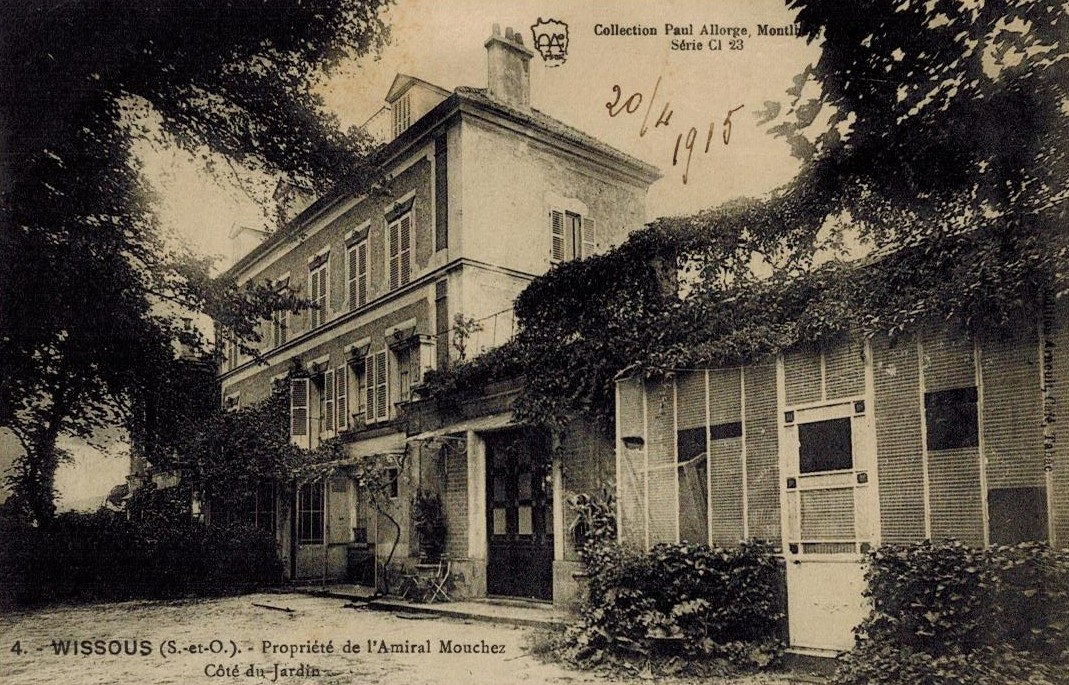
La demeure de l'amiral Ernest Mouchez.
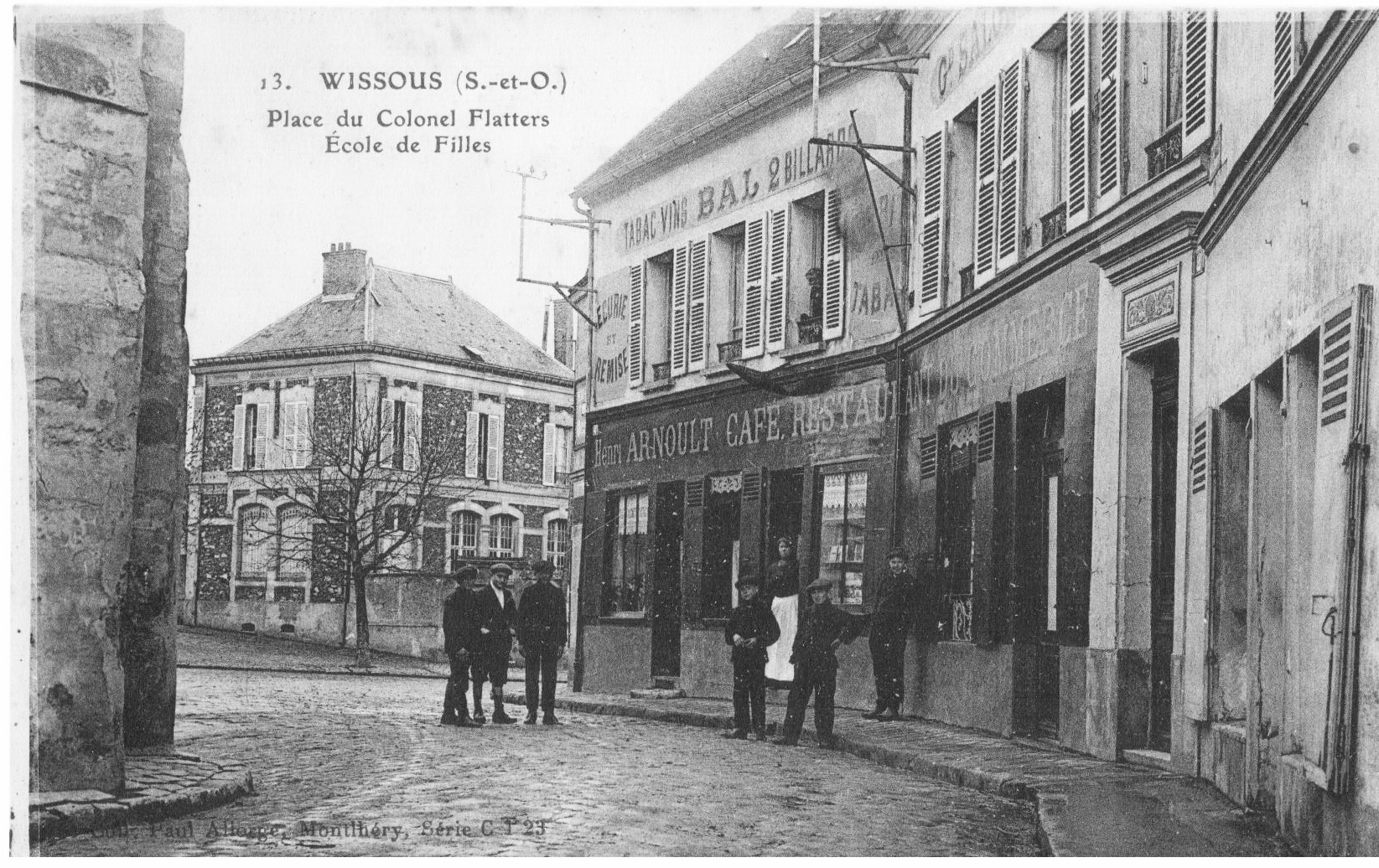
La place du colonel Paul Flatters.
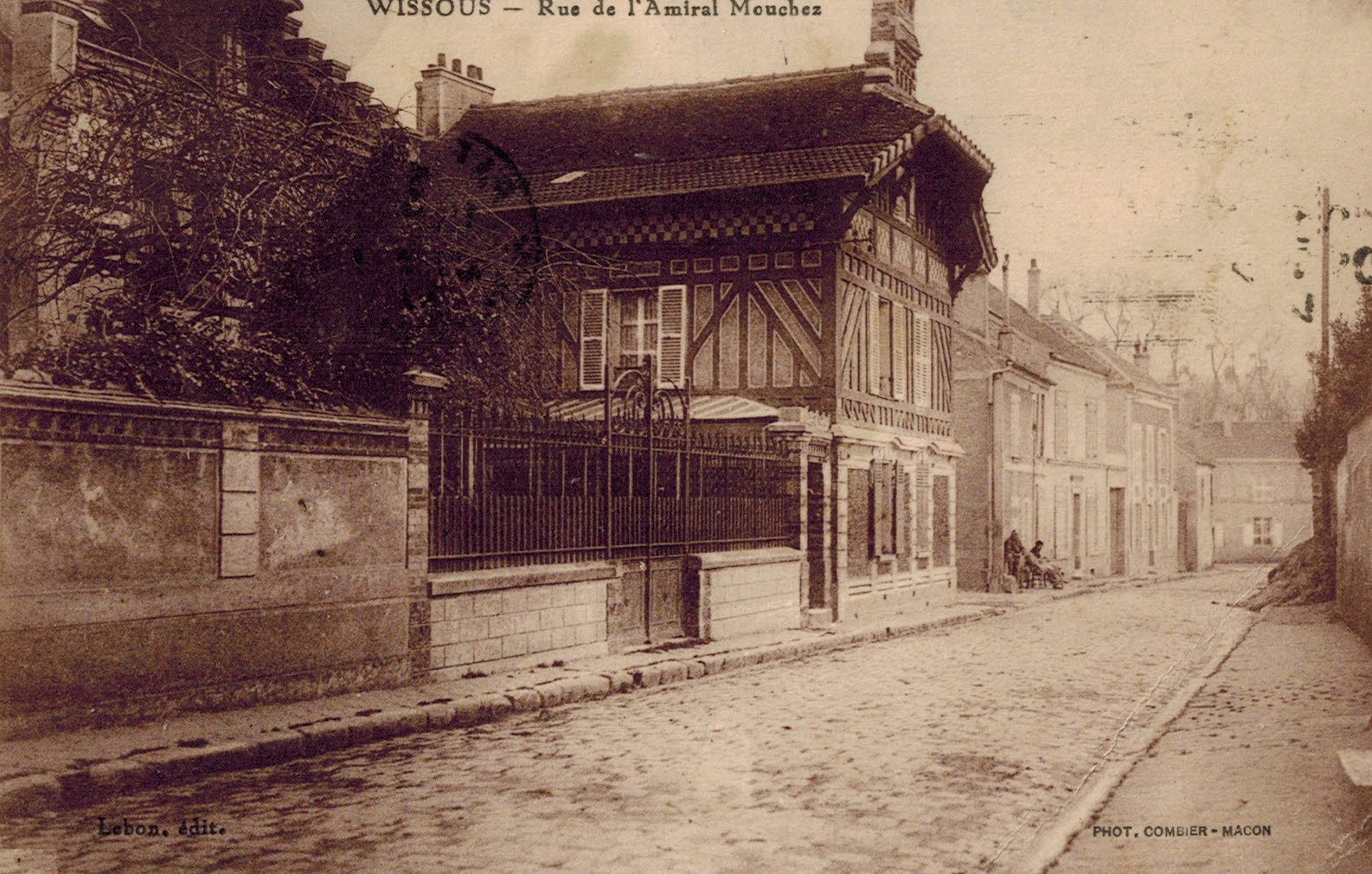
La rue de l'Amiral-Mouchez.
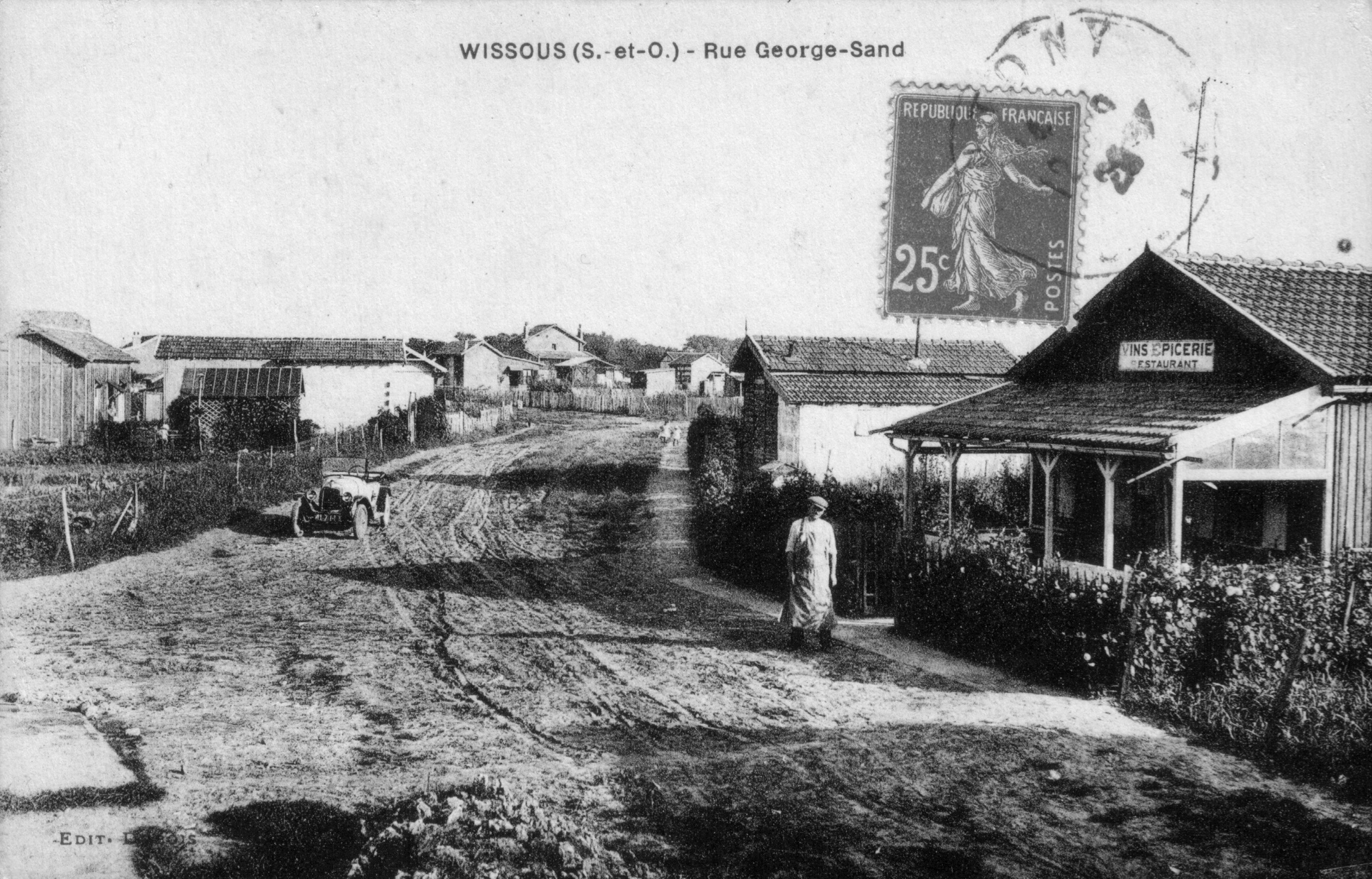
La rue George-Sand.
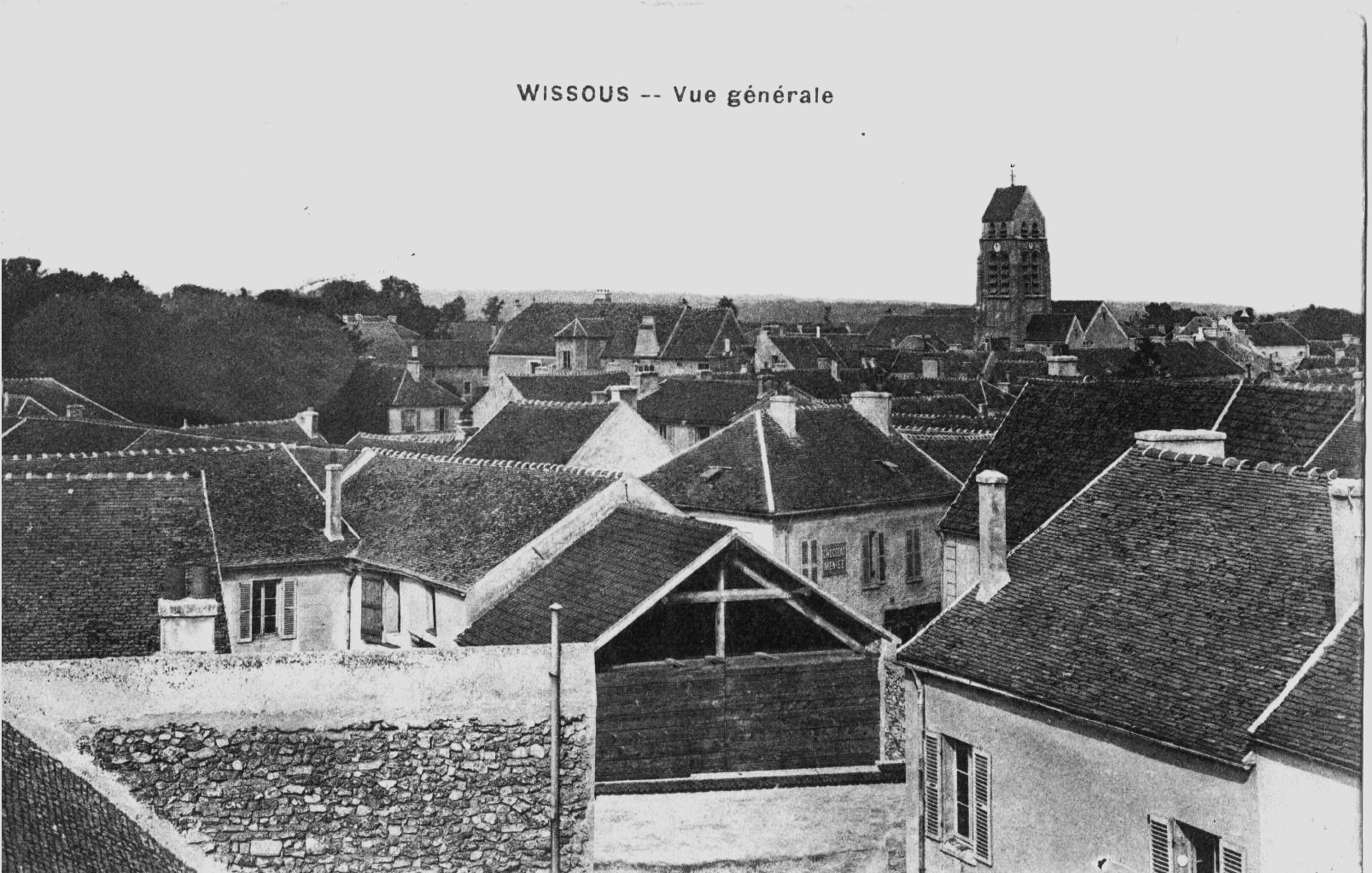
Vue général de Wissous en 1912.
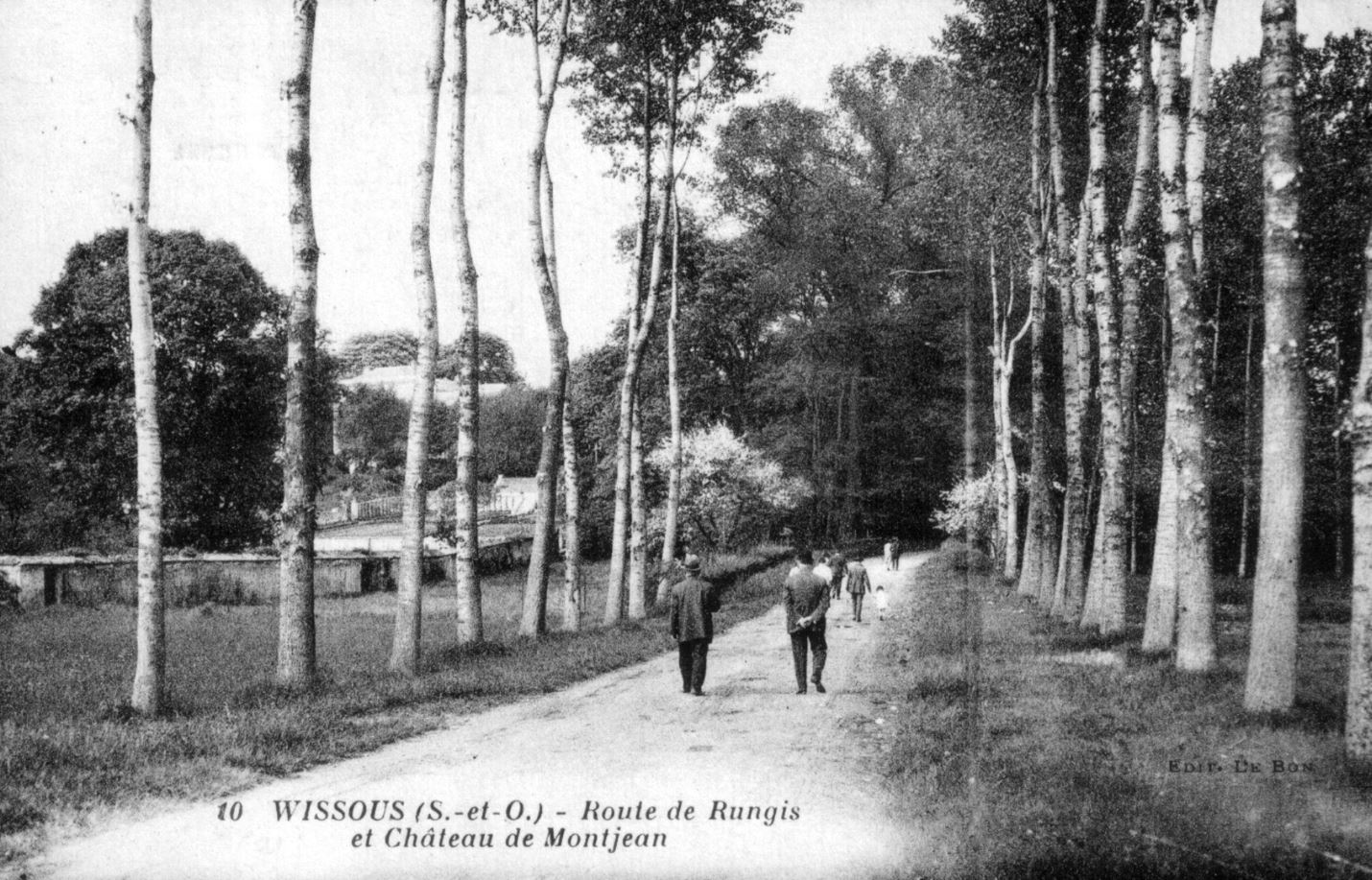
La route de Montjean avec le château de Montjean en arrière-plan.
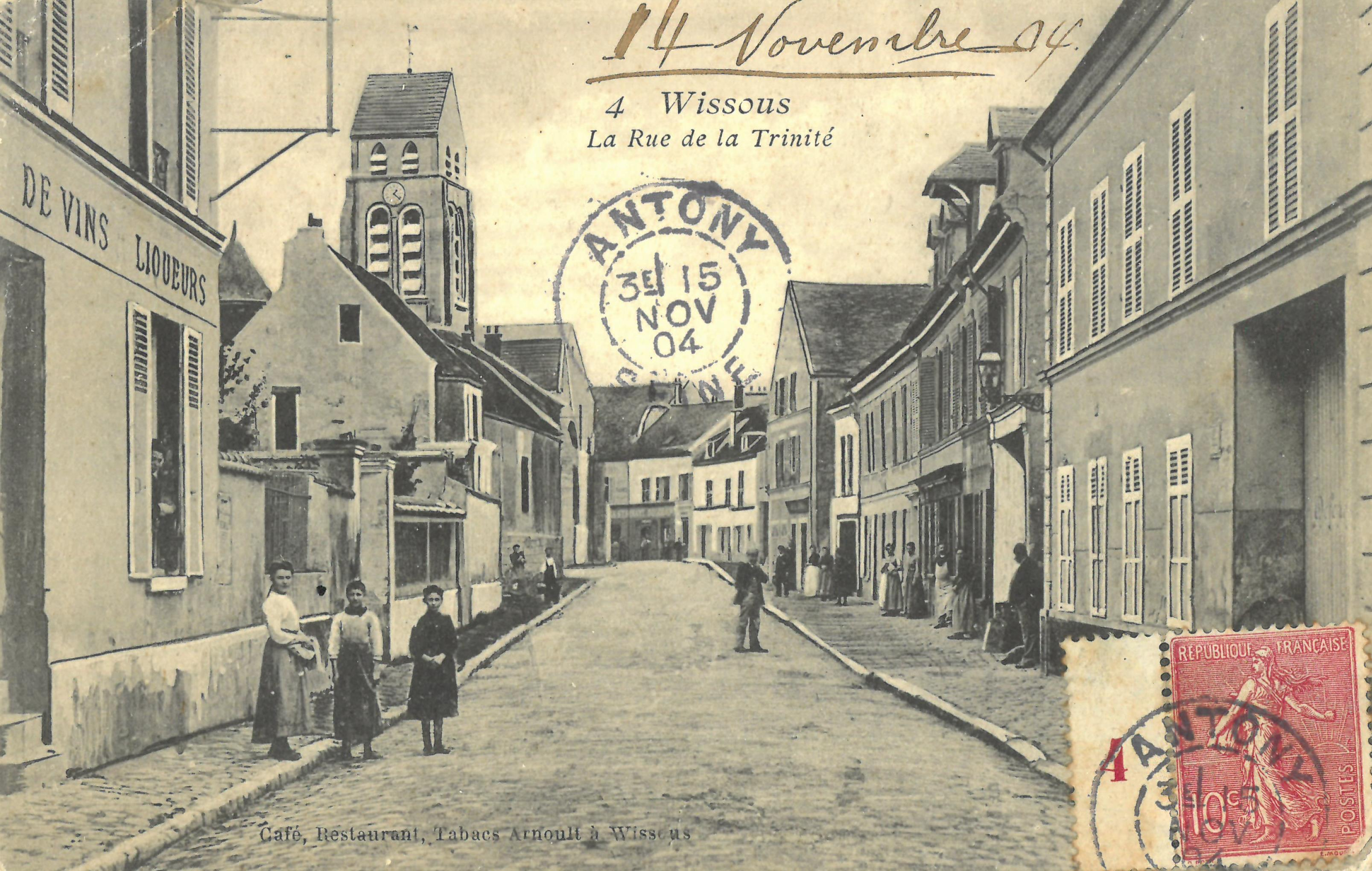
La rue Victor-Baloche avec le clocher de l'église en fond.

### Habitat et logement
En 2021, le nombre total de logements dans la commune était de 3 385, alors qu'il était de 3 330 en 2016 et de 2 618 en 2011. 
Parmi ces logements, 92,2 % étaient des résidences principales, 0,9 % des résidences secondaires et 6,9 % des logements vacants. Ces logements étaient pour 47,5 % d'entre eux des maisons individuelles et pour 51,9 % des appartements. 
Le tableau ci-dessous présente la typologie des logements à Wissous en 2021 en comparaison avec celle de l'Essonne et de la France entière. Une caractéristique marquante du parc de logements est ainsi la faible proportion des résidences secondaires et logements occasionnels (0,9 %) par rapport au département (1,9 %) et à la France entière (9,7 %). 
| Typologie                                               | Wissous | Essonne | France entière |
| ------------------------------------------------------- | ------- | ------- | -------------- |
| Résidences principales (en %)                           | 92,2    | 91      | 82,2           |
| Résidences secondaires et logements occasionnels (en %) | 0,9     | 1,9     | 9,7            |
| Logements vacants (en %)                                | 6,9     | 7,2     | 8,1            |

La ville a longtemps profité de sa proximité avec l'aéroport de Paris-Orly pour avoir une dérogation de la loi relative à la solidarité et au renouvellement urbains. D'un autre côté, cela ajoute une complexité de renouvellement du Vieux Wissous du fait de son intégration dans les zones du plan d'exposition au bruit (PEB) de l'aéroport.
Wissous est en zone « tendue », donc le préavis de fin de bail n'est que d'un mois.

### Voies de communication et transports

#### Réseau ferré

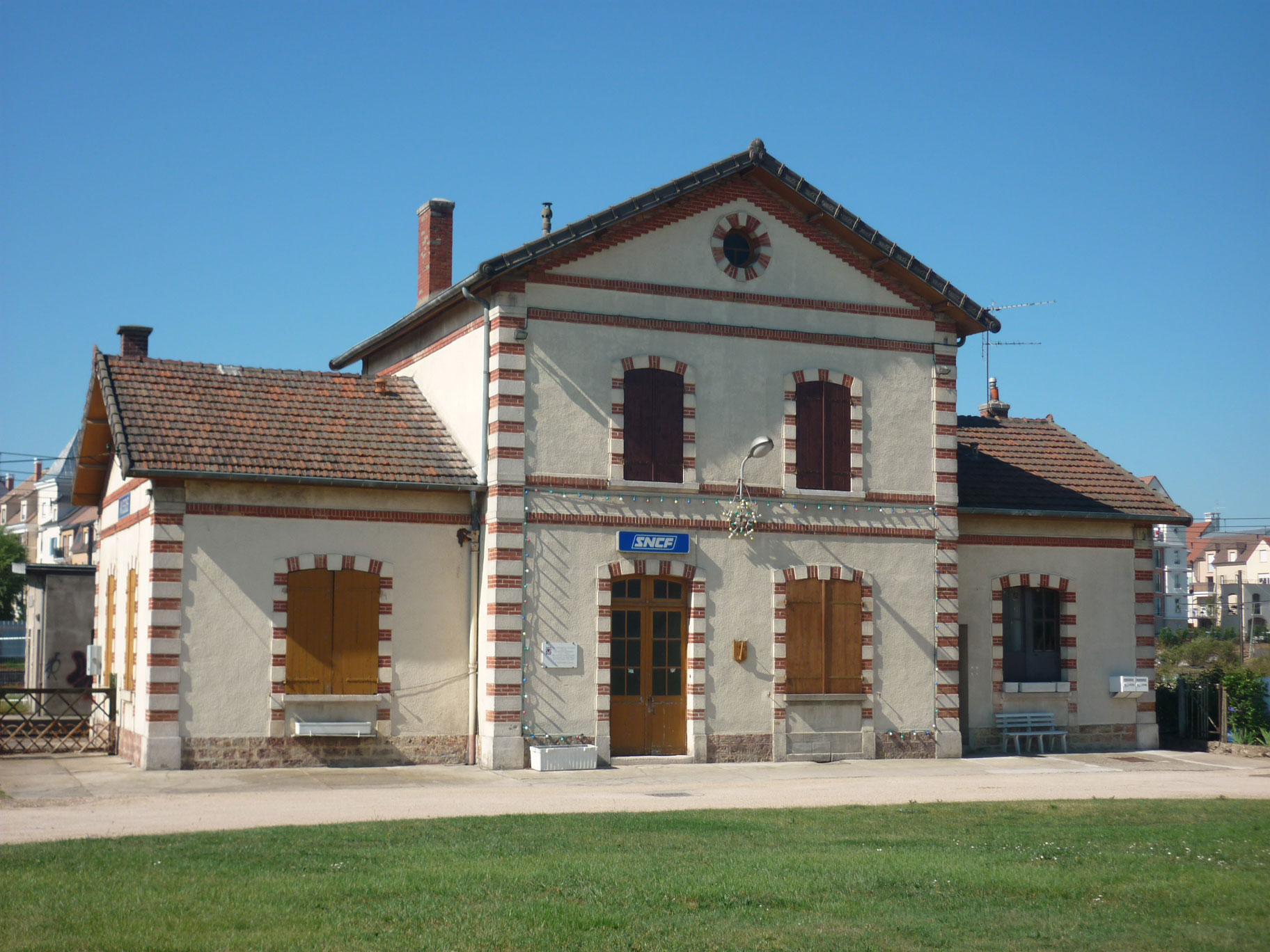
L'ancienne gare de Wissous, sur la Grande ceinture stratégique.

La ville n'a plus de gare ferroviaire fonctionnelle depuis l'arrêt de l'Arpajonnais, une ligne de chemin de fer secondaire qui la reliait à Paris, et de la suppression effective de son arrêt sur la ligne de Choisy-le-Roi à Massy - Verrières (ou Grande ceinture stratégique). Le bâtiment, est actif entre 1893 et 1936. Il est désormais désaffecté malgré la volonté municipale de la rouvrir depuis des dizaines d'années. En effet, la ligne C du RER d'Île-de-France (gare de Massy - Palaiseau - gare de Pontoise) passe dans le nord de Wissous, sur les rails jouxtant l'ancienne gare. La gare, propriété de la SNCF, est actuellement inoccupée et n'a plus aucune activité après avoir été un temps occupée comme habitation. La commune désire l'acquérir. Wissous est à mi-chemin entre la gare de Rungis - La Fraternelle au nord-est et la gare du Chemin d'Antony au nord-ouest. Cette ligne SNCF est saturée par les trains de marchandises et TGV qui s'ajoutent au RER et qui imposent une fréquence faible d'un train voyageur toutes les trente minutes, car, sous l'appellation de « barreau sud » ou « barreau de Massy », elle est l'une des rares voies permettant le passage ferré d'est en ouest (et vice-versa) au sud de Paris.
La ligne 7 du tramway d'Île-de-France relie la station de métro Villejuif - Louis Aragon à la ville d'Athis-Mons en passant à proximité de la commune, notamment par la gare de Rungis - La Fraternelle.
La ligne 18 du métro de Paris dont l'ouverture est prévue en 2027 passera par le territoire de Wissous entre les gares d'Antonypôle - Wissous Centre et de l'aéroport d'Orly, sans toutefois s'y arrêter,,. Cependant, la station Antonypôle dessert à distance la ville et trois ouvrages sont sur le territoire de la commune : Cézanne (28 mètres), Robic (35 mètres) et Avernaises (35 mètres) respectivement d'ouest en est,,.
Le projet de ligne à grande vitesse LGV Interconnexion Sud est prévue pour être développée à proximité de la commune.

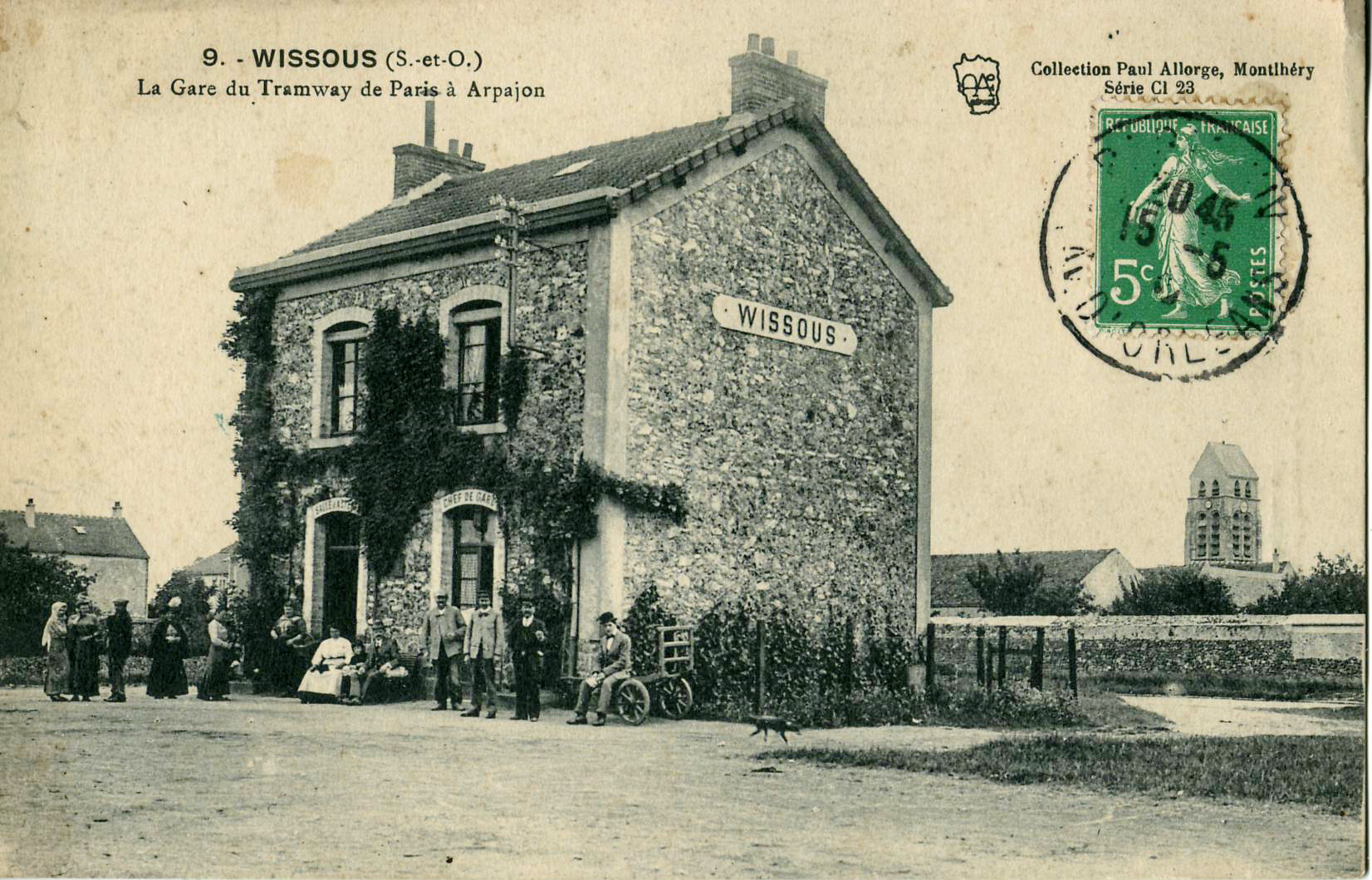
La gare de l'Arpajonnais, ligne de tramway à vapeur qui reliait Arpajon et Marcoussis à Paris de 1893 à 1936.
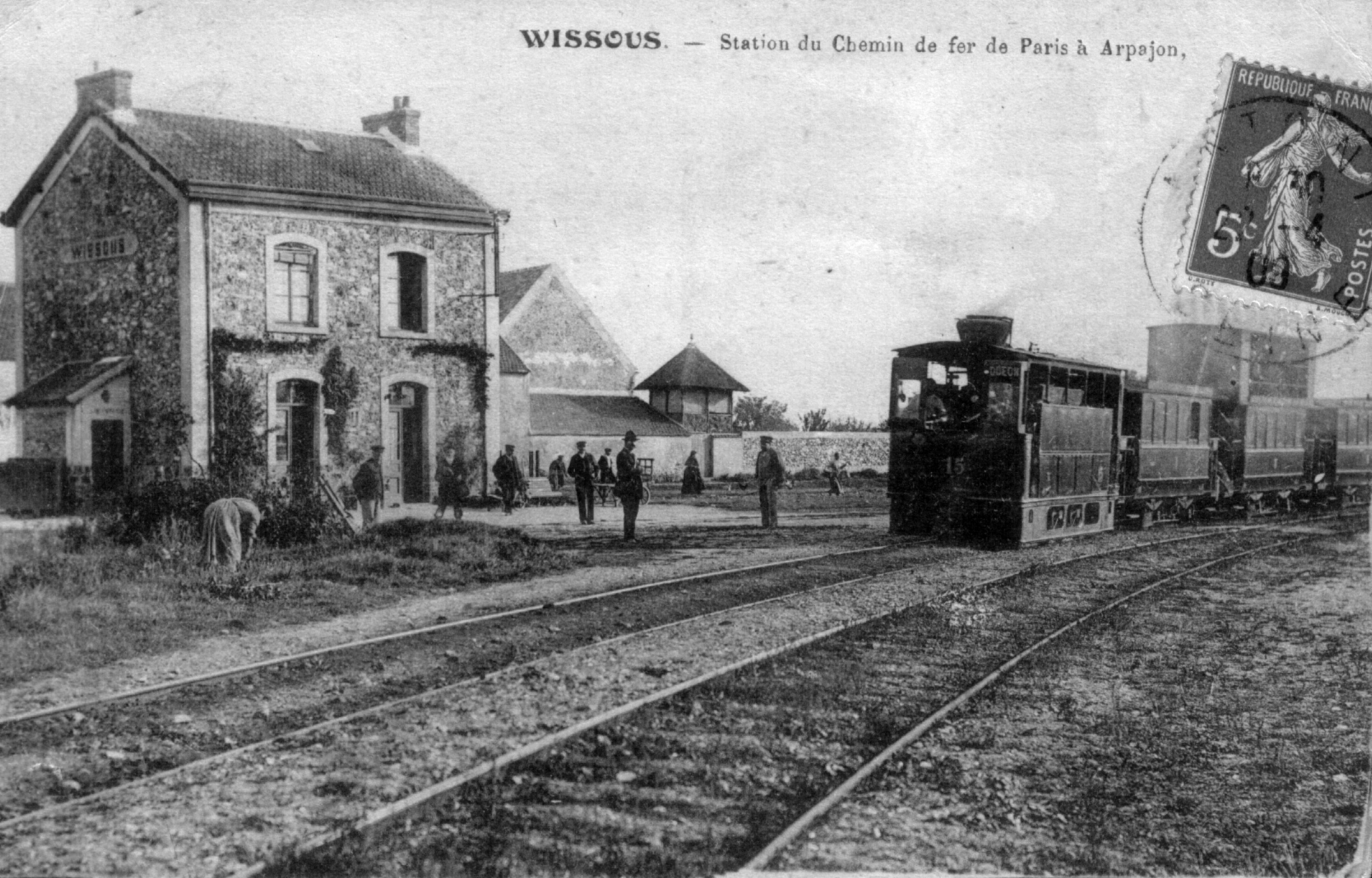
L'Arpajonnais entrant en gare.
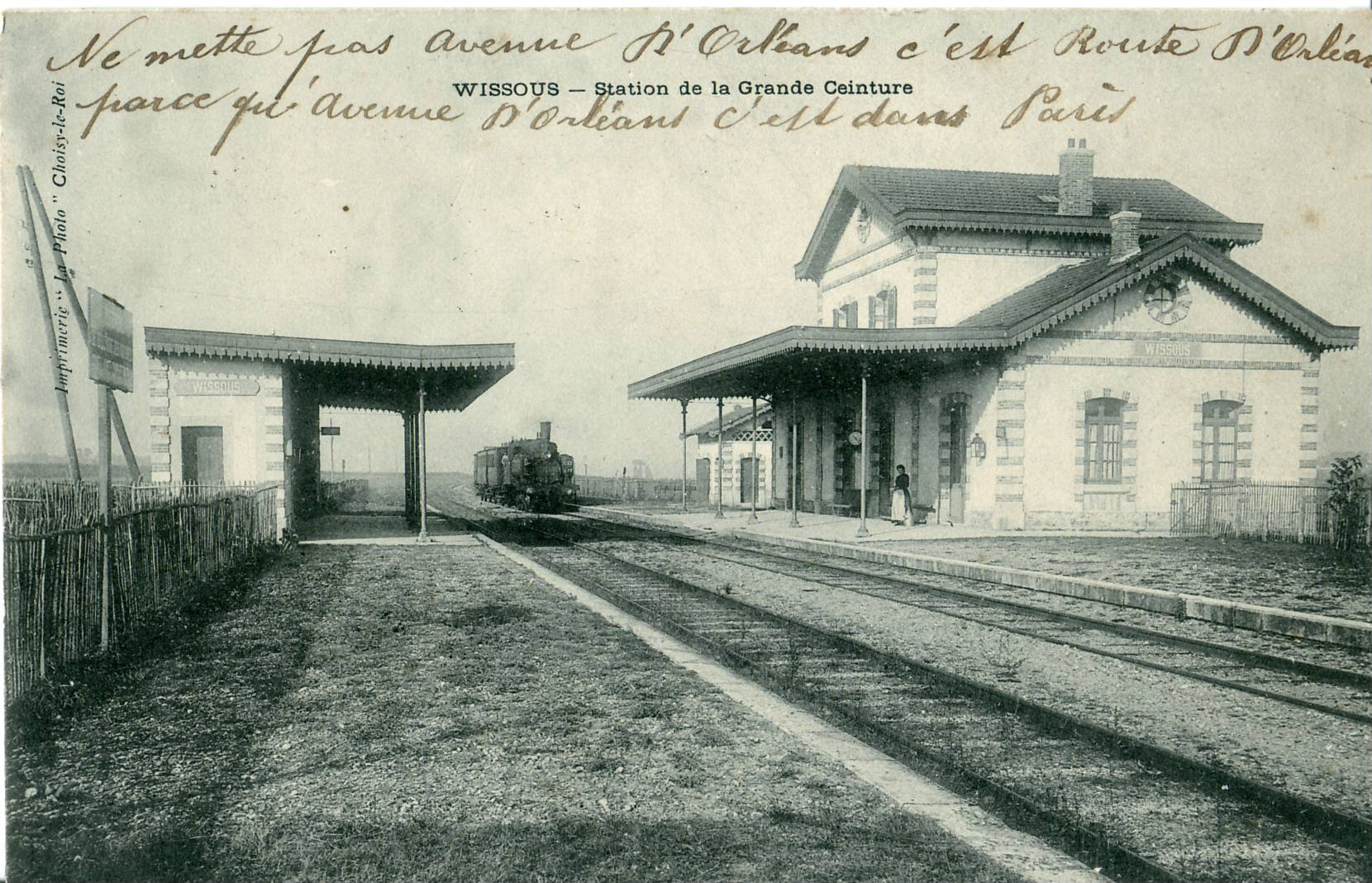
Gare de Wissous sur la ligne de la grande ceinture de Paris, vers 1905.
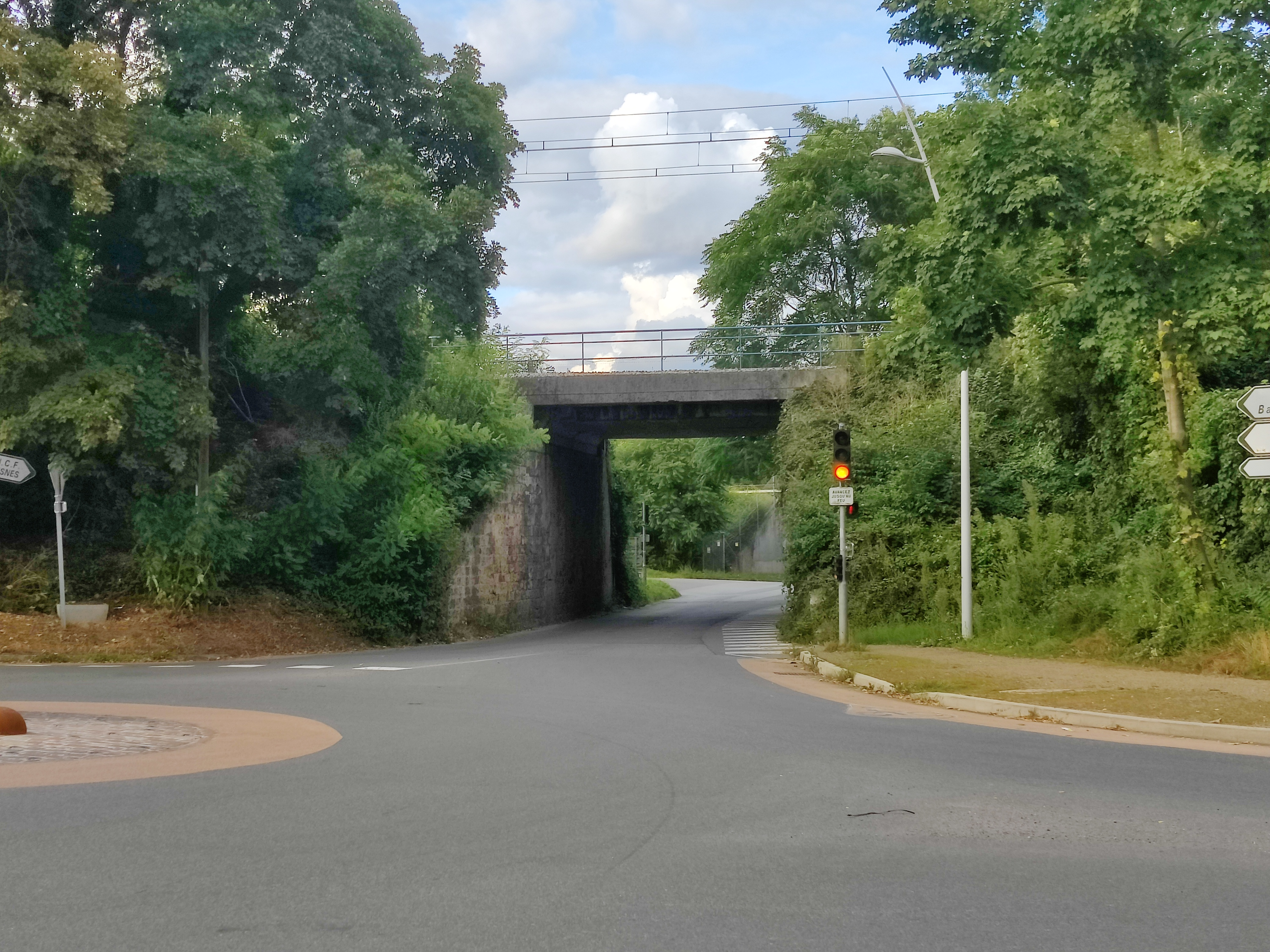
Le pont SNCF de Montjean où passent notamment RER C et TGV.
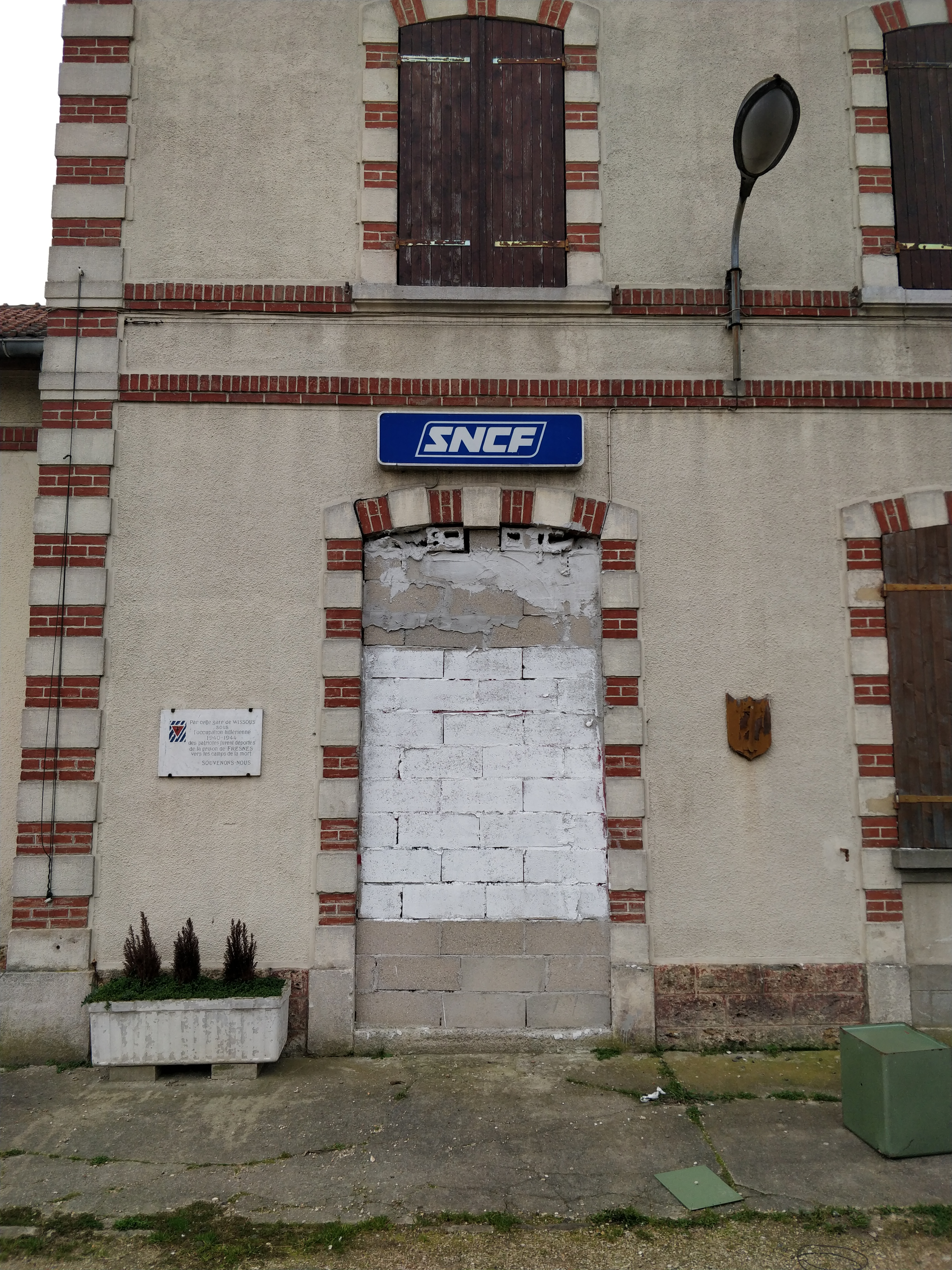
L'entrée désormais murée de la gare de Wissous.

#### Réseau routier

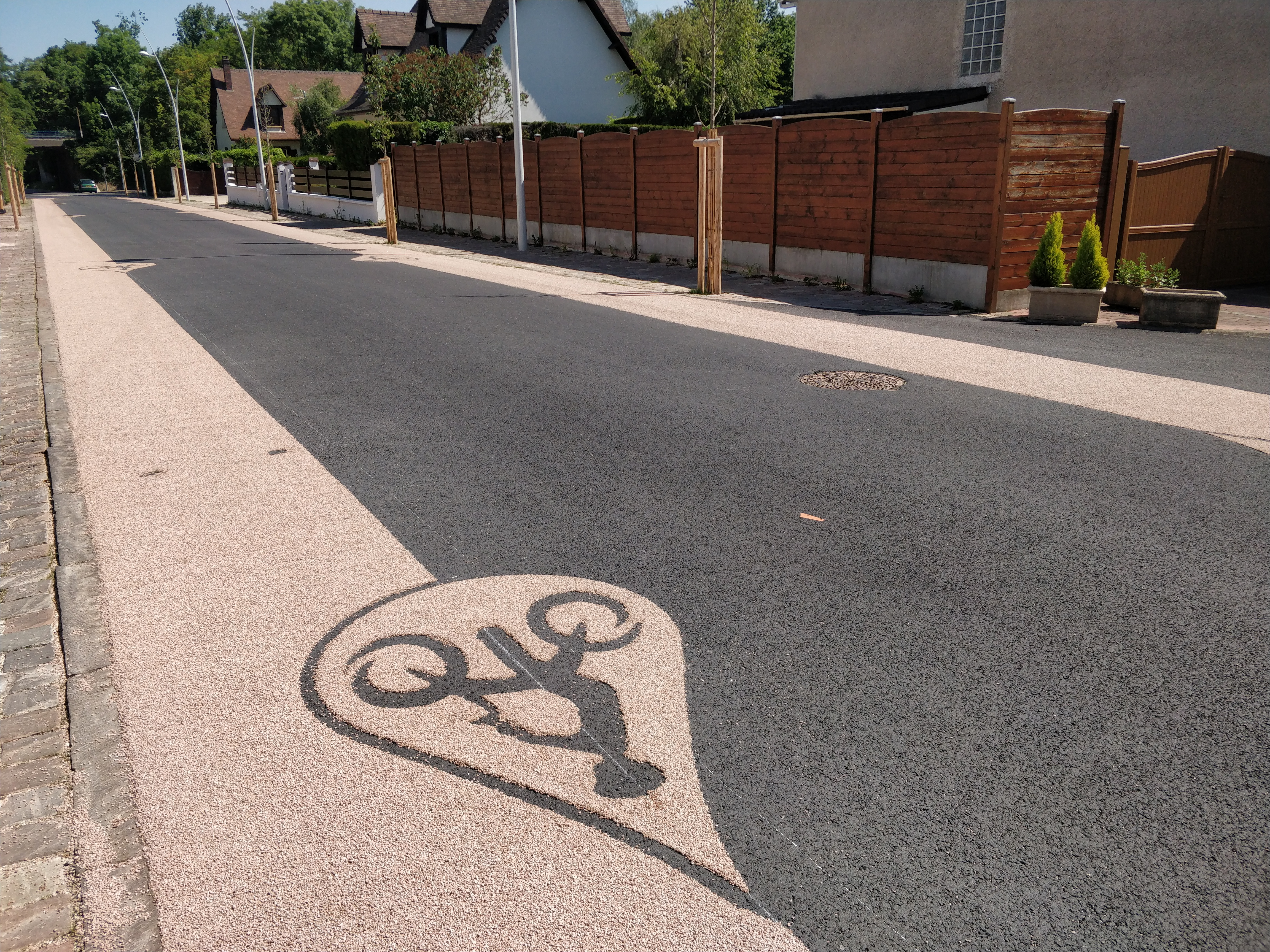
La route de Montjean avec aménagement cyclable, adaptée en « chaucidou ».

Les lignes de bus RATP 319 et 297 passent dans la ville. La ligne no 401 du Réseau de bus de la Bièvre fait la liaison entre la gare d'Antony (ligne B du RER d'Île-de-France) et la mairie de Wissous et les zones industrielles, en passant aussi à proximité de la gare du Chemin d'Antony. La gare d'Antony est devenue cruciale pour Wissous, car la ligne C du RER est largement concurrencée par la ligne B du RER, qui bien que plus lointaine, a la préférence des voyageurs par son trafic plus important et son temps de trajet plus direct avec Paris. Par l'intermédiaire de la gare d'Antony, une autre ligne de la Bièvre permet de rejoindre le Trans-Val-de-Marne et la ligne de tramway T10 à la gare de La Croix de Berny.
60 % des Wissoussiens empruntent de pont d'Antony — un pont enjambant dix-sept voies liées à l'autoroute A6 — pour entrer ou sortir de la ville.
La ligne de bus 91-10 du réseau de bus Île-de-France Ouest relie la gare de Massy TGV à l'aéroport Paris-Orly. À travers la communauté d'agglomération des Hauts-de-Bièvre, un site web de covoiturage est proposé.
La ligne Trans-Val-de-Marne est également accessible à 5 min à pied pour les habitants du Côteau de Wissous, via l'arrêt Montjean, ainsi que la ligne 396.
Une bretelle d'accès à l'autoroute A6 (« l'autoroute du Soleil ») était un projet de la communauté d'agglomération en 2007 pour améliorer l'accès à ses zones industrielles, mais le projet est abandonné en à la fin des années 2000. Seule une sortie de service existe. L'autoroute A10 (« L’Aquitaine ») a son extrémité nord à Wissous, depuis un échangeur avec l'A6. L'autoroute A86 passe au nord de Rungis. La route départementale 167a longe les pistes de l'aéroport au niveau de Wissous. L'ancienne route nationale 20 (actuelle RD 920), reliant notamment Paris à Orléans via Toulouse puis la frontière entre l'Espagne et la France, passe elle à l'ouest de la commune.
Le dépôt de bus de l'ancien réseau Le Paladin (Bièvre Bus Mobilités) se situe à Wissous.
Parmi les voies majeures de Wissous se trouvent : la rue de l'Amiral-Mouchez, la route de Montjean, la route d'Antony-Charles de Gaulle, la rue de la Division-Leclerc ou encore la rue du Général-de-Gressot.

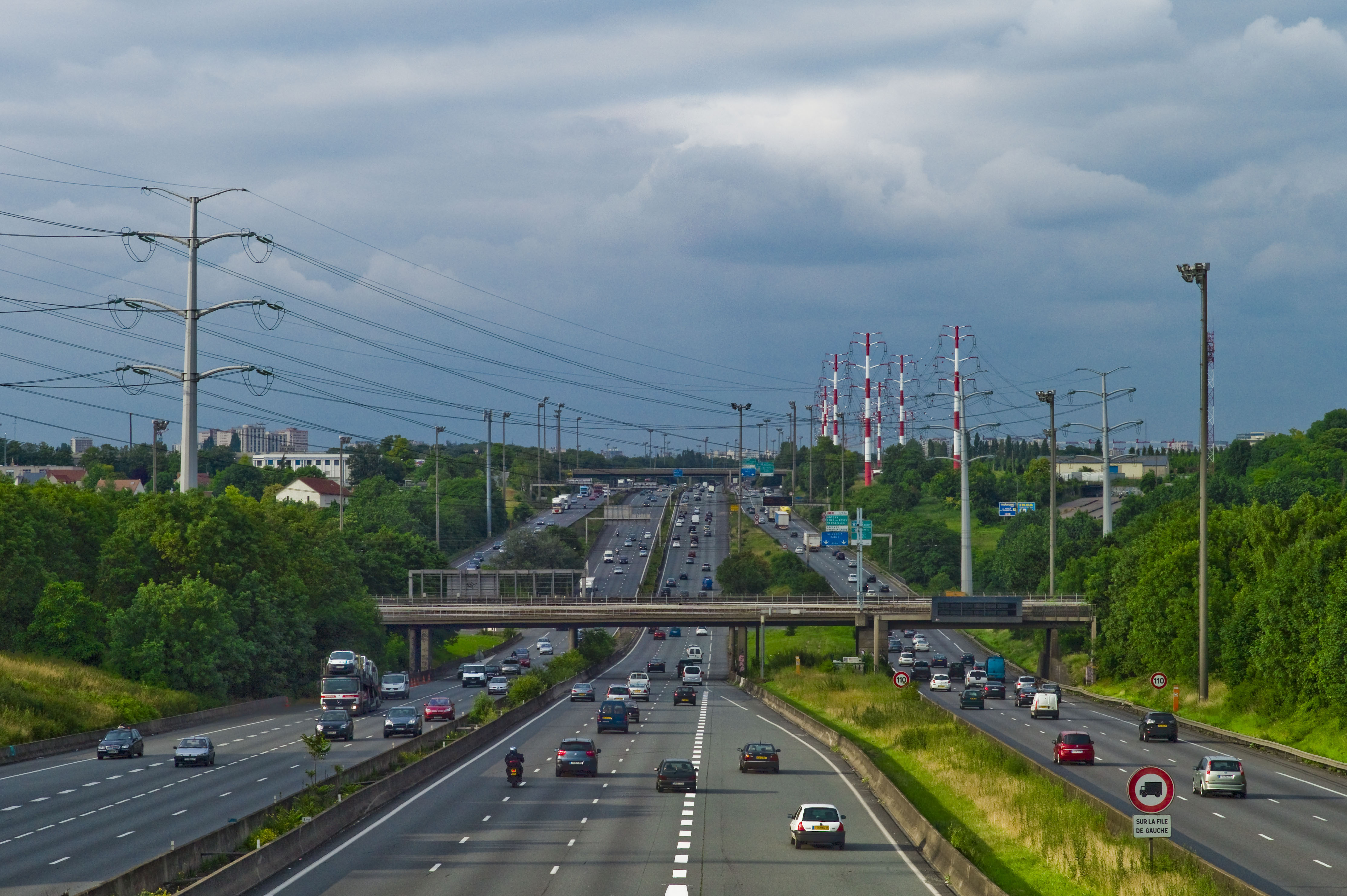
L'autoroute A6 en direction du nord.
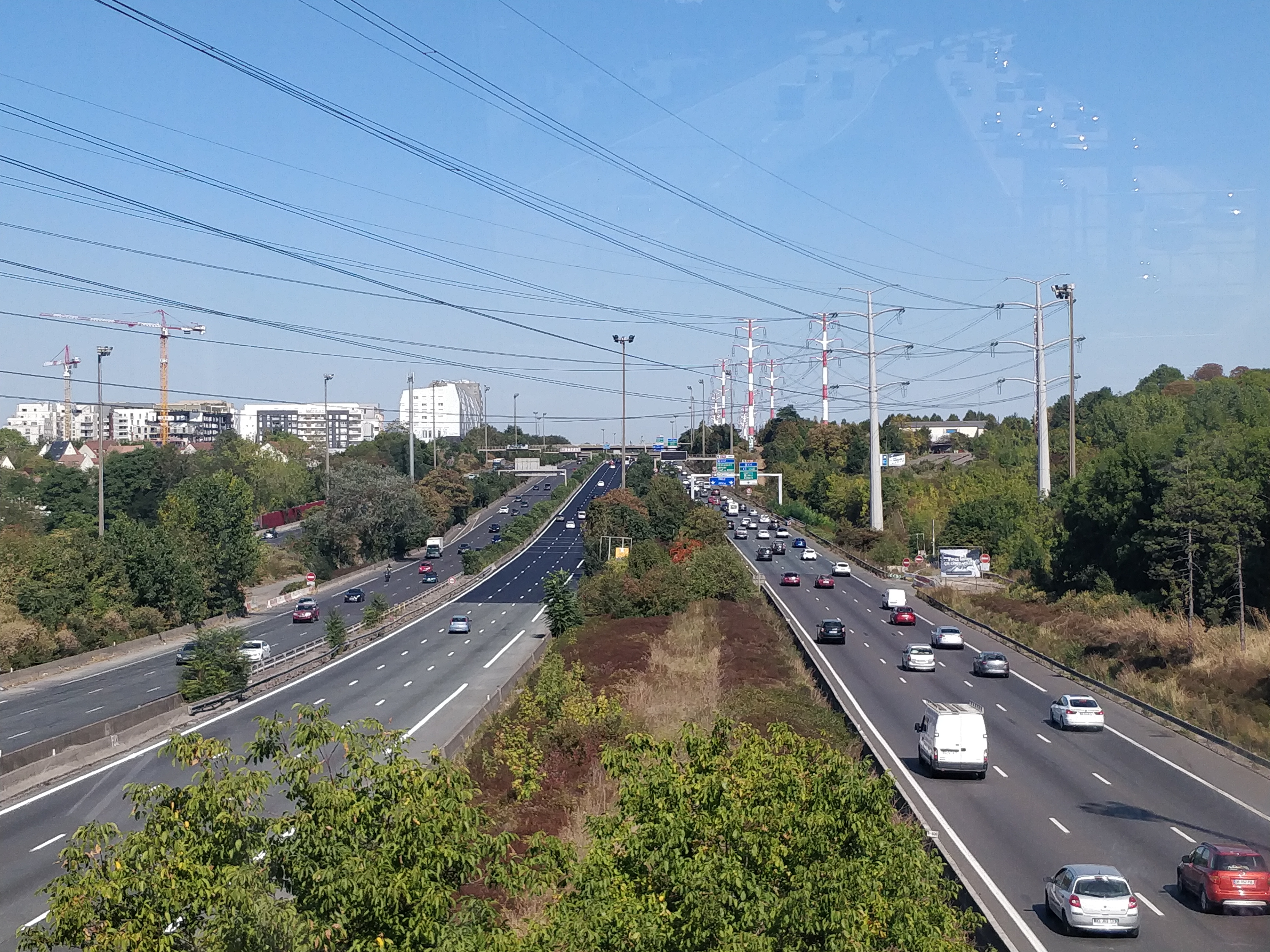
L'autoroute A6 en direction du nord, le quartier de la Cerisaie à Fresnes visible.
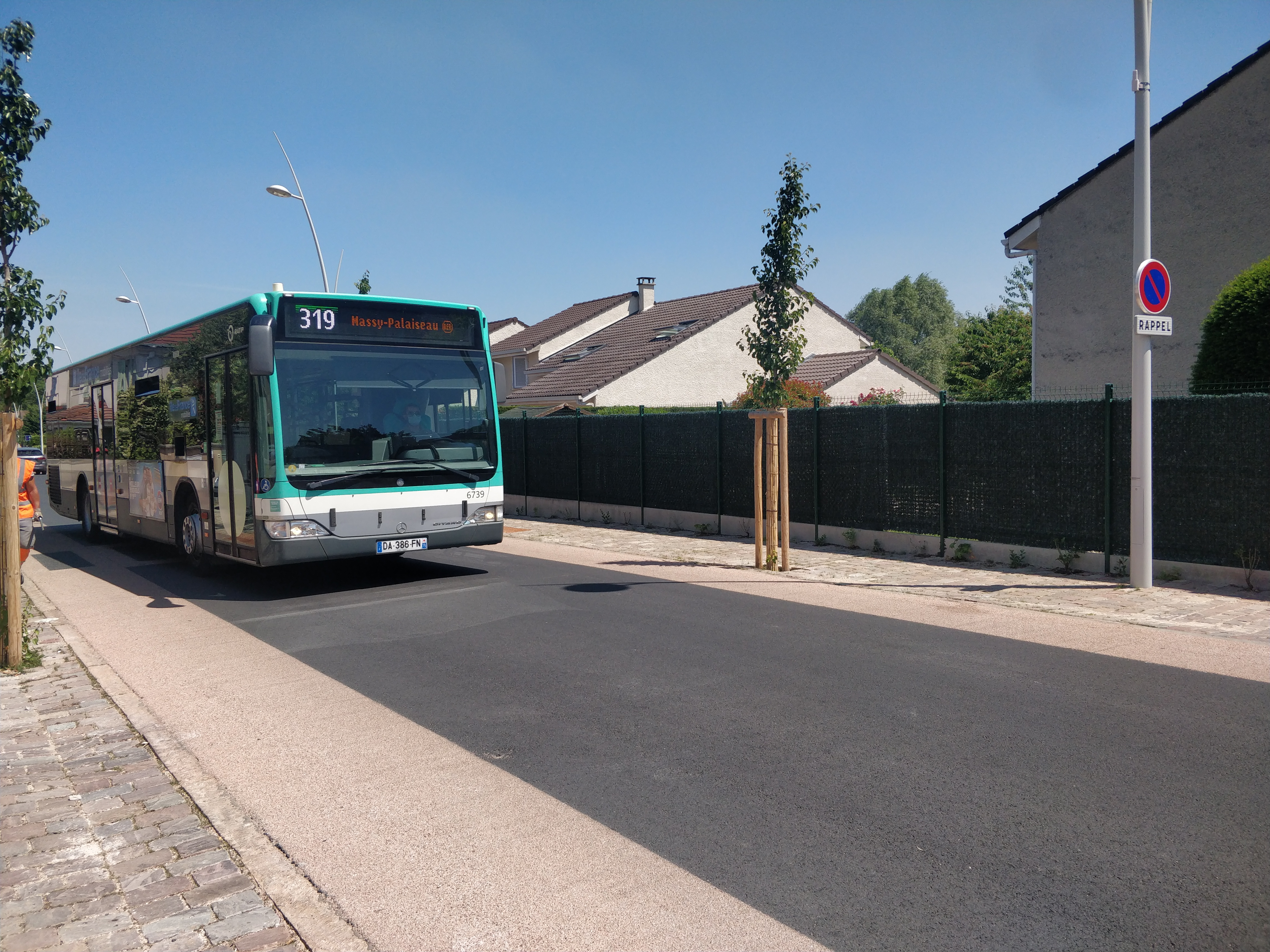
La ligne de bus RATP 319 dans la route de Montjean.
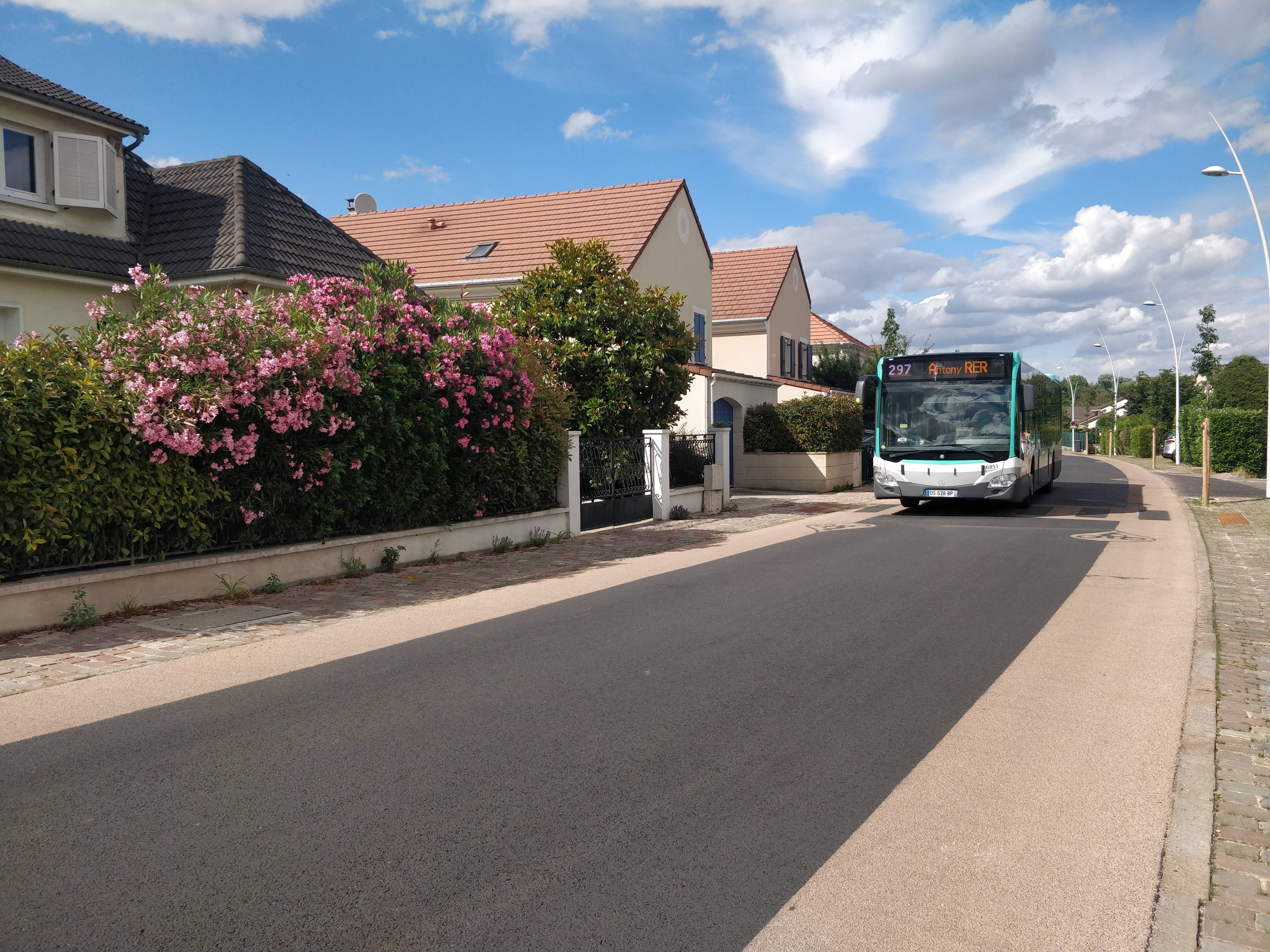
La ligne de bus RATP 297 dans la route de Montjean.

#### Liens avec l'aéroport d'Orly
L'aéroport de Paris-Orly, deuxième aéroport de Paris, se situe dans le sud-est de Wissous. La piste 4 (06/24) qui est la plus proche de la commune est orientée parallèlement à celle-ci, ce qui limite les nuisances des moteurs d'avions sur les habitations.
Le siège d'Orlyval Service (atelier de maintenance du matériel roulant et centre de commandement) qui exploite la ligne Orlyval (gare d'Antony - Orly-Ouest - Orly-Sud) se situe à Wissous. Cette ligne longe celle de la ligne C du RER, mais il n'y a pas d'arrêt dans la commune, au grand dam des habitants. La mairie milite donc pour qu'un arrêt soit créé, dans le contexte de l'avenir incertain de cette ligne.

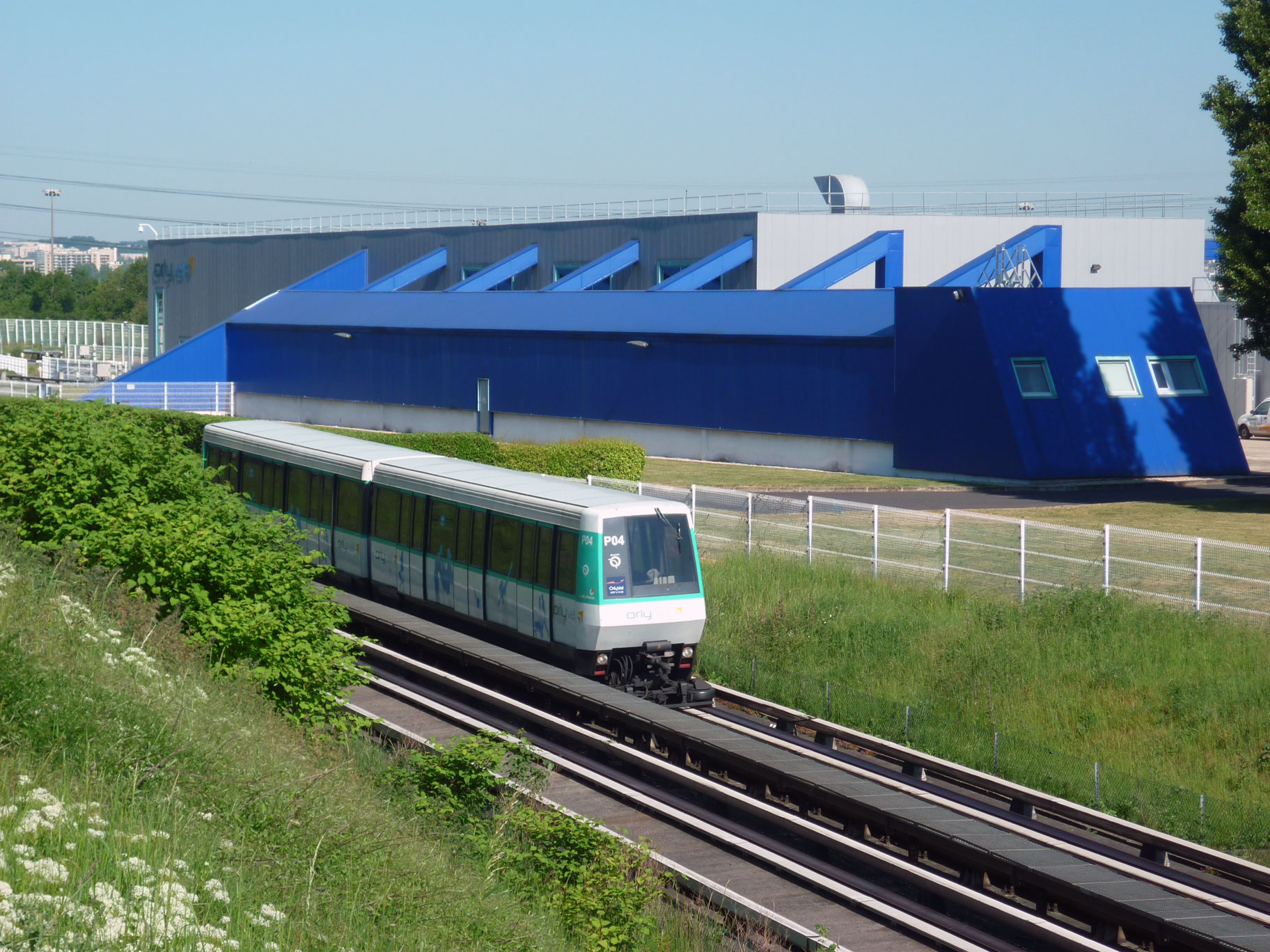
Atelier de l'Orlyval avec une rame.
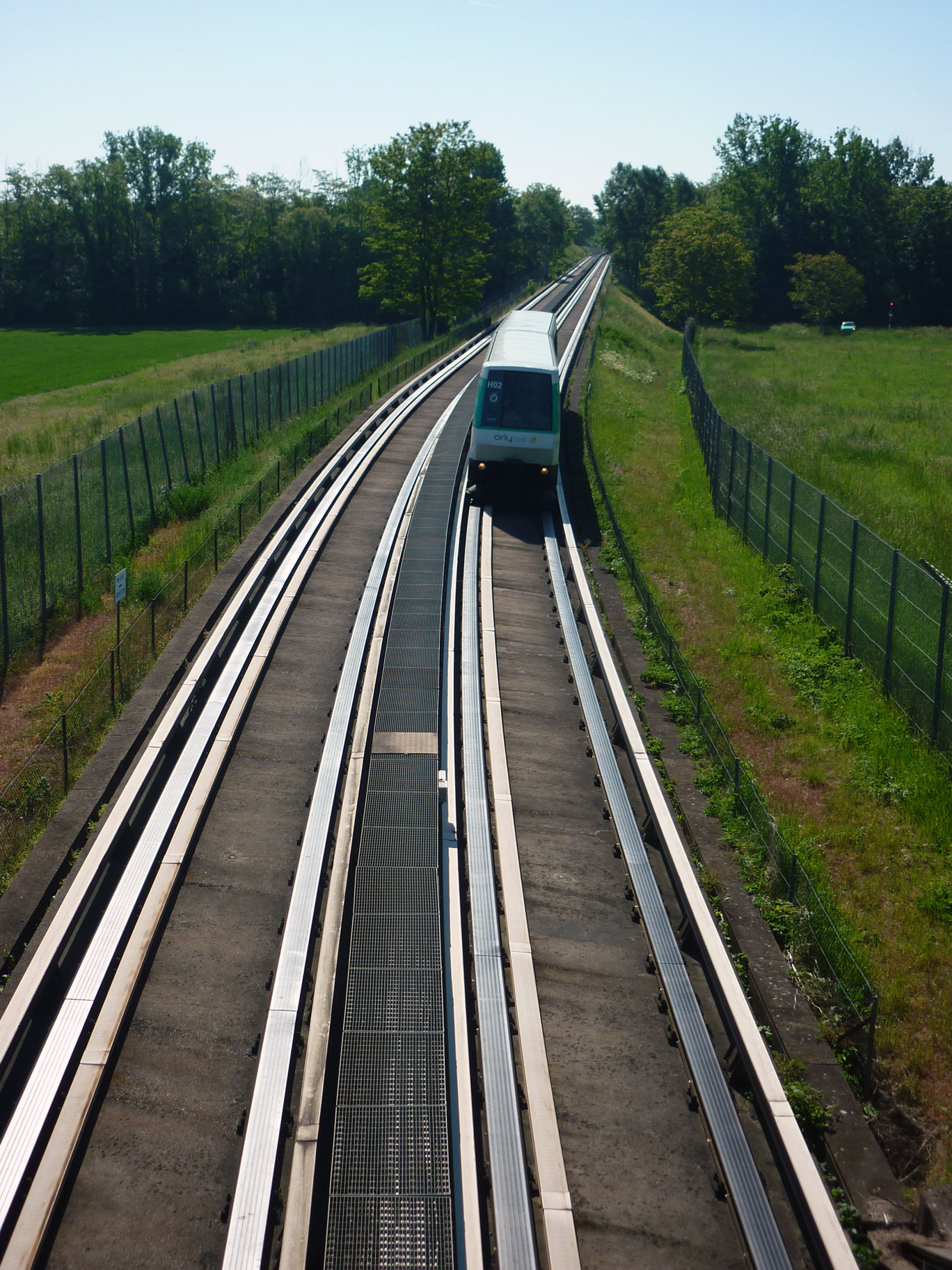
L'Orlyval à Wissous.
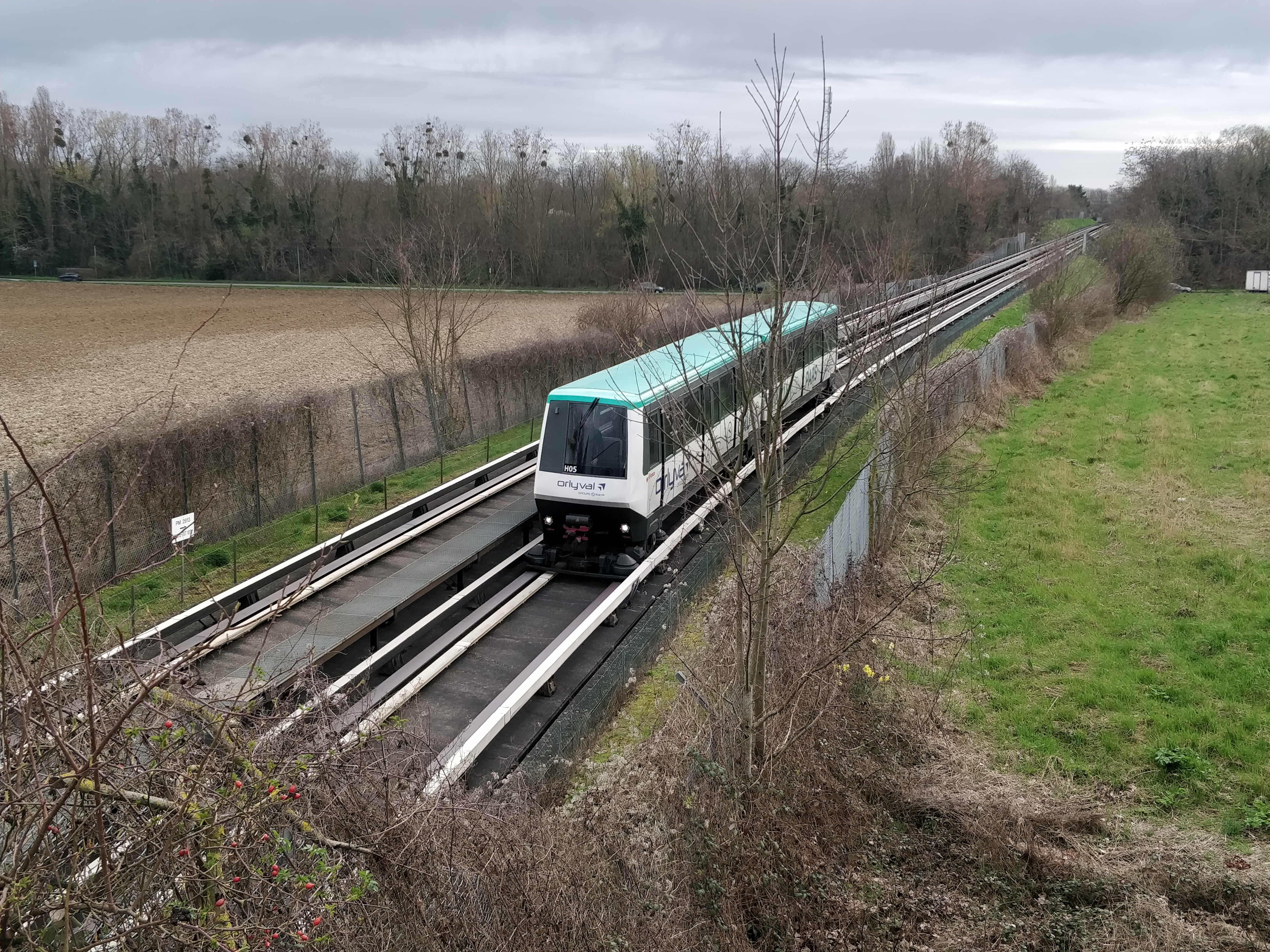
L'Orlyval à Wissous.
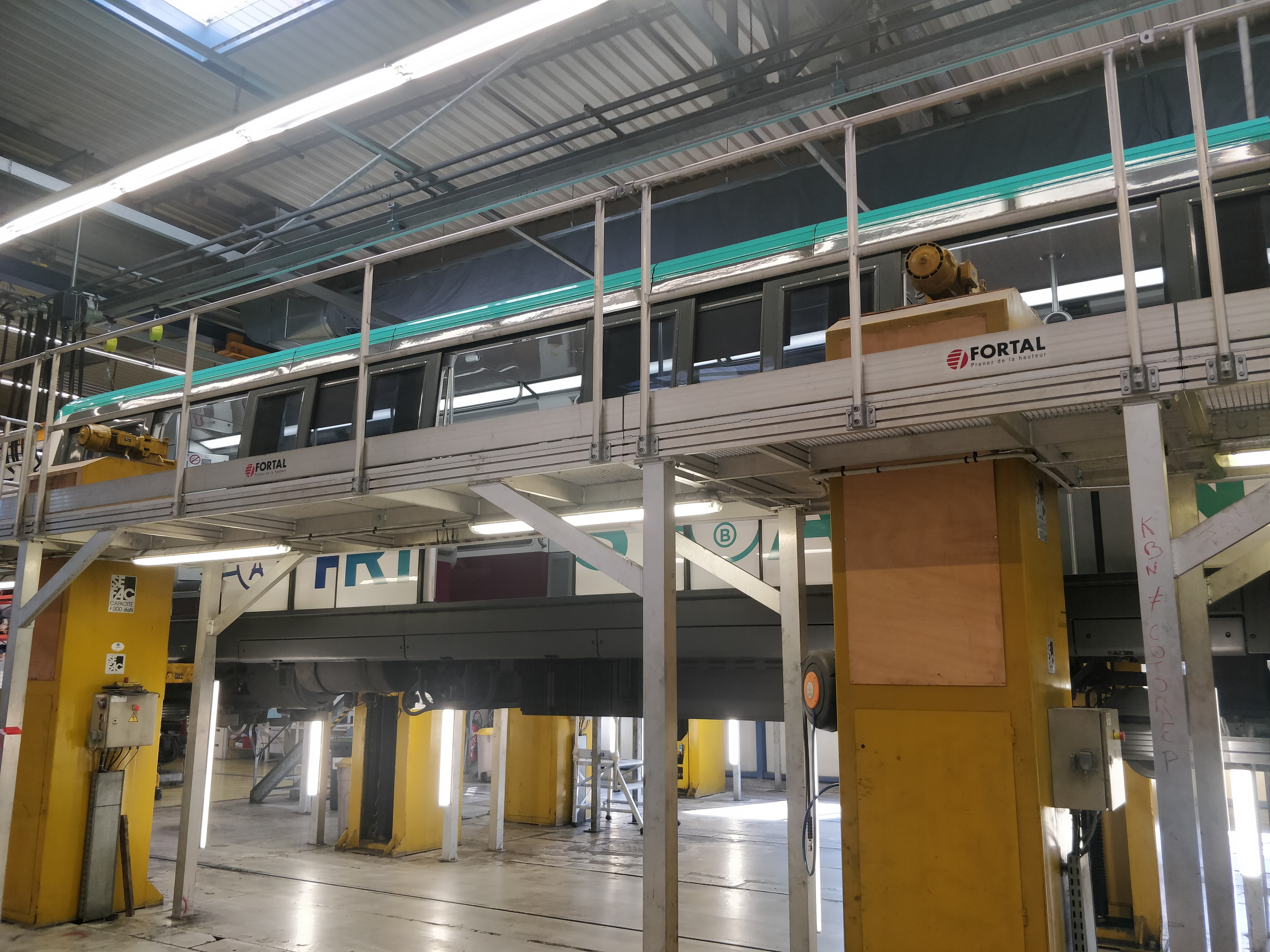
L'atelier de maintenance Orlyval, à Wissous.
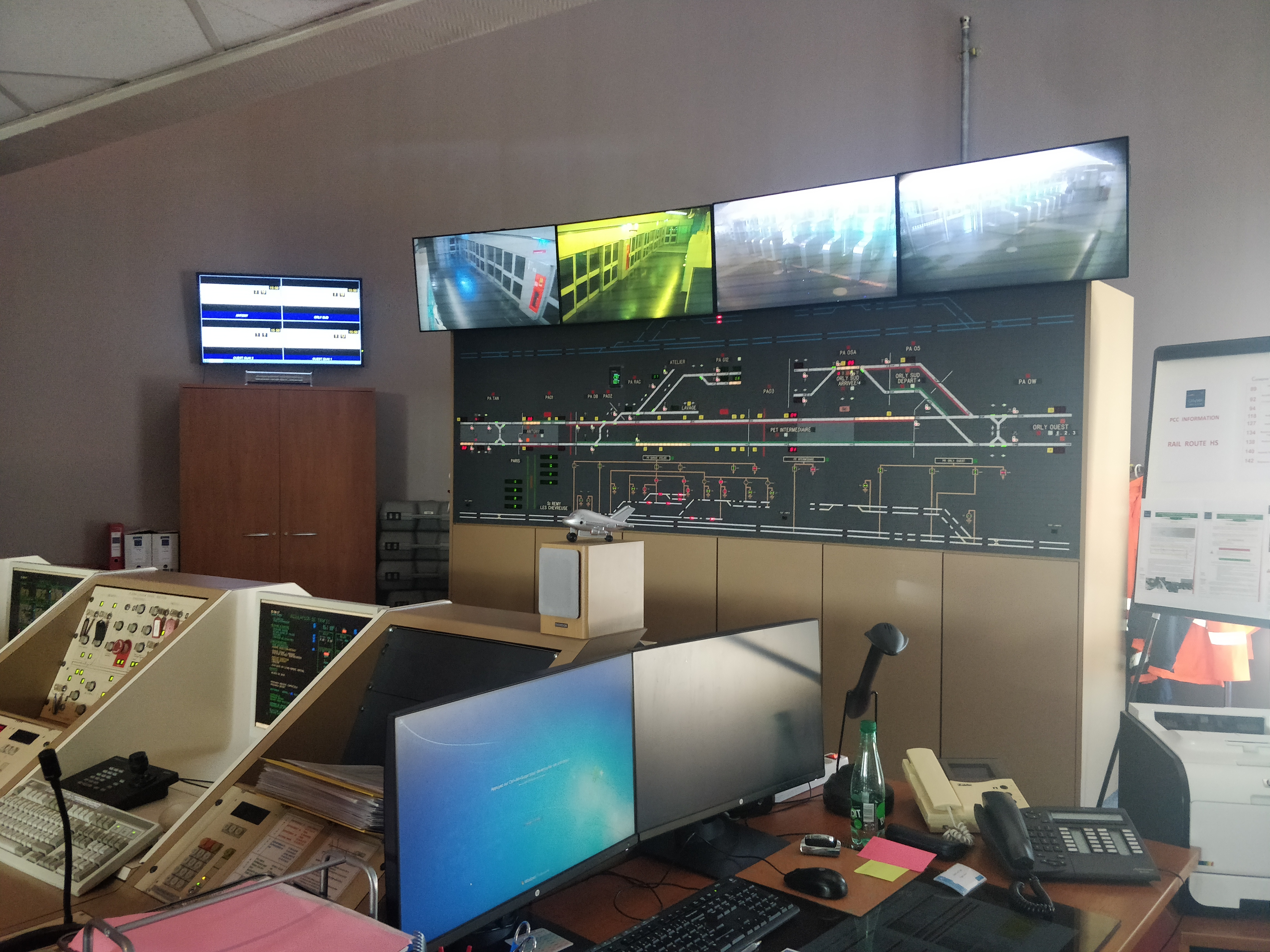
L'intérieur du poste de commandement de la ligne Orlyval, à Wissous.

## Toponymie

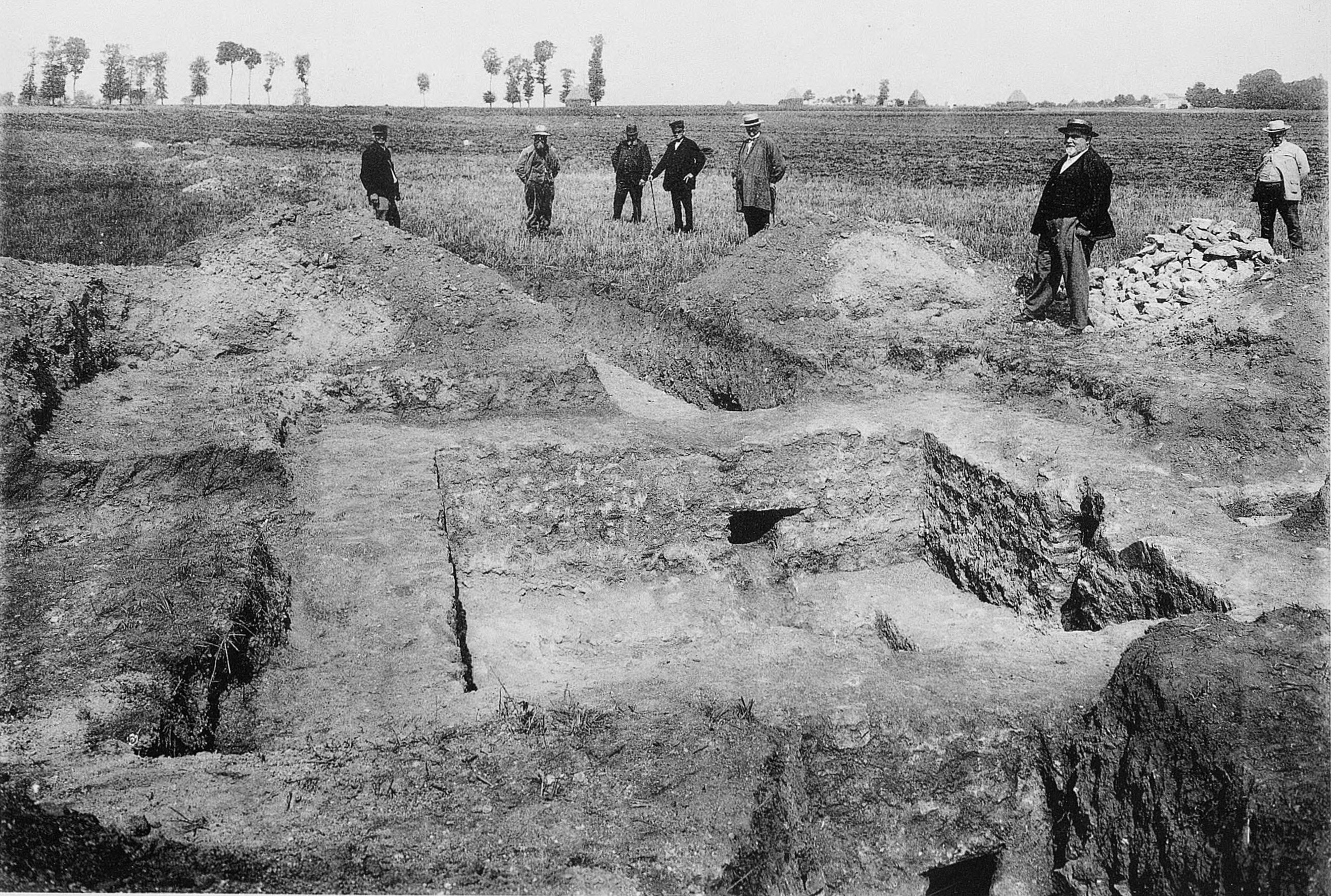
Le carré des eaux de Wissous lors de fouilles en 1903 est une trace de la présence notable de sources dans la ville. Toutefois, cela n'a aucun lien avec le nom de ville.

Le nom de la localité est attesté sous la forme latinisée Vizoor au XIe siècle, Vizeorium au XIIe, Viceor au XIIe. Une carte du XVIIe siècle situe Huissous. Une autre carte de 1740 mentionne Uissous, tandis que la carte de Cassini du XVIIe siècle donne Wißous. La graphie moderne Wissou est enfin clairement visible sur une carte de 1782 et serait peut-être à l'origine de cette orthographe.
Une étymologie populaire considère le nom de la ville comme un composé des éléments français huit (8) et ancien français sours, masculin de « source », d'où le sens global de « huit sources ». Cette étymologie est basée sur une vague ressemblance entre des mentions anciennes isolées du type Huissous au XVIIe siècle et huit sours, mais qui s'accorde mal avec la nature des formes les plus anciennes et avec celles régulièrement attestées. En outre, il n'y a aucun élément hydrographique qui attesterait de la présence de huit sources.
L'hypothèse retenue par les spécialistes en fait un composé bas latin * Vicus Suevorum,, c'est-à-dire gallo-roman * VICU SUEVORU, devenu Vizoor, Viceor par contraction linguistique. Cette théorie s'appuie sur la plausibilité de l'évolution phonétique * VICU SUEVORU > Vizoor, Viceor et l'existence de ce type de formation toponymique en Vic- (du latin vicus « bourg » > gallo-roman VICU « village »), comme en région parisienne Vigneux (Essonne, Vicus Novus VIe siècle). Le second élément -sous représente l'évolution de * SUEVORU < latin Suevorum, génitif pluriel de Suevi, terme qui désigne le peuple germanique des Suèves. Il s'agissait probablement de laeti « lètes, colons » suèves installés par le pouvoir romain en Gaule du nord, comme bien d'autres. D'ailleurs, la Notitia dignitatum mentionne un Praefectus laetorum Gentilium Suevorum « préfet des lètes suèves » dans la région du Mans.
La graphie normale aurait dû être * Vissous conformément à l'étymologie et à la prononciation, mais une mauvaise lecture du graphe Vi (car v pouvait à la fois noter v ou u en ancien français) comme un Ui, d'où l'écriture Wi équivalente en ancien français, est responsable de cette orthographe insolite au sud de la région parisienne. Il n'y a pas de raison d'y voir une influence phonétique germanique sur l'initiale, comme sur VULPICULU > WULPICULU, VAGINA > WAGINA, etc. car l'évolution phonétique régulière de [w] en français central aboutit au [g], d'où WULPICULU > goupil « renard », WAGINA > gaine (cf. emprunt savant vagin), de plus, les formes en Vi- sont beaucoup trop tardives pour suggérer ce type d'influence.
La commune est instituée en 1793 avec son nom actuel. C'est l'une des trois communes de la région parisienne comportant un W dans son nom avec Saint-Witz (95) et Wy-dit-Joli-Village (95). Aucune autre commune de France ne possède un nom qui peut être rapproché de « Wissous ».
Ses habitants sont appelés les Wissoussiens.

## Histoire
Pour un article plus général, voir Histoire de l'Essonne.

### Antiquité

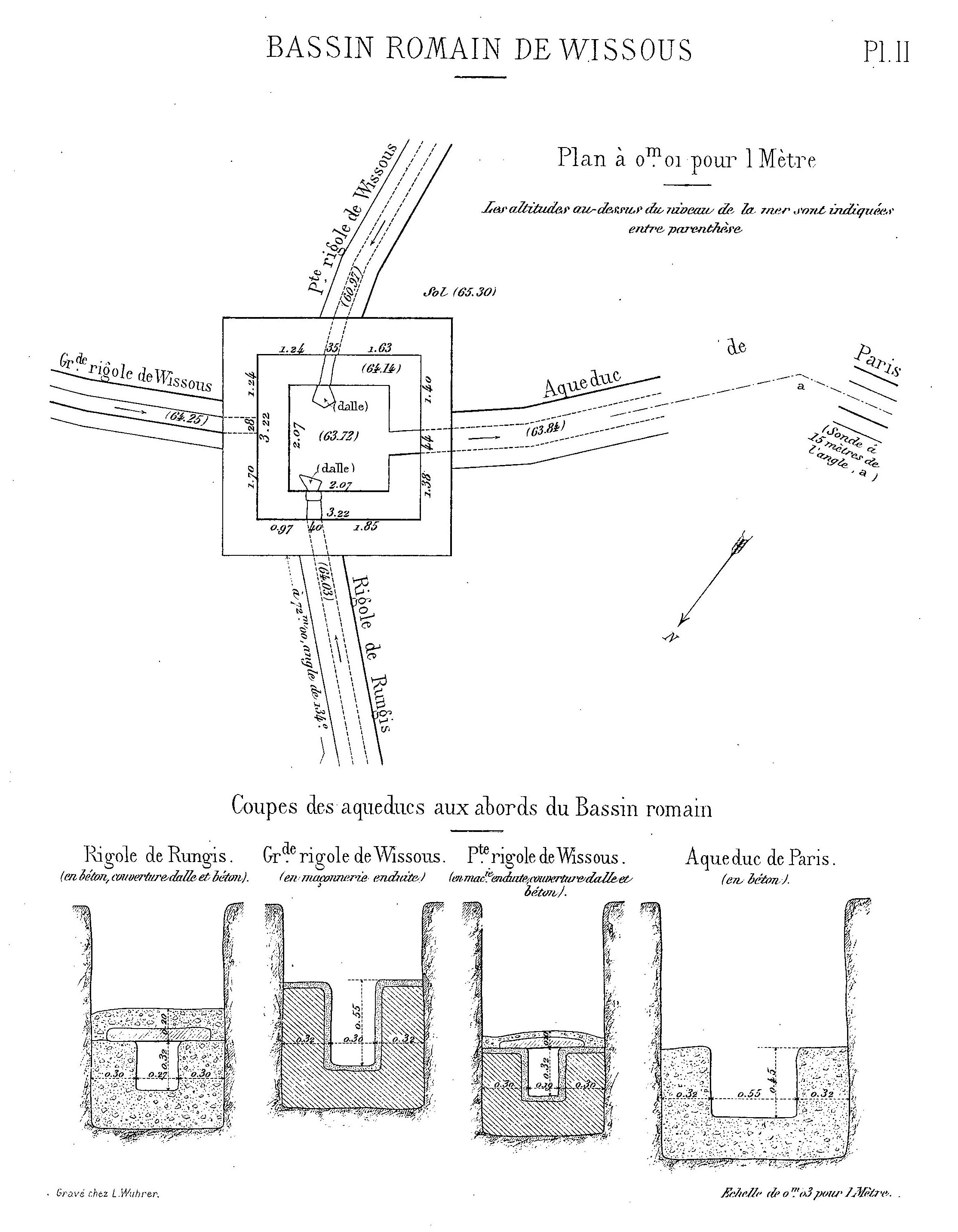
Schéma descriptif du carré des eaux de Wissous par la Commission du Vieux Paris.

Si aucun fleuve ni route ancienne ne passe sur le territoire de la commune, c'est la présence de sources qui explique notamment l'installation humaine dans la zone à la fin de la Préhistoire et au début de l'Antiquité. Des fouilles ont notamment révélé au nord-est de Wissous des traces d'habitats datant de la période de l'âge du Bronze final et du Premier âge du fer, mais aussi aux périodes gauloise et gallo-romaine.
Des fouilles, menées de 2009 à 2011 près des pistes de l'aéroport (rue du Berger), ont permis de mettre au jour une ferme gauloise — Parisii — de plus de deux hectares et datant du IIe siècle av. J.-C.. Le territoire de Wissous est en effet bien situé entre Lutèce (Paris) et Cenabum (cité proche d'Orléans). La ferme vivait de culture de céréales et d'élevage. L'Institut national de recherches archéologiques préventives (Inrap) décrit la découverte comme « d'ampleur nationale ».
L'aqueduc de Lutèce, construit au Ier siècle ou au début du IIe siècle, pour apporter de l'eau à Lutèce (Thermes de l'Est et de Cluny) passait sur le sol de la future commune. Plus précisément, un bassin collecteur renommé à sa découverte « carré des eaux gallo-romain », situé au nord-est du territoire de la commune, recueillait l'eau de plusieurs rigoles captant des sources de Rungis, Chilly-Mazarin et Wissous même.

### Moyen Âge
Des fouilles ont également démontré la présence d'une population à l'époque mérovingienne et carolingienne, mais aussi le probable regroupement des différents foyers de populations vers des lieux uniques.
Au XIIe siècle, l'église Saint-Denis est bâtie et sera au début du XXe siècle classée aux monuments historiques.
Wissous vivait essentiellement de la culture de céréales, comme une grande partie de la région du Hurepoix qui était essentiellement agricole. La vigne a également une grande importance dans la commune dont, dès 1284, des écrits signalent la présence. En juillet 1255, l'évêque de Paris met fin au servage contre une imposition, point ratifié l'année suivante par Louis IX. Environ 500 personnes sont cités sur les documents de l'époque. Une grange dîmière est alors construite au XIIIe siècle. Elle resta active jusqu'à la Révolution française en étant l'exploitation la plus importante du village et même l'exploitation de ce type la plus importante du pays.
La commune est très marquée par la guerre de Cent Ans avec la destruction de cultures et une importante baisse de la population.
En 1446, il est fait mention d'une lettre de rémission accordée par le roi Charles VII à un laboureur de la commune, alors dans le domaine royal, « pour l'euthanasie de son frère atteint de la rage ».

### Temps modernes

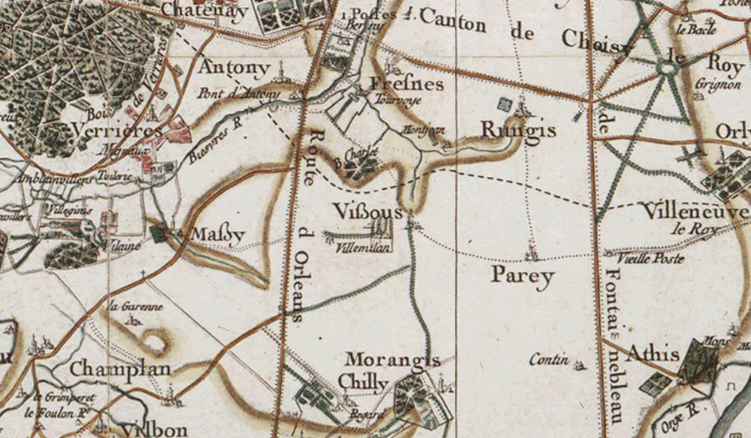
Wissous (orthographié Vißous) au XVIIe siècle sur une carte de Cassini.

La ville est devenue une seigneurie en 1547-1548. L'évêque de Paris l'échangea avec le chapitre de Notre-Dame contre la seigneurie de Créteil. Ce transfert à une personne morale permettra une dilution des biens à cause de partages de successions, puisque le chapitre en restera propriétaire jusqu'à la Révolution.
La commune est à nouveau marquée par un conflit, les guerres de Religion, et son église est notamment pillée par les huguenots.
En 1600, 30 % des exploitants agricoles de Wissous étaient des vignerons et au XVIIe siècle ce chiffre passe à 40 %. Toujours en 1600, la répartition des terres restent très inégales, avec plus de la moitié appartenant au chapitre, le tiers à des propriétaires parisiens et seulement le reste à des agriculteurs de la commune.
La Fronde est une nouvelle période difficile pour la commune et ses habitants. La première école est fondée en 1687.

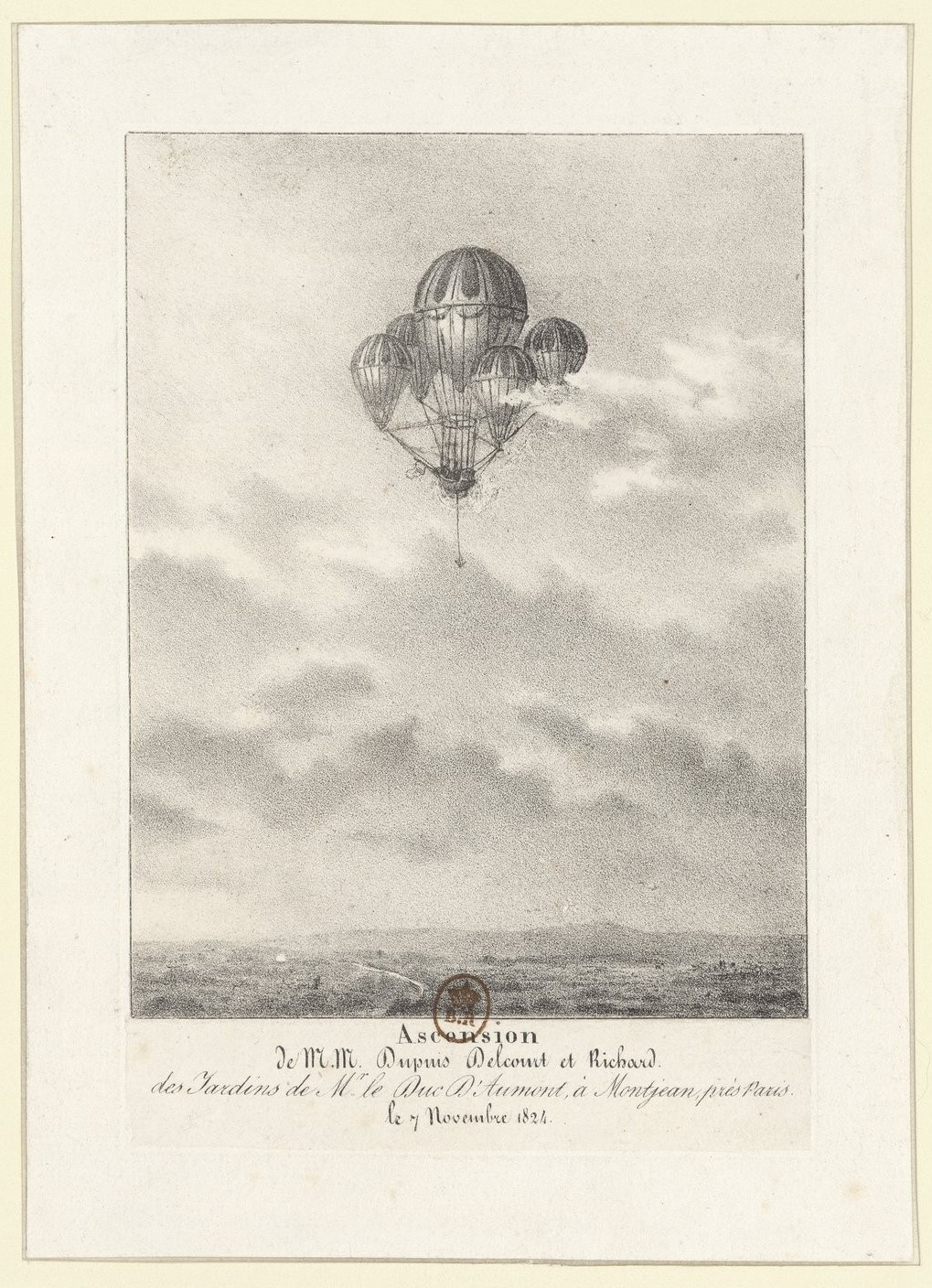
L'ascension de la flottille aérostatique expérimentale de Jean-François Dupuis-Delcourt en 1824.

Wissous, à l'écart des grandes voies de passages, profite après la construction d'une route pavée en 1761 de sa proximité avec la route reliant Paris à Orléans. La vigne est à l'époque en net recul. En 1789, signe de l'écart entre les habitants, les registres indiquent que 61 % des terres sont partagées par seulement six propriétaires, tandis que 2 % le sont par 115.

### Révolution française et Empire
Entre 1792 et 1797, les biens du clergé sont vendus. Wissous est intégré à la Seine-et-Oise.
En 1815, pendant les Cent-Jours, la commune est occupée par des troupes anglaises.

### Époque contemporaine
Le 7 novembre 1824, l'aéronaute Jean-François Dupuis-Delcourt — futur fondateur de la Société aérostatique et météorologique de France — réussit, à partir du domaine de Montjean, la première ascension d'une « flottille aérostatique » expérimentale,,,. Atteignant une altitude de 2 600 mètres, la flottille se posa ensuite à Choisy-le-Roi.

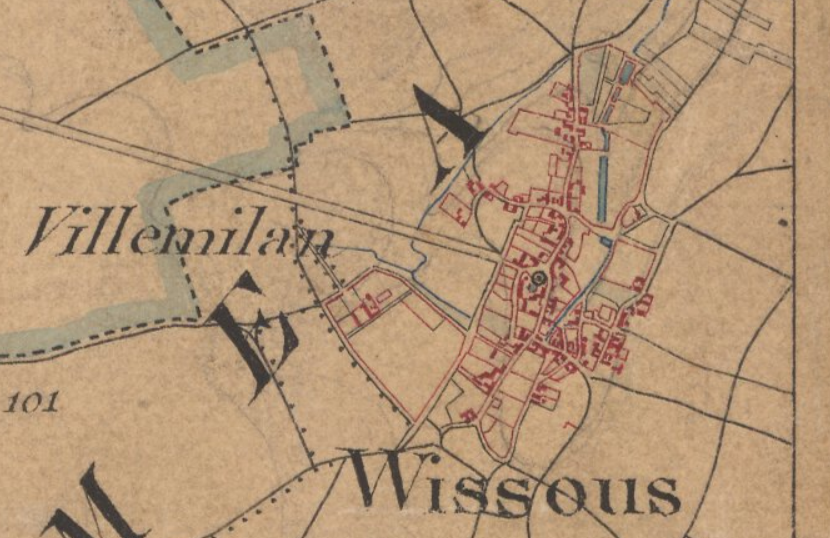
Extrait de la feuille « Melun Nord-Ouest » de la carte d'État-Major de 1866.

Lors de la guerre franco-allemande de 1870, Wissous est pendant six mois le quartier général d'un état-major d'une division prussienne de 12 000 hommes. La population de la commune se réfugie à Paris.
La culture de la pomme de terre prend de l'importance. L'Arpajonnais, chemin de fer secondaire sur route reliant les halles de Paris à Arpajon et mis en service à partir de 1891, renforce l'essor agricole de la commune,.
L'essor de Wissous, qui n'est alors qu'un gros bourg, correspond à l'implantation de l'aérodrome puis aéroport de Paris-Orly pour lequel la relative platitude de plateau de Longboyau du secteur est un avantage. La population et les industries locales augmentent sensiblement du fait de cette proximité. La zone est d'ailleurs importante dans l'histoire de l'aéronautique, puisque Port-Aviation est situé dans la commune proche de Viry-Châtillon.
Durant la Première Guerre mondiale, le château de Montjean devient l'Hôpital auxiliaire de l'association des Dames de France (HAADF) no 504,. Un groupe de soldats préposés à la lutte antiaérienne (DCA) est basé dans la commune, notamment pour protéger la zone des ballons dirigeables et défendre l'aérodrome militaire d'Orly. Les élèves sont privés d'enseignement après la mobilisation du directeur de l'école des garçons. 7 % des habitants de sexe masculin de la commune meurent lors de cette guerre.

Wissous au tout début du XXe siècle
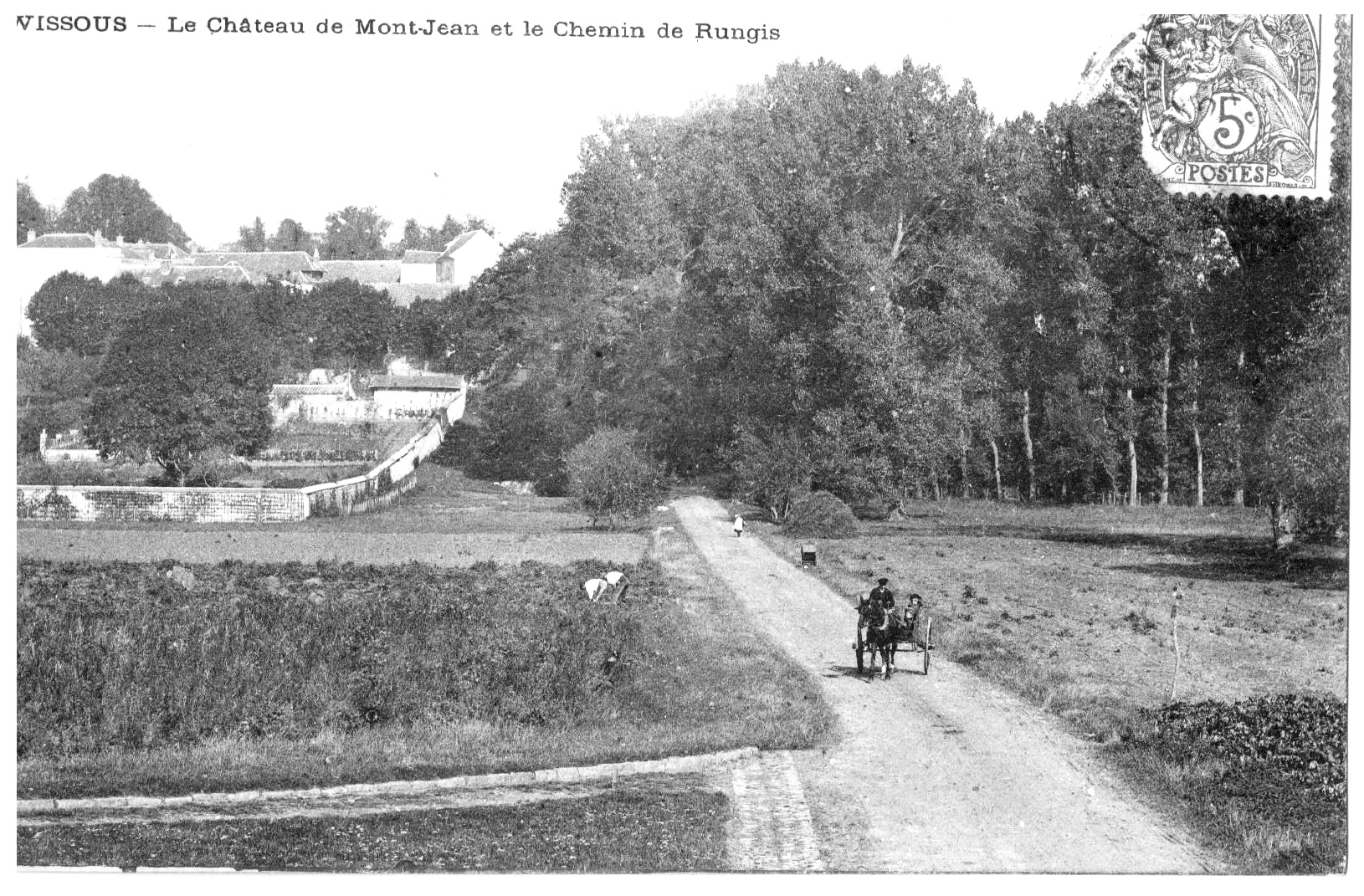
Le château de Mont-Jean et le chemin de Rungis.
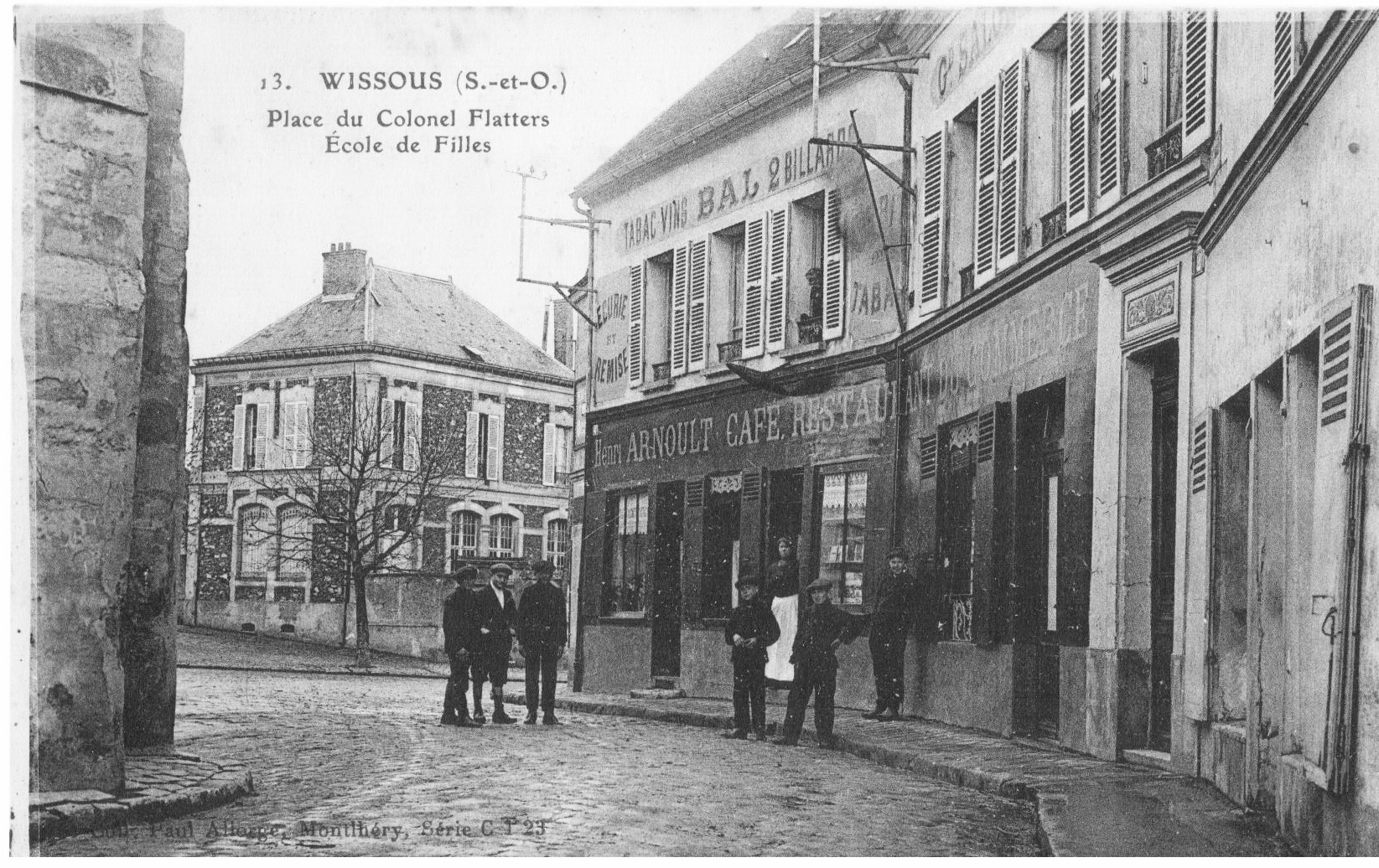
La place du Colonel-Flatters.
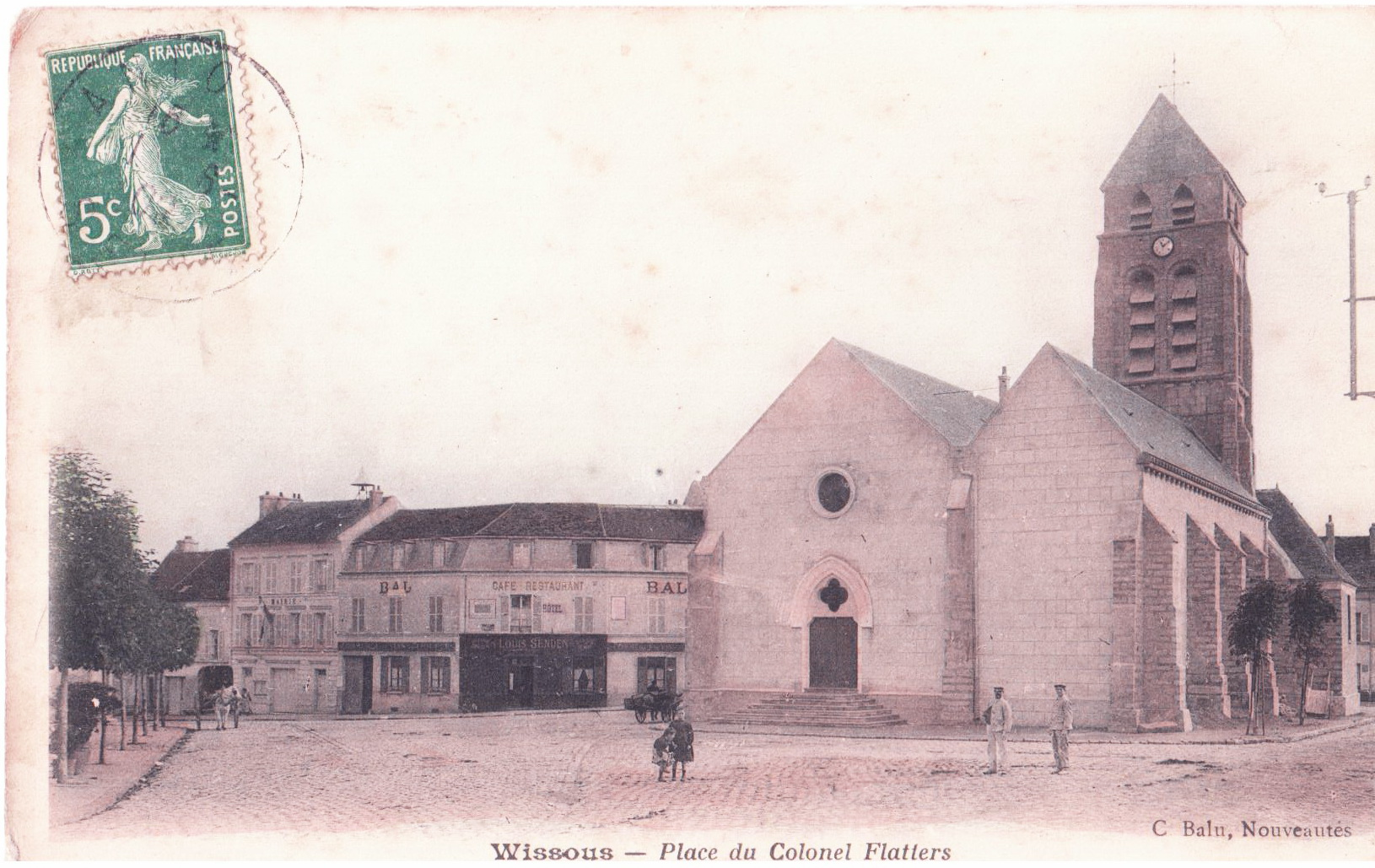
La place du Colonel-Flatters.
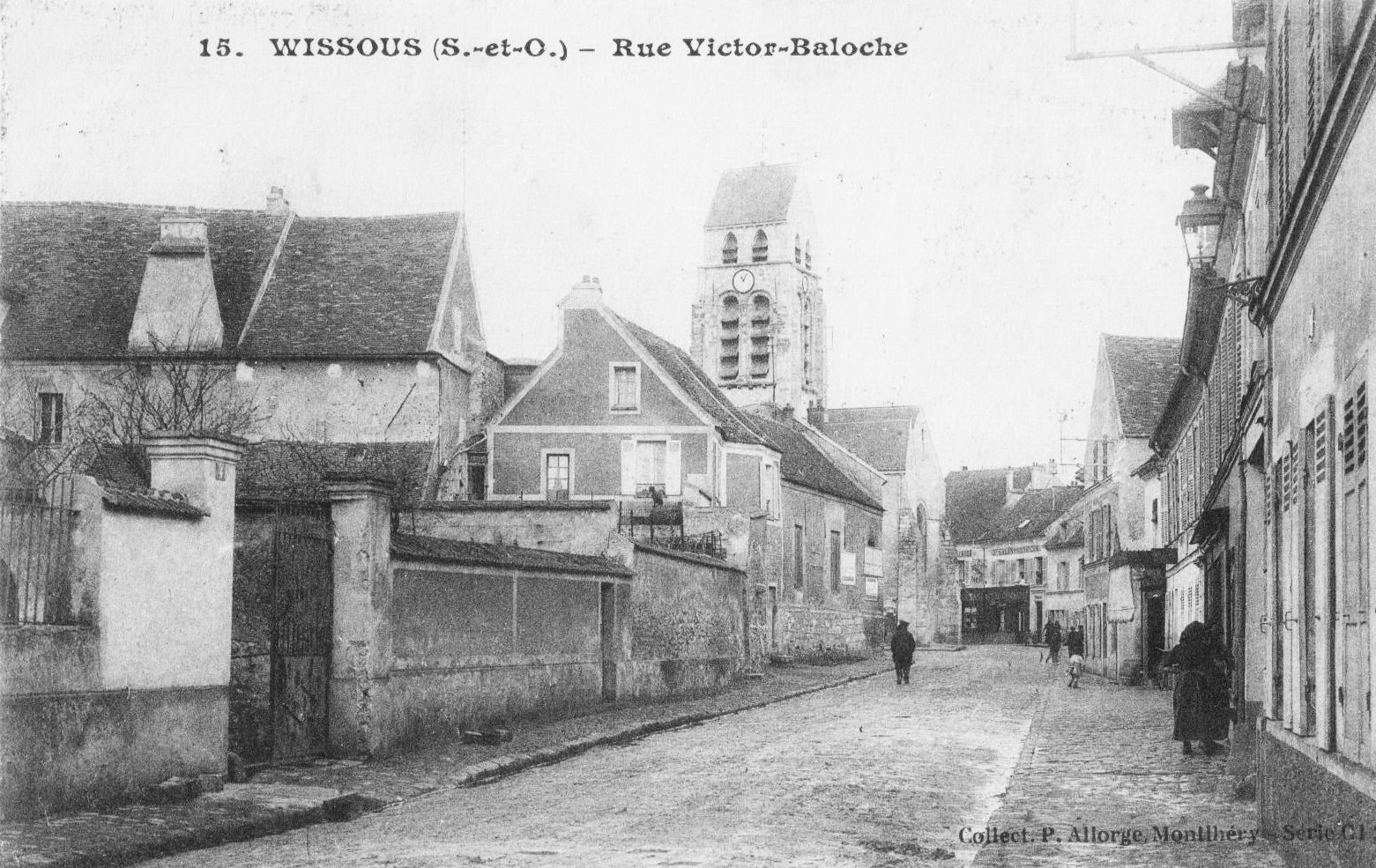
La rue Victor-Baloche.

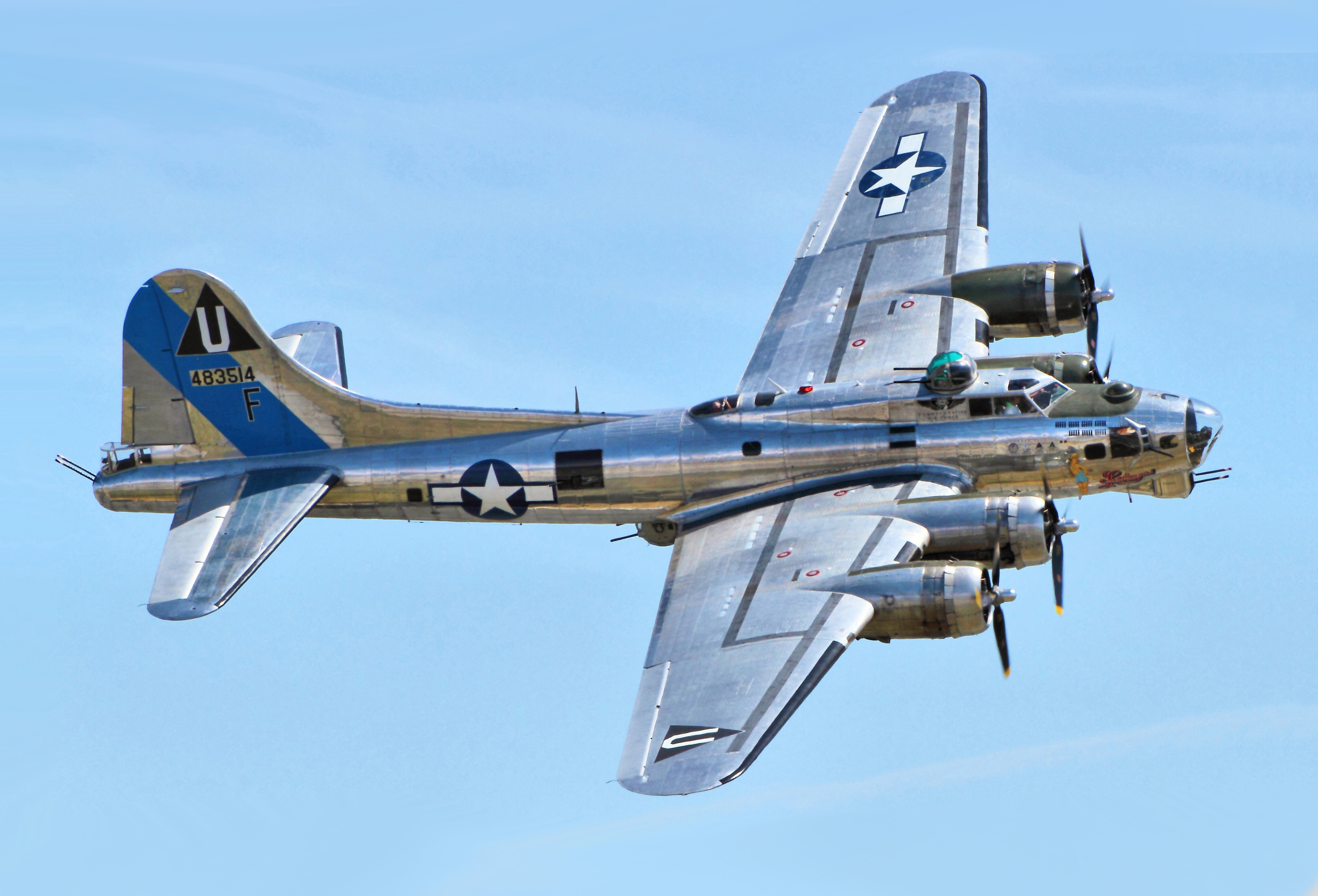
Un Boeing B-17 Flying Fortress en vol similaire (sauf son revêtement) à celui qui s'est écrasé en 1944.

Lors de l'occupation allemande pendant la Seconde Guerre mondiale, le château de Montjean et le domaine Les Étangs sont occupés par des troupes allemandes, dont certaines montées, et la gare de la commune sert dans le cadre de la déportation de prisonniers politiques de la prison de Fresnes vers les camps de Ravensbrück en Allemagne,. Une batterie allemande de canons anti-aériens sur rail est basée à Wissous.
Henri Tétrel est pendant la Seconde Guerre mondiale un membre d'un réseau de renseignements britannique. Il utilise notamment sa propriété de Wissous dans sa lutte contre l'occupant.
Le 6 février 1944, toujours pendant la Seconde Guerre mondiale, un Boeing B-17 Flying Fortress américain nommé « Hi Jinx » (et apparemment renommé « Old man ») de la 708e escadrille du 447e Bomb Group (désormais 447th Air Expeditionary Group) de la 8th USAAF venu d'Angleterre est touché par une batterie de canons anti-aériens, peut-être celle basée dans la commune. L'avion endommagé, le pilote et lieutenant Allen S. Reed blessé, le copilote de l'équipage, le sous-lieutenant Arthur L. Clark, préfère se sacrifier sur une zone boisée de la ville plutôt que de risquer de s'écraser sur les habitations de la ville, pendant que les autres hommes sont tués en s'éjectant en parachute comme le navigateur et sous-lieutenant Thomas G. Wilkins et le sous-lieutenant James A. Campbell. La zone ciblée pour l'atterrissage de fortune, « Domaine Les Étangs », est l'une des plus grandes et anciennes propriétés de la ville. En la mémoire des aviateurs et grâce aux témoignages des survivants sur l'héroïsme du pilote, elle a été renommée « Domaine Les Étangs - Espace Arthur-Clark ». Transformé en parc communal, les allées de celui-ci ont pris le nom de chacun des membres de l'équipage, une plaque commémorative a été posée, un mémorial érigé et une cérémonie est organisée annuellement les 6 février en la mémoire de ces quatre combattants qui avaient à leur mort tous à peine vingt-cinq ans.
La résistance allemande à Wissous est « farouche ». La commune est finalement libérée le 24 août 1944 par une colonne de la 2e division blindée du général Philippe Leclerc de Hauteclocque et menée par les généraux Jacques Branet ou Louis Warabiot (selon les sources), quelques heures après le départ des troupes allemandes. Néanmoins, trois soldats allemands sont tués et 82 faits prisonniers.

Mémoriaux et plaques commémoratives de la Seconde Guerre mondiale
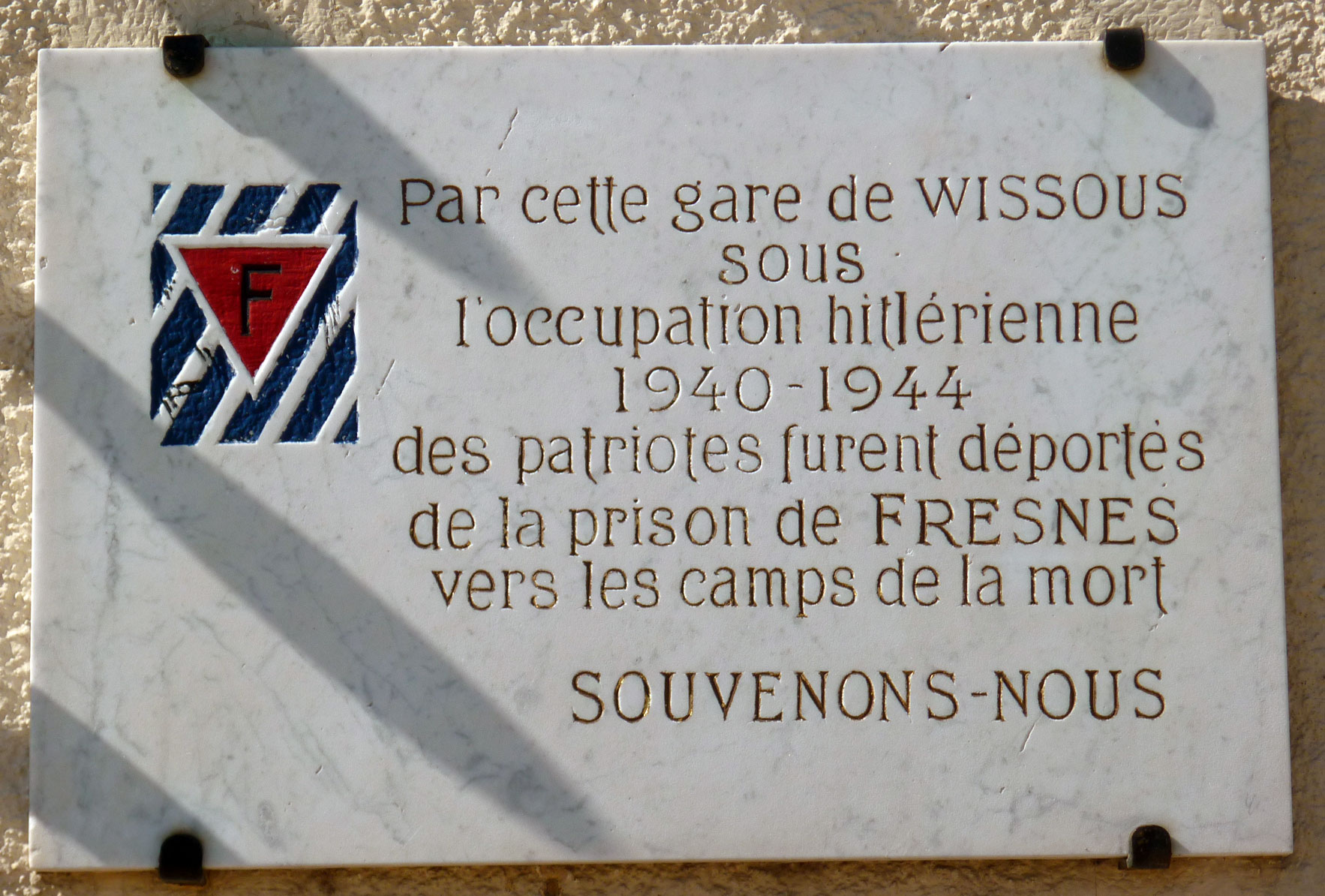
Plaque commémorative à la gare de Wissous.
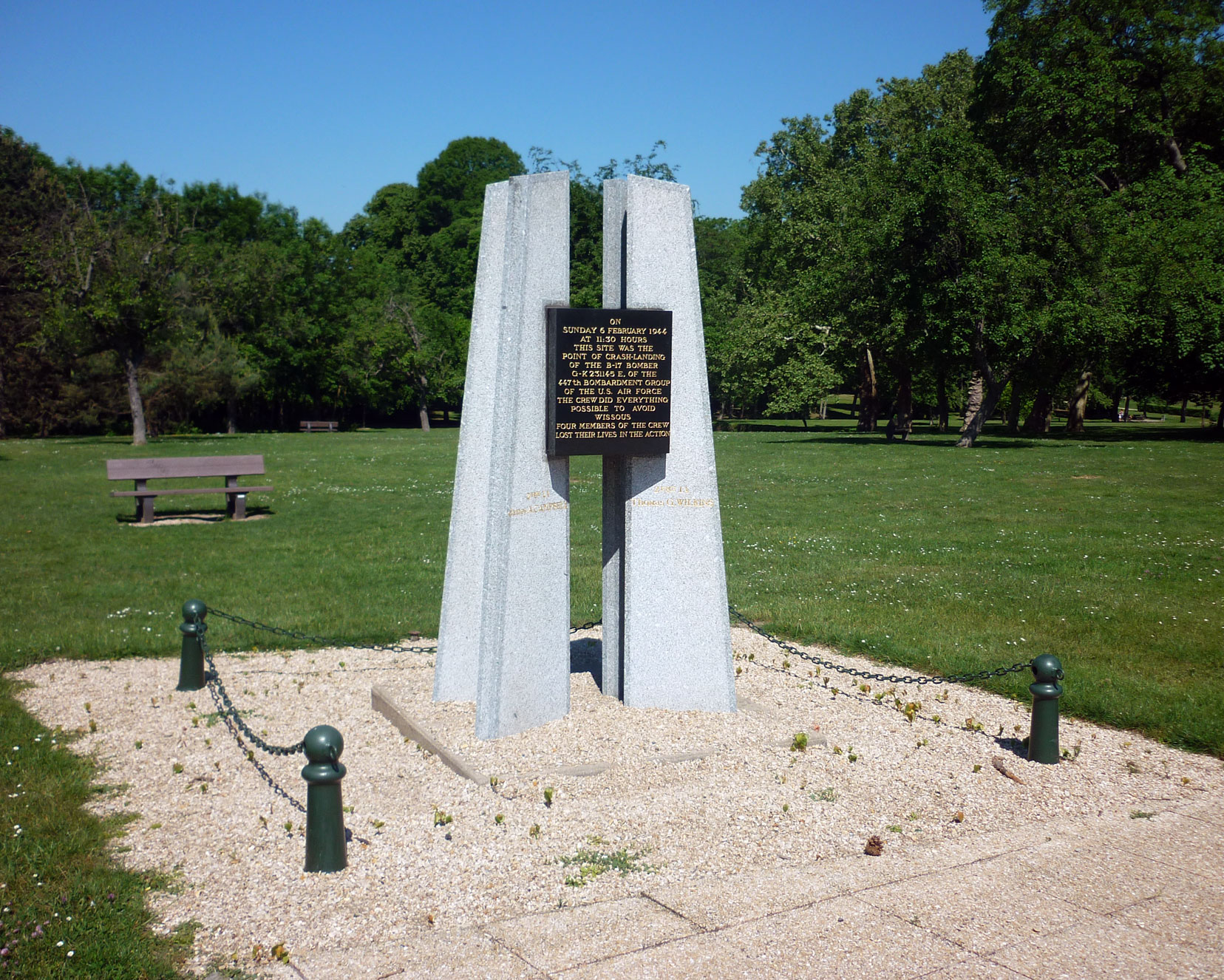
Mémorial en mémoire du Boeing B-17 écrasé.
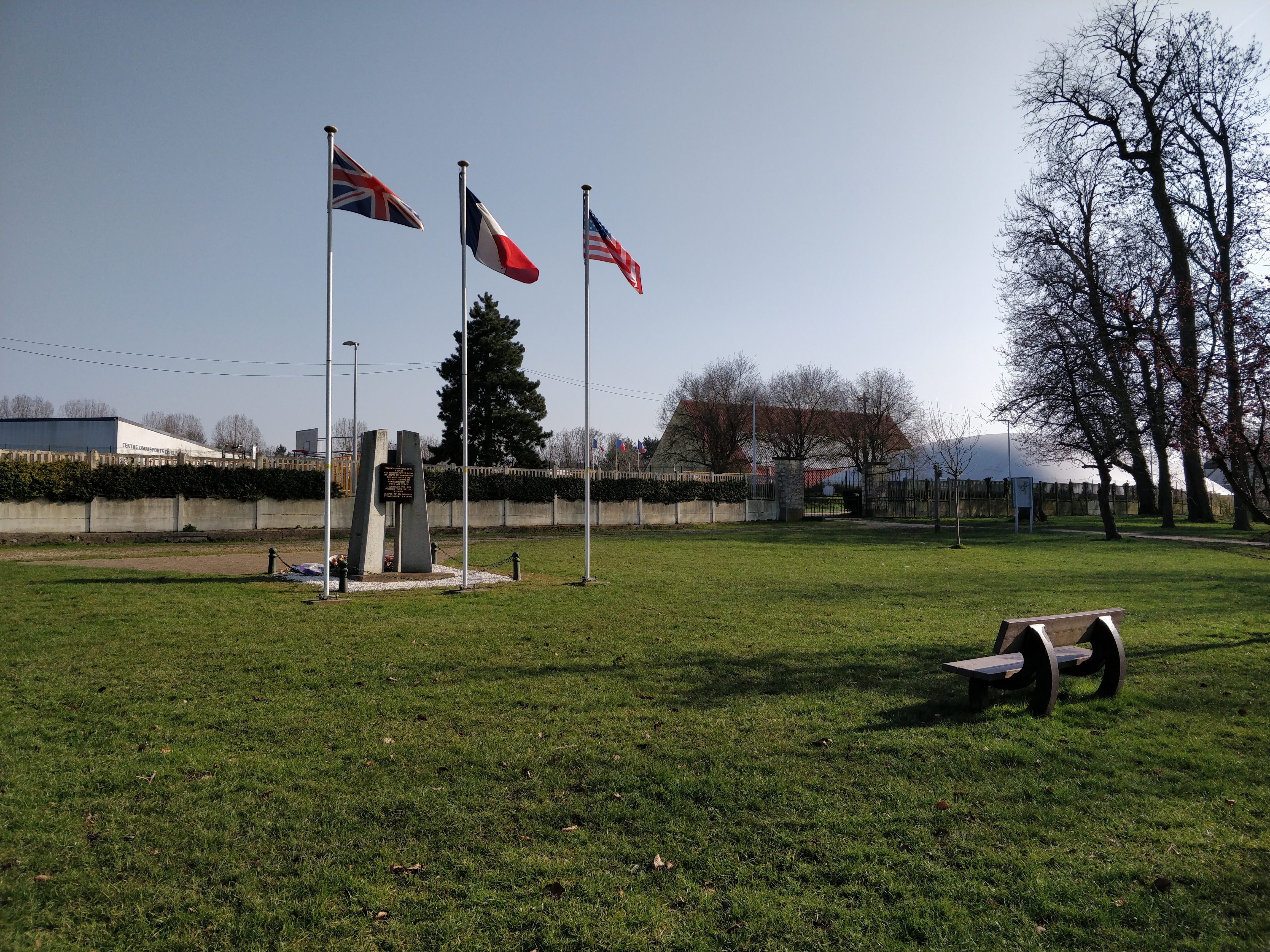
Autre vue du mémorial.
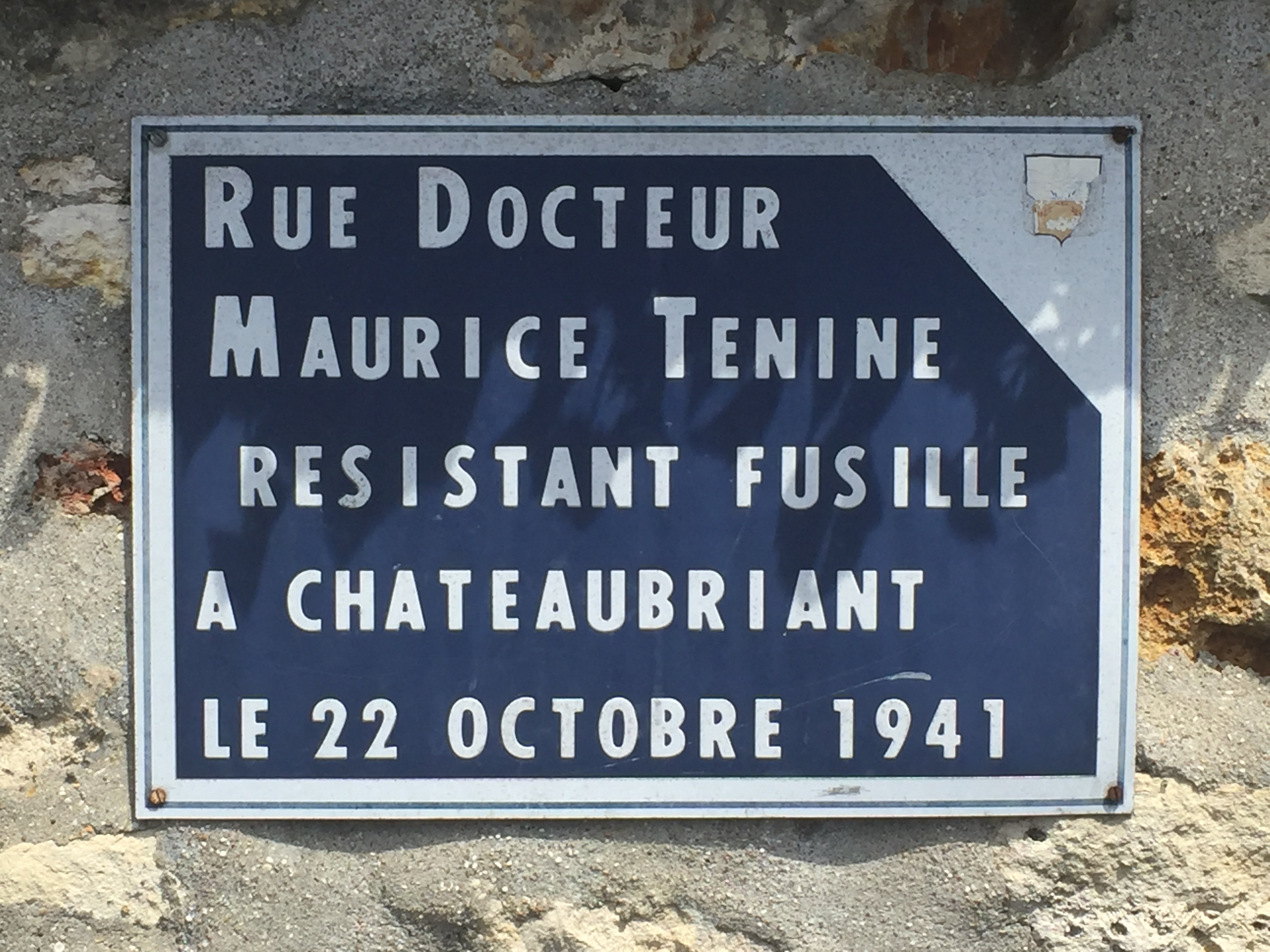
Plaque commémorative consacrée au résistant Maurice Tenine.

Un court film documentaire, témoignage unique connu du Wissous de la fin des années 1950, a été réalisé par un Américain résidant dans la commune en 1958.

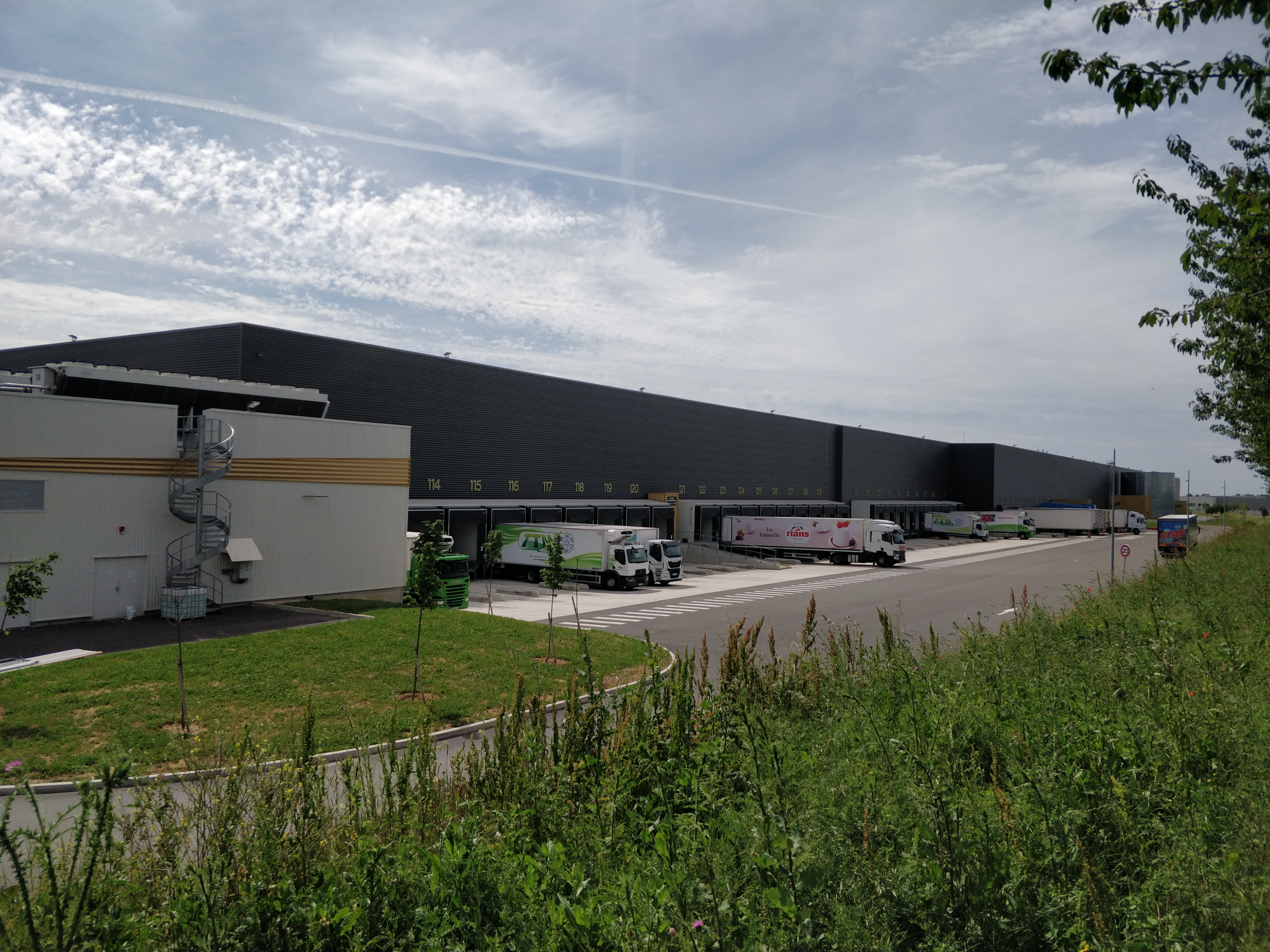
L'imposant entrepôt Samada Garosud du groupe Monoprix-Naturalia, symbole du développement de la logistique sur la commune.

Dans les années 1960, l'implantation du Marché d'intérêt national de Rungis — le marché central de Paris destiné à alimenter les professionnels de toute la région Île-de-France et plus grand marché de produits frais au monde — se fait sur les communes proches de Rungis et de Chevilly-Larue. Les entreprises de logistique et d'entreposage de nourritures se développent pour répondre à cette nouvelle demande.
La 7e étape du Tour de France 1971 passe par la commune.
Dans les années 2000 et années 2010, une politique importante de création de nouveaux logements est mise en œuvre, en résulte dans la création de quartier et ensembles comme Saint-Éloi, Les Vergers de Wissous et prochainement Unisson. L'enjeu est la modernisation de la commune tout en gardant « l'esprit village » plébiscité par les habitants. Une zone nécessite également beaucoup d'attention dans son aménagement, la plaine de Montjean, du côté de Rungis et Fresnes.
En 2014, Wissous a connu un coup de projecteur médiatique défavorable sur l'interdiction du port de signes religieux au nom de la laïcité à « Wissous Plage », l'attraction estivale communale. Bien que le sujet est à l'échelle locale anecdotique, la polémique créée a vivement entachée l'image de la ville,,. Plus tard en avril 2018, un autre fait divers lié à l'implantation sauvage de gens du voyage causera également un émoi médiatique dommageable.
Pendant la pandémie de Covid-19 en 2020, à l'instar de Rungis, une infrastructure réfrigérée de Wissous, profitant de sa proximité avec l'aéroport, a servi de morgue et de funérarium temporaire,.

## Politique et administration

### Rattachements administratifs et électoraux
Rattachements administratifs

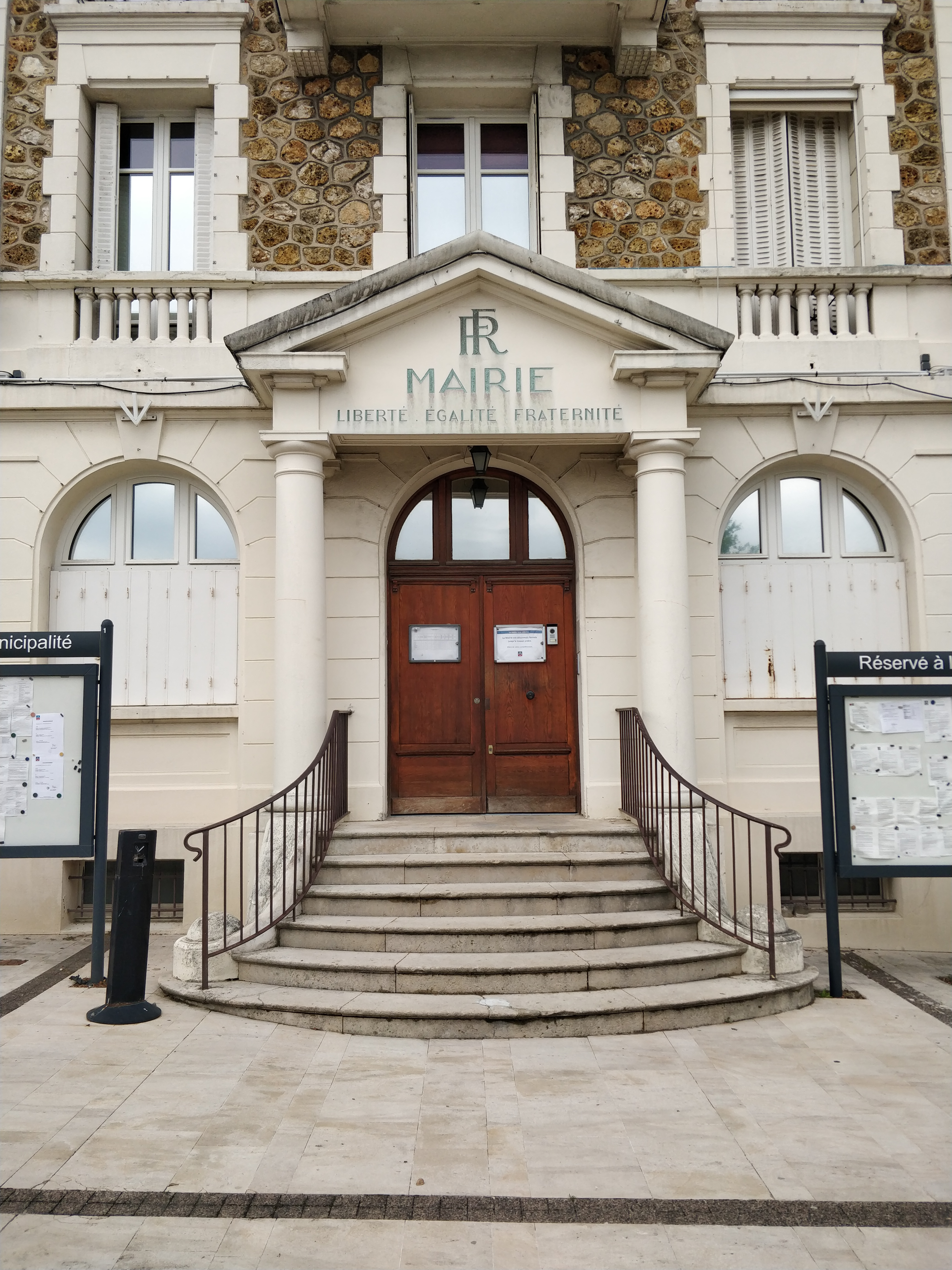
Entrée principale de la mairie.

Antérieurement à la loi du 10 juillet 1964, la commune faisait partie du département de Seine-et-Oise. La réorganisation de la région parisienne en 1964 fit que la commune appartient désormais au département de l'Essonne et à son arrondissement de Palaiseau après un transfert administratif effectif au 1er janvier 1968.
Elle faisait partie de 1793 à 1994 du canton de Longjumeau, année où elle intègre le canton de Massy de Seine-et-Oise. Lors de la mise en place de l'Essonne, la ville intègre le canton de Chilly-Mazarin. Dans le cadre du redécoupage cantonal de 2014 en France, cette circonscription administrative territoriale a disparu, et le canton n'est plus qu'une circonscription électorale.
Rattachements électoraux
Pour les élections départementales, la commune est membre depuis 2014 du canton de Savigny-sur-Orge
Pour l'élection des députés, elle fait partie de la sixième circonscription de l'Essonne.

### Intercommunalité

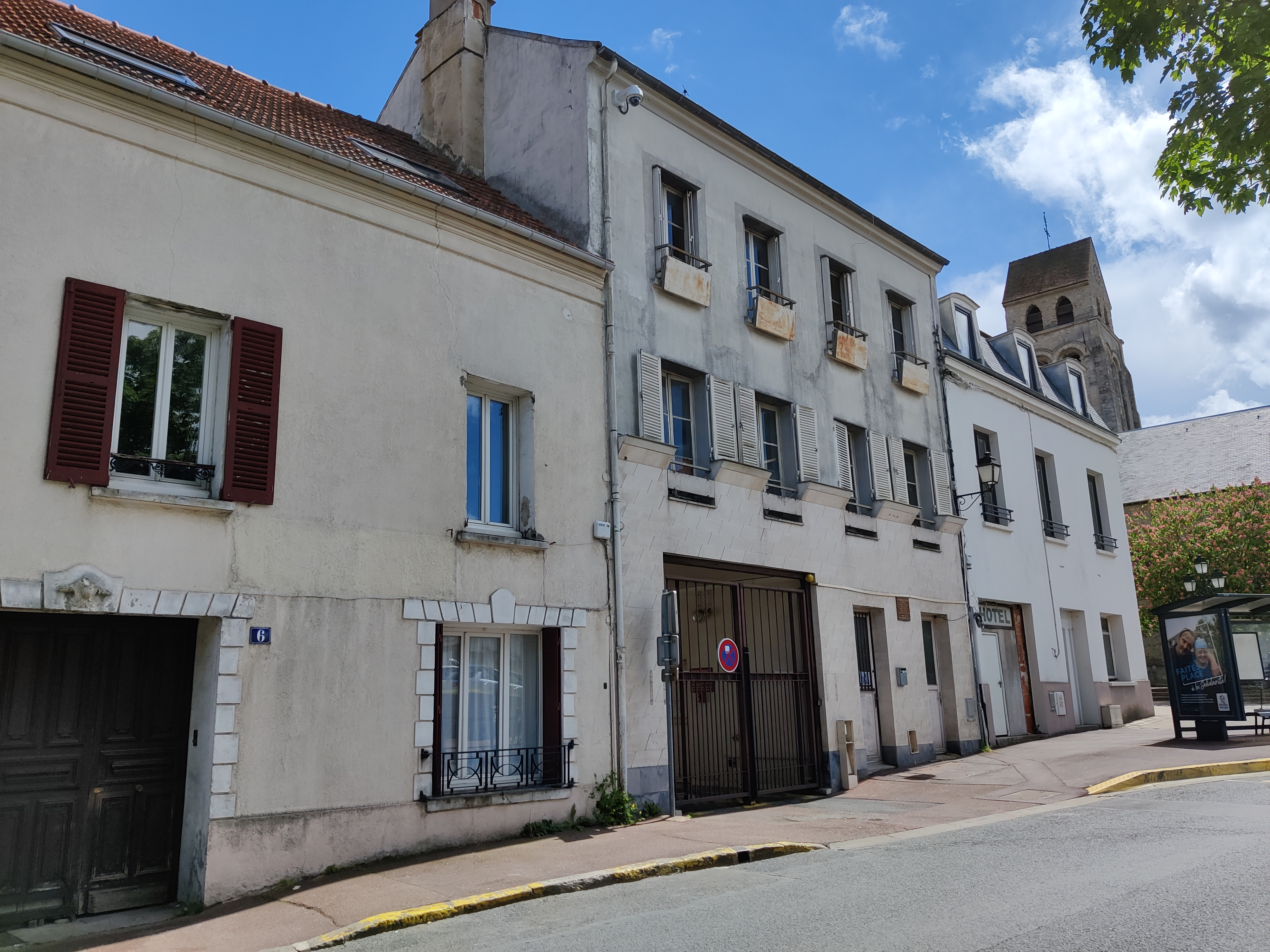
L'ancienne mairie, rue de la Division-Leclerc.

Wissous était membre de la communauté d'agglomération des Hauts-de-Bièvre, un établissement public de coopération intercommunale (EPCI) à fiscalité propre créé en 2002 et auquel la commune avait transféré un certain nombre de ses compétences, dans les conditions déterminées par le code général des collectivités territoriales.
Dans le cadre des prévisions du Schéma régional de coopération intercommunale établi en application de la Loi de modernisation de l'action publique territoriale et d'affirmation des métropoles (loi MAPTAM) du 27 janvier 2014, cette intercommunalité fusionne avec ses voisines pour former le 1er janvier 2016  la communauté d'agglomération Paris-Saclay, dont la taille permet un dialogue équilibré avec la métropole du Grand Paris créée par la même loi.

### Tendances politiques et résultats
Élections présidentielles
Résultats des seconds tours :
- Élection présidentielle de 2002 : 85,22 % pour Jacques Chirac (RPR), 14,78 % pour Jean-Marie Le Pen (FN), 80,44 % de participation[70].
- Élection présidentielle de 2007 : 57,19 % pour Nicolas Sarkozy (UMP), 42,81 % pour Ségolène Royal (PS), 84,08 % de participation[71].
- Élection présidentielle de 2012 : 54,50 % pour Nicolas Sarkozy (UMP), 45,50 % pour François Hollande (PS), 82,36 % de participation[72].
- Élection présidentielle de 2017 : 73,96 % pour Emmanuel Macron (LREM), 26,04 % pour Marine Le Pen (FN), 73,17 % de participation[73].

Élections législatives
Résultats des seconds tours :
- Élections législatives de 2002 : 50,22 % pour François Lamy (PS), 49,78 % pour Véronique Carantois (UMP), 63,69 % de participation[74].
- Élections législatives de 2007 : 51,92 % pour Véronique Carantois (UMP), 48,08 % pour François Lamy (PS), 60,05 % de participation[75].
- Élections législatives de 2012 : 52,89 % pour Grégoire de Lasteyrie (UMP), 47,11 % pour François Lamy (PS), 56,90 % de participation[76].
- Élections législatives de 2017 : 60,64 % pour Amélie de Montchalin (LREM), 39,36 % pour Françoise Couasse (UDI), 38,89 % de participation[77].

Élections européennes
Résultats des deux meilleurs scores :
- Élections européennes de 2004 : 26,59 % pour Harlem Désir (PS), 16,16 % pour Patrick Gaubert (UMP), 43,65 % de participation[78].
- Élections européennes de 2009 : 30,37 % pour Michel Barnier (UMP), 21,66 % pour Daniel Cohn-Bendit (Europe Écologie), 43,04 % de participation[79].
- Élections européennes de 2014 : 24,79 % pour Alain Lamassoure (UMP), 20,10 % pour Aymeric Chauprade (FN), 44,97 % de participation[80].
- Élections européennes de 2019 : 27,60 % pour Nathalie Loiseau (LREM), 15,89 % pour Jordan Bardella (RN), 47,95 % de participation[81].

Élections régionales
Résultats des deux meilleurs scores :
- Élections régionales de 2004 : 47,17 % pour Jean-Paul Huchon (PS), 42,81 % pour Jean-François Copé (UMP), 66,81 % de participation[82].
- Élections régionales de 2010 : 50,55 % pour Jean-Paul Huchon (PS), 49,45 % pour Valérie Pécresse (UMP), 48,31 % de participation[83].
- Élections régionales de 2015 : 47,28 % pour Valérie Pécresse (LR), 35,03 % pour Claude Bartolone (PS), 57,27 % de participation[84].

Élections cantonales et départementales
Résultats des seconds tours :
- Élections cantonales de 2004 : 54,98 % pour Gérard Funès (PS), 45,02 % pour Richard Trinquier (UMP), 67,28 % de participation[85].
- Élections cantonales de 2011 : 66,88 % pour Gérard Funès (PS), 33,12 % pour Cédric Giraud (FN), 42,17 % de participation[86].
- Élections départementales de 2015 : 69,63 % pour Eric Mehlhorn et Brigitte Vermillet (UMP), 30,37 % pour Michel Fesler et Audrey Guibert (FN), 43,57 % de participation[87].
- Élections départementales de 2021 : 61,95 % pour Alexis Teillet et Brigitte Vermillet (LR), 38,05 % pour Ludovic Briey et Zohra Toualbi (UG), 31,90 % de participation[88].

Élections municipales
- Élections municipales de 2008 : Au premier tour : 51,26 % pour Régis Roy-Chevalier (DVG), 38,34 % pour Richard Trinquier (UMP), 68,07 % de participation[89].
Régis Roy-Chevalier (DVG) est élu maire de la ville sur la base d'une coalition hétéroclite qui a pour l'occasion mis entre parenthèses ses différences politiques[90] dans le but d'éviter la réélection du précédent maire Richard Trinquier (UMP) critiqué dans sa méthode et son bilan[91],[92],[93]. Néanmoins, peu après l'élection, des dissensions apparaissent dans la majorité[91],[94] et certaines décisions sont rapidement contestées[95],[96],[97].
- Lors du second tour des élections municipales de 2014 dans l'Essonne, la liste DVD de l'ancien maire Richard Trinquier remporte la majorité des suffrages exprimés, avec 1 697 voix (49,31 %, 22 conseillers municipaux élus dont 2 communautaires), devançant les listes menées respectivement par : 
  - Régis Roy-Chevalier, maire sortant (1 341 voix, 38,97 %, 6 conseillers municipaux élu) ;
Évelyne Bague-Van Besien (DVD, 403 voix, 11,71 %, 1 conseiller municipal élu).
Lors de ce scrutin — où une quatrième liste du premier tour, celle DVD de Philippe de Fruyt s'était retirée — 33,69 % des électeurs se sont abstenus[98],[99]

- Au second tour des élections municipales de 2020 dans l'Essonne, la liste DVD menée par le maire sortant Richard Trinquier remporte la majorité absolue des suffrages exprimés, avec 1 318 voix (50,63 %, 22 conseillers municipaux élus dont 2 communautaires), battant de 33 voix la liste DVC menée par Philippe De Fruyt (1 285 voix, 49,36 %, 7 conseillers municipaux élus).
Lors de ce scrutin — où la liste DVD du premier tour menée par Patrick Kitsaïs s'était retirée —  marqué par la pandémie de Covid-19 en France, 50,42 % des électeurs se sont abstenus[100],[101].

Référendums
- Référendum de 2000 relatif au quinquennat présidentiel : 69,93 % pour le « oui », 30,07 % pour le « non », 35,72 % de participation[102].
- Référendum de 2005 sur le traité établissant une constitution pour l'Europe : 54,02 % pour le « oui », 45,98 % pour le « non », 69,28 % de participation[103].

### Liste des maires
| Période    | Période    | Identité                         | Étiquette            | Qualité |
| ---------- | ---------- | -------------------------------- | -------------------- | --- |
| 1790       | 1792       | Jean Louis Grognet               |                      | |
| 1792       | 1795       | Inconnu                          |                      | |
| 1795       | 1795       | M. Piot                          |                      | |
| 1795       | 1795       | Étienne Baillard                 |                      | |
| 1795       | 1798       | Jean Louis Le Prêtre             |                      | |
| 1798       | 1798       | Philippe Auboin                  |                      | |
| 1798       | 1800       | Étienne Parvilliez               |                      | |
| 1800       | 1808       | Philippe Auboin                  |                      | |
| 1808       | 1815       | Armand Loignon de Beaupré        |                      | |
| 1815       | 1815       | Philippe Auboin                  |                      | |
| 1815       | 1815       | Armand Loignon de Beaupré        |                      | |
| 1815       | 1827       | Antoine Lesage                   |                      | |
| 1827       | 1827       | Armand Loignon de Beaupré        |                      | |
| 1827       | 1835       | Antoine Lesage                   |                      | |
| 1835       | 1853       | Inconnu                          |                      | |
| 1853       | 1860       | Prosper Piot                     |                      | |
| 1860       | 1861       | Augustin Lesieur                 |                      | |
| 1861       | 1862       | Louis Reynart                    |                      | |
| 1862       | 1870       | Louis Dolimier                   |                      | |
| 1870       | 1871       | Louis Verger                     |                      | |
| 1871       | 1872       | Pierre Liguez                    |                      | |
| 1872       | 1891       | Joseph Pesse                     |                      | |
| 1891       | 1892       | Adolphe Verger                   |                      | |
| 1892       | 1896       | Clément Baron                    |                      | |
| 1896       | 1898       | Louis Mussiet                    |                      | |
| 1899       | 1900       | Clément Baron                    |                      | |
| 1900       | 1908       | Louis Mussiet                    |                      | |
| 1908       | 1913       | Victor Baloche                   |                      | |
| 1913       | 1930       | Charles Legros                   |                      | |
| 1930       | 1941       | Constant Balu                    |                      | |
| 1941       | 1941       | Pierre Frouin                    |                      | |
| 1941       | 1944       | Pierre Laffargue                 |                      | |
| 1944       | 1947       | Paul Purrey                      |                      | Marchand de vins. |
| 1947       | 1960       | René Girard-Iametti (ou Lametti) |                      | |
| 1960       | mars 1977  | Georges Didier                   |                      | |
| mars 1977  | mars 1983  | Gilbert Buffat                   |                      | Restaurateur. |
| mars 1983  | juin 1995  | Jacqueline Herment               | DVD                  | |
| juin 1995  | mars 2008  | Richard Trinquier                | RPR puis UMP         | Médecin réanimateur-anesthésiste. Fils du militaire Roger Trinquier, il est réputé pour avoir « une certaine proximité avec les idées du FN ». |
| mars 2008  | avril 2014 | Régis Roy-Chevalier              | PS                   | Consultant Vice-président de la Communauté d'agglomération des Hauts-de-Bièvre [Quand ?]                                                       |
| avril 2014 | juin 2021  | Richard Trinquier                | LR puis DLF puis DVD | Démissionnaire. |
| juin 2021  | juin 2025  | Florian Gallant                  | DVD                  | ex-Directeur d'un pôle spécialisée en conseil et externalisation. Démissionnaire                                                               |
| juin 2025  | En cours   | Cyrille Telman                   | DVD                  | Ingénieur |

### Jumelages

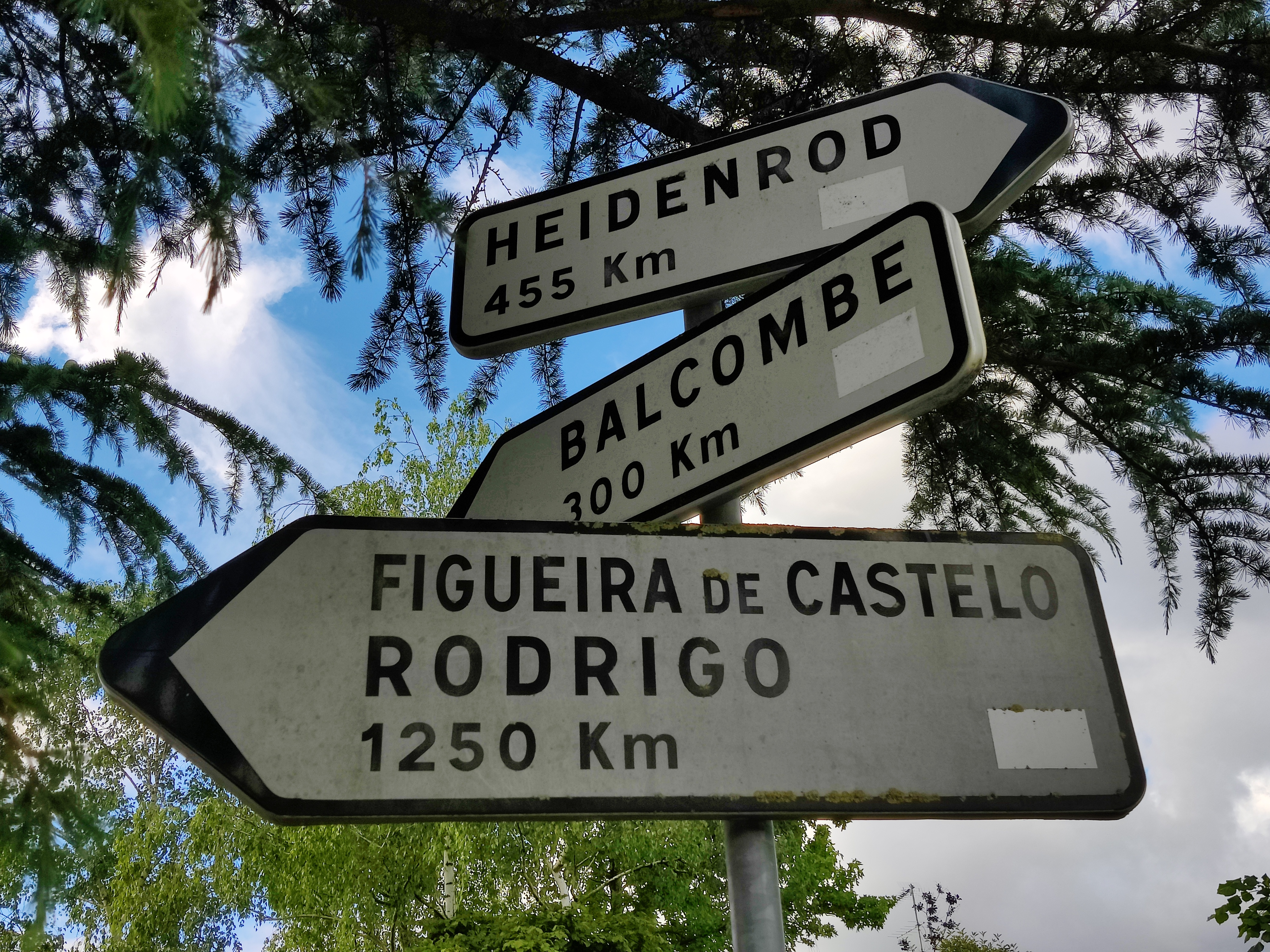
Des panneaux au rond-point des jumelages montrant les distances avec les villes jumelées.

Wissous a développé des associations de jumelage avec :
- Balcombe (Royaume-Uni) depuis le 6 mai 1990[113] ;
- Figueira de Castelo Rodrigo (Portugal) depuis le 17 juin 2000[113] ;
- Heidenrod (Allemagne) depuis le 9 septembre 1984[113].

Une association a été créée pour promouvoir les échanges scolaires, sportifs, sociaux et culturels entre Wissous et les villes jumelées, mais celle-ci a été dissoute au début des années 2010.

## Équipements et services publics
Avec son fort potentiel foncier, la commune est régulièrement pressentie pour accueillir diverses installations ne pouvant être placées dans les communes limitrophes et qui sont généralement mal accueillies par la population et leurs élus. Des projets d'un centre de rétention administrative, d'une bretelle d'autoroute, d'une station d'épuration ou d'un parcours de golf ont été discutés vers la fin des années 2000.

### Espaces publics
La commune de Wissous a été un temps récompensée par deux fleurs au concours des villes et villages fleuris, mais n'est plus classée désormais.

### Enseignement
Les élèves de Wissous sont historiquement rattachés à l'académie de Versailles.
En 2021, la commune dispose sur son territoire de l'école maternelle et primaire Victor-Baloche, nommé d'après le maire de la commune entre 1908 et 1913 qui légua le terrain sur laquelle l'école et la mairie sont construites, et de l'école maternelle et primaire Jean-de-La Fontaine plus récente.
Il n'y a pas encore d'établissements d'enseignement secondaire sur la commune, toutefois, la création d'un collège est annoncée pour le milieu des années 2020 avec 800 places pour une ouverture à la rentrée 2025. L'investissement départemental est de 42 millions d'euros. En attendant, selon la sectorisation de 2020, les élèves dépendent donc du collège et lycée général et technologique René-Descartes de la ville voisine d'Antony, dans les Hauts-de-Seine. Cela serait amené à être changé à l'avenir au profit de deux lycées de Massy, Fustel de Coulanges et Parc de Vilgénis, plus distants mais dans le même département de l'Essonne.

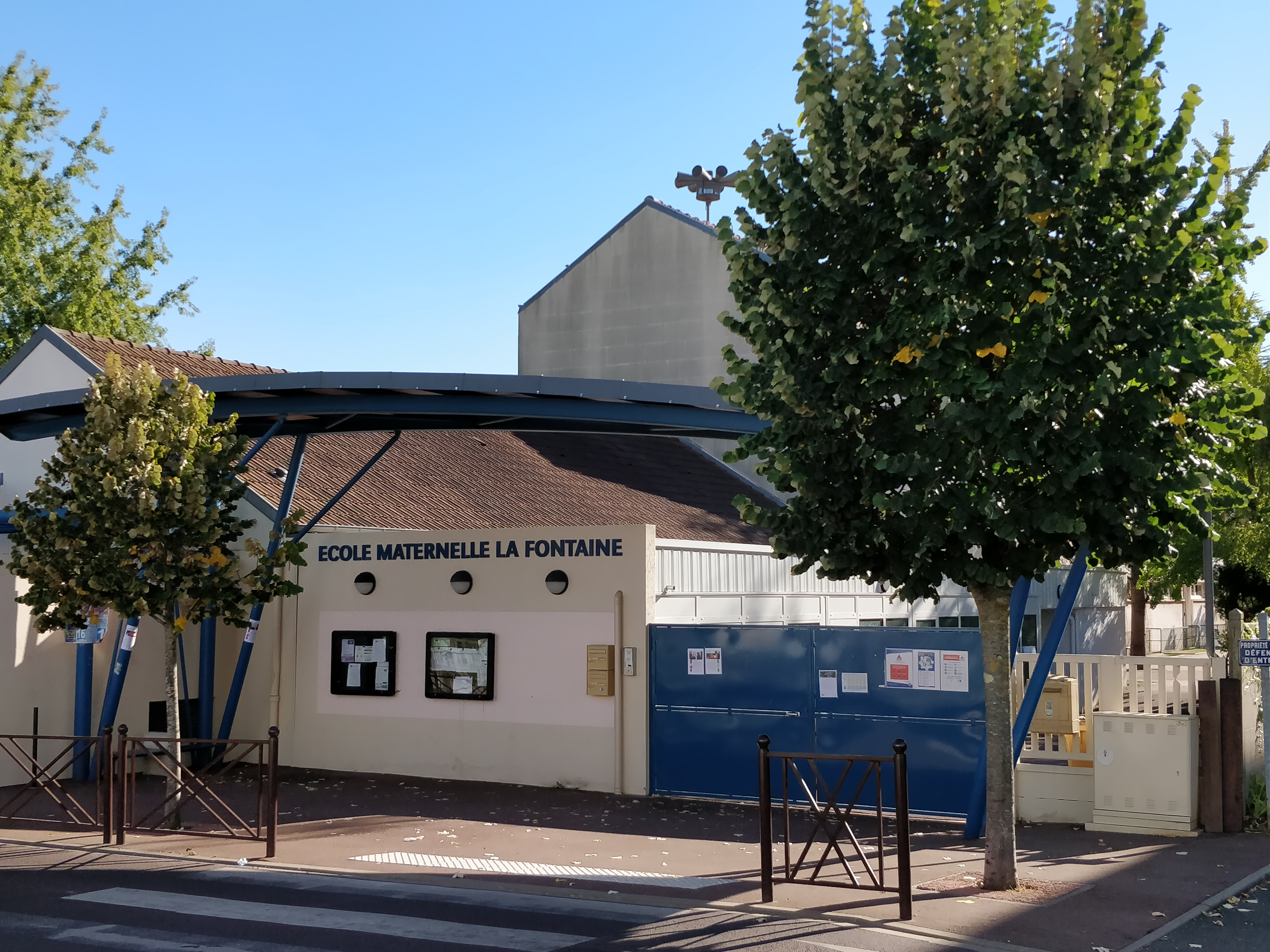
L'école maternelle Jean-de-La Fontaine.
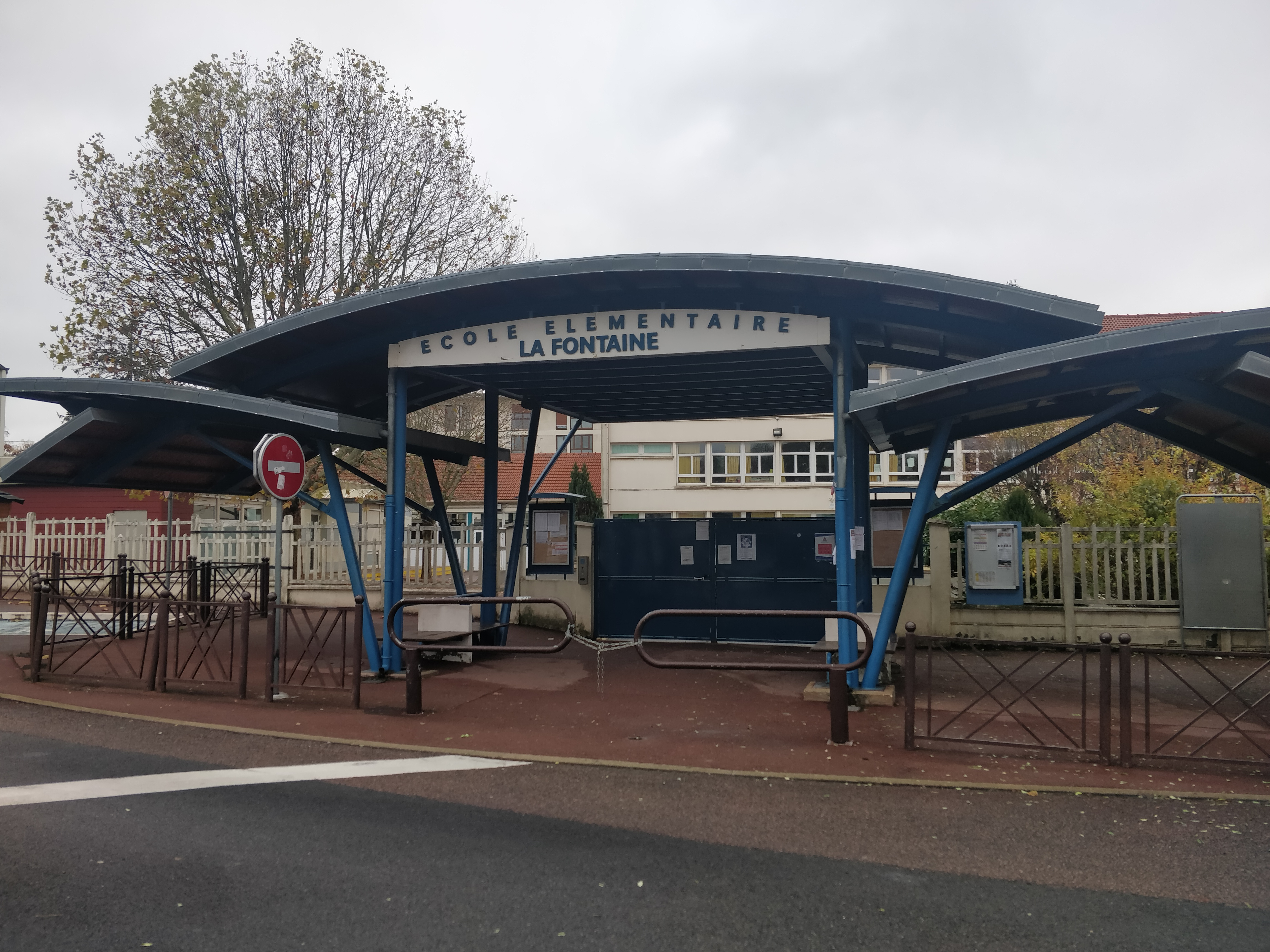
L'école élémentaire Jean-de-La Fontaine.
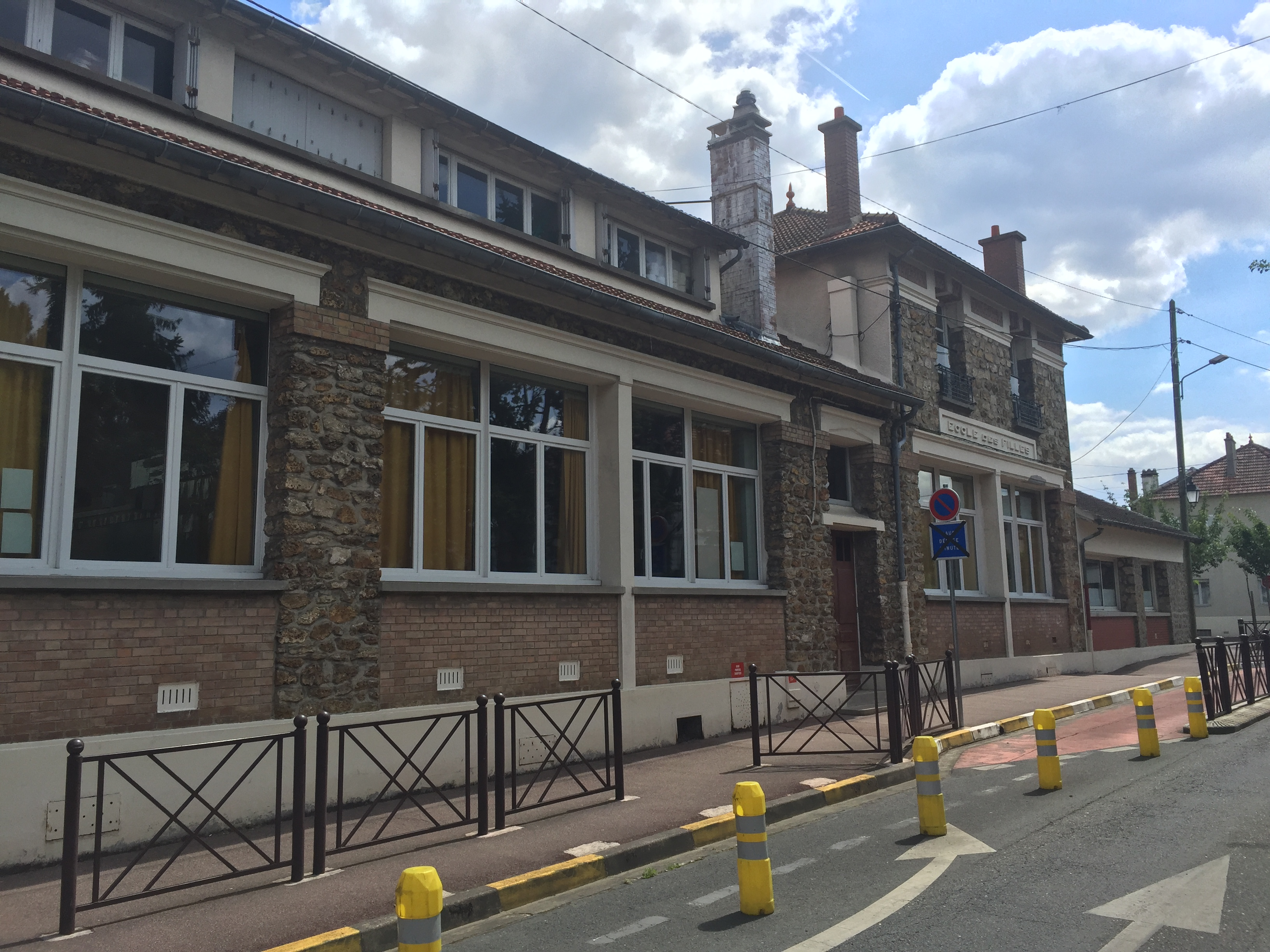
L'école Victor-Baloche.
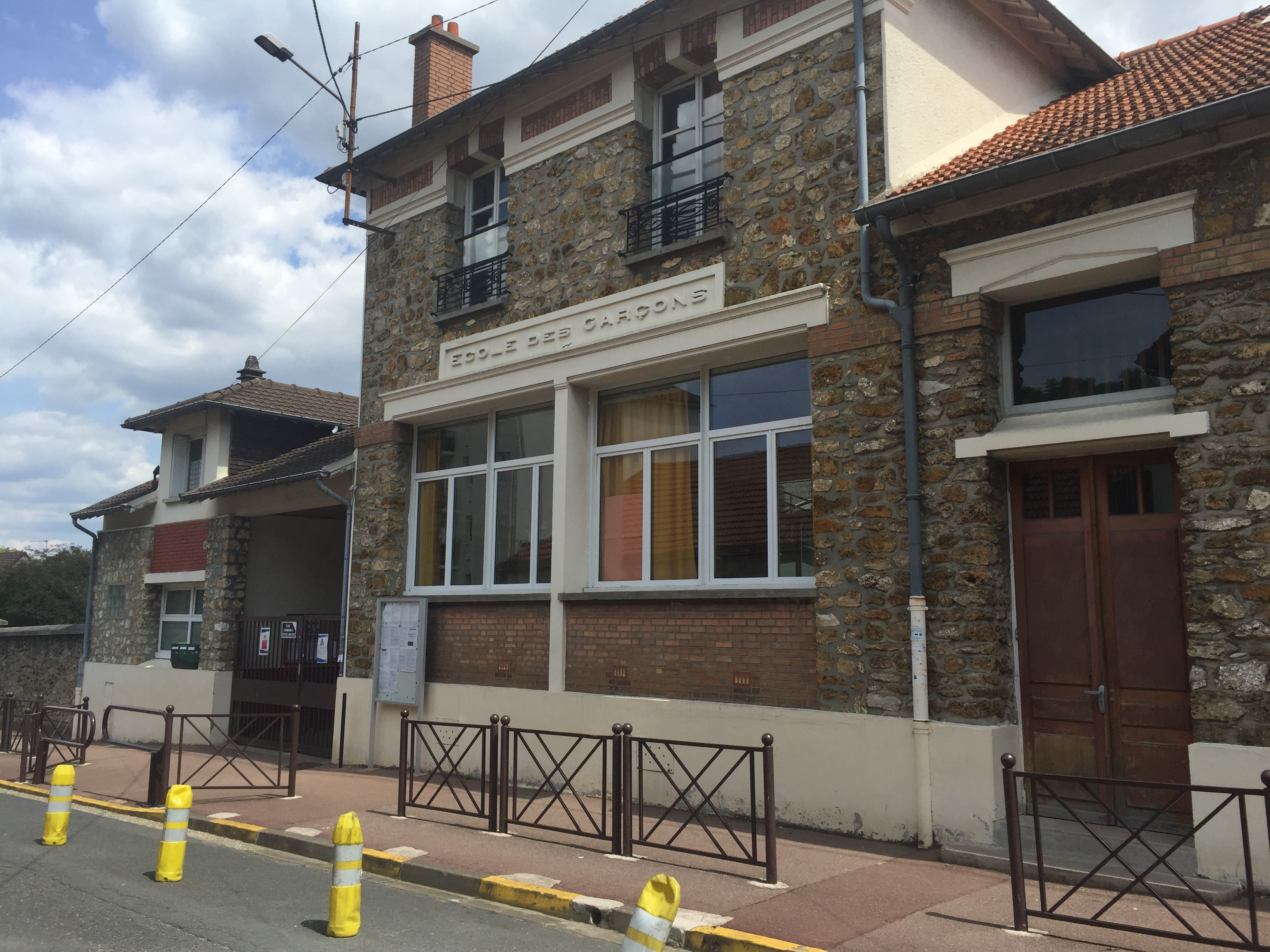
L'école Victor-Baloche.
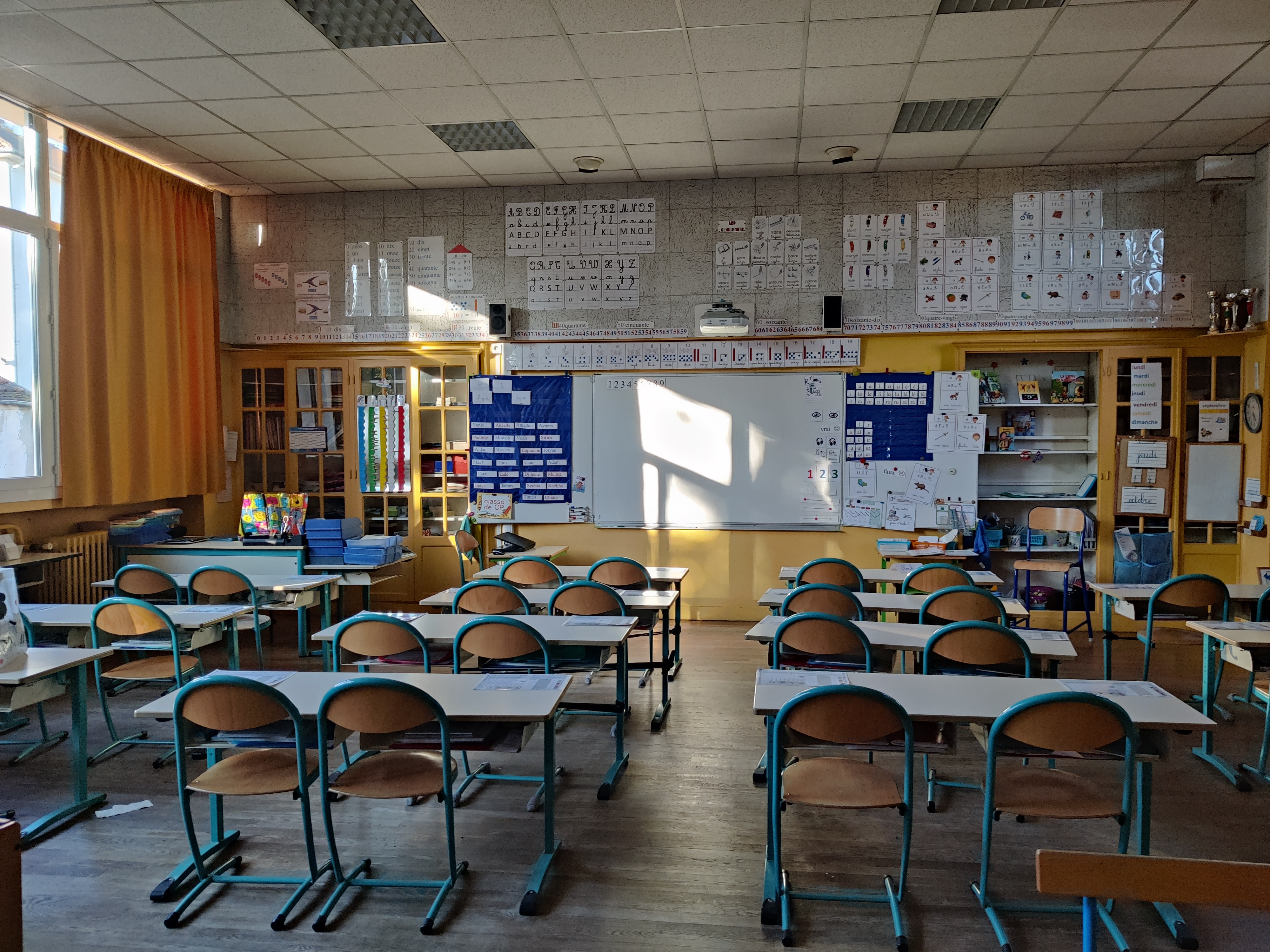
Une classe de l'école Victor-Baloche.

### Culture
Le principal équipement culturel de Wissous est l'espace Saint-Exupéry, un centre culturel géré par l'intercommunalité qui permet de voir des spectacles de musique, de danse ou de théâtre. La maison des associations est situé également dans le bâtiment.
Un conservatoire, lui aussi géré par l'intercommunalité, dispose depuis fin 2010 d'un bâtiment spécifique dans le quartier Saint-Éloi. Il porte le nom de Conservatoire intercommunal de musique Guy-Dogimont, du nom du premier directeur du conservatoire.
Il existe aussi une médiathèque communale, située dans le Domaine Les Étangs - Espace Arthur-Clark. En 2009, 22 543 documents ont été empruntés par 848 personnes. La médiathèque organise également régulièrement des animations.
Une radio locale, Radio Wissous, existe depuis 2021.

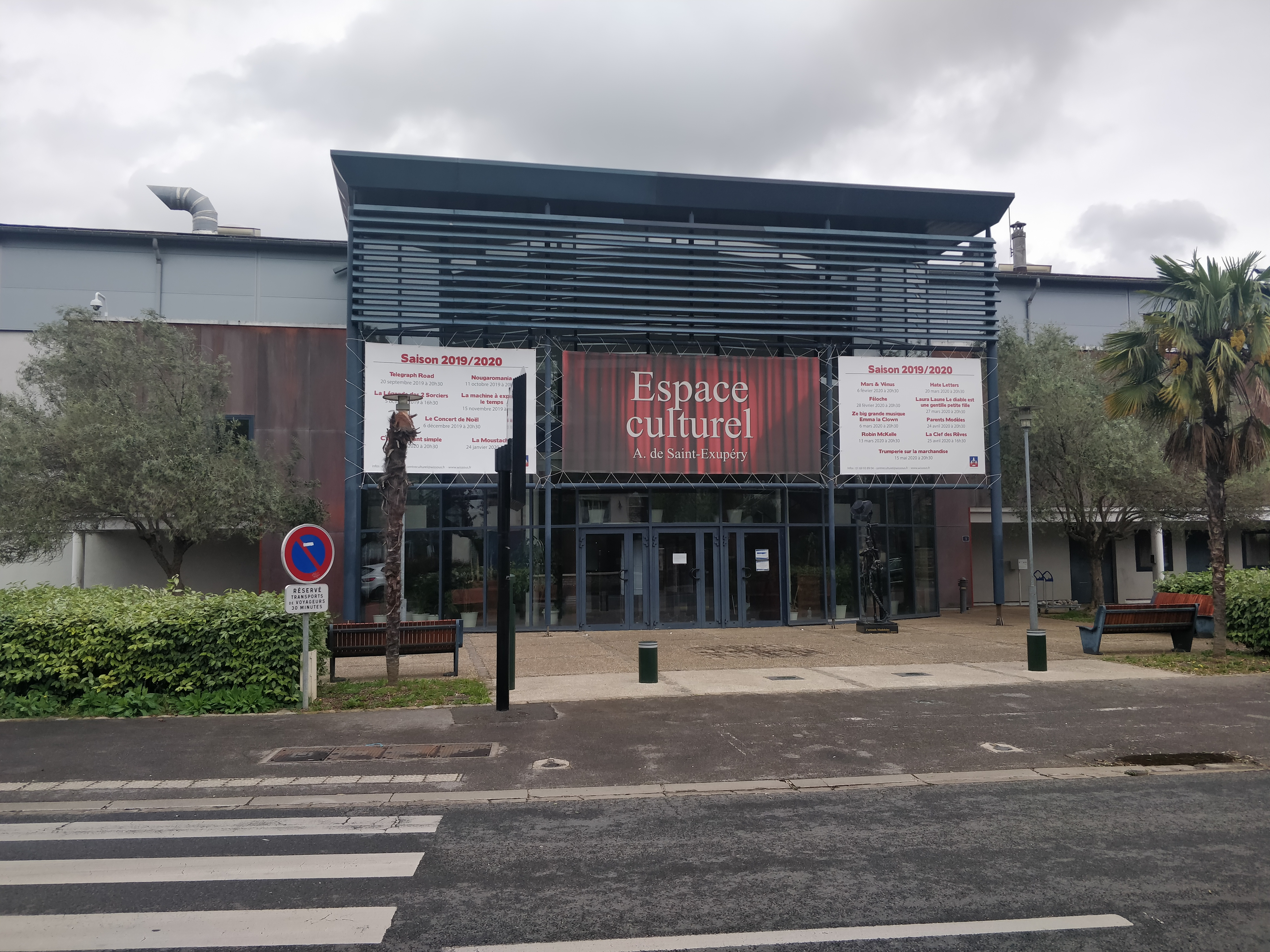
Espace culturel Saint-Exupéry.
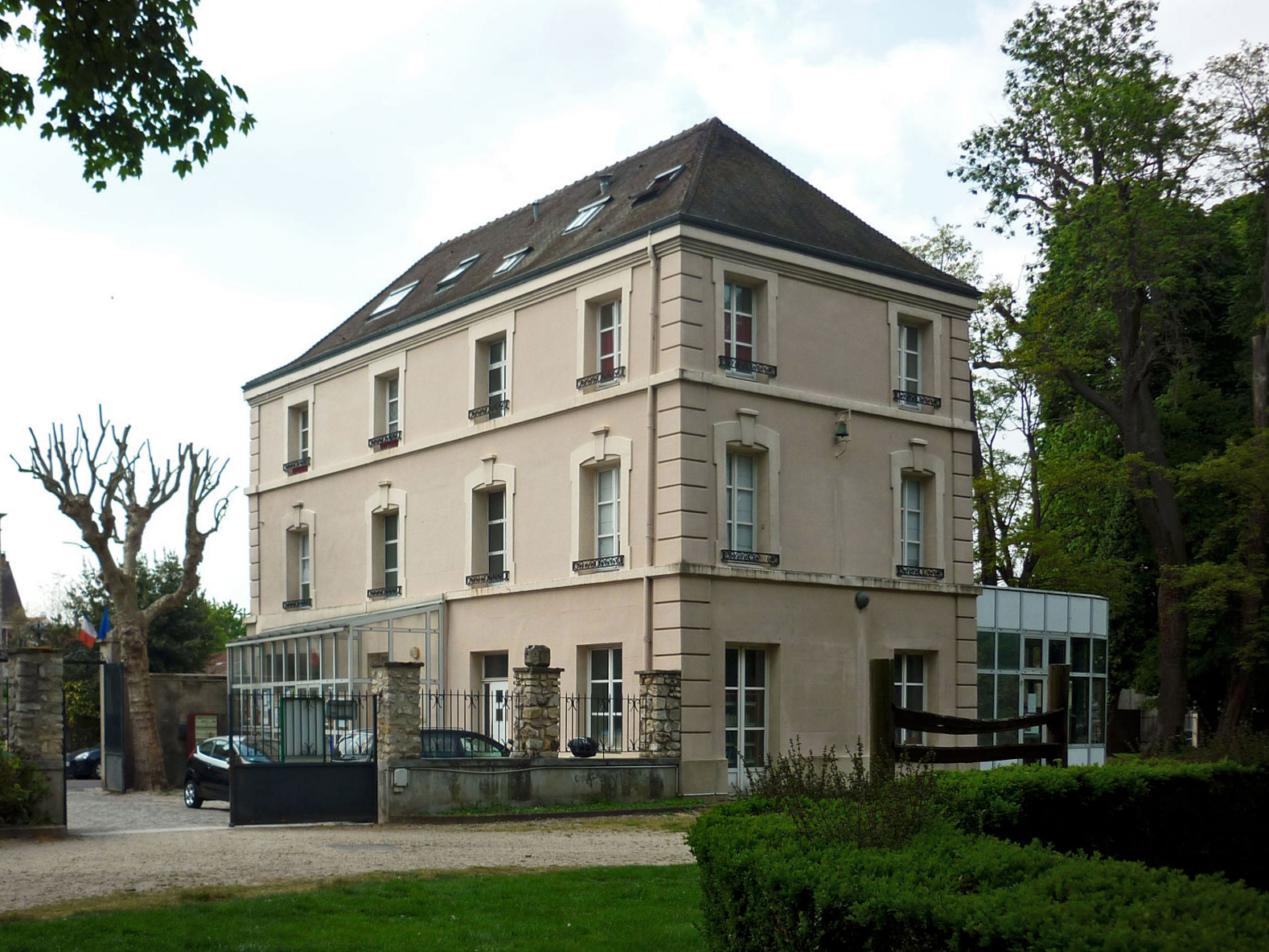
La médiathèque municipale.
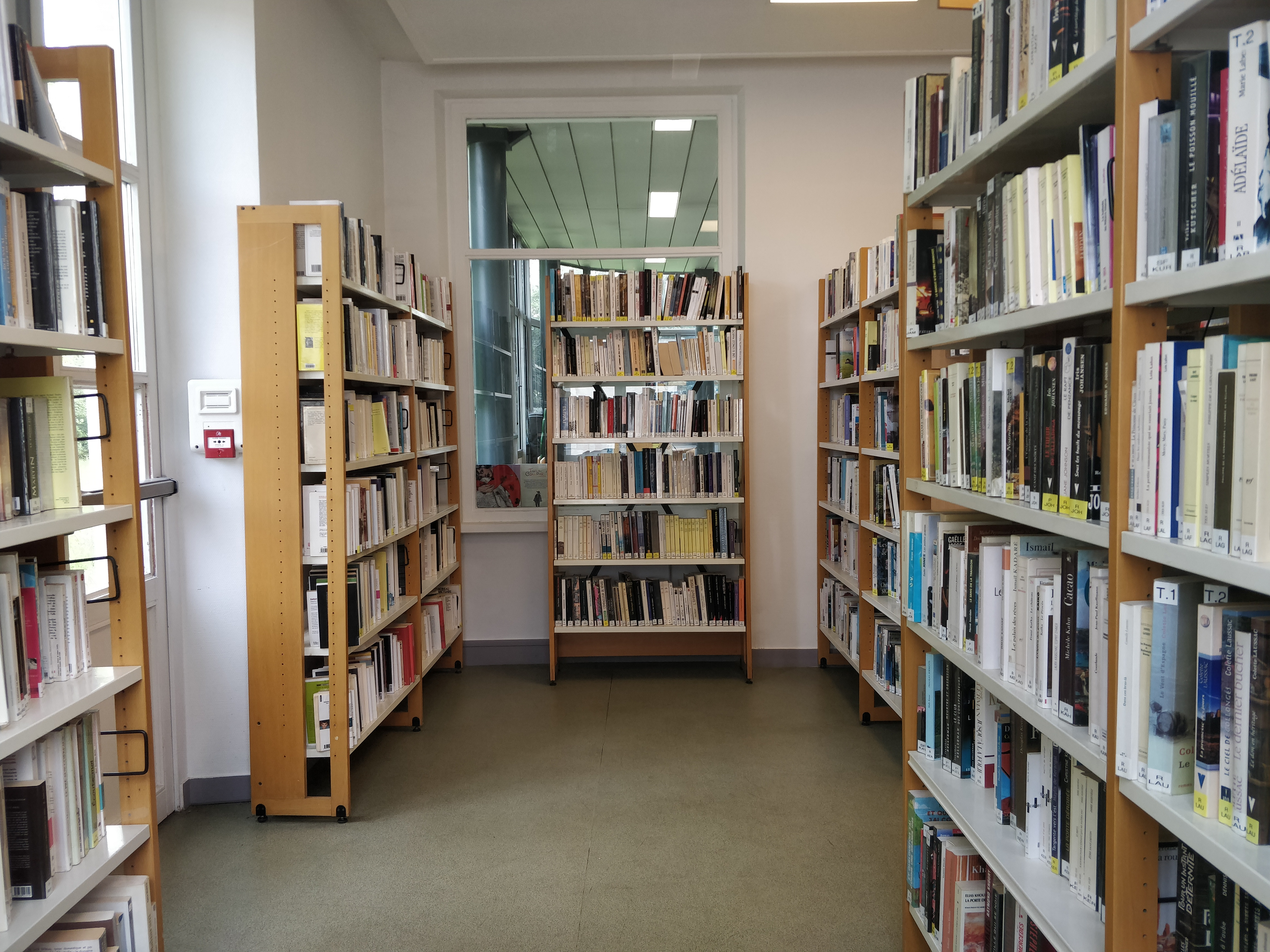
Des rayons de livres dans la médiathèque municipale.
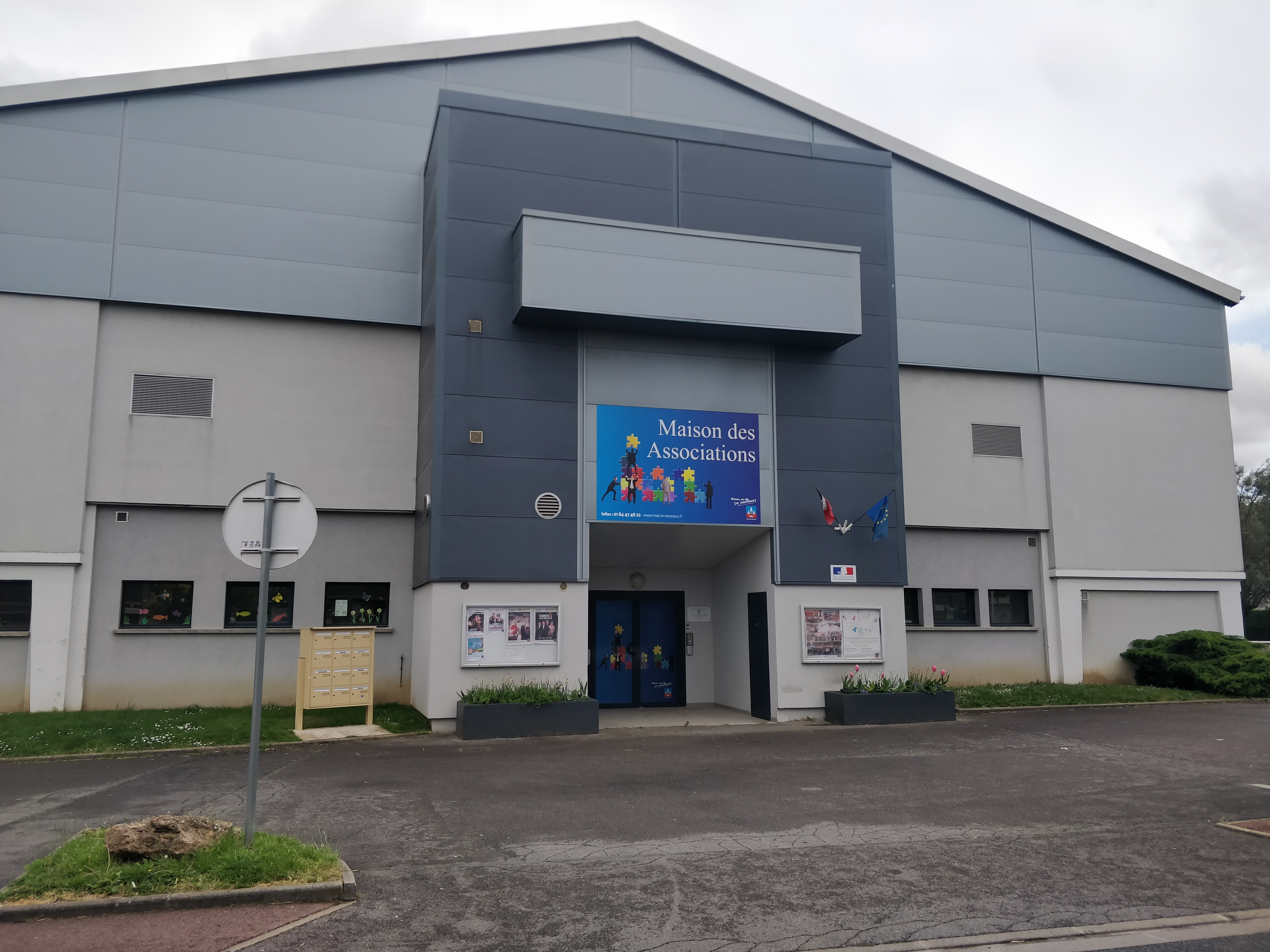
La maison des associations de Wissous (ancien conservatoire intercommunal).
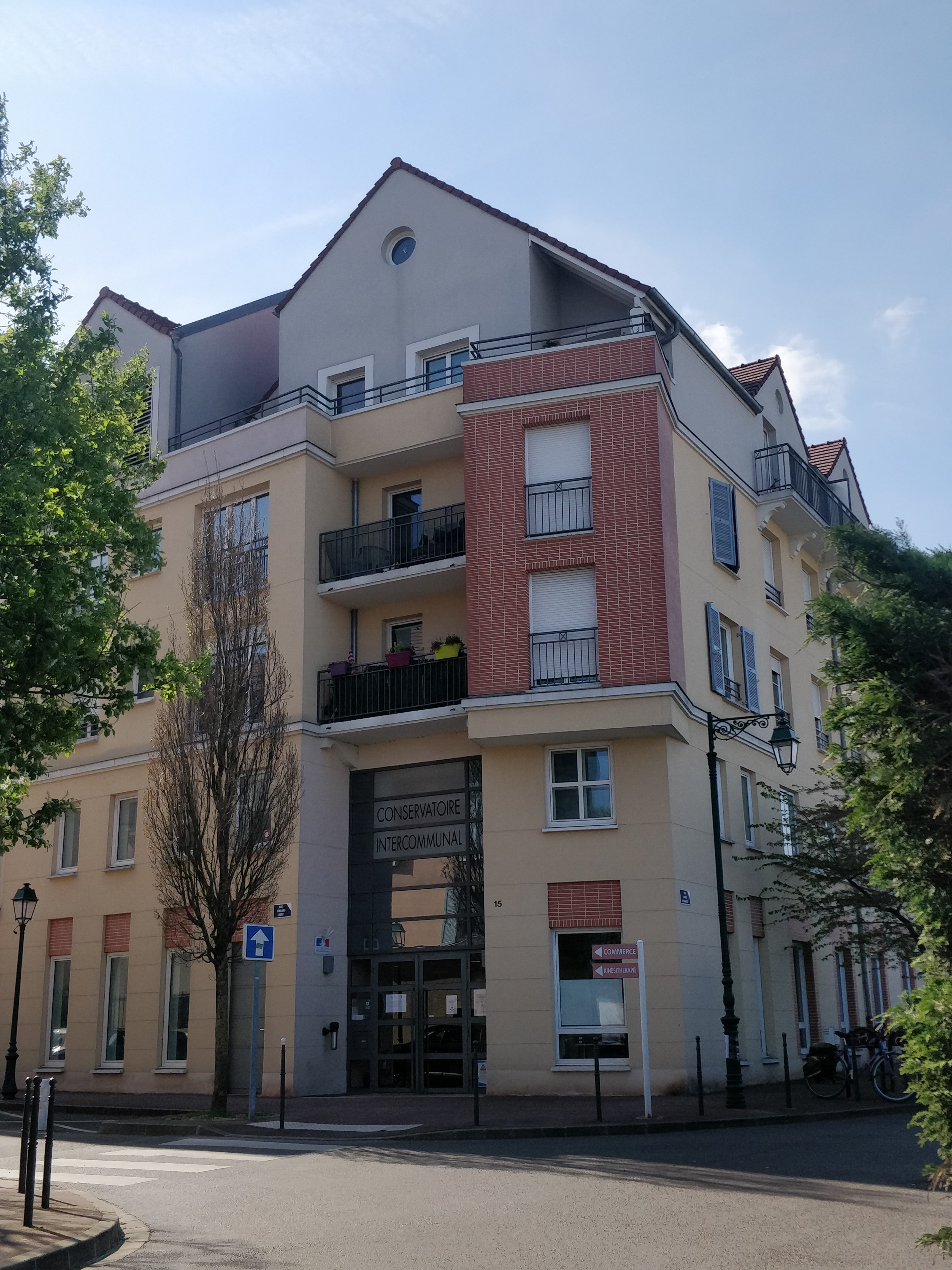
Le conservatoire intercommunal de musique Guy-Dogimont.

### Postes et télécommunications

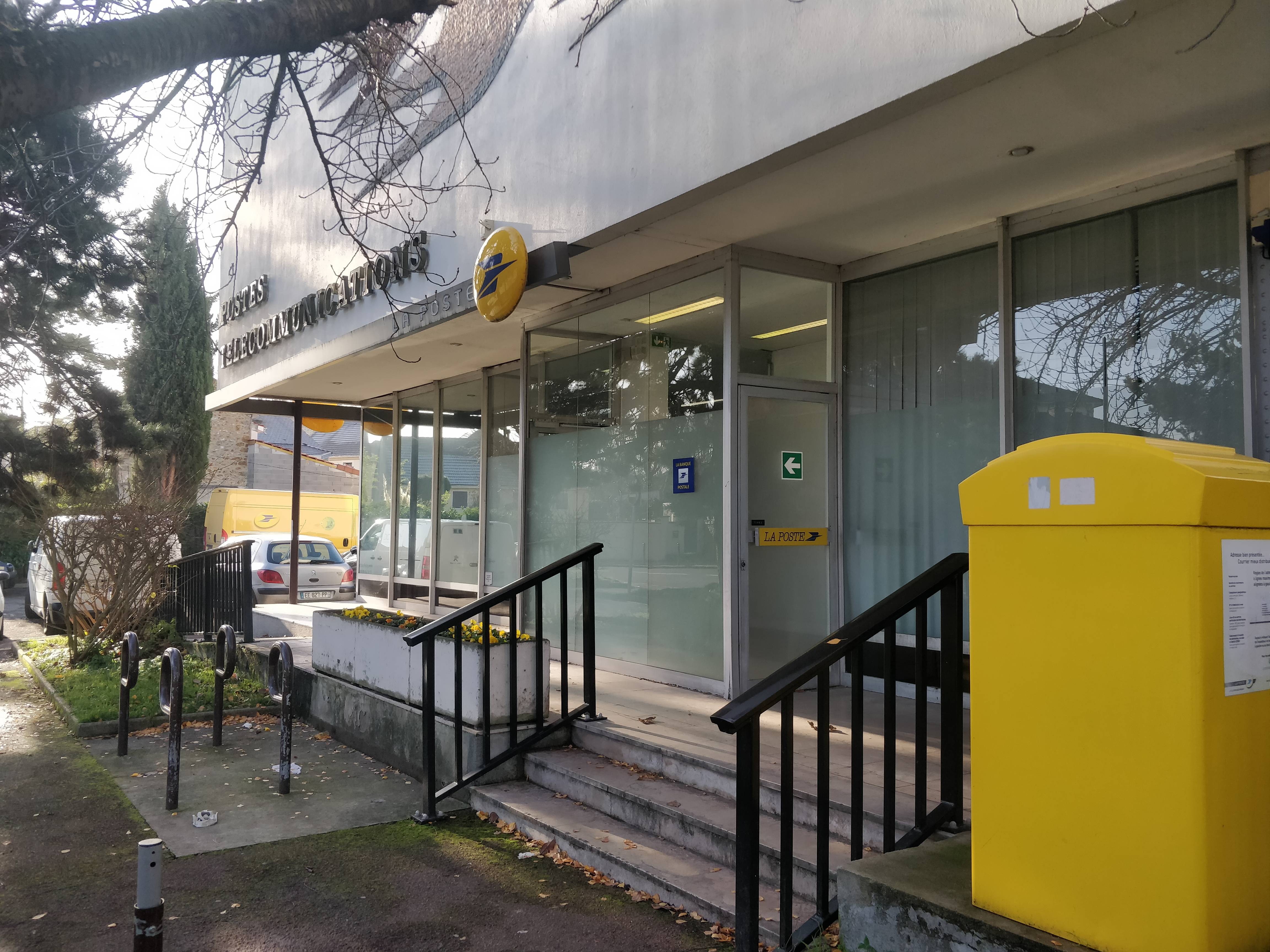
Le bureau de poste de Wissous.

Auparavant, dépendante d'Antony, Wissous accueille un bureau de poste depuis 1935.

### Santé et solidarité
Wissous ne dispose d'aucun hôpital ou clinique sur son territoire, les urgences et pathologies sont traitées en 2010 par l'hôpital privé d'Antony. Celui-ci n'accueillant pas les urgences pédiatriques, celles-ci sont redirigées vers le centre hospitalier de Longjumeau.
Le centre de protection maternelle et infantile (PMI) dont dépend la commune est situé à Chilly-Mazarin mais un centre social existe sur la commune.
En 2025, l'Amicale des Professionnels de Santé de Wissous rapporte 20 professionnels de santé libéraux installés sur la commune : un médecin généraliste, cinq kinésithérapeutes, six infirmiers, deux chirurgiens-dentistes, un podologues, un orthophoniste, deux pharmacies, un diététicien et un opticien.[réf. nécessaire]
La ville dispose d'une aire d'accueil pour les gens du voyage. Néanmoins, des installations sauvages sont régulièrement constatées.

### Sécurité
Entre le milieu du XIXe siècle et 1983, la sécurité était assurée par la police nationale ou la gendarmerie, assistées par des gardes champêtres. La création de la police municipale de Wissous est décidée en 1984 et créée en 1990. Faute d'obtenir l'ouverture d'un commissariat de la Police nationale, elle est armée de revolvers Magnum 357 en 1996, puis de revolvers calibre 38 spécial police, de pistolets à impulsion électrique en 2004 — c'est l'une des premières en France à s'équiper de ce type d'arme, mais elle l'a abandonné en 2009 — et en 2021, elle dispose de pistolets Glock 19 et de lanceurs de balles de défense (Flash-Ball). En 2021, la police municipale, qui compte neuf agents et une secrétaire, se veut être « un service de proximité, de prévention et d’aide à la population ». Elle a fait l'objet d'un reportage de 90' Enquêtes en avril 2021 « Policiers municipaux : les anges-gardiens de la banlieue » montrant notamment les différences avec une autre ville de l'Essonne, Viry-Châtillon.
Dans les années 2020, une politique de surveillance est menée, avec l'installation de nombreuses caméras de surveillance pour lutter contre les incivilités. De plus, de la vidéo-verbalisation est réalisée par caméras à système de reconnaissance automatique des plaques minéralogiques (LAPI) pour faire respecter l'interdiction de passage des poids-lourds dans le centre-ville, hors desserte locale. Finalement, la commune table sur une caméra pour soixante-quinze habitants, soit mieux que Nice, une ville réputée pour sa forte vidéo-surveillance. Depuis 2021, la commune s'est aussi associée à l'organisation de surveillance de voisinage « Voisins vigilants ».
La sécurité est également assurée par le centre de première intervention (CPI) de la ville et le commissariat de police de Massy. Une nouvelle caserne et un nouveau local de police sont en projet dans le nouvel ensemble immobilier Unisson, près du centre Saint-Exupéry.
La faible densité de la ville et la présence d'importantes zones industrielles avec peu de circulation fait de Wissous une commune localement « très prisée » pour ses rodéos urbains, notamment dans la ZAC du Pérou,,. La mairie a historiquement fait des essais pour encadrer cette pratique. De même, la ville connait régulièrement des dépôts sauvages d'ordures que la mairie traite avec diligence.

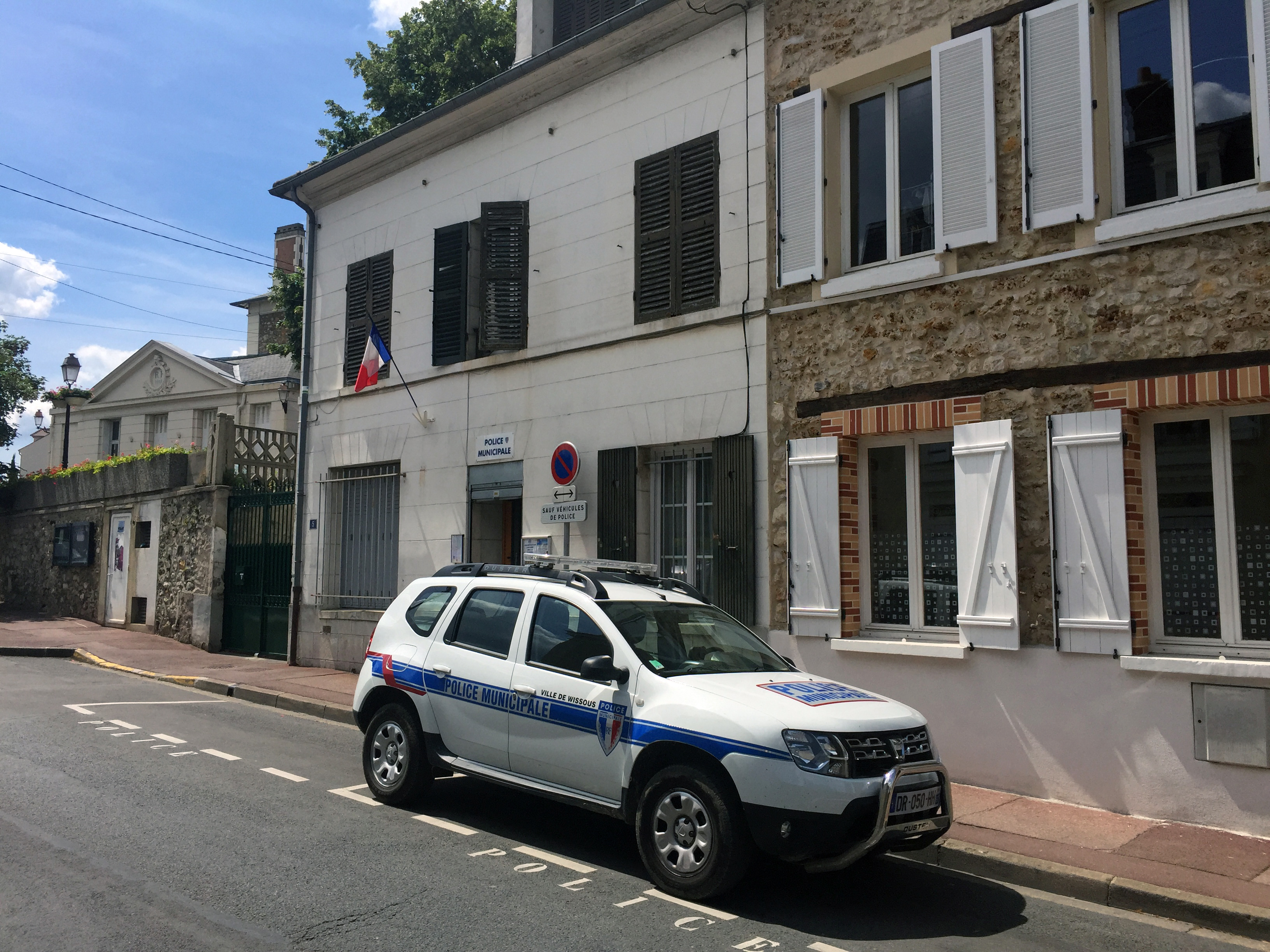
Police municipale de Wissous.
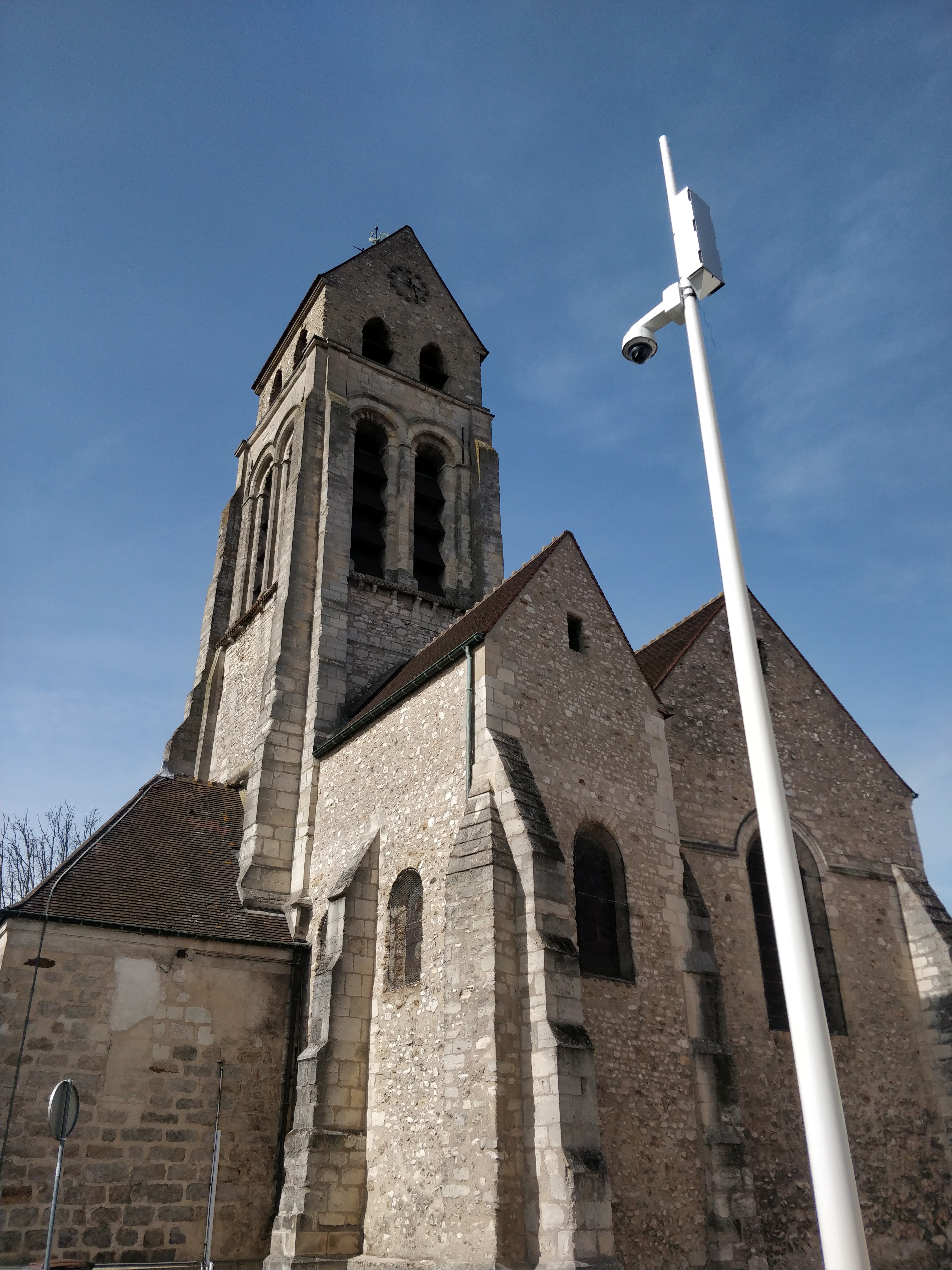
Caméras de vidéo-protection près de l'église.
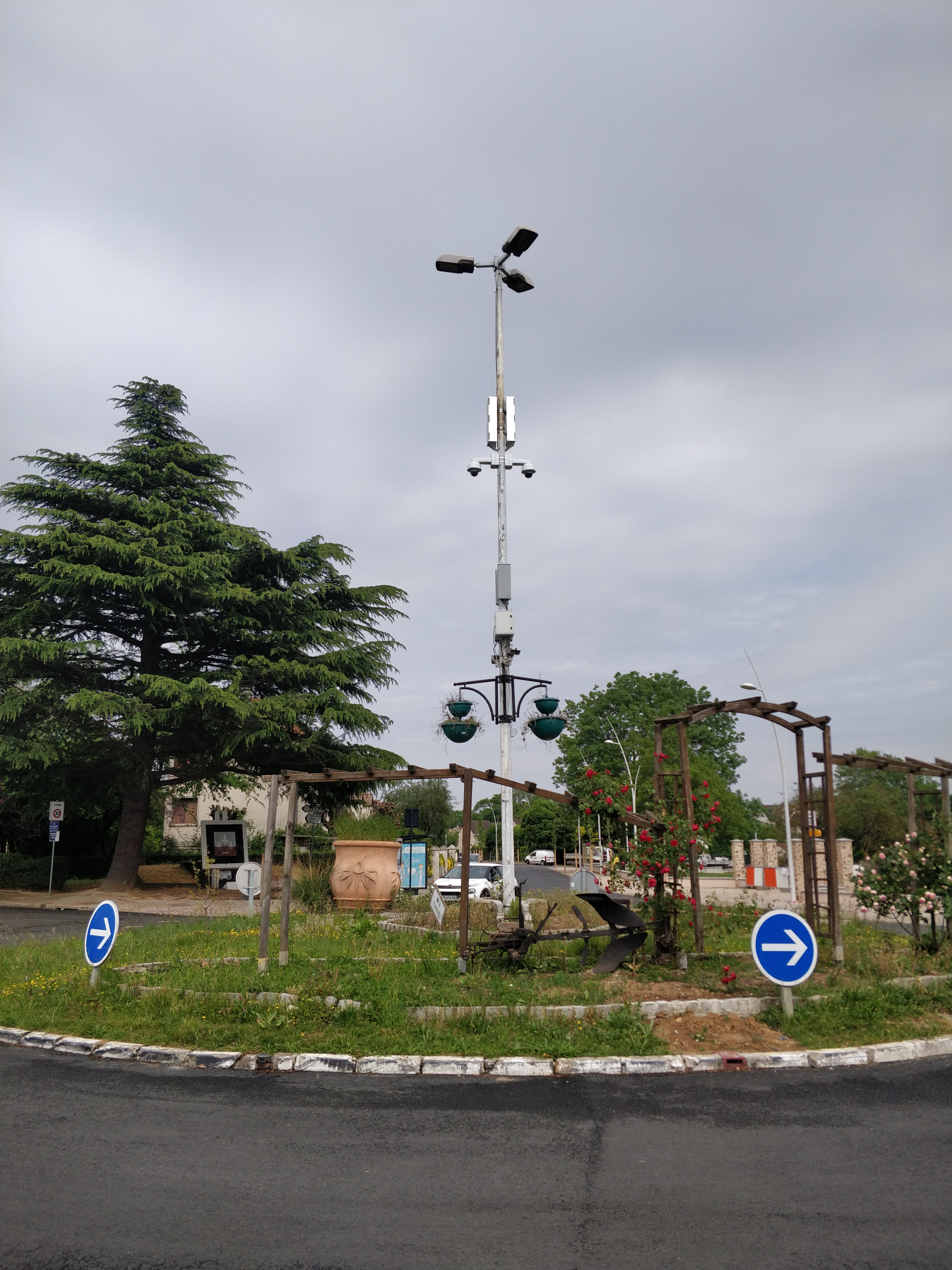
Caméras de vidéo-protection au rond-point des jumelages.
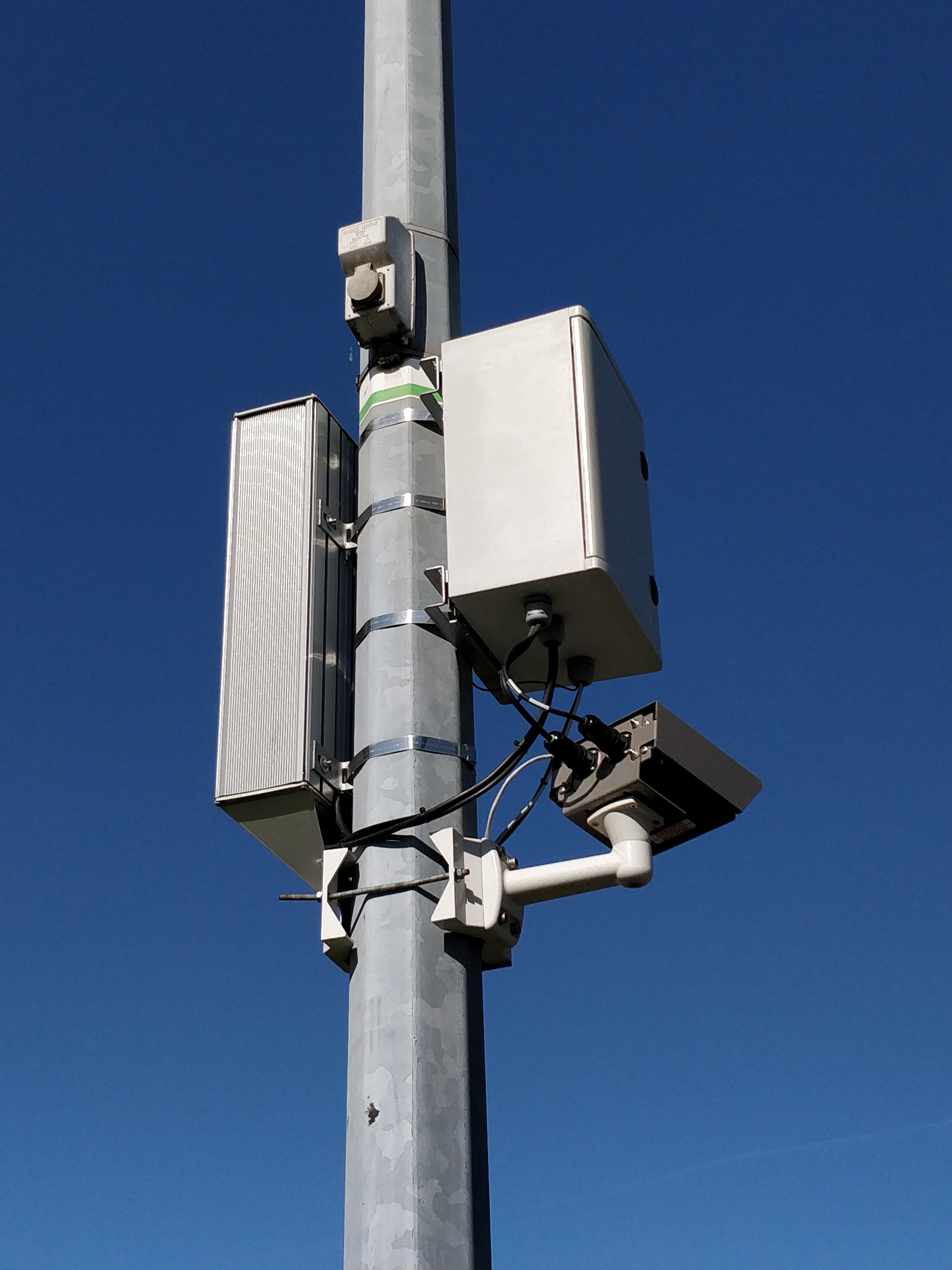
Caméras LAPI.
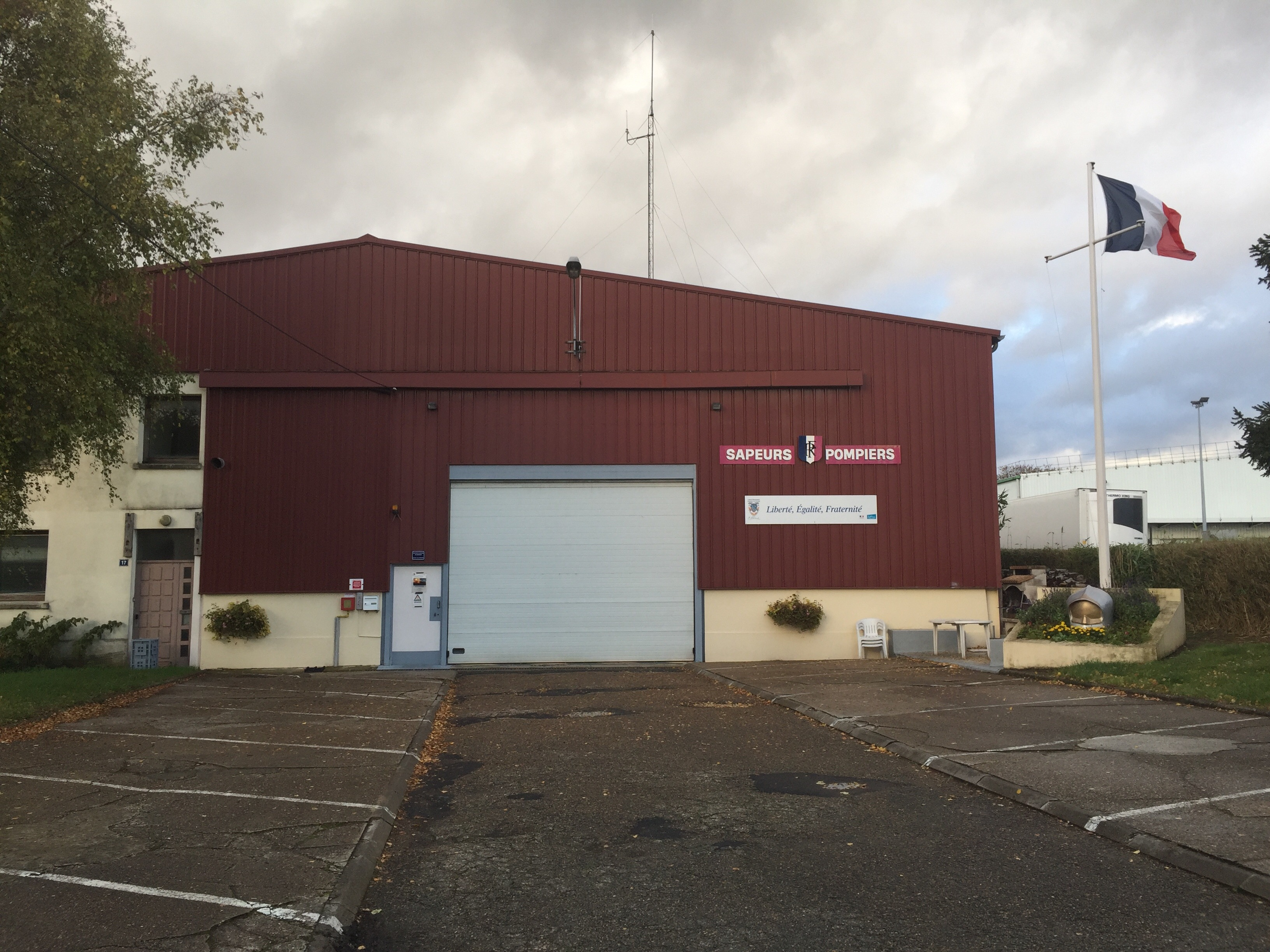
Caserne de pompiers à Wissous.

## Population et société

### Démographie

#### Évolution démographique
L'évolution du nombre d'habitants est connue à travers les recensements de la population effectués dans la commune depuis 1793. Pour les communes de moins de 10 000 habitants, une enquête de recensement portant sur toute la population est réalisée tous les cinq ans, les populations de référence des années intermédiaires étant quant à elles estimées par interpolation ou extrapolation. Pour la commune, le premier recensement exhaustif entrant dans le cadre du nouveau dispositif a été réalisé en 2004.

En 2022, la commune comptait 6 924 habitants, en évolution de −9,77 % par rapport à 2016 (Essonne : +2,89 %, France hors Mayotte : +2,11 %).
| 1793 | 1800 | 1806 | 1821 | 1831 | 1836 | 1841 | 1846 | 1851 |
| ---- | ---- | ---- | ---- | ---- | ---- | ---- | ---- | ---- |
| 780  | 702  | 661  | 744  | 903  | 857  | 818  | 816  | 764  |

| 1856 | 1861 | 1866 | 1872 | 1876 | 1881 | 1886 | 1891 | 1896 |
| ---- | ---- | ---- | ---- | ---- | ---- | ---- | ---- | ---- |
| 766  | 811  | 816  | 741  | 812  | 749  | 819  | 821  | 876  |

| 1901 | 1906 | 1911 | 1921 | 1926  | 1931  | 1936  | 1946  | 1954  |
| ---- | ---- | ---- | ---- | ----- | ----- | ----- | ----- | ----- |
| 776  | 814  | 845  | 908  | 1 222 | 1 426 | 1 500 | 1 505 | 2 053 |

| 1962  | 1968  | 1975  | 1982  | 1990  | 1999  | 2004  | 2006  | 2009  |
| ----- | ----- | ----- | ----- | ----- | ----- | ----- | ----- | ----- |
| 3 477 | 3 955 | 4 402 | 4 394 | 4 888 | 5 160 | 4 820 | 5 016 | 5 250 |

| 2014  | 2019  | 2022  | - | - | - | - | - | - |
| ----- | ----- | ----- | - | - | - | - | - | - |
| 7 661 | 7 133 | 6 924 | - | - | - | - | - | - |

De 1793 à 1901, la population de la commune reste relativement stable avec un peu moins de 800 habitants. À partir des années 1920, la démographie communale prend de l'importance passant de 908 habitants en 1921 à 1 426 en 1931. Entre le début de la seconde partie du XXe siècle et le début du XXIe siècle, la population communale fait plus que doubler, malgré un léger repli au début des années 2000 qui sera cependant largement rattrapé par les projets immobiliers de la fin des années 2000 et début 2010. À titre de comparaison, en 2021, Wissous fait a un territoire proche en taille de la ville d'Antony pour une population huit fois et demi plus faible.
En 1999, les communautés les plus importantes se répartissaient entre 6 % du total pour la population Portugaise, 0,5 % pour les Algériens et les Marocains et 0,3 % pour les Tunisiens, les Italiens et les Espagnols.

#### Pyramide des âges
En 2018, le taux de personnes d'un âge inférieur à 30 ans s'élève à 35,9 %, soit en dessous de la moyenne départementale (39,9 %). À l'inverse, le taux de personnes d'âge supérieur à 60 ans est de 21,4 % la même année, alors qu'il est de 20,1 % au niveau départemental.
En 2018, la commune comptait 3 535 hommes pour 3 766 femmes, soit un taux de 51,58 % de femmes, légèrement supérieur au taux départemental (51,02 %).
Les pyramides des âges de la commune et du département s'établissent comme suit.
| Hommes | Classe d’âge | Femmes |
| ------ | ------------ | ------ |
| 0,3    | 90 ou +      | 0,7    |
| 5,4    | 75-89 ans    | 5,7    |
| 14,4   | 60-74 ans    | 16,1   |
| 20,4   | 45-59 ans    | 20,2   |
| 23,1   | 30-44 ans    | 21,8   |
| 17,0   | 15-29 ans    | 16,7   |
| 19,3   | 0-14 ans     | 18,8   |

| Hommes | Classe d’âge | Femmes |
| ------ | ------------ | ------ |
| 0,5    | 90 ou +      | 1,4    |
| 5,4    | 75-89 ans    | 7,2    |
| 12,9   | 60-74 ans    | 13,9   |
| 20     | 45-59 ans    | 19,4   |
| 19,9   | 30-44 ans    | 20,1   |
| 20     | 15-29 ans    | 18,2   |
| 21,3   | 0-14 ans     | 19,8   |

### Manifestations culturelles et festivités
Depuis la fin des années 1970, la commune organise annuellement la « fête de la Patate et du terroir ». Celle-ci s'articule généralement autour d'un vide-greniers, d'une retraite aux flambeaux, d'une fête foraine, de concours sportifs et de spectacles. Elle a lieu le 2e ou le 3e dimanche de septembre et fait référence aux activités agricoles de la ville.
Deux événements saisonniers sont traditionnellement tenus : « Wissous Plage », une piscine éphémère inspirée de Paris Plages,, et « Wissous sur glace », une patinoire éphémère. La patinoire était traditionnellement inaugurée par un spectacle mettant en vedette le patineur artistique Philippe Candeloro.
Une fête médiévale de Wissous est également traditionnellement organisée chaque année dans le Domaine du château de Montjean.

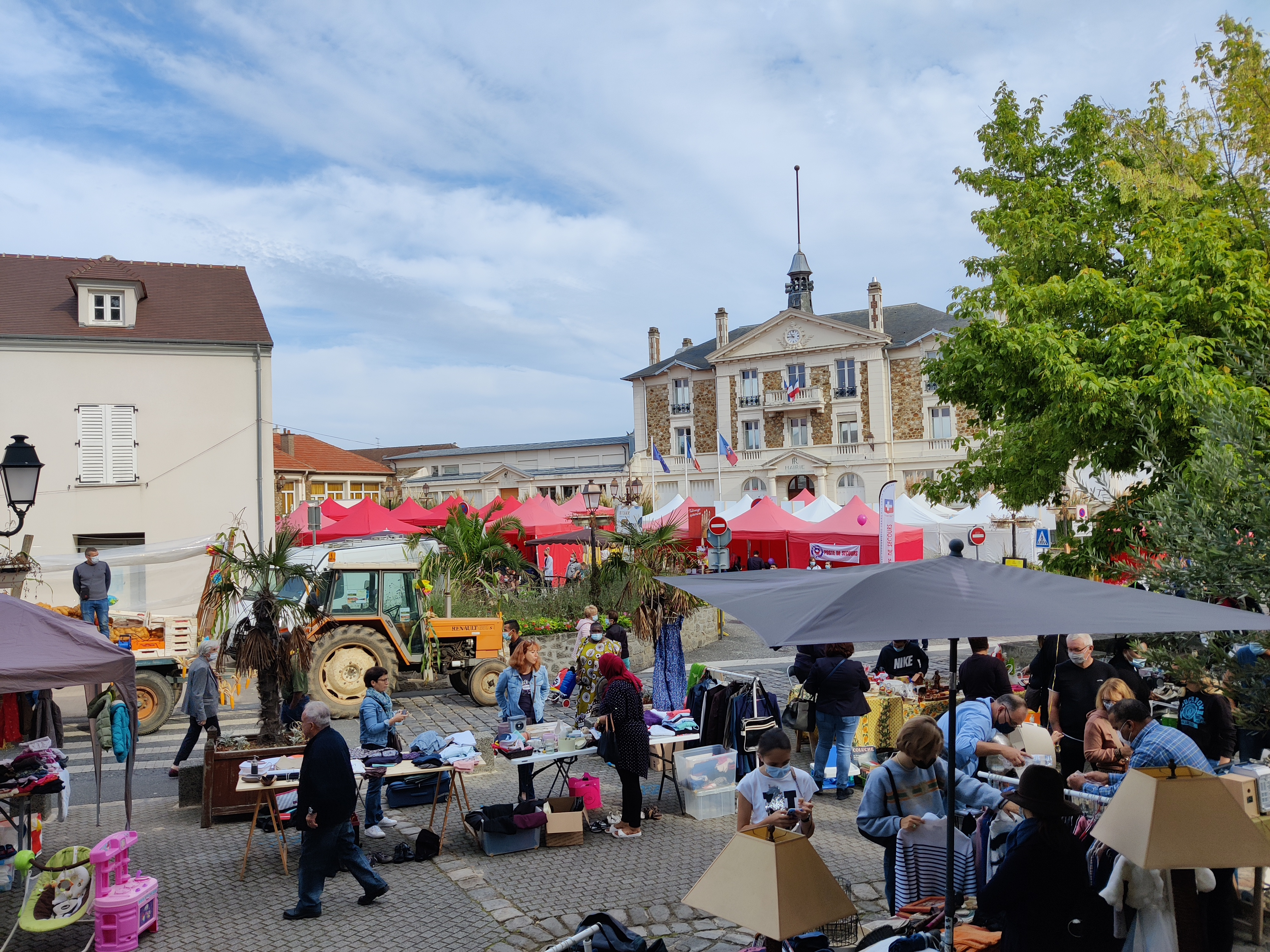
La brocante de la fête de la Patate et du terroir en 2021.
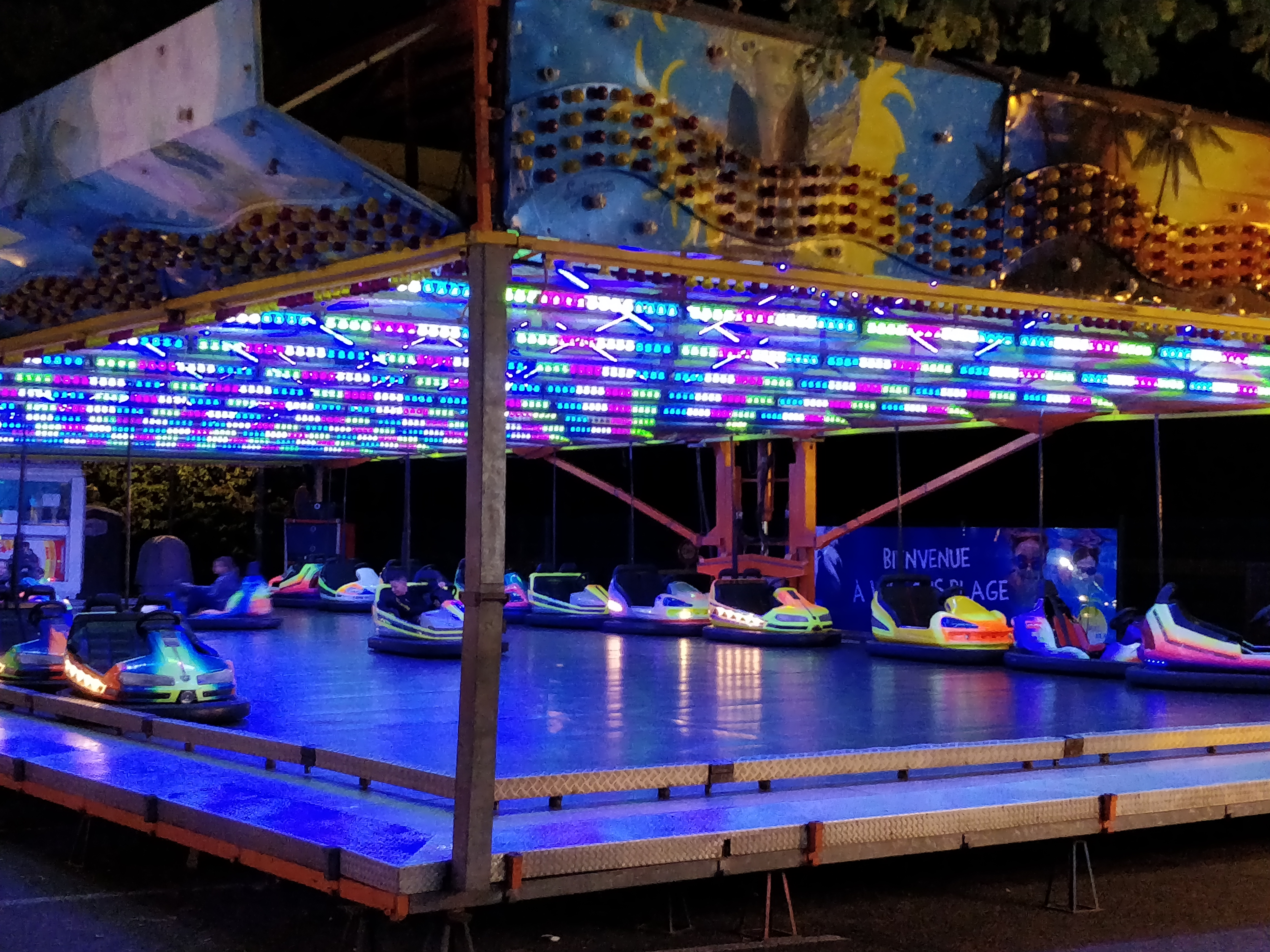
Un manège de la fête foraine.
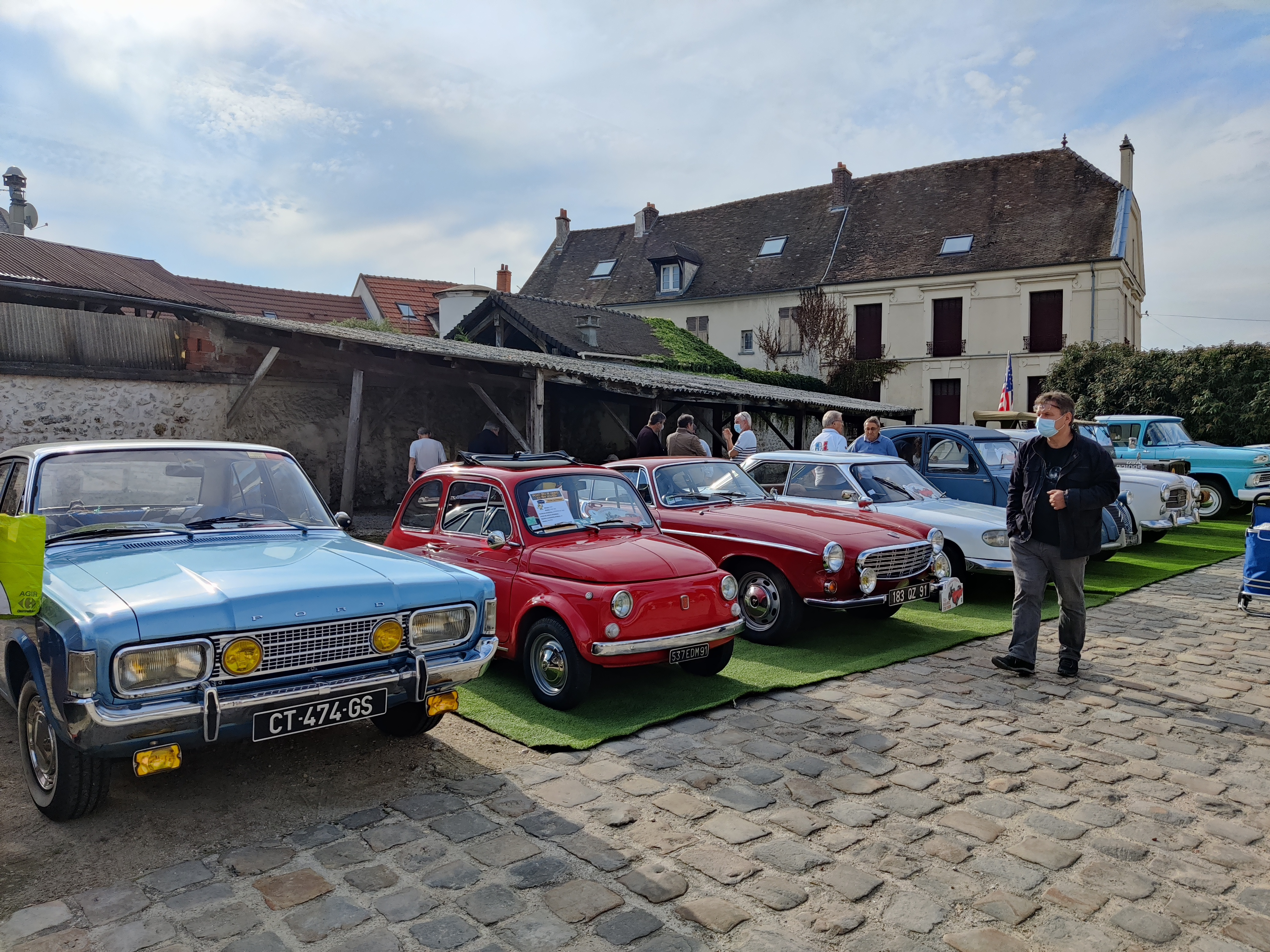
Un concours de voitures anciennes « Élégantes de Wissous » devant la grange aux Dîmes.
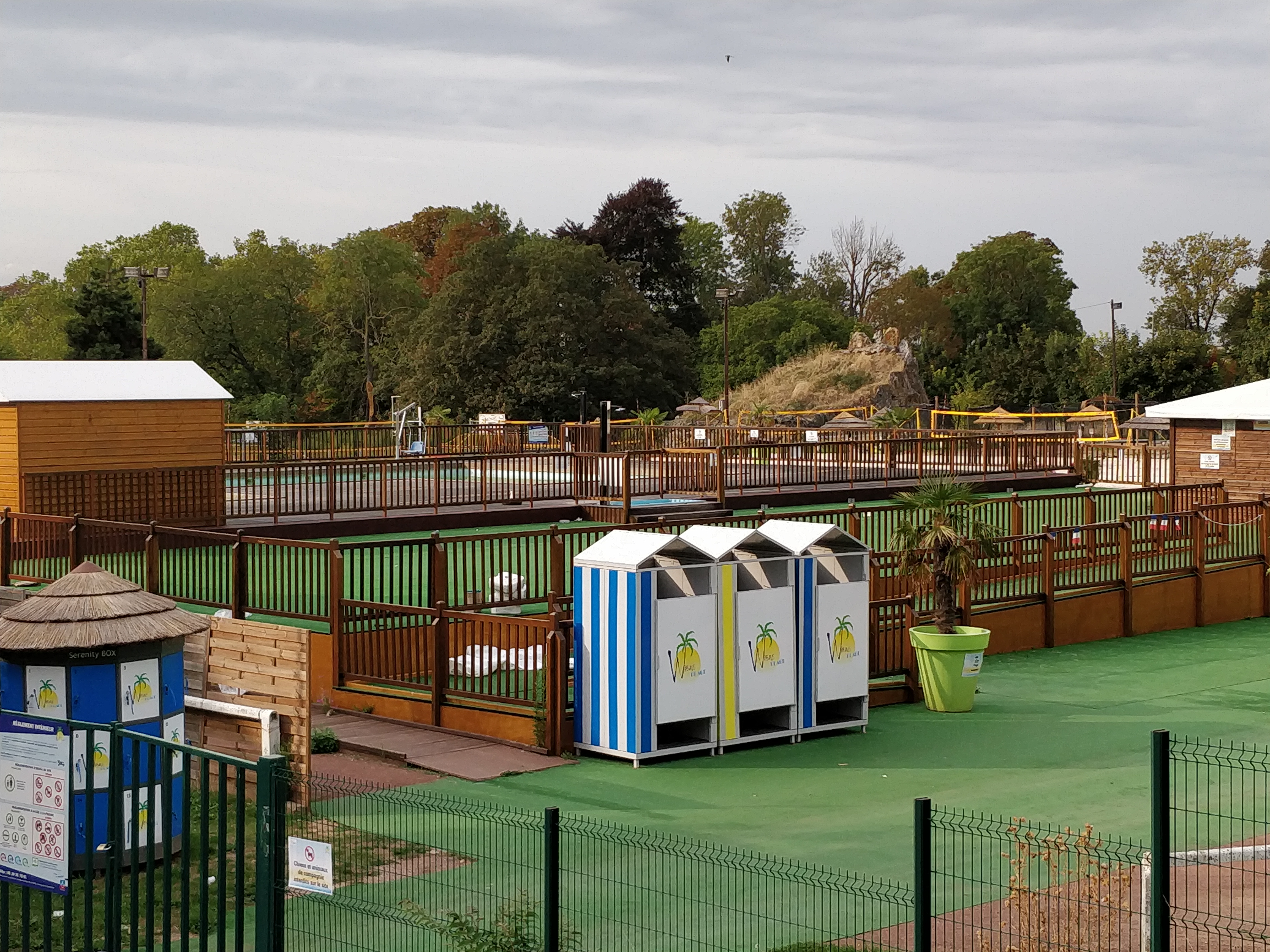
L'installation principale de Wissous Plage.
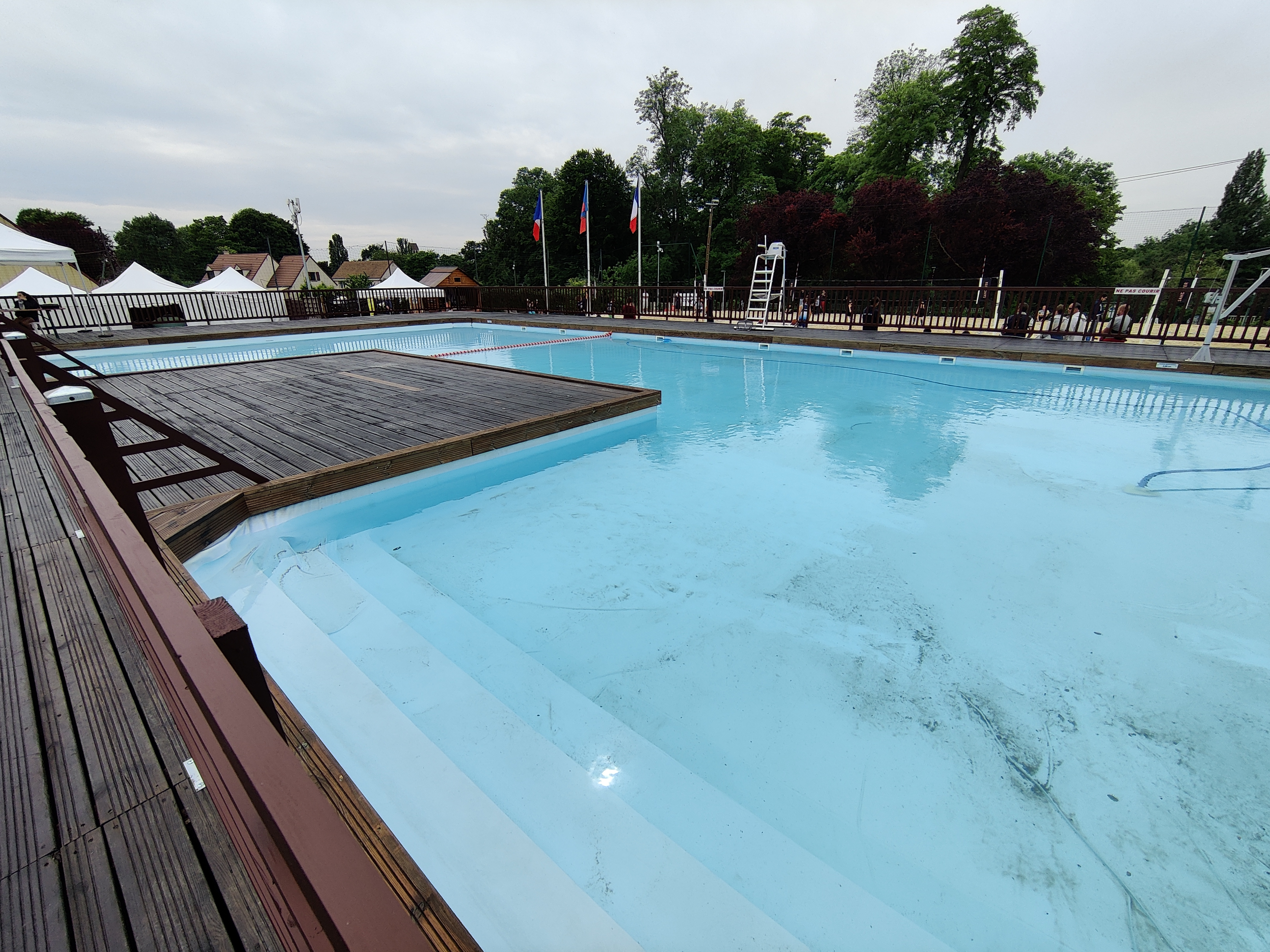
La piscine de Wissous Plage.
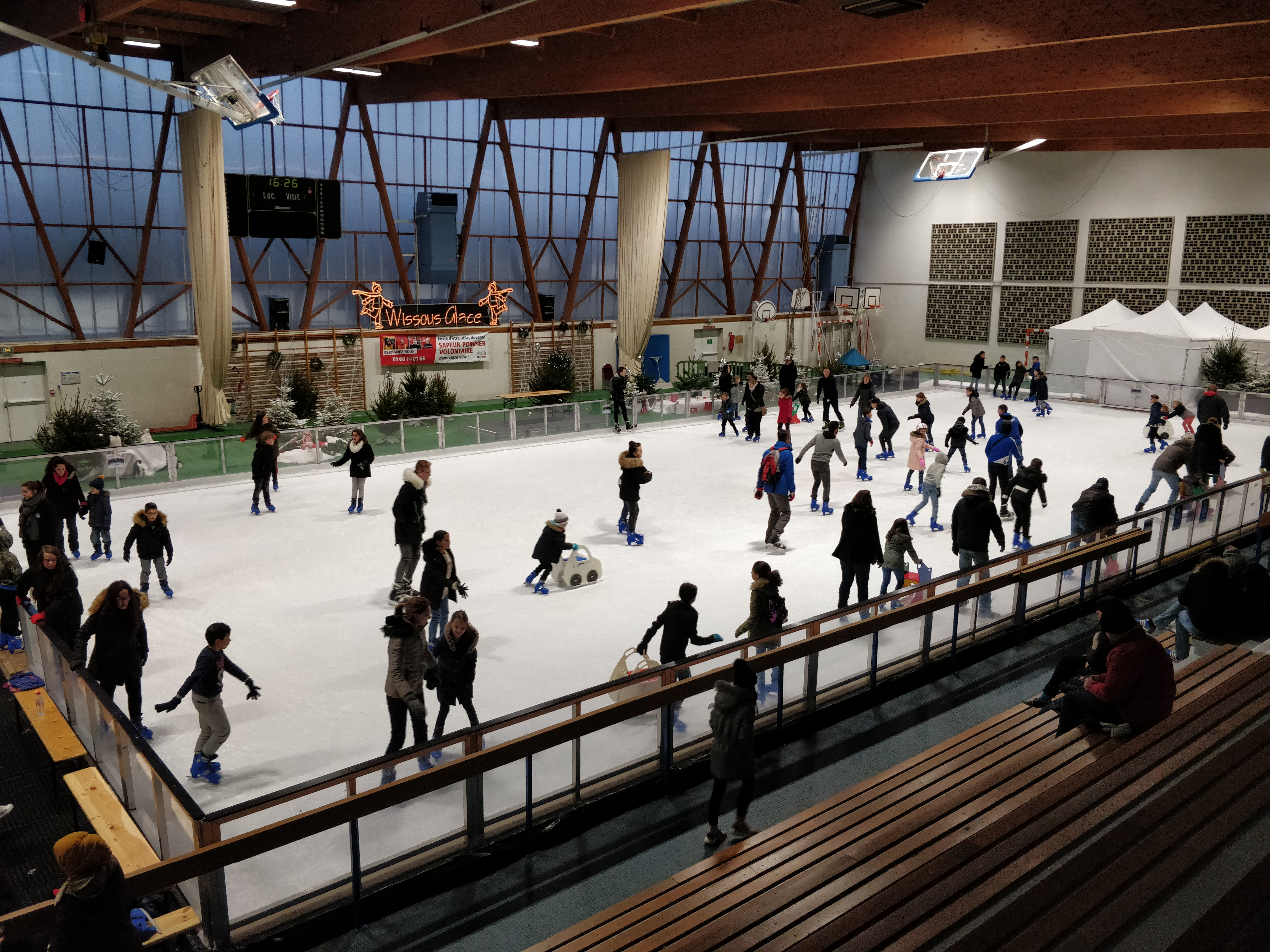
La patinoire de Wissous Glace.
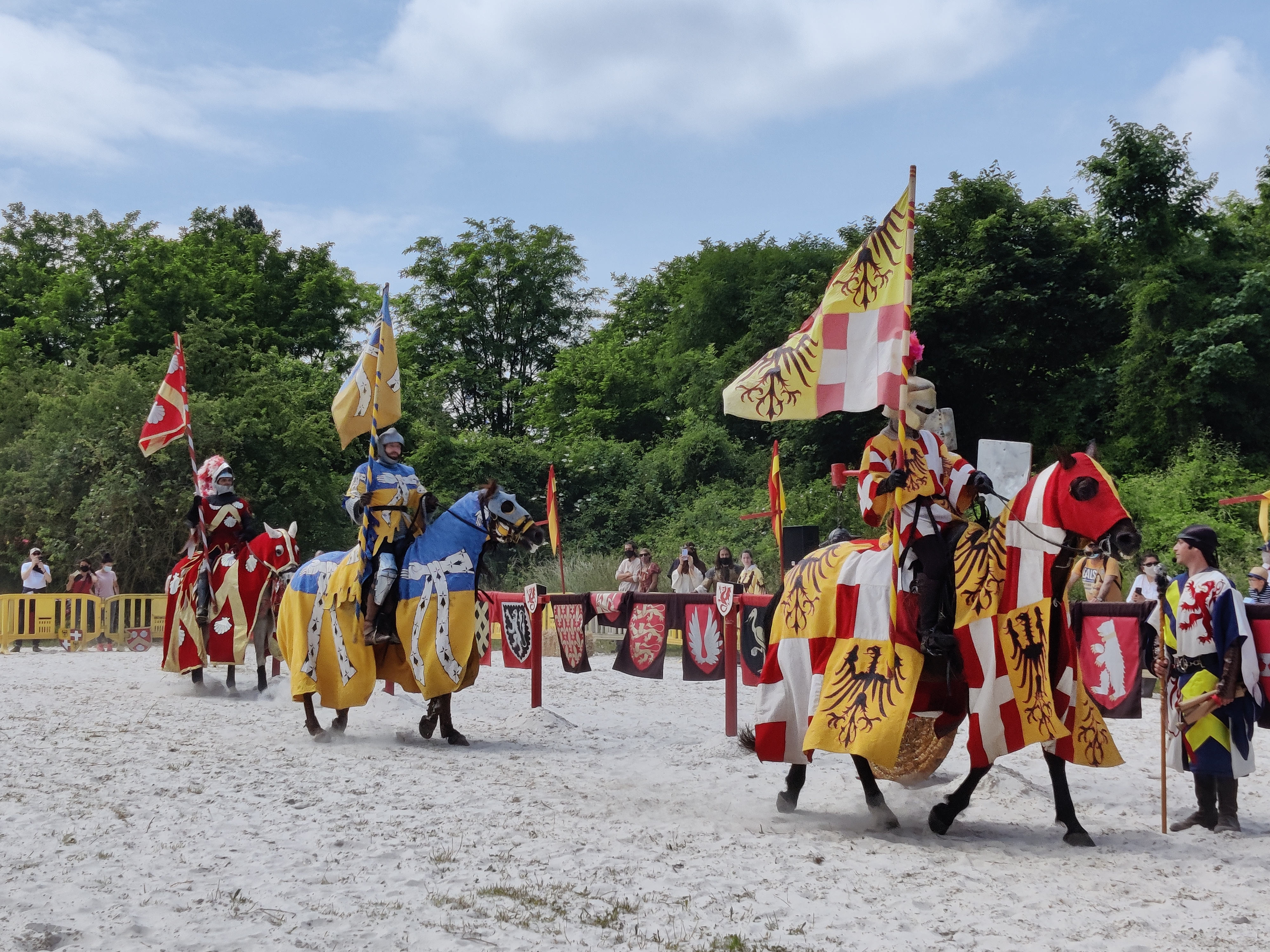
Un spectacle équestre lors de la fête médiévale de Wissous.

### Sports et loisirs

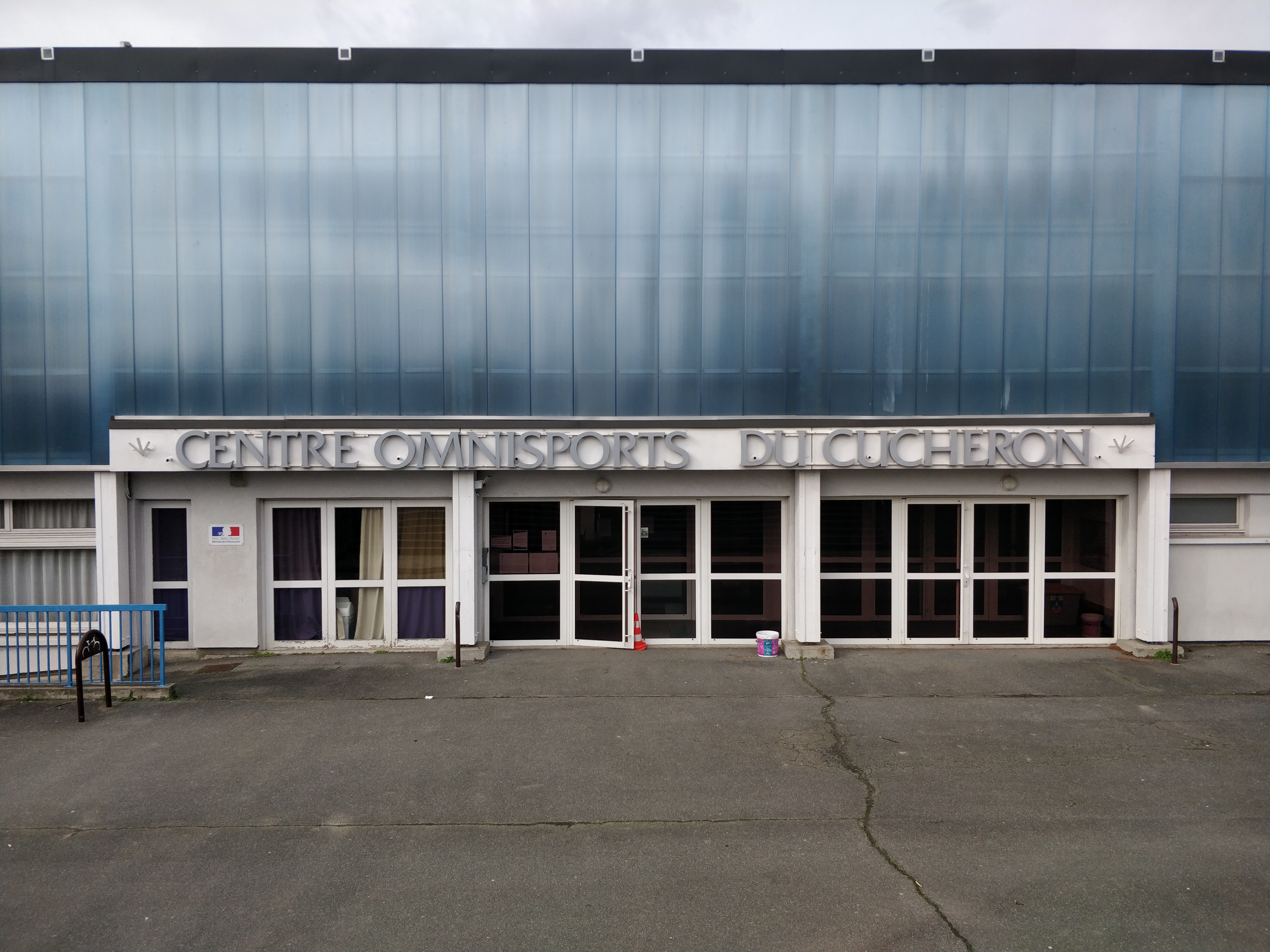
Centre omnisports du Cucheron.

Le sport à Wissous s'articule autour de trois grands pôles. Le premier est le centre omnisports du Cucheron, qui comprend un gymnase couvert, un terrain de football, un terrain de basket-ball, un rocher d'escalade et une salle polyvalente. Le deuxième est le terrain de football de l'Europe (de l'ancien du nom du boulevard sur lequel il est situé, aujourd'hui boulevard Claude-Chauveau), dans l'est de la commune. Le troisième est le parc du château Gaillard dont un stade de football et les courts de tennis municipaux jouxtent le parc. Des terrains de pétanques existent près du centre omnisports du Cucheron. Un skatepark a aussi été créé dans le Domaine Les Étangs - Espace Arthur-Clark. La zone du Cucheron fera l'objet d'un développement avec la création d'un collège, avec notamment la nécessité de disposer d'un nouveau stade avec une piste d'athlétisme.
Entre 2003 et 2009, puis de nouveau à partir de 2015, « Wissous Plage », une piscine temporaire inspirée de Paris Plages, et « Wissous sur glace », une patinoire temporaire, sont mis en place selon la saison. Les terrains de Wissous Plage servent au beach-volley et la commune est devenue une destination prisée de ces sportifs.
Créée en 1960, l'Union sportive de Wissous (U. S. Wissous) se déclinait en différentes sections et fédérait dix disciplines et plus de 1 500 adhérents. Toutefois, l'association a été dissoute et la section football, la plus notable, a depuis pris le nom de FC Wissous.
Plusieurs sportifs notoires sont liés à Wissous comme le joueur de basket-ball français Alexandre Chassang, le maître d'armes d'escrime et escrimeur international tunisien Ahmed Aziz Besbes ou le cycliste français Jean Robic.
Plusieurs initiatives sportives existent dans la commune. En 2010, un défi sportif est organisé à travers plusieurs parcours dans la ville et ses espaces verts. Souhaitée comme « familiale et ludique », la Wissoussienne comme elle a été baptisée est prévue pour être renouvelée annuellement. Un tournoi de football réservé aux joueurs de moins de sept à treize ans nommé « tournoi jeune Jonathan Zebina » est organisé annuellement. Une course cycliste, le « Souvenir Jean Robic » est également organisée.
Wissous fut, avec Thieux en Seine-et-Marne, un des sites envisagés pour l'installation du circuit pour motocyclettes Carole contraint de déménager de Tremblay-en-France à la suite des développements liés à l'aéroport de Paris-Charles-de-Gaulle, mais ce projet est abandonné.
La plus grande piste de karting indoor est située dans l'une des zones industrielles de la commune, mais sa fermeture est annoncée en avril 2022.

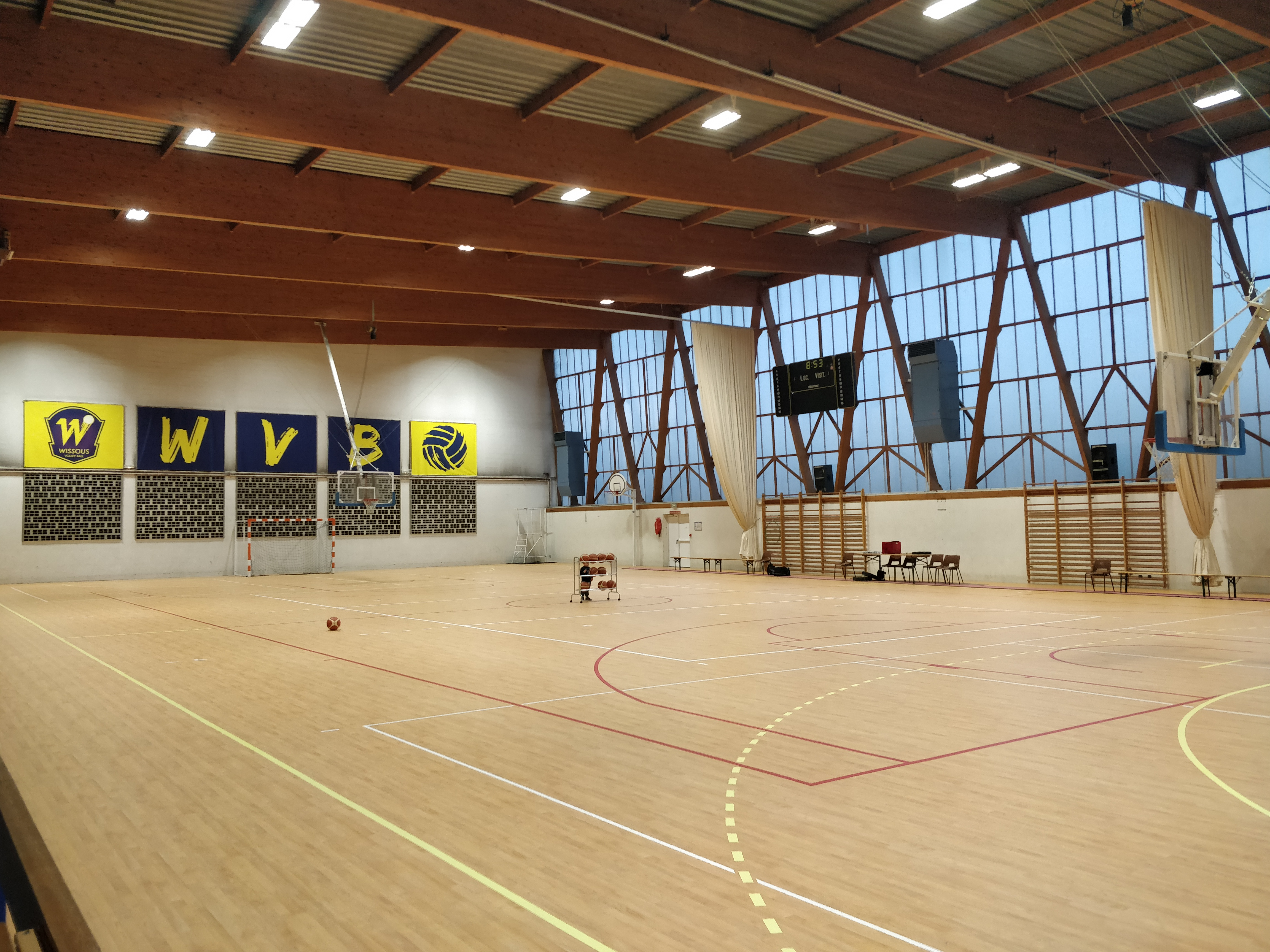
Salle principale du Centre omnisports du Cucheron.
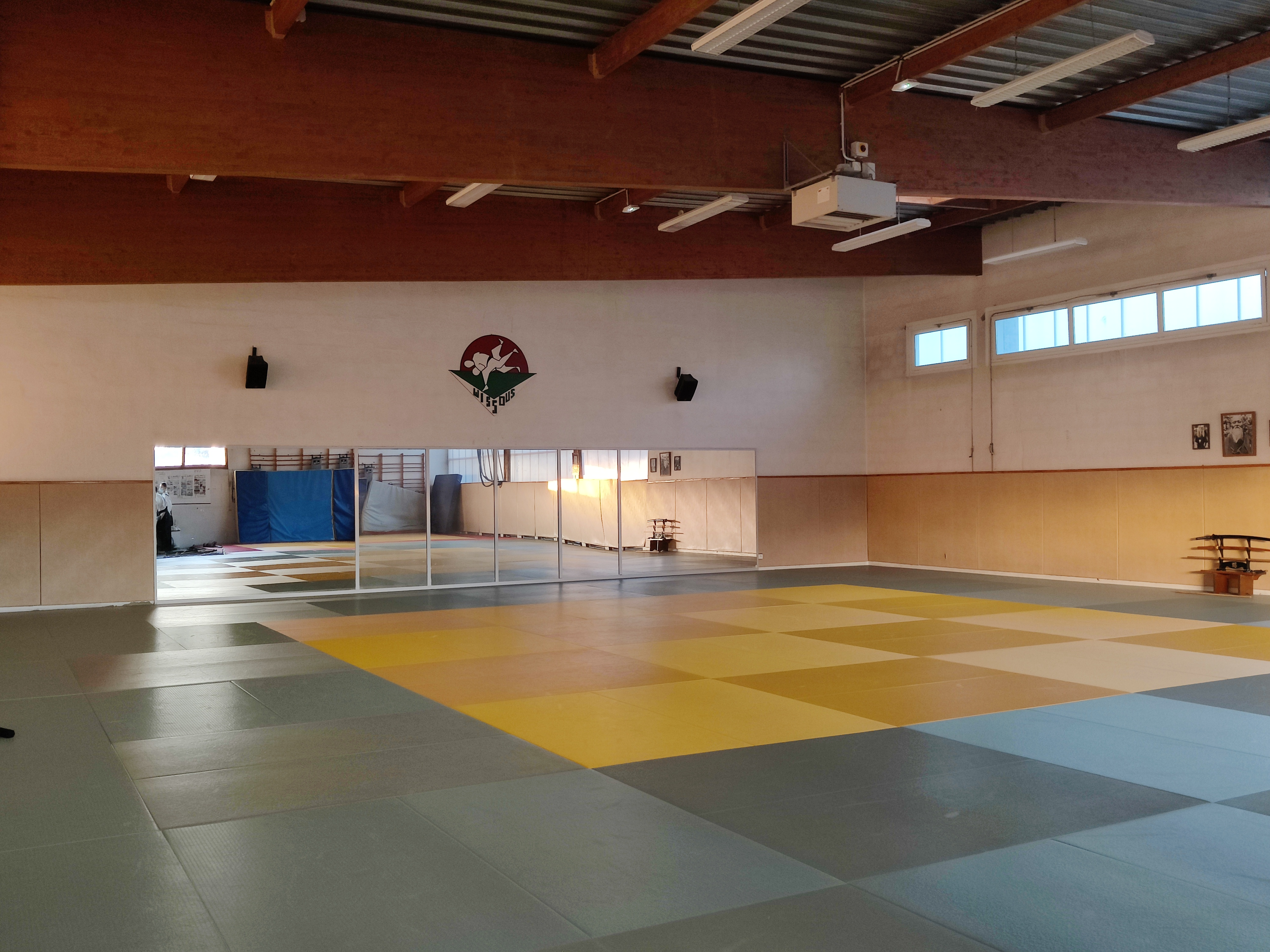
Dojo du Centre omnisports du Cucheron.
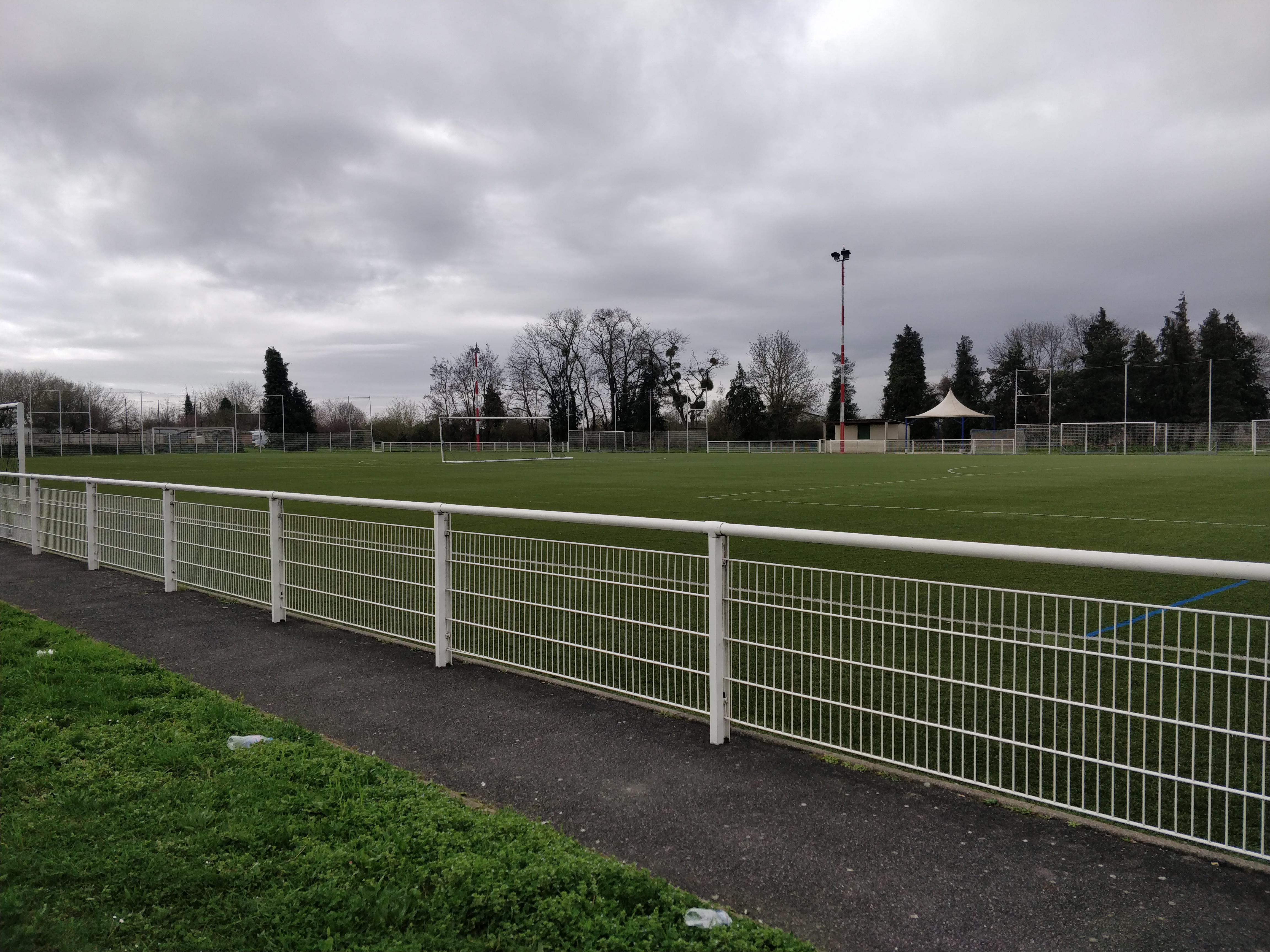
Terrain de football de l'Europe.
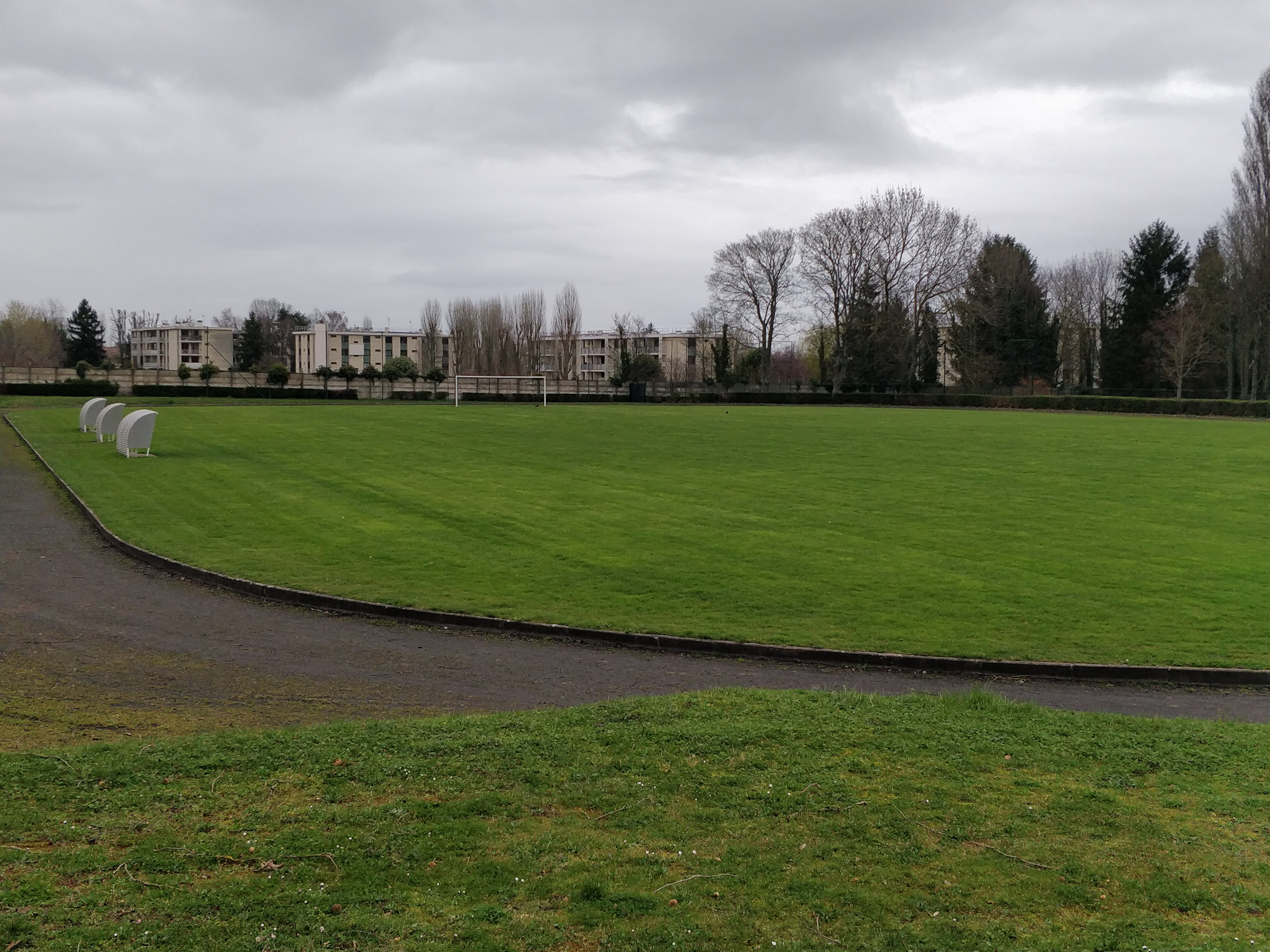
Terrain de football du parc du château Gaillard.
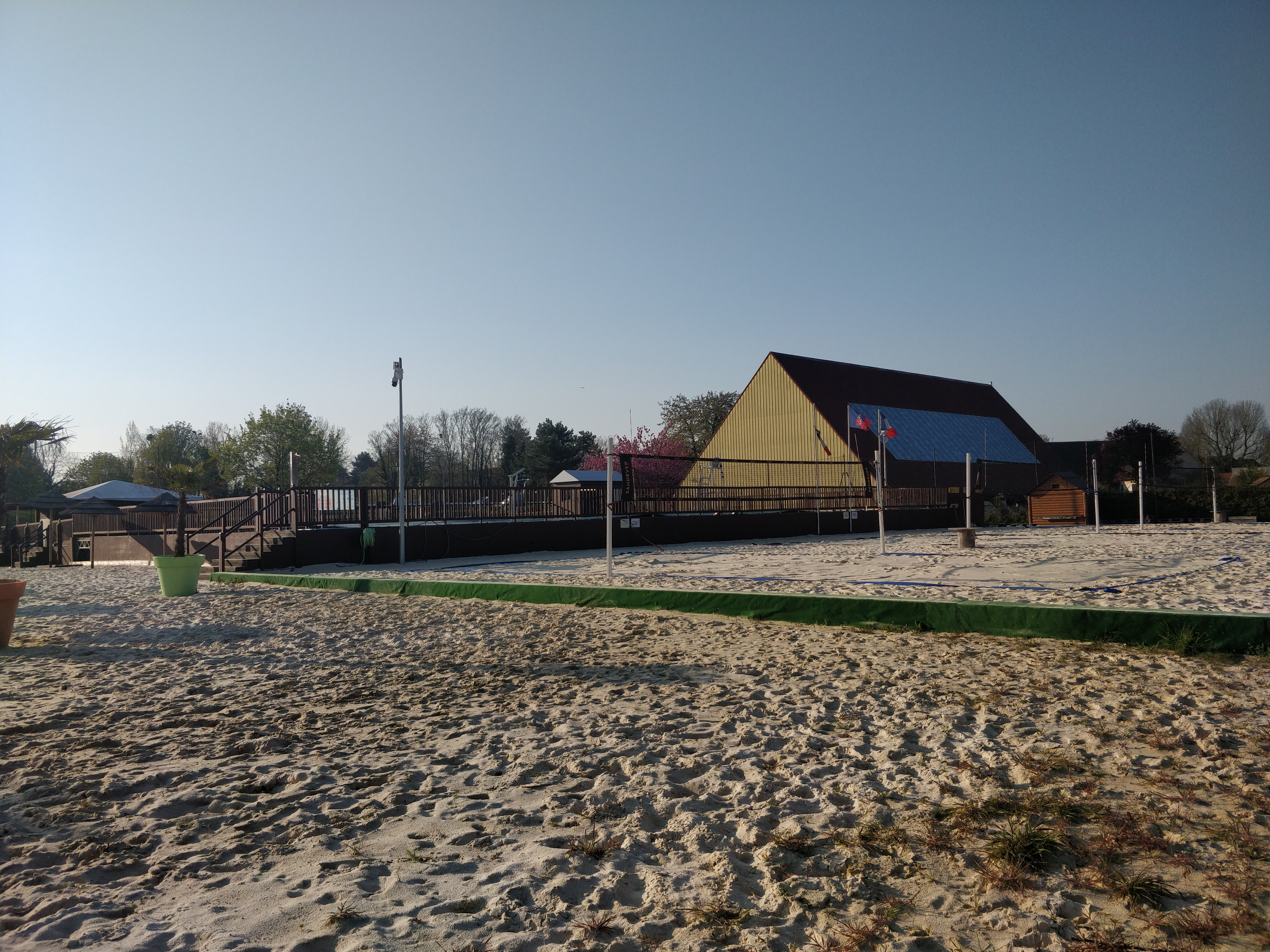
Terrains de beach-volley.
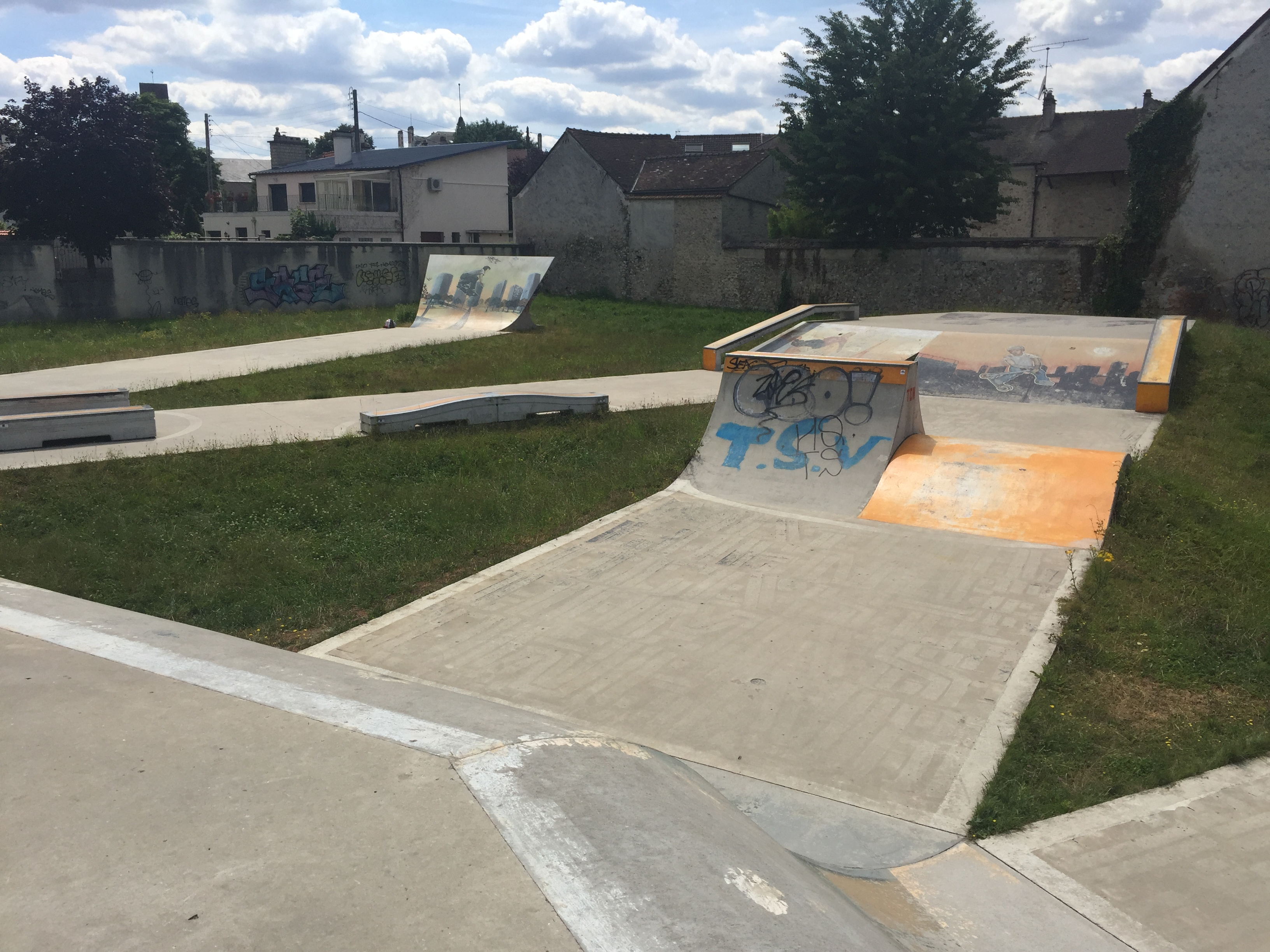
Skatepark de Wissous.
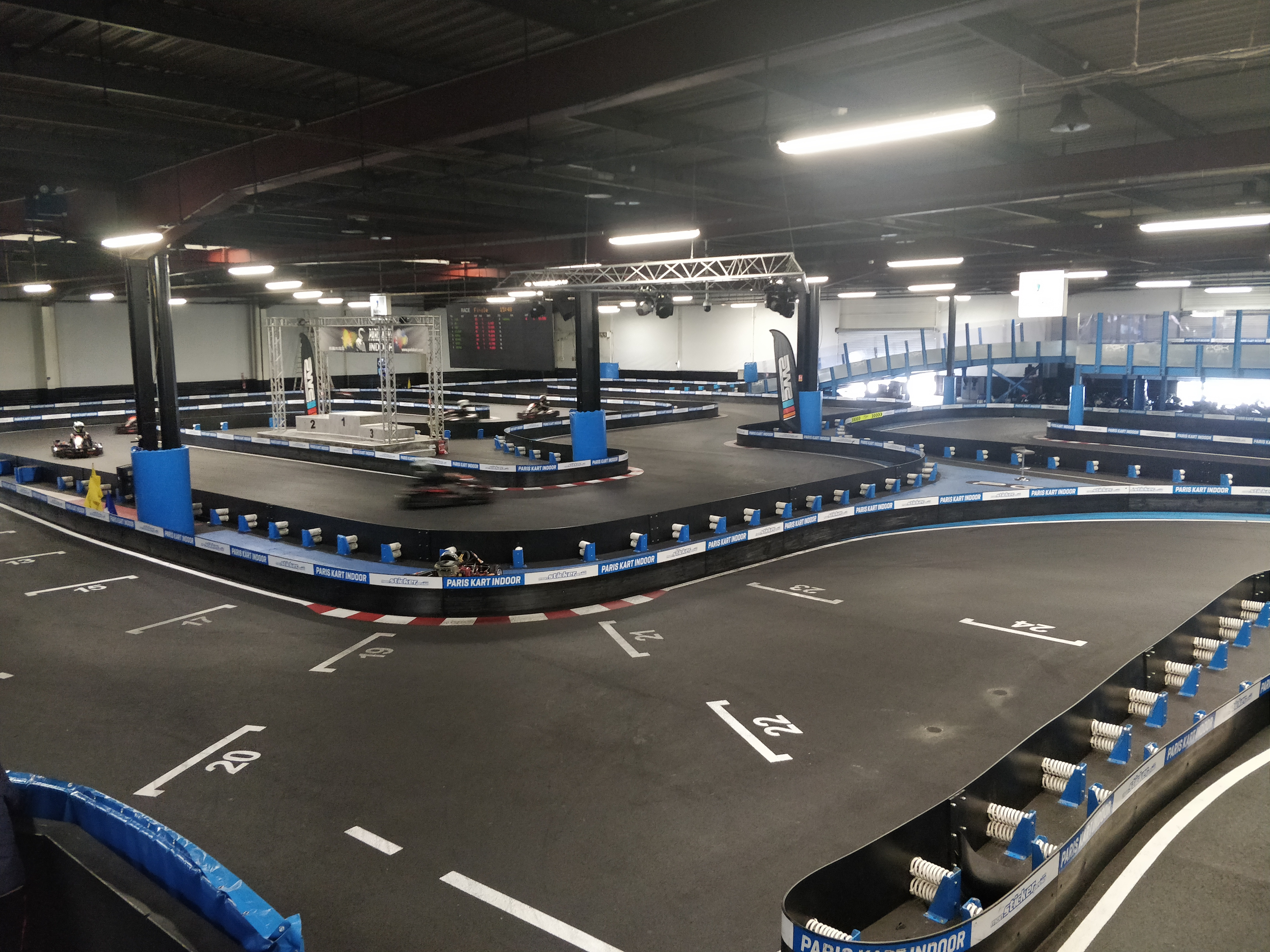
La piste de karting indoor.

### Vie associative

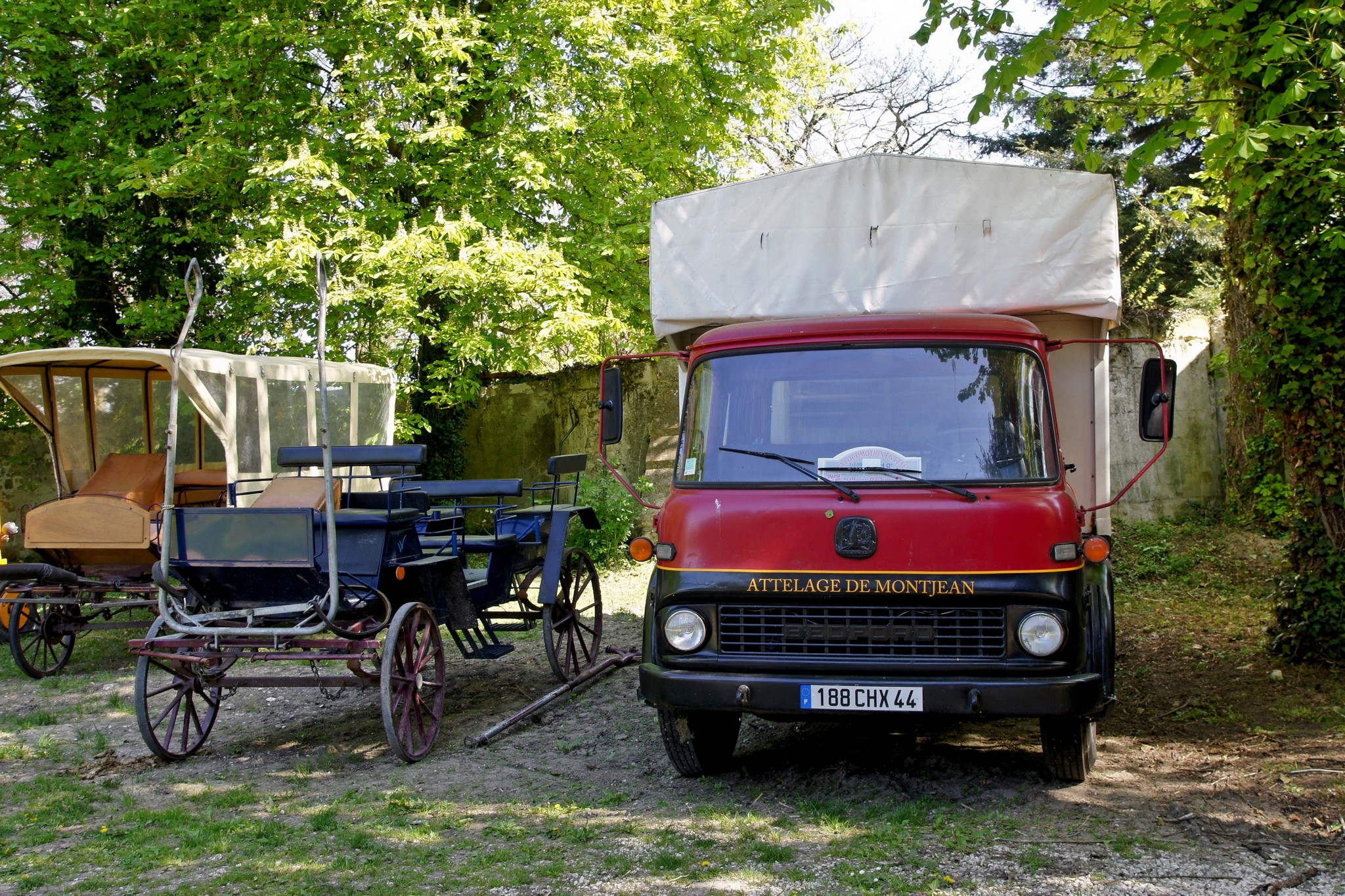
Véhicules des Attelages de Wissous visibles dans le domaine du château de Montjean.

En 2020-2021, Wissous compte soixante-dix associations axées principalement autour du sport, de l'art de la culture, de la solidarité, de la mémoire ainsi que de l'éducation. Un forum des associations est tenu chaque année en septembre.
Parmi les associations notables se trouvent le FC Wissous qui fédère la pratique du football sur la commune, l'Association pour l'environnement et le patrimoine de Wissous (APEPAW) dont le but est de faire connaître l'histoire et le patrimoine de la commune, les Attelages de Wissous (ex-Attelages de Montjean) qui forme à la pratique de l'attelage de tradition et l'équitation, l'Arquebuse de Wissous qui est un club de tir sportif et un club de modélisme aérien.
De 1960 à 2017, une importante union sportive de Wissous (U. S. Wissous) fédérait les dix disciplines et plus de 1 500 adhérents, mais elle a du fermer pour un problème de gestion.

### Cultes

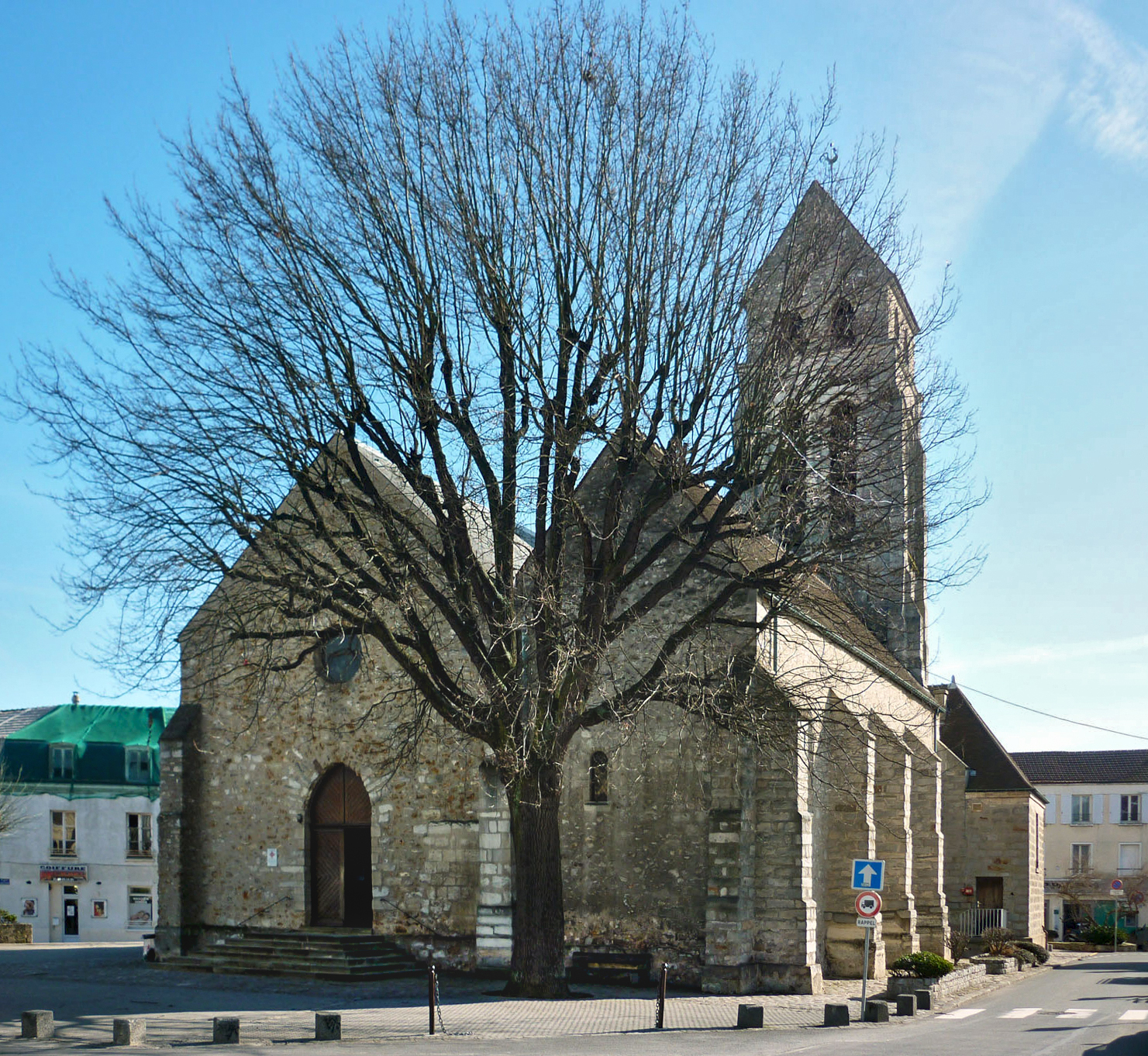
Église Saint-Denis de Wissous.

La paroisse catholique de Wissous est rattachée au secteur pastoral de Longjumeau et au diocèse d'Évry-Corbeil-Essonnes. Elle dispose de l'église Saint-Denis, dédiée au saint Denis de Paris. Celle-ci, construite au XIIe siècle, est classée comme monument historique. Signe de l'importance de la viticulture sur la commune, saint Vincent de Saragosse, un des saints patrons des vignerons, avait sa chapelle à l'église de Wissous.
La commune dispose d'un cimetière communal, excentré près des pistes, où est notamment enterré le coureur cycliste Jean Robic (1921-1980) et d'un vieux cimetière, situé en centre-ville derrière la mairie, où se trouve notamment un monument en mémoire du militaire et explorateur Paul Flatters (1832-1881) qui résida dans la commune. Un cimetière, totalement disparu aujourd'hui, mentionné en 1236, aurait existé au domaine de Montjean.
L'Église néo-apostolique dispose d'un lieu de culte.
Il n'existe pas de lieu de culte musulman sur la commune. Un arrêté pris par le maire en 2014 concernant l'interdiction du port de signes religieux au nom de la laïcité à « Wissous Plage », l'attraction estivale communale, a créé une vive polémique dont la presse s'est fait l'écho.

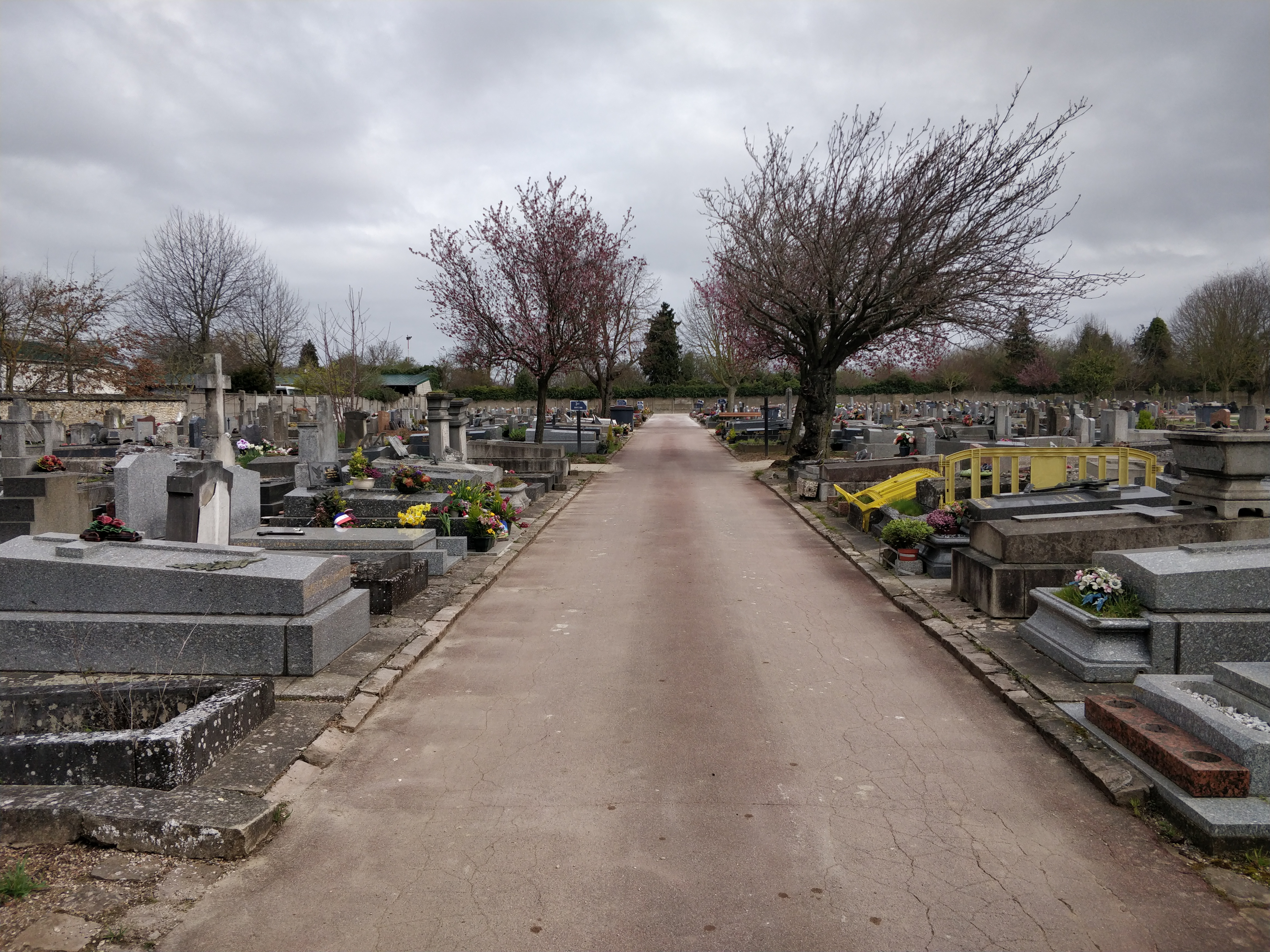
Le cimetière de Wissous.
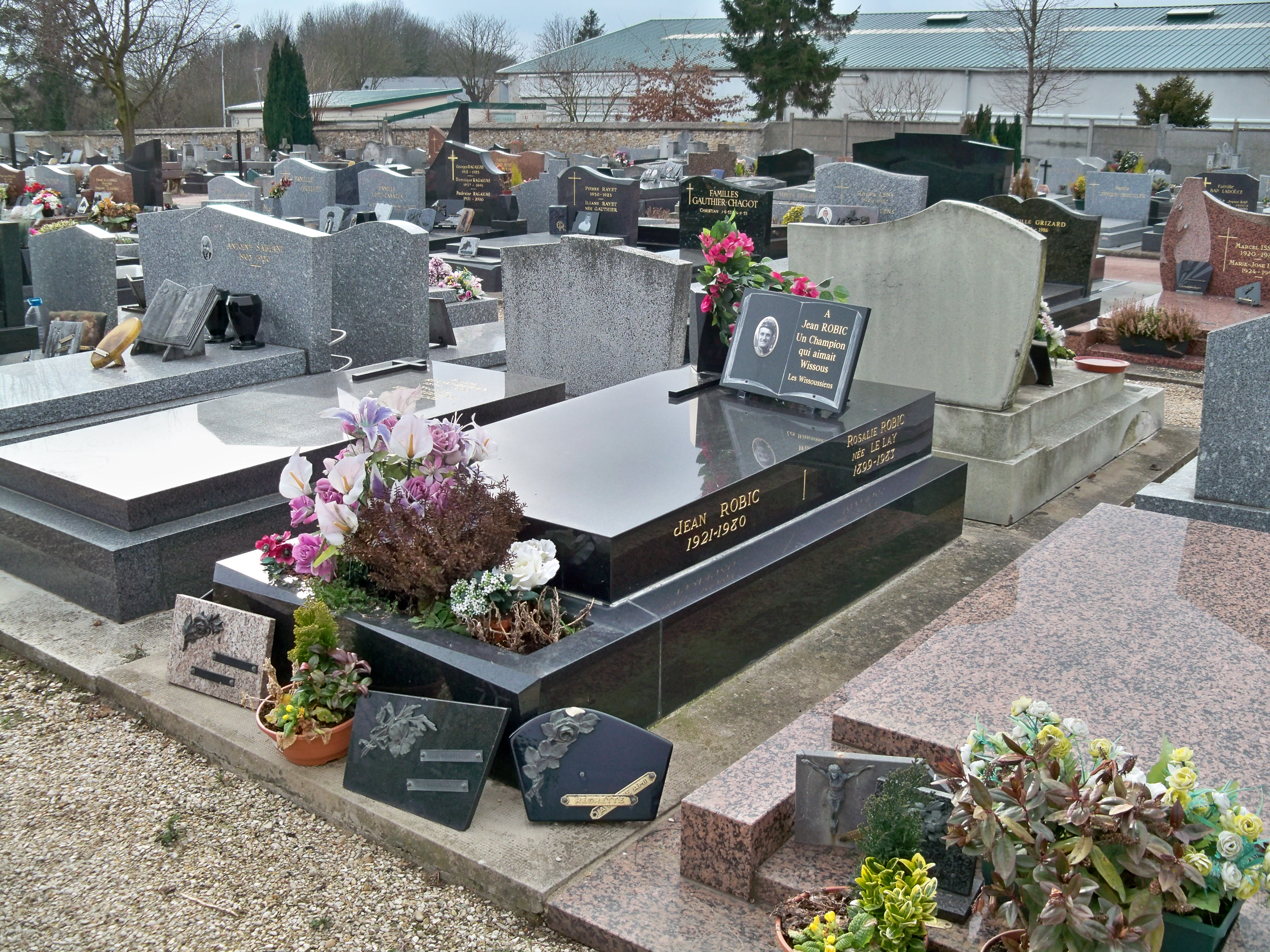
La tombe de Jean Robic dans le cimetière de Wissous.
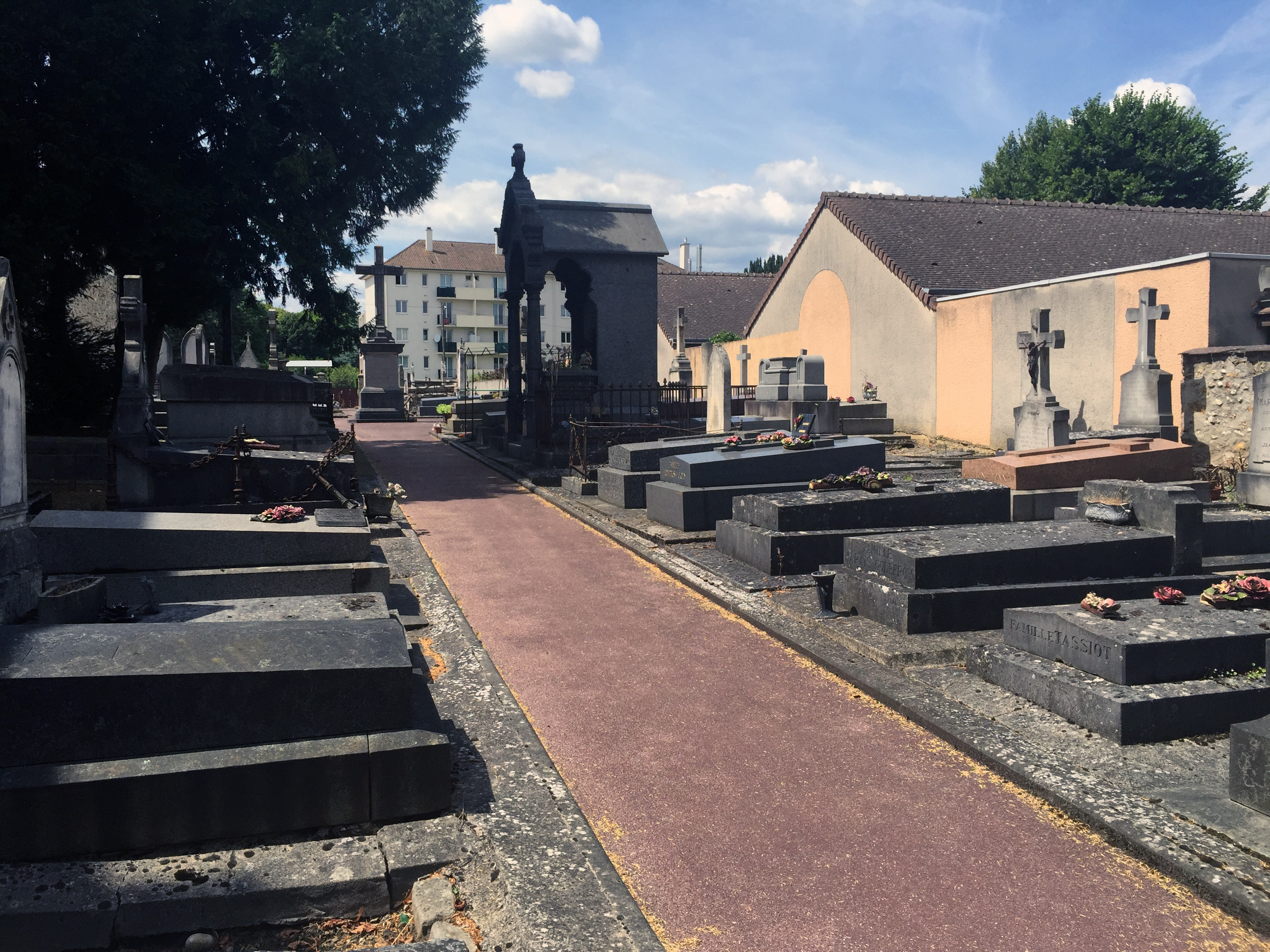
L'ancien cimetière de Wissous.
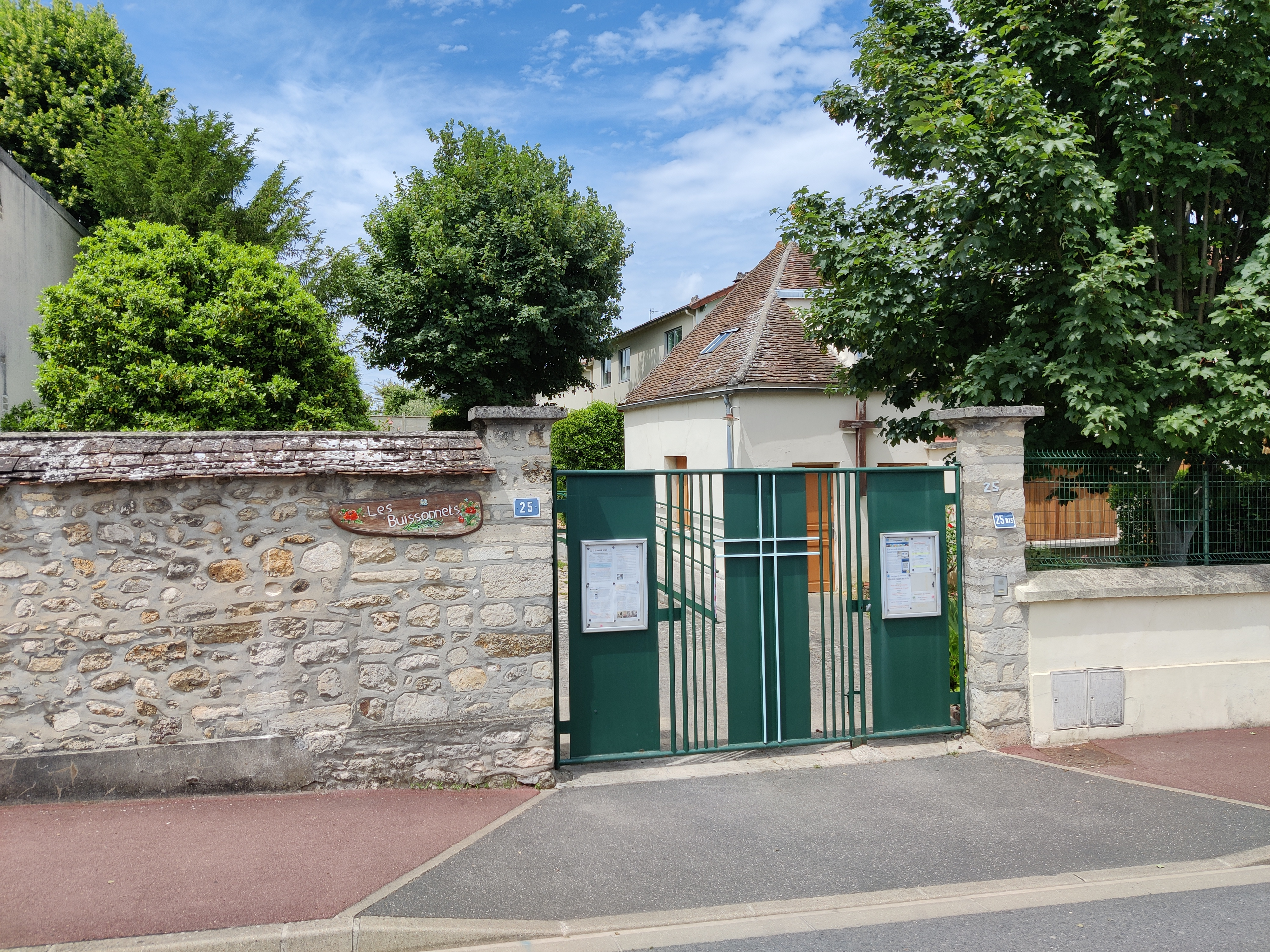
La propriété « Les Buissonnets », ancien presbytère.
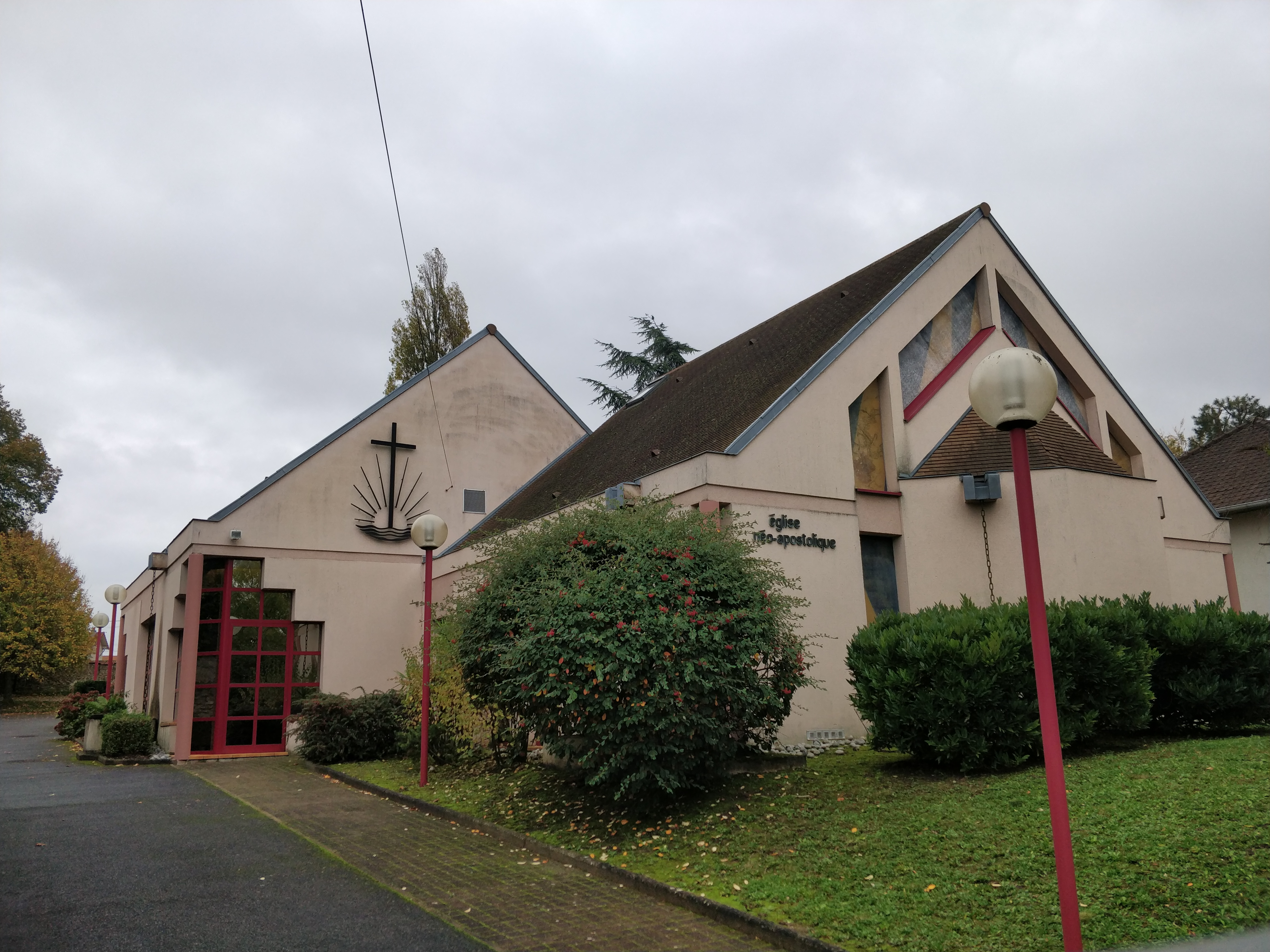
Église néo-apostolique de Wissous.

### Médias
L'hebdomadaire Le Républicain et le quotidien Le Parisien relatent les informations locales. La commune est en outre dans le bassin d'émission des chaînes de télévision France 3 Paris Île-de-France, IDF1 et ViàGrandParis.
Une radio locale, Radio Wissous, existe depuis 2021.

## Économie

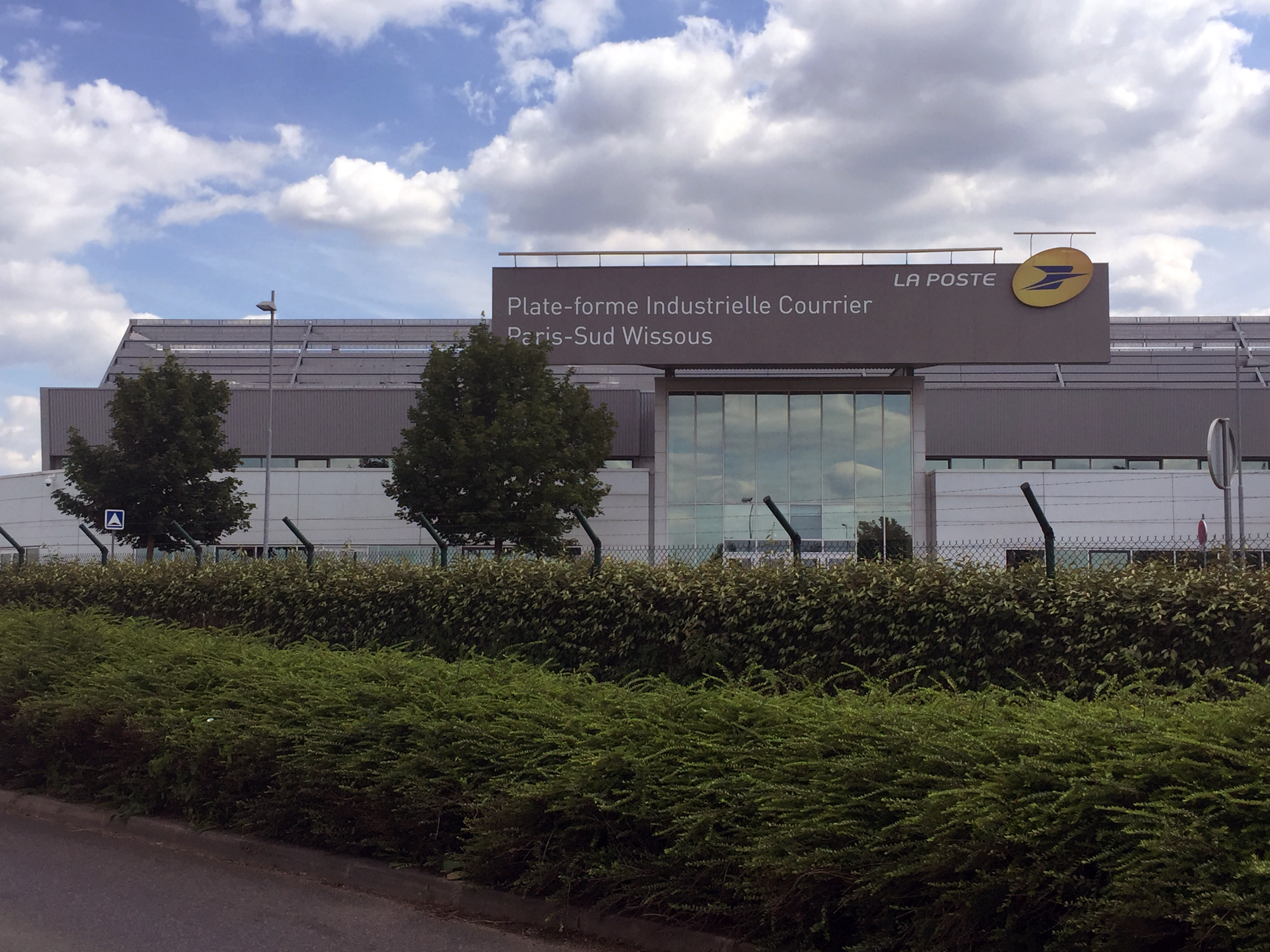
La Plate-forme industrielle courrier (PIC) Paris-Sud, à Wissous.

Wissous fait partie des quatorze communes du pôle d'Orly, premier pôle économique du Sud francilien, qui compte plus de 15 000 entreprises et 155 000 salariés.
Wissous est notamment proche du Marché international et de la zone d'activité Icade (ex-Silic) de Rungis (12 000 emplois) — cette Silic est en fait en partie sur Wissous — d'Antonypole à Antony, de Massy Atlantis à Massy, d'Orlytech à Paray-Vieille-Poste et de l'aéroport de Paris-Orly proche. Dans une moindre mesure, la commune fait partie de l'opération d'intérêt national de Paris-Saclay (ex-Massy Palaiseau Saclay Versailles Saint-Quentin-en-Yvelines) — le pôle scientifique et technologique (cluster) de Paris-Saclay — et est proche de la vallée scientifique de la Bièvre. Selon la mairie, Wissous est une commune qui compte plus d'emplois (10 000) que d’habitants (7 200).
La commune de Wissous a toutefois longtemps été principalement tournée vers l'agriculture.

### Zones d'activités
La commune a ses propres zones d'activités comme Montavas (une dizaine d'hectares), la zone d'aménagement concerté des Haut-de-Wissous (70 ha), Villemilan (33 ha), l'Europe, Colombier, Clou à Crochet et Vaulorin (9 ha). Un parc international d'affaires de Wissous, dont l'Air Park Paris-Sud, est en cours de construction et amènera à terme 77 000 m2 de bureaux supplémentaires avec également des commerces et des services.

### La Poste
Sur le territoire même de Wissous, La Poste dispose depuis 2007 d'une importante plate-forme industrielle courrier (PIC) décrite à son ouverture comme « l'usine de tri du courrier la plus moderne d'Europe » mais aussi l'une des grandes du continent. Ouverte en continu, elle est destinée au tri à destination des arrondissements du sud et de l'est de Paris et peut traiter jusqu'à 50 000 lettres par heure. Implantée sur un terrain de 98 000 m2, le site de 40 000 m2 a nécessité un investissement de 70 millions d'euros et emploie jusqu'à 700 personnes. En 2021, La Poste a développé en complément une plateforme de livraisons de colis à Wissous pour gérer 80 % du flux du département de l'Essonne.

### Autres entreprises

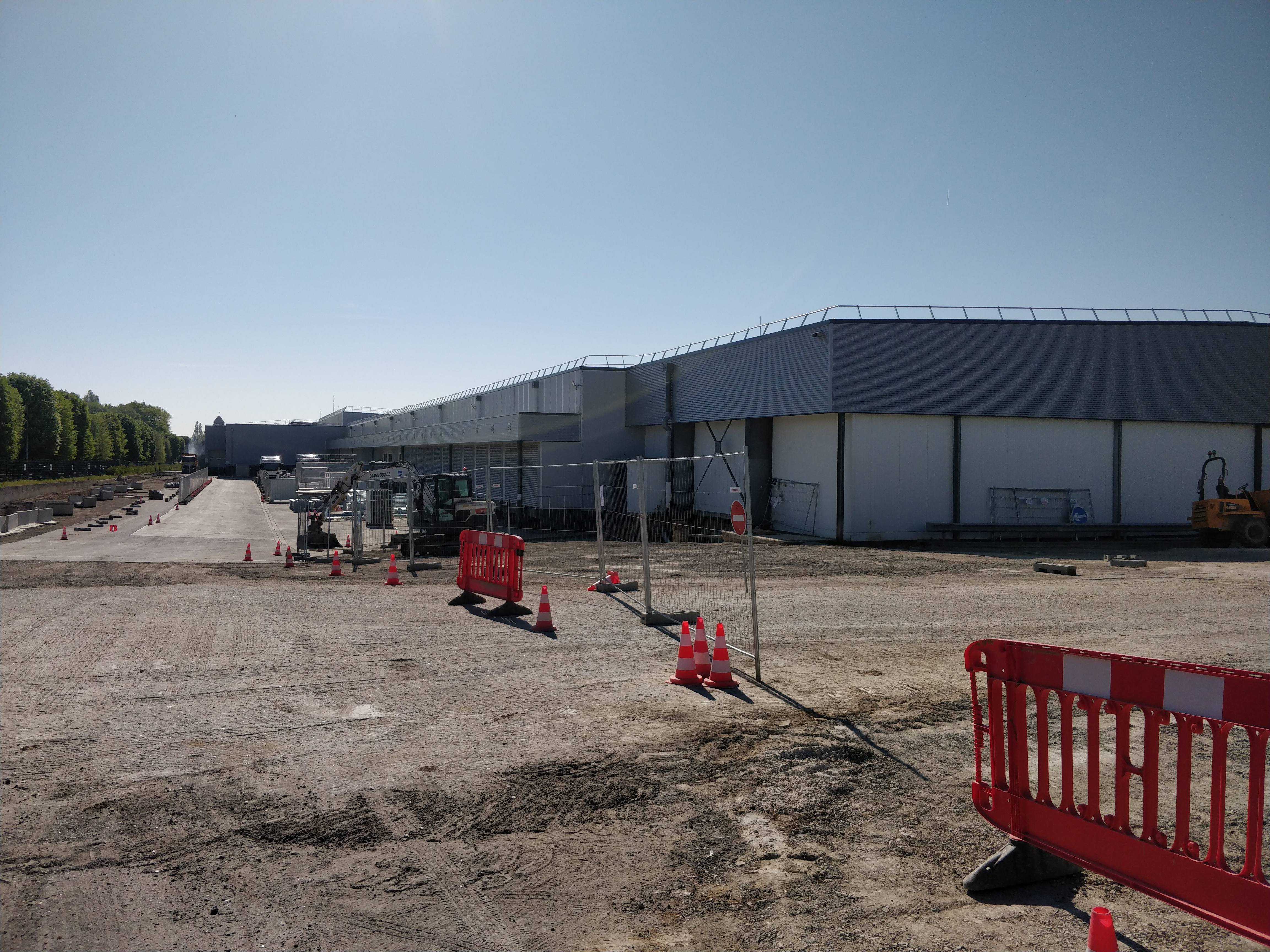
Le centre de données CyrusOne en construction.

À l'instar du groupe La Poste, le groupe FedEx dispose également d'un centre logistique sur Wissous.
La Fnac y a un entrepôt de plus de 20 000 m2, à proximité du centre logistique des magasins de Massy. En 2018, la Samada, la structure logistique de Monoprix installe son entrepôt frais et sec dans la ZAC des hauts de Wissous.
Depuis 1993, l'Approvisionnement central hôtelier et alimentaire (ACHA) qui assure l'achat, le stockage et la distribution de la nourriture pour l'Assistance publique - Hôpitaux de Paris est basé à Wissous.
Plus d'une centaine d'entreprises sont basées à Wissous, attirées par l'importance des zones industrielles et la facilité d'accès. La compagnie aérienne OpenSkies, filiale de British Airways, l'équipementier Daher et l'entreprise de transport par autocar Clamart-Cars font partie des entreprises notables ayant leur siège social dans la commune. La filiale de la RATP Orlyval Service qui exploite la ligne Orlyval est aussi basée à Wissous, de même qu'une agence de transport du groupe basque Olano, l'aménageur Segex et la filiale française de l'outilleur Fiskars. Lafarge y avait jusqu'en 2010 une centrale à bétons de nouvelle génération, de même que l'entreprise de mode pour enfant Du Pareil au Même y était auparavant basée. Essilor y prévoit le développement d'un laboratoire d’excellence,, et une importante plate-forme Paprec de tri et de recyclage des déchets de chantier, notamment le béton et le plâtre, est installée.
En 2020-2021, l'implantation d'un important centre de données CyrusOne (en) boulevard Arago, à quelques centaines de mètres du centre-ville et de l'église classée, fait l'objet de discussions sur la possible pollution qu'il engendre, voire de tensions. Le choix de Wissous pour cette implantation est avancé par sa proximité avec le pôle scientifique et technologique (cluster) de Paris-Saclay.

### Commerces, marché et centres commerciaux
La ville, de par sa faible densité, dispose de peu de commerces. Ce sont essentiellement des commerces de proximité et de bouche. Toutefois, l'offre commerciale est bien présente dans les villes proches, plus populeuses comme Antony.
Un petit marché se tient régulièrement sur la place Saint-Éloi, à l'initiative d'un commerce de la ville.
Les centres commerciaux les plus proches sont Belle Épine et Thiais-Village à Thiais et Villebon 2 à Villebon-sur-Yvette.

### Emplois, revenus et niveau de vie
En  2018, 290 personnes étaient en recherche d’emploi et le taux de chômage était de 6,0 %. Toujours en 2018, la médiane du revenu disponible par unité de consommation était de 28 190 €.

## Culture locale et patrimoine

### Lieux et monuments

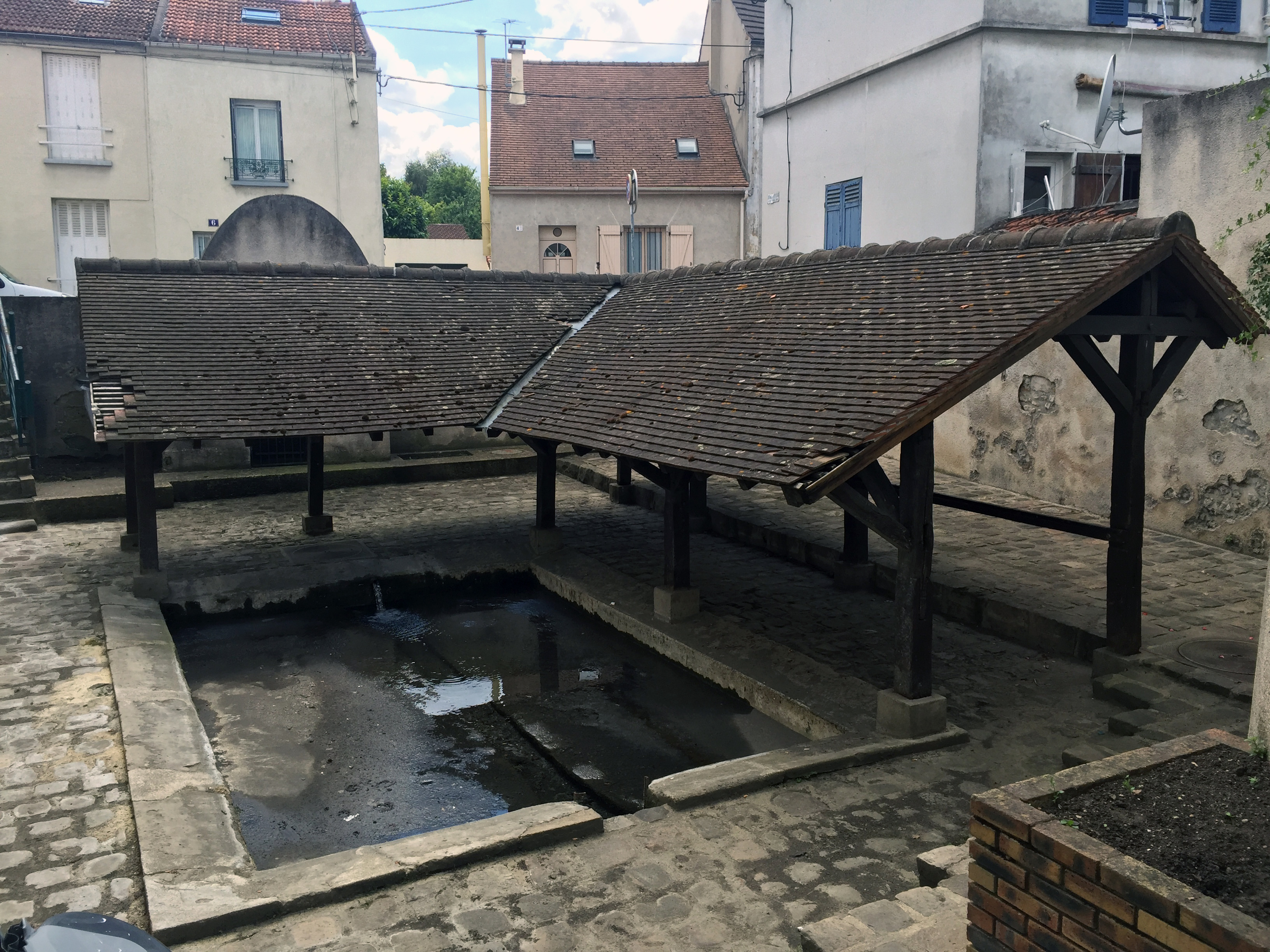
Le lavoir de la grande fontaine.

La commune de Wissous dispose d'un patrimoine architectural ancien, comme le carré des eaux gallo-romain, vestiges d'un aqueduc qui alimentait Lutèce (Paris) — notamment les thermes de Cluny — par l'intermédiaire des aqueducs d'Arcueil et de Cachan. Découvert au XIXe siècle à la suite de travaux pour capter de l'eau de la Vanne à Paris, ce bassin collecteur est aujourd'hui recouvert de terre à la suite du refus d'une demande de classement en monument historique en 1903. Cependant, une rigole de 1 900 mètres entre les sources de Chilly-Mazarin et l'un de quatre lavoirs de la commune — le lavoir de la grande fontaine (de) — fut notamment découverte. Datant du début du XIXe siècle, ce lavoir a été restauré en 1988 et en 2020.
L'église Saint-Denis, classé aux monuments historiques est le principal patrimoine architectural de la commune. Construite au XIIe siècle dans une période de transition entre le « roman et le gothique », elle est notable pour avoir deux nefs. En 1919, un arbre symbolisant la victoire dans la Première Guerre mondiale a été planté devant l'édifice.
La Grange aux dîmes de Wissous, une grange dîmière du XIIIe siècle transformée en restaurant gastronomique en 1991. Le bâtiment a notamment une charpente d'environ vingt mètres. L'habitation de l'un des anciens propriétaires et le corps de ferme sont visibles mais un pigeonnier fut détruit en 1895 pour la création d'une rue. Ce restaurant fut notamment classé 3e des « Papilles d'or » en 2009 dans la catégorie « restaurant gastronomique ».

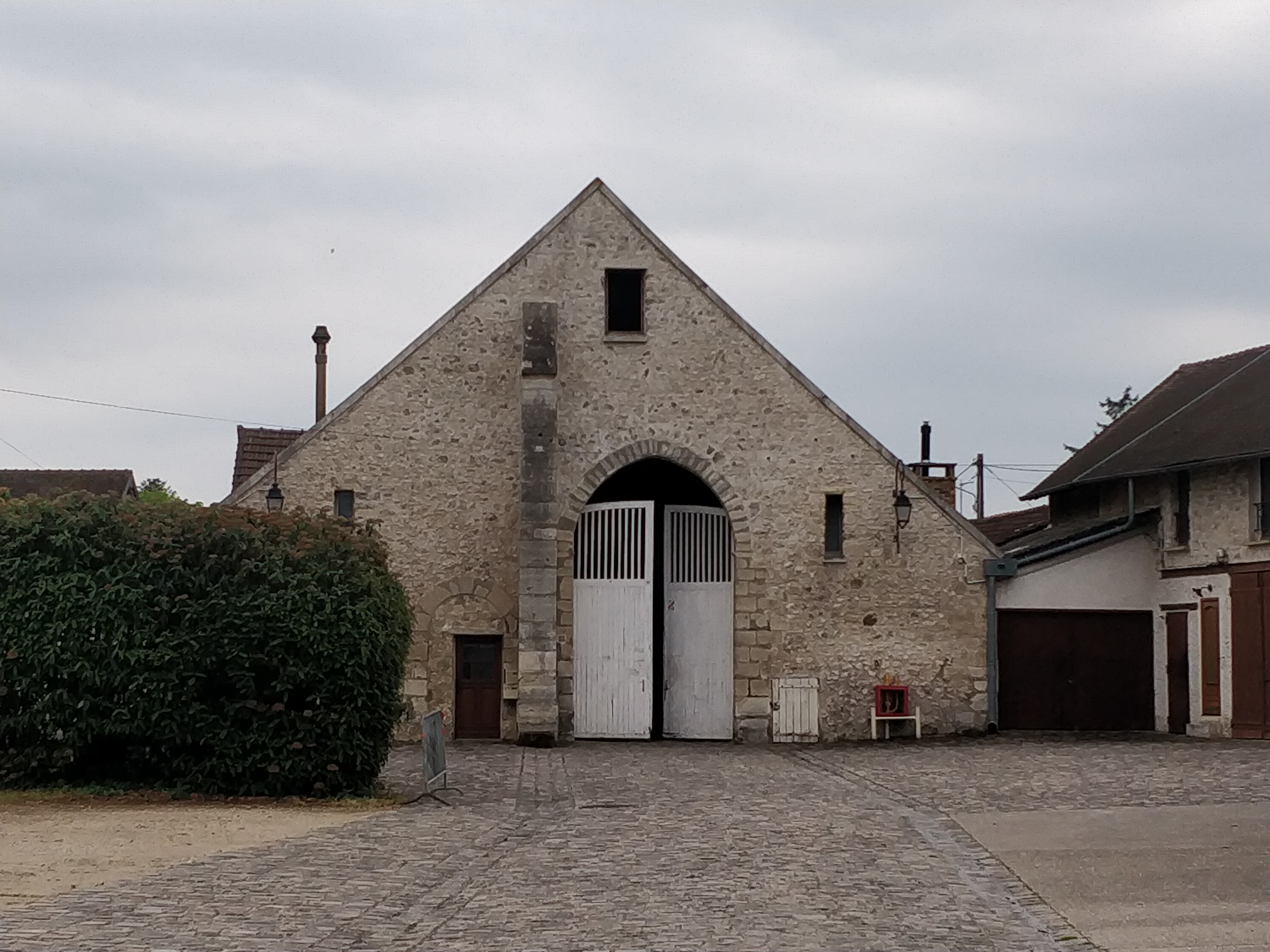
Entrée de la Grange aux dîmes.

La gare de Wissous qui, pendant la Seconde Guerre mondiale, servi pour la déportation de prisonniers politiques de la prison de Fresnes.
Avec son petit observatoire sur le toit, la maison de l'astronome et contre-amiral Ernest Mouchez (1821-1892) est toujours visible dans une rue qui porte son nom. Une plaque commémorative se trouve sur sa demeure.
L'ancienne forge et sa charpente du XVIIe siècle est conservée. Elle est actuellement occupée par un brocanteur après avoir cessé ses activités dans les années 1950.
Les restes d'une ferme gauloise située près des pistes de l'aéroport (rue du Berger) et datant du IIe siècle av. J.-C. sont également conservés et étudiés.
Enfin, à la périphérie de la ville, la route départementale 167a qui prend successivement les noms de boulevard de l'Europe, voie des Morvilliers et voie des Avernaises permet d'avoir vue sur l'aéroport de Paris-Orly. L'avenue de la Méridienne, la rue de Patay, la rue du Colombier, la rue du Berger et la rue des Mares-Juliennes permettent aux passionnés d'aéronautique de photographier les avions de ligne au décollage ou à l'atterrissage.
Une association historique locale, l'Association pour l'environnement et le patrimoine de Wissous (APEPAW), a été notamment créé en 2000 pour étudier et préserver le patrimoine local. Celle-ci organise par exemple un circuit touristique en treize sites pour faciliter la découverte et la visite de la plupart des lieux pertinents et en état de conservation.

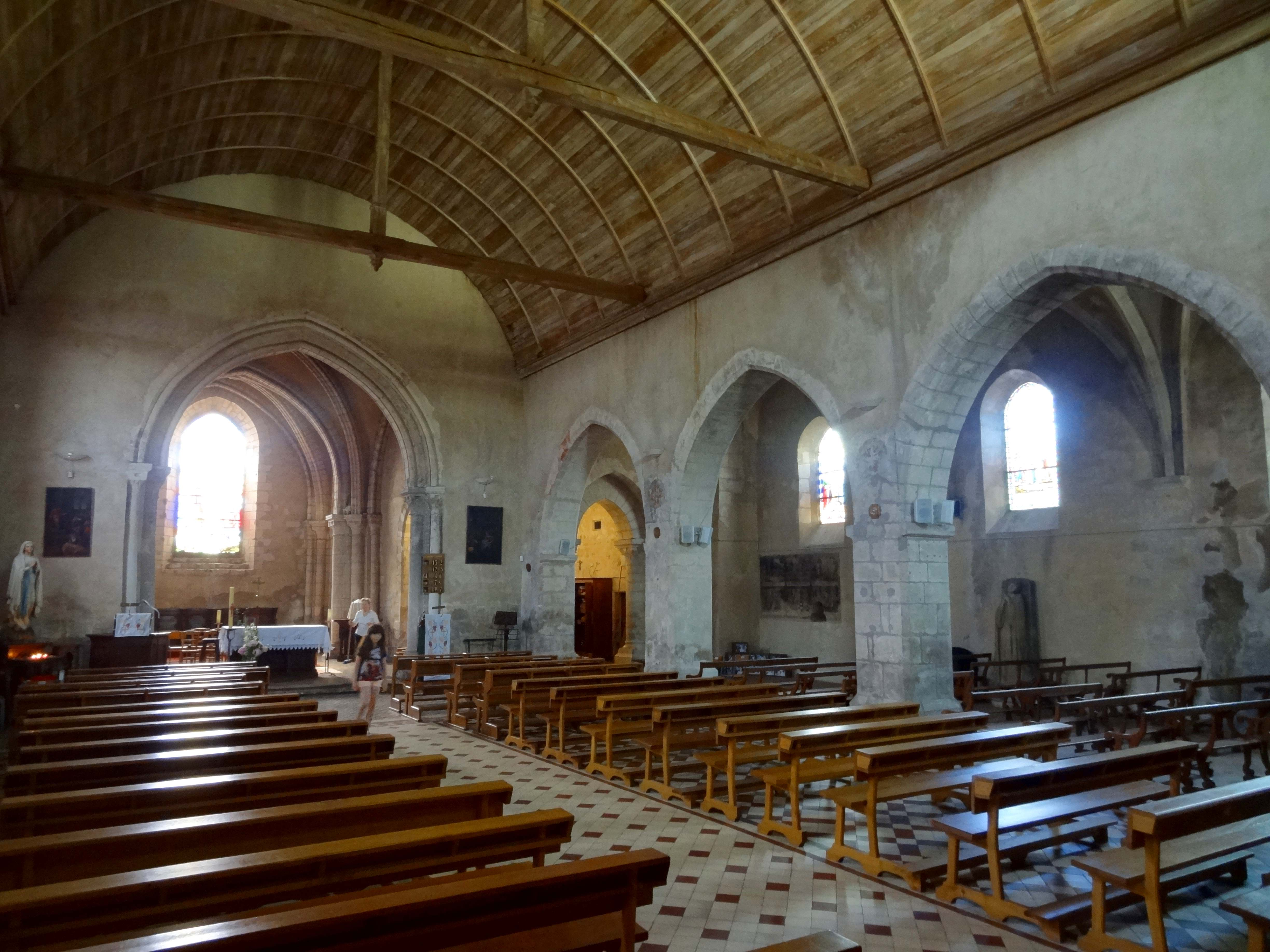
L'intérieur de l'église Saint-Denis.
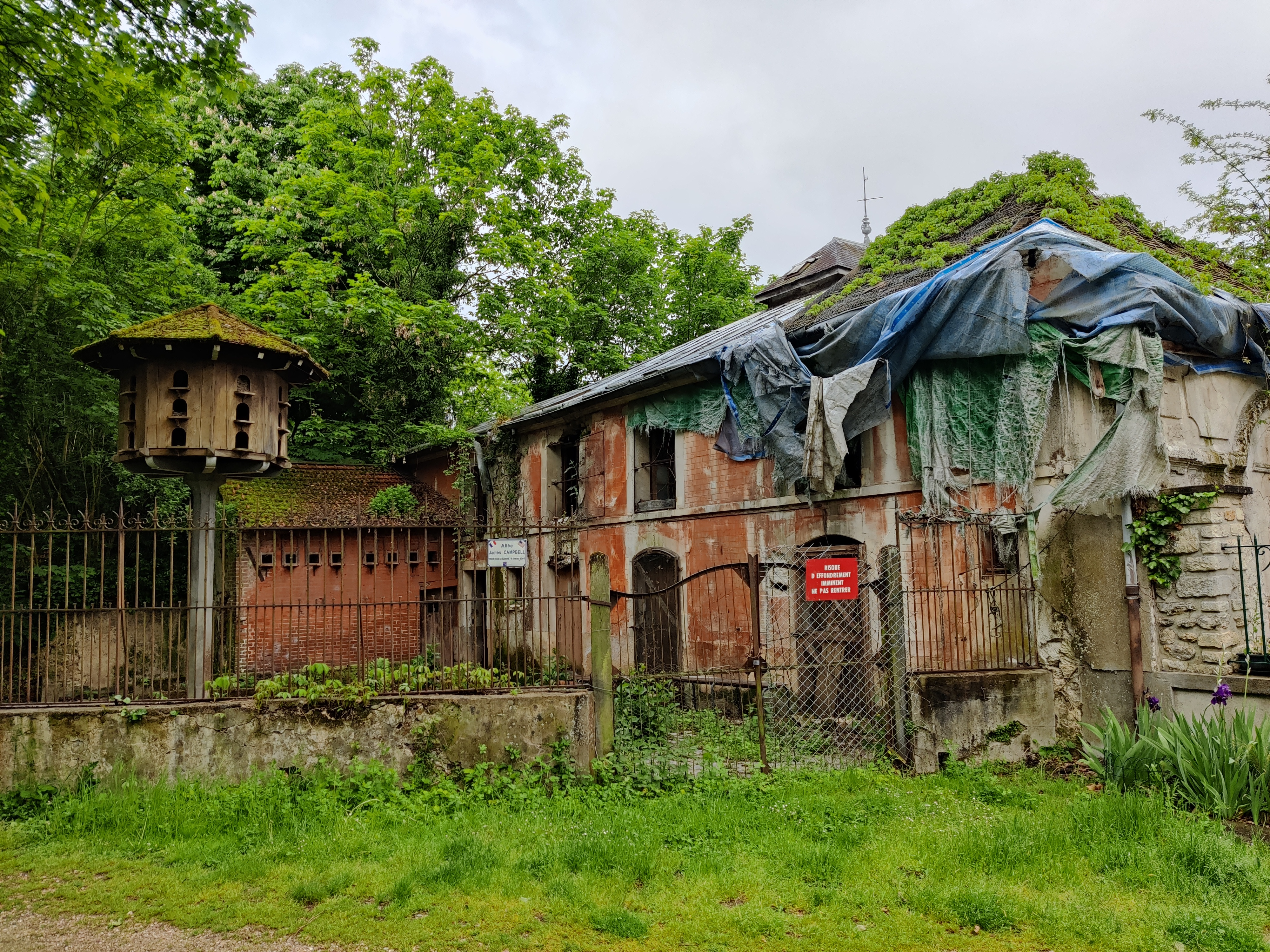
La maison du gardien, abandonnée et désormais détruite.
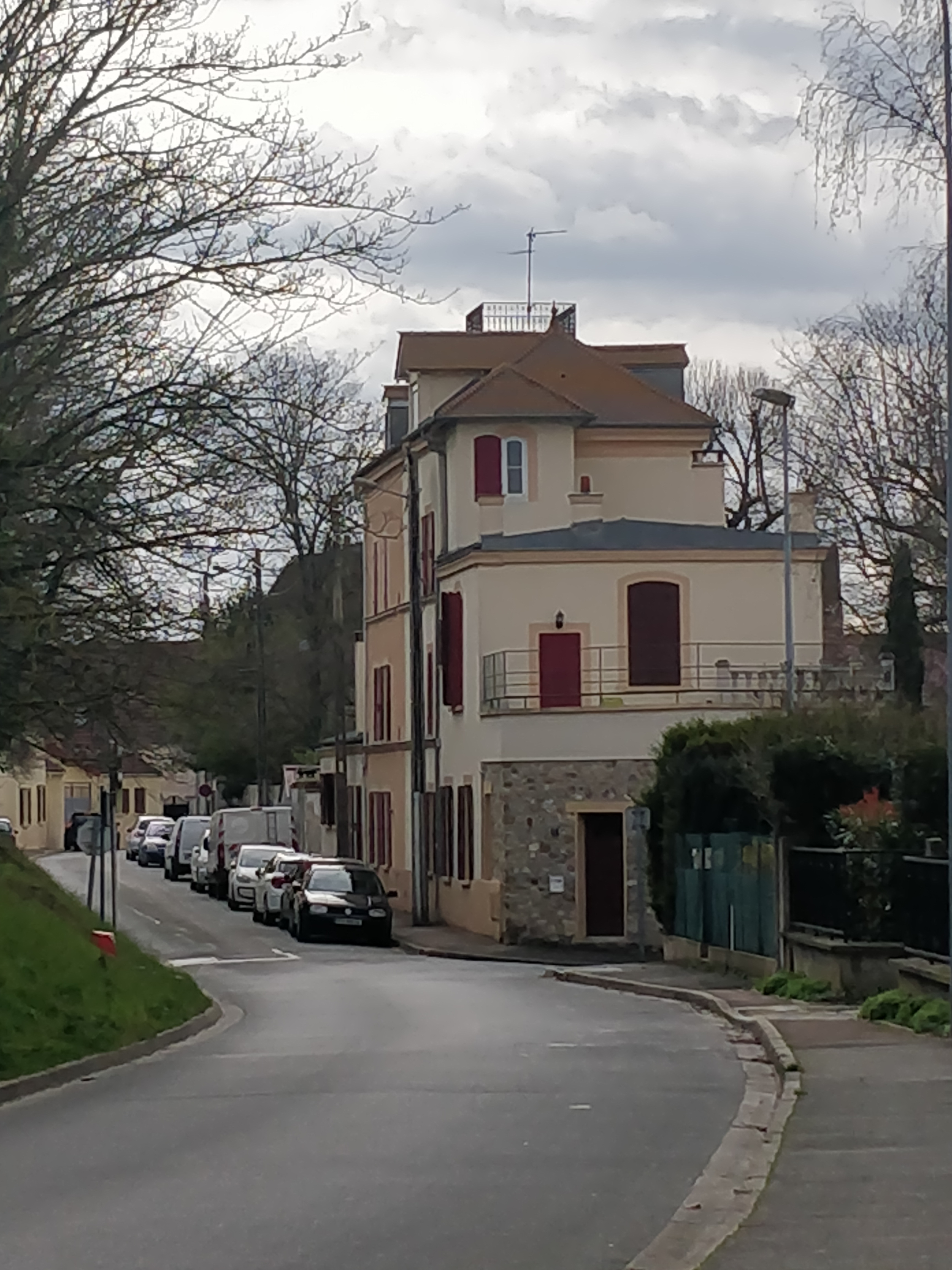
L'ancienne demeure de l'amiral Mouchez.
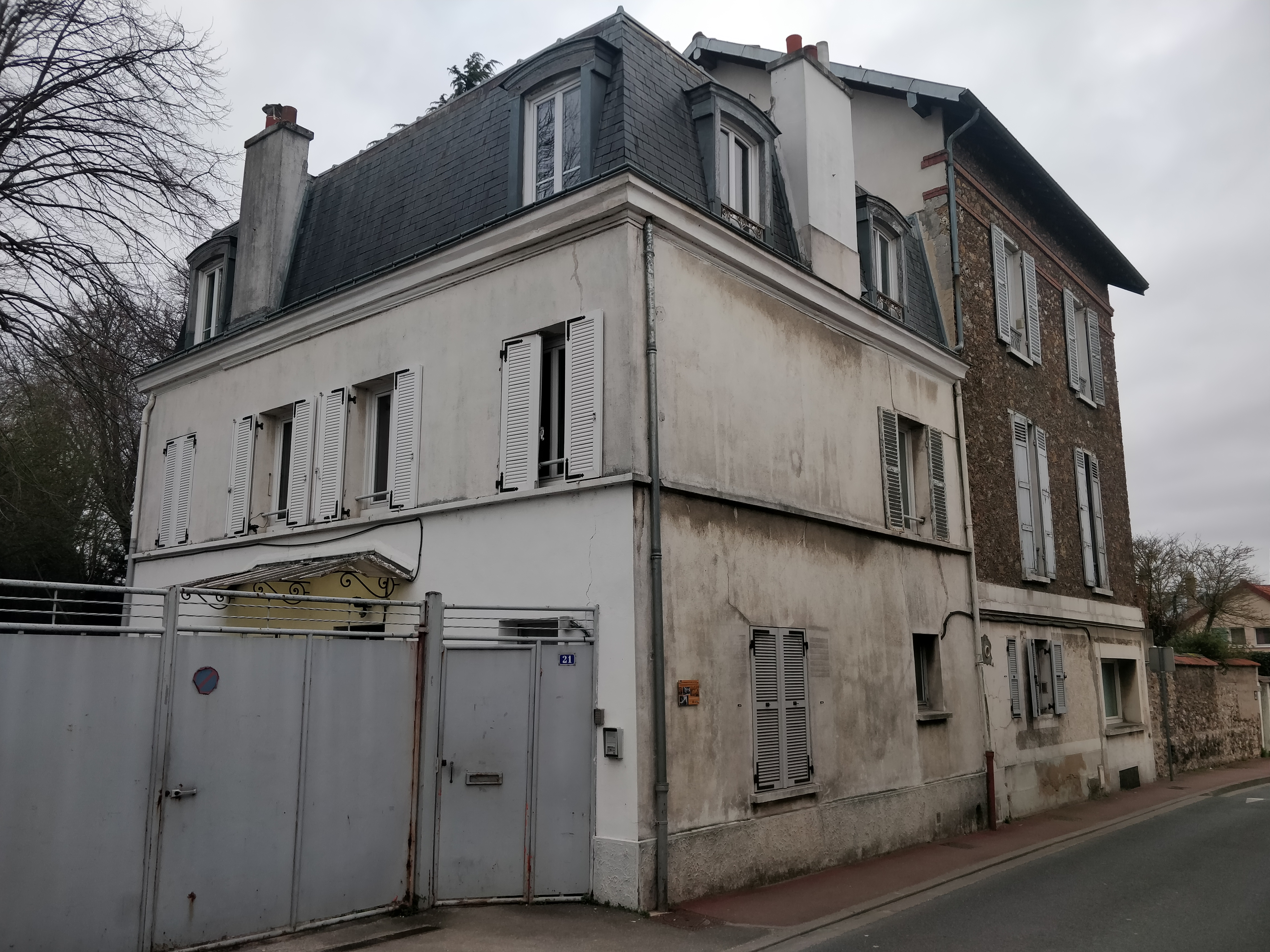
L'ancienne demeure du colonel Flatters.
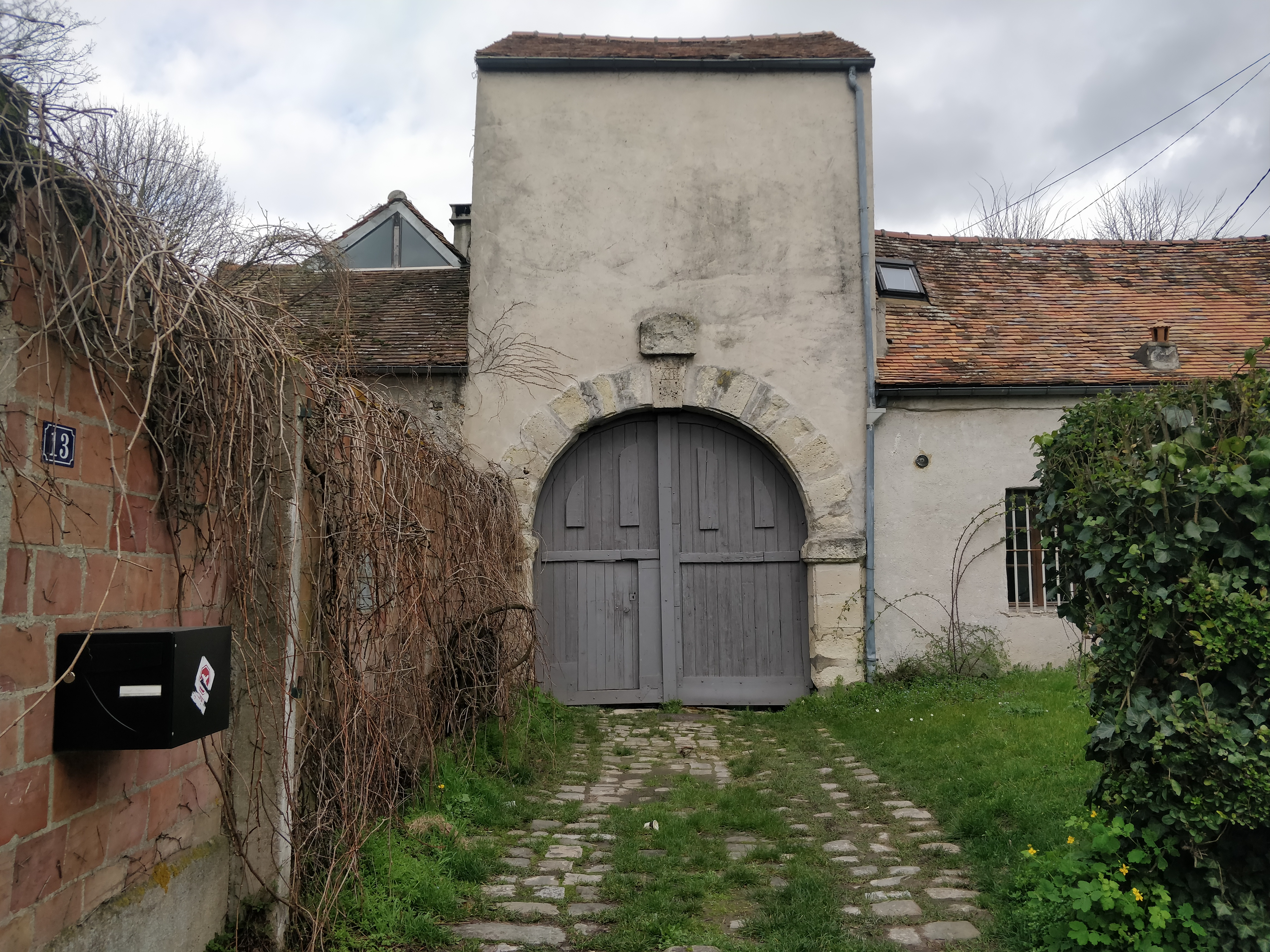
La ferme Cozette.
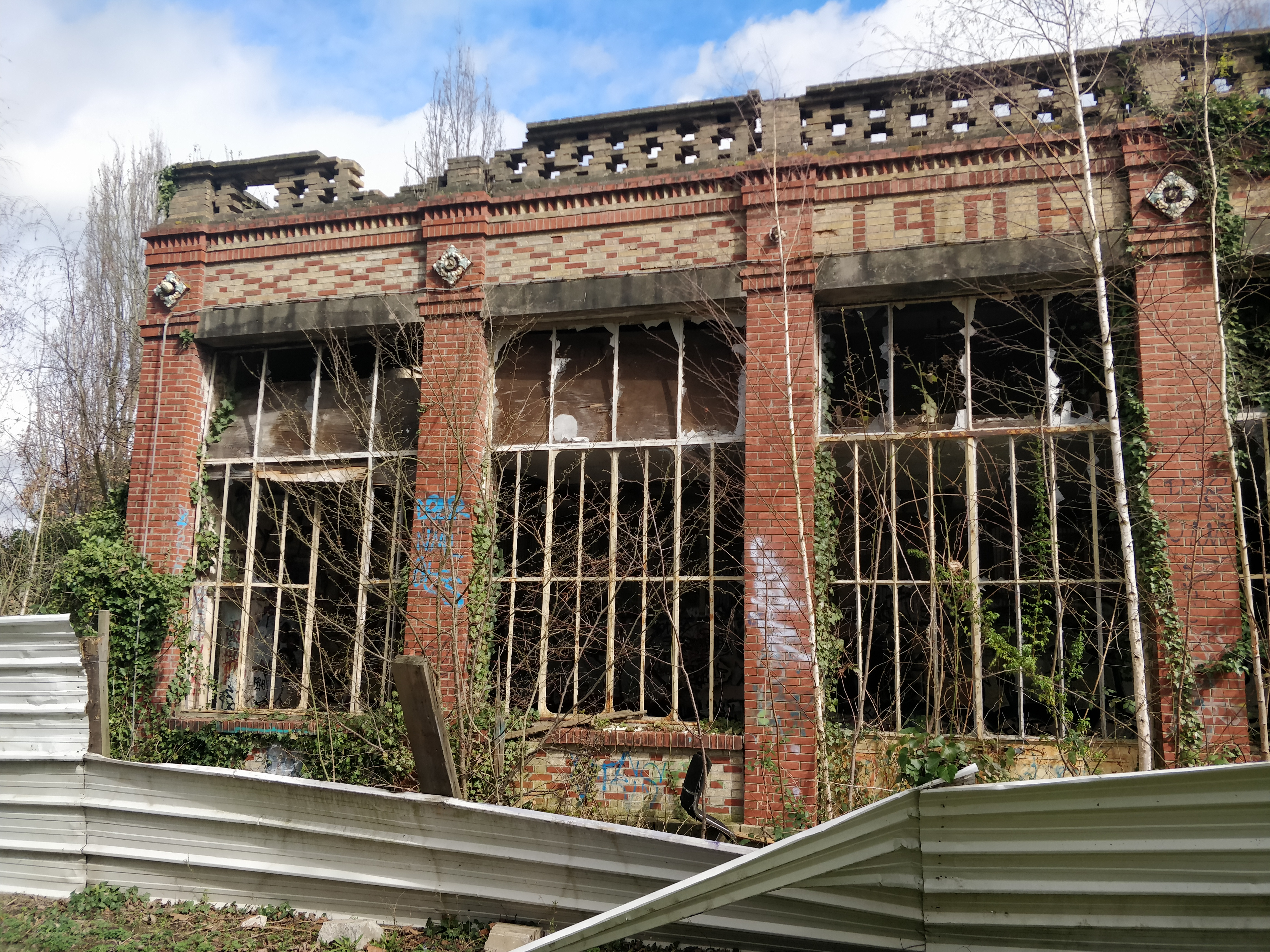
L'orangerie du parc de château Gaillard.
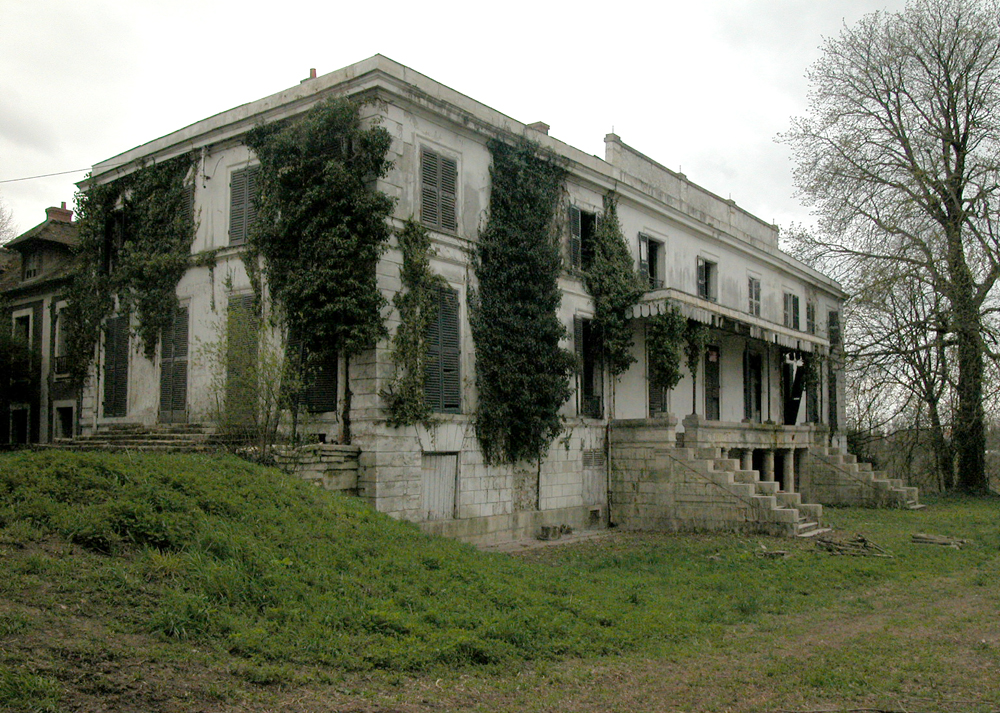
Le château des Montjean.
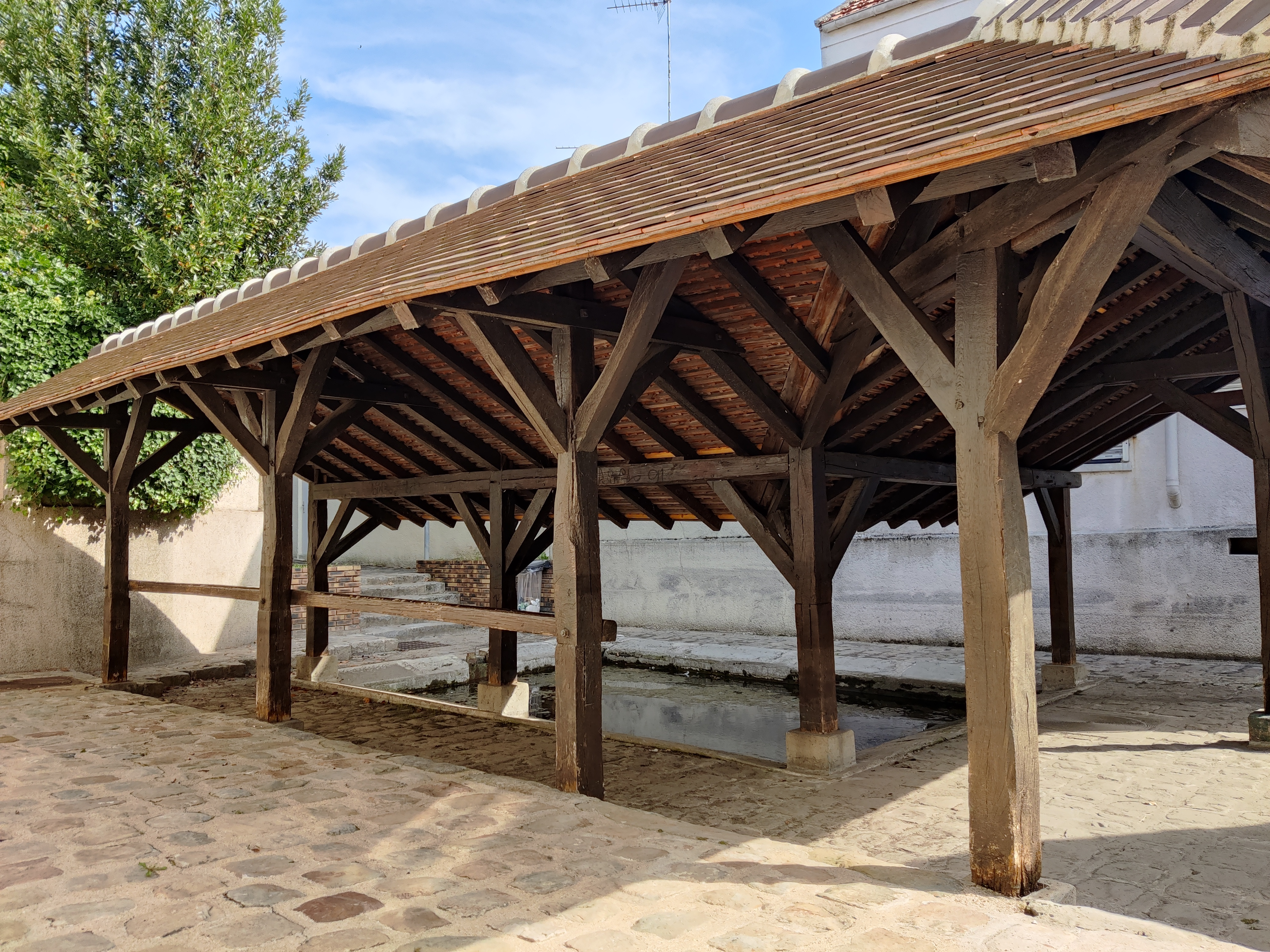
Le lavoir de Wissous (de).

### Personnalités liées à la commune

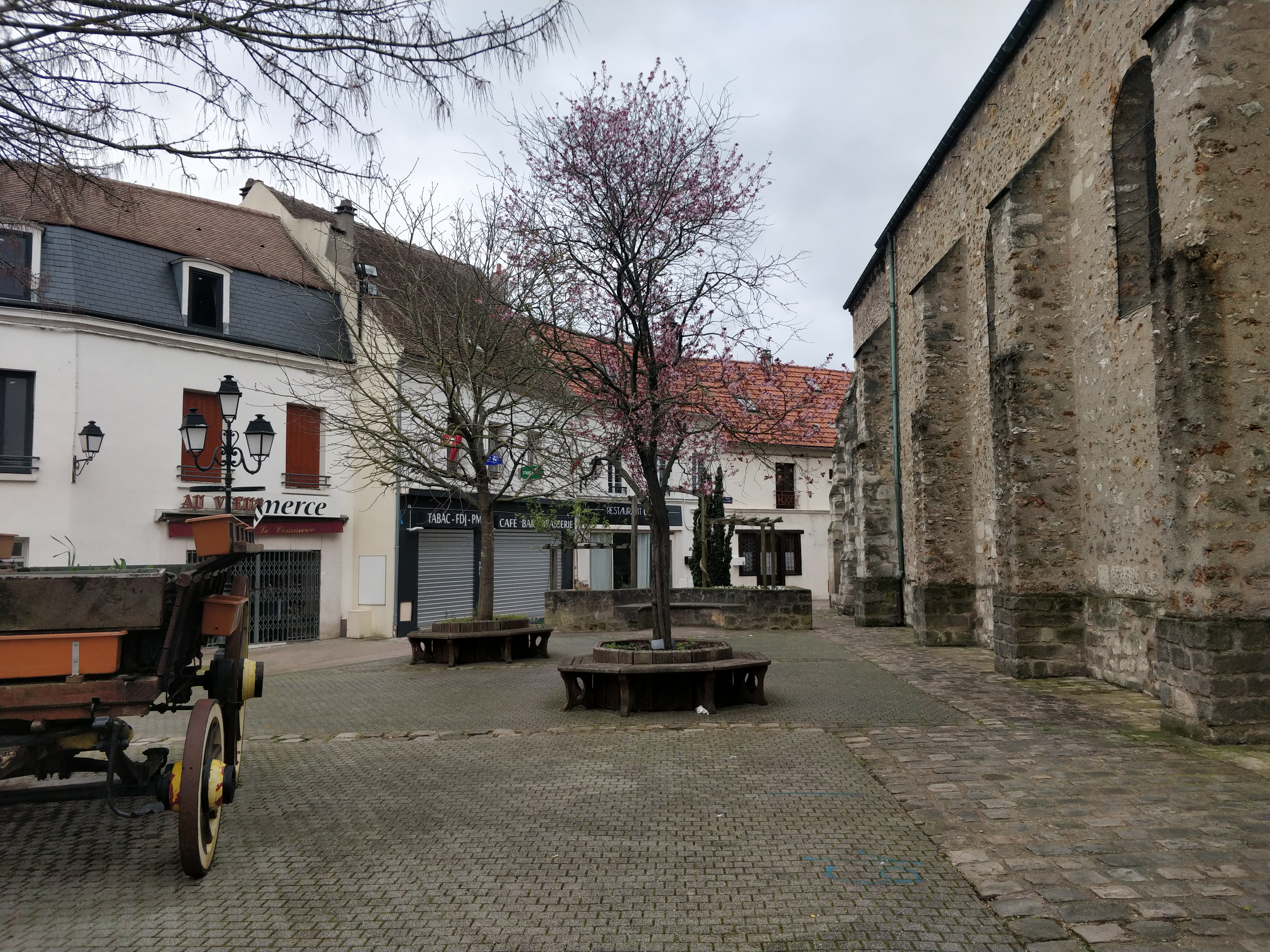
La place du colonel Flatters.

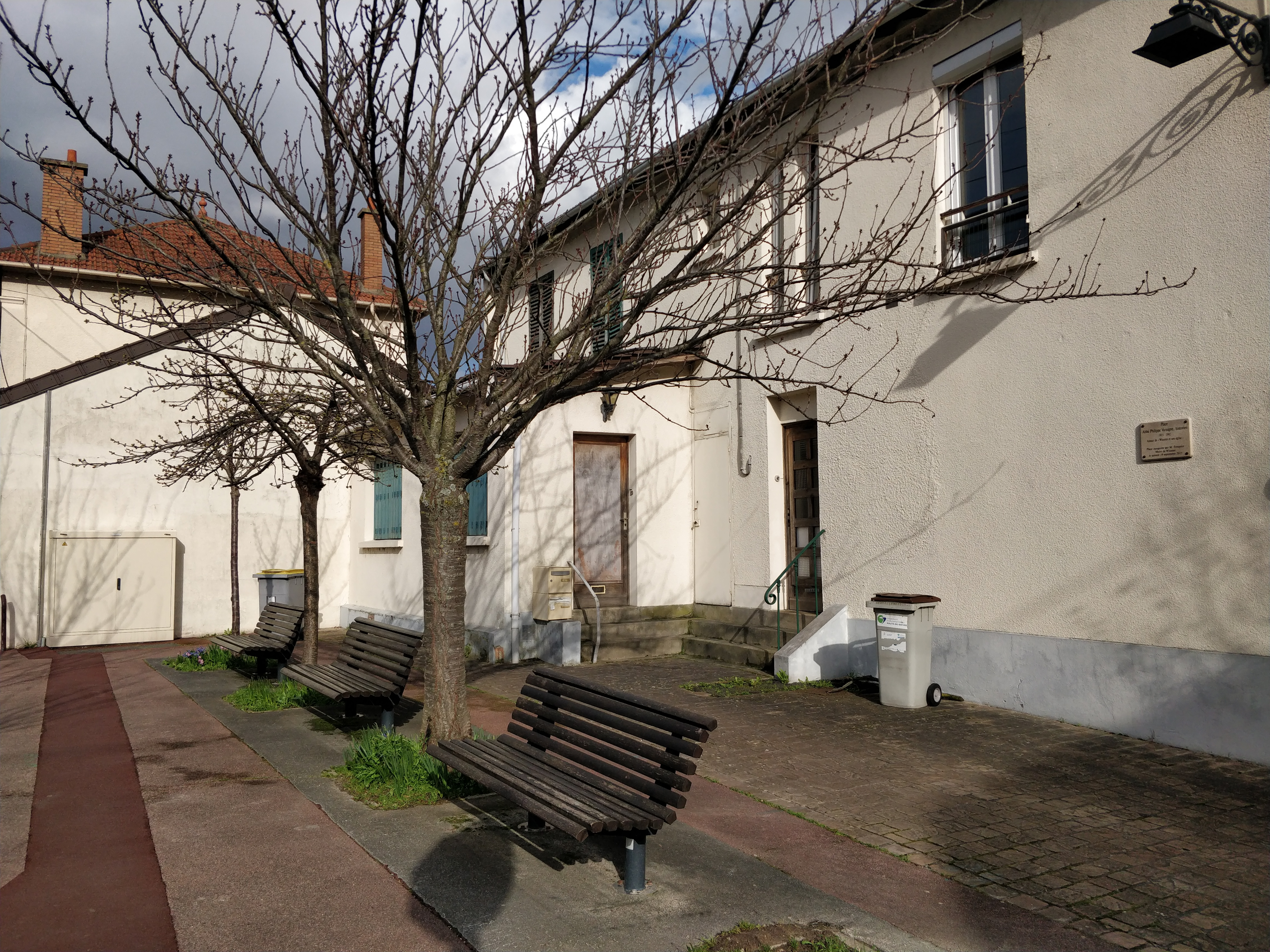
La place Varaigne, nommée en mémoire du « premier historien de la ville ».

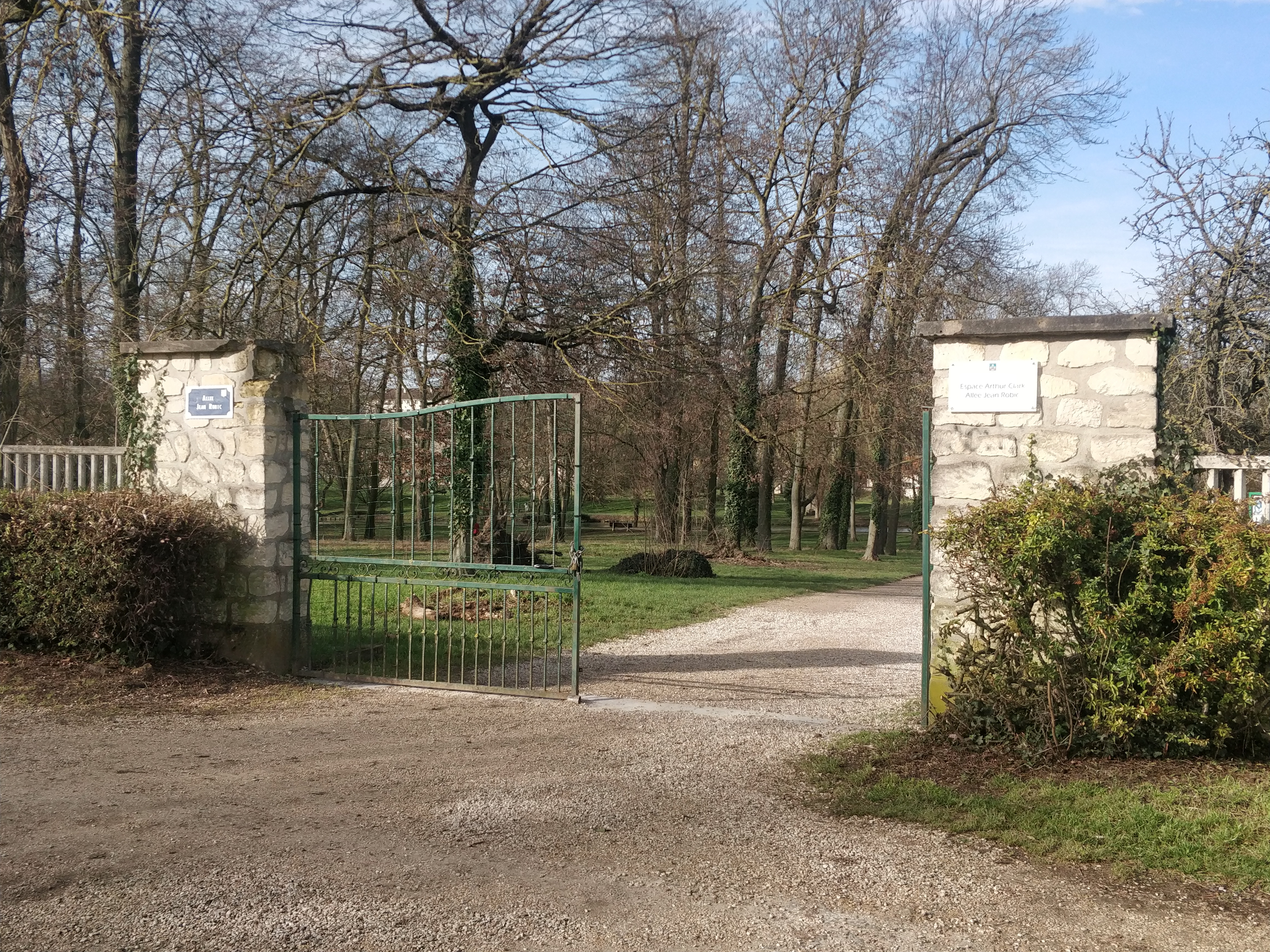
L'entrée du Domaine Les Étangs - Espace Arthur-Clark, depuis l'allée Robic.

Différents personnages publics sont liés à la commune parce qu'ils y habitaient, y sont nés, y sont morts ou y ont réalisé un événement important :
- Jean Boyer (-1648), violiste et compositeur français, y résida ;
- Noël Jourda de Vaux (1705-1788), maréchal de France, y eut temporairement son cippe, le Monument sépulcral du maréchal de Vaux. Construit par sa fille aînée la marquise de Vauxborel au début du XIXe siècle dans les champs près d'une route reliant Rungis à Paray, proche du quartier actuel de la Fraternelle, le cippe contenait le cœur du maréchal[183],[a 25]. Il fut transféré en 1955 ou en 1961 au nouveau cimetière de Paray-Vieille-Poste pour permettre l'agrandissement de l'aéroport Paris-Orly[183],[a 25] ;
- François-Antoine Ferrand de Villemilan (XVIIe siècle - XVIIIe siècle), intendant de Bretagne, y a vécu[a 28] ;
- Jean-Charles-Joseph Lenoir (XVIIe siècle - XVIIIe siècle), conseiller au Parlement, y a vécu[a 28] ;
- Charles-Georges de Clermont-Gallerande (1744-1823), marquis de Clermont-Gallerande, pair de France, y a vécu[a 25] ;
- François de Chasseloup-Laubat (1754-1833), général de division du génie, y a vécu[a 25]. Il est notable pour le Siège de Dantzig (1807) ;
- Benjamin-Léonor-Louis Frotier de La Coste-Messelière, militaire et homme politique français, y aurait séjourné clandestinement pendant la Révolution[184] ;
- Auguste Rodolphe Darblay (1784-1873), industriel et un homme politique, y a vécu[a 4] ;
- Adolphe-Henri-Emery d'Aumont (1785-1849), proche de Louis XVIII, y a vécu[a 4] ;
- Jules-François Dupuis-Delcourt (1802-1864), aéronaute et fondateur de la Société aérostatique et météorologique de France. Il réussit en 1824, à partir du domaine de Montjean, une expérience en aérostat[a 4] ;
- Ernest Mouchez (1821-1892), astronome et contre-amiral, y a vécu et y est mort[a 29]. Membre de l'Académie des sciences et directeur de l'Observatoire de Paris, la rue où il avait sa maison porte son nom ;
- César Daly (1811-1894), architecte, y est mort ;
- Xavier de Gressot (1823-1896), général de division et nouvel époux de la veuve Flatters, y a vécu et y est inhumé[a 30]. Une rue porte son nom ;
- Paul Flatters (1832-1881), militaire et explorateur, y a vécu[157]. Il est notable pour son étude du chemin de fer transsaharien (1879-1881) et son massacre par les Touaregs. La place centrale de la commune, proche de l'église, porte son nom ;
- Guillaume Bigourdan (1851-1932), astronome et beau-fils d'Ernest Mouchez, y a vécu[a 22]. Il a aussi une rue à son nom.
- Gaston Henry-Haye (1890-1983), homme politique, y est né ;
- Henri Tétrel (XIXe siècle - XXe siècle), amiral, résistant et aide de camp du président René Coty, y a vécu[a 31]. Tétrel, époux d'Yvonne Terrin, l'arrière-petite-fille de l'amiral Ernest Mouchez, était membre du réseau de renseignements britannique « Buckmaster » pendant la Seconde Guerre mondiale[56]. Il travaillera notamment avec l'agent Noor Inayat Khan qui utilisa sa propriété[56] ;
- Jacques Branet (1915-1969), militaire, libéra la ville en 1944 ;
- Philippe Varaigne (1915-1992), abbé et vicaire de la commune entre 1945 et 1950[b 5]. Historien local, il est l'auteur de Wissous et son église (1955)[185] ;
- Jean-Marie Calmettes (1918-2007), peintre et sculpteur français, y est né ;
- Léon Rabinovitch (1919-1988), résistant français, y est mort ;
- Jean Robic (1921-1980), coureur cycliste, y a vécu et y est inhumé. Il a notamment remporté le premier Tour de France de l'après-guerre en 1947. Une allée de la commune porte son nom ;
- Arthur Clark (XXe siècle -1944), un pilote américain connu pour avoir éviter la destruction d'habitations lors de la Seconde Guerre mondiale. Le Domaine Les Étangs - Espace Arthur-Clark porte son nom ;
- Jean-Paul Chambriard (1929-1996), homme politique français, y est mort ;
- Paul Chantrel (1929-), éditeur et écrivain français, fils d'Augustin Chantrel, y est né ;
- Jacques Simon (1933-2019), historien, y est mort. Il y résidait depuis les années 1990 ;
- Jacqueline Taïeb (1948-), chanteuse française, y réside actuellement ;
- Michel Goba (1961-), ancien footballeur international ivoirien et ancien entraîneur du club de football communal ;
- Sabine Quindou (1970-), journaliste et animatrice de télévision, y a vécu ;
- Marc Lavoine (1962-), chanteur et acteur, y a vécu[186],[187],[188]. Sa famille maternelle est originaire de Wissous ;
- Philippe Ferreira (1977-), préparateur automobile et pilote de drift, y réside ;
- Alexandre Chassang (1994-), joueur de basket-ball, y a grandi. Il a commencé ce sport dans le club de la ville[189],[148] ;
- Ahmed Aziz Besbes (1994-), maître d'armes d'escrime et escrimeur international tunisien, enseigne dans le club de la ville[148] ;
- Louis Lechevretel (1996-), tennisman, a commencé le tennis dans le club de la ville[148] ;
- Juste Shani, rappeuse française y a vécu.

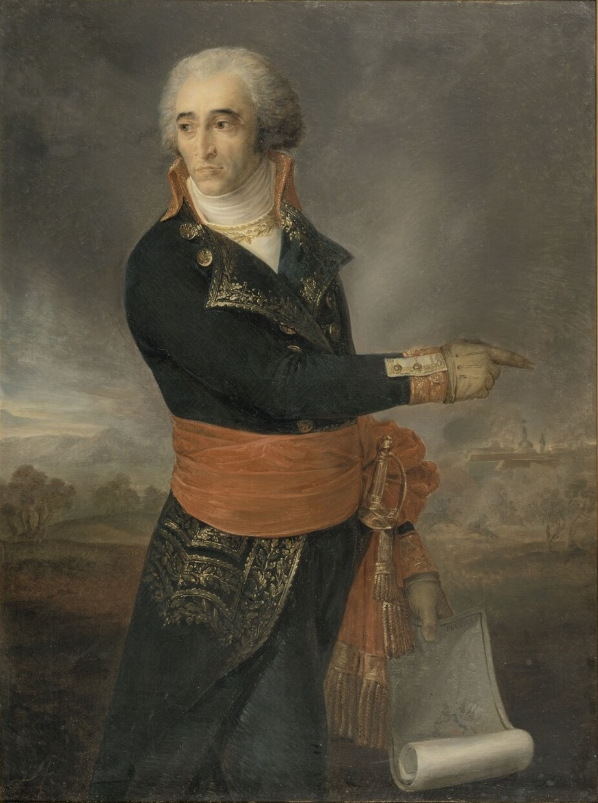
François de Chasseloup-Laubat, général de division du génie.
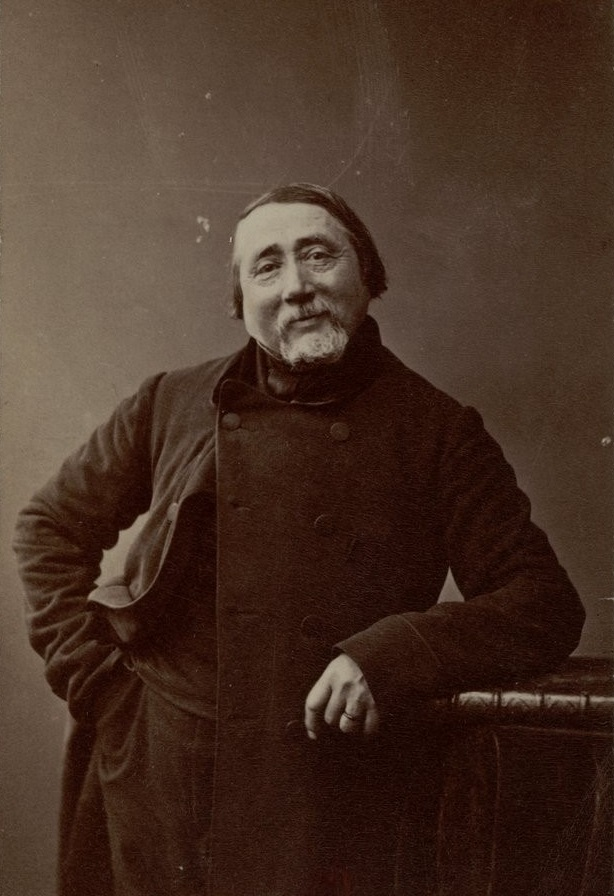
Jules-François Dupuis-Delcourt, aéronaute.
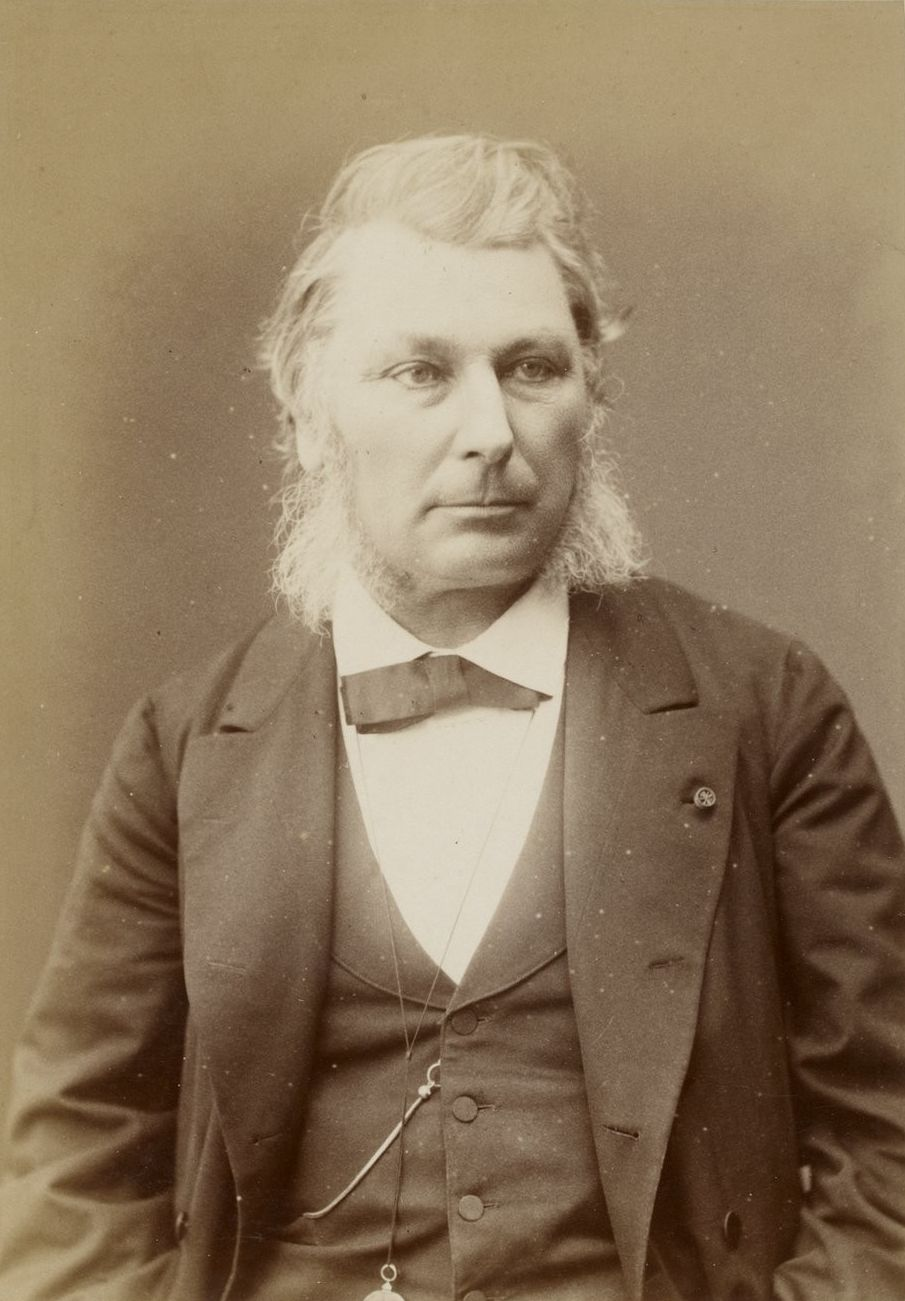
Ernest Mouchez, directeur de l'Observatoire de Paris.
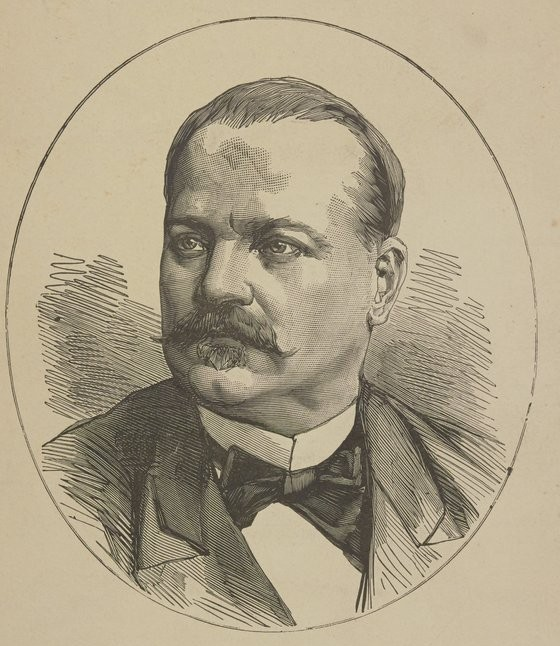
Paul Flatters, militaire et explorateur.
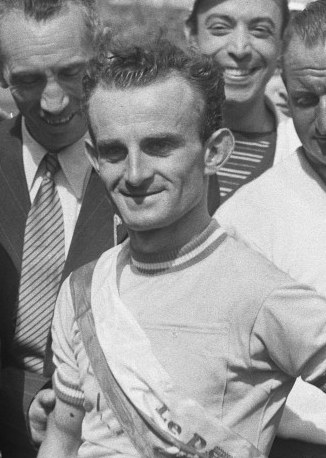
Jean Robic, coureur cycliste.
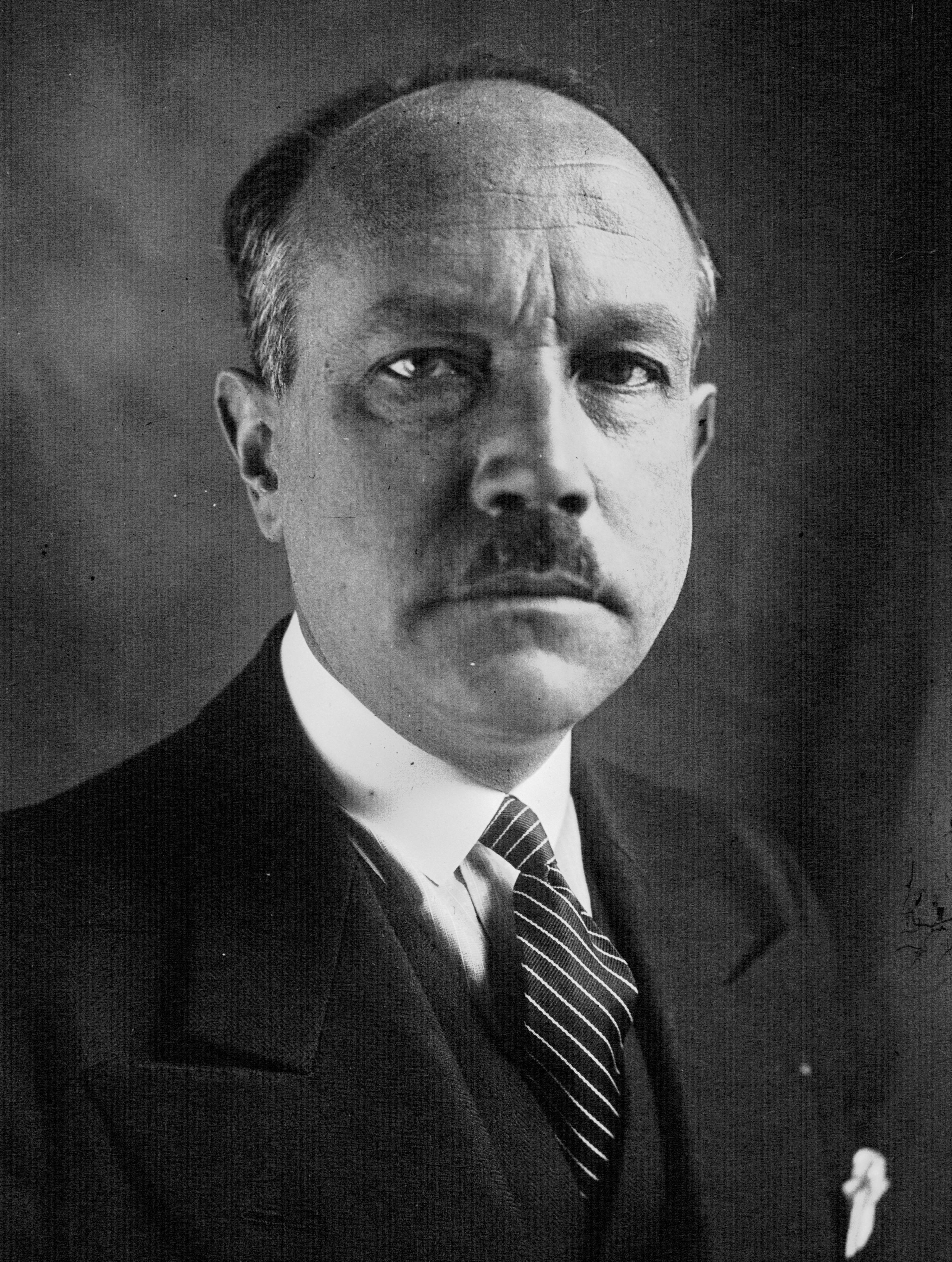
Gaston Henry-Haye, homme politique.
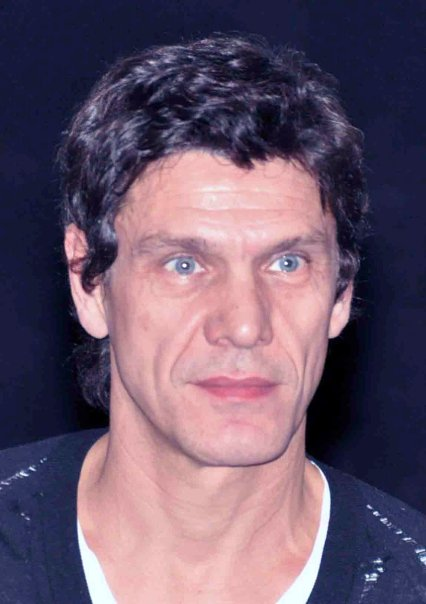
Marc Lavoine, chanteur et acteur.

### Wissous dans les arts et la culture
- L’intrigue de la nouvelle L’enterrement d’une étoile écrite par Alphonse Daudet en 1896 est en partie localisée à Wissous[190].
- Le peintre Adrien Lavieille a fait au moins une œuvre sur la commune en septembre 1905, celle-ci étant annotée « Entre Wissous et Fresnes »[191].
- Le photographe Eugène Atget a pris plusieurs clichés de la commune autour de l'église, comme la rue de la Division-Leclerc[192] et la rue Victor-Baloche[193].
- Le peintre René Bondenet vivait et avait son atelier « Les sapins » à Wissous. Il a laissé de nombreuses œuvres avec pour thème Wissous.
- Au milieu des années 2000, un chapitre est consacré à la commune de Wissous dans le Guide vert, puis finalement retiré[182].
- Édités au Canada par Le Cercle du livre de France, les livres Vissouville et L'Âge ingrât (dit Vissouville 2) sont des mémoires de Barthélémy G. Lachelier, un descendant de l'amiral Mouchez, et la ville de Wissous y est décrite sous le surnom de « Vissouville » ;
- Des scènes d'extérieurs de L'Espace d'une nuit (1976) de Philippe Laïk ont été tournées à Wissous[194] ;
- Certaines scènes d'un épisode de la série télévisée Capitaine Marleau ont été tournées à l'ancienne forge de la commune.

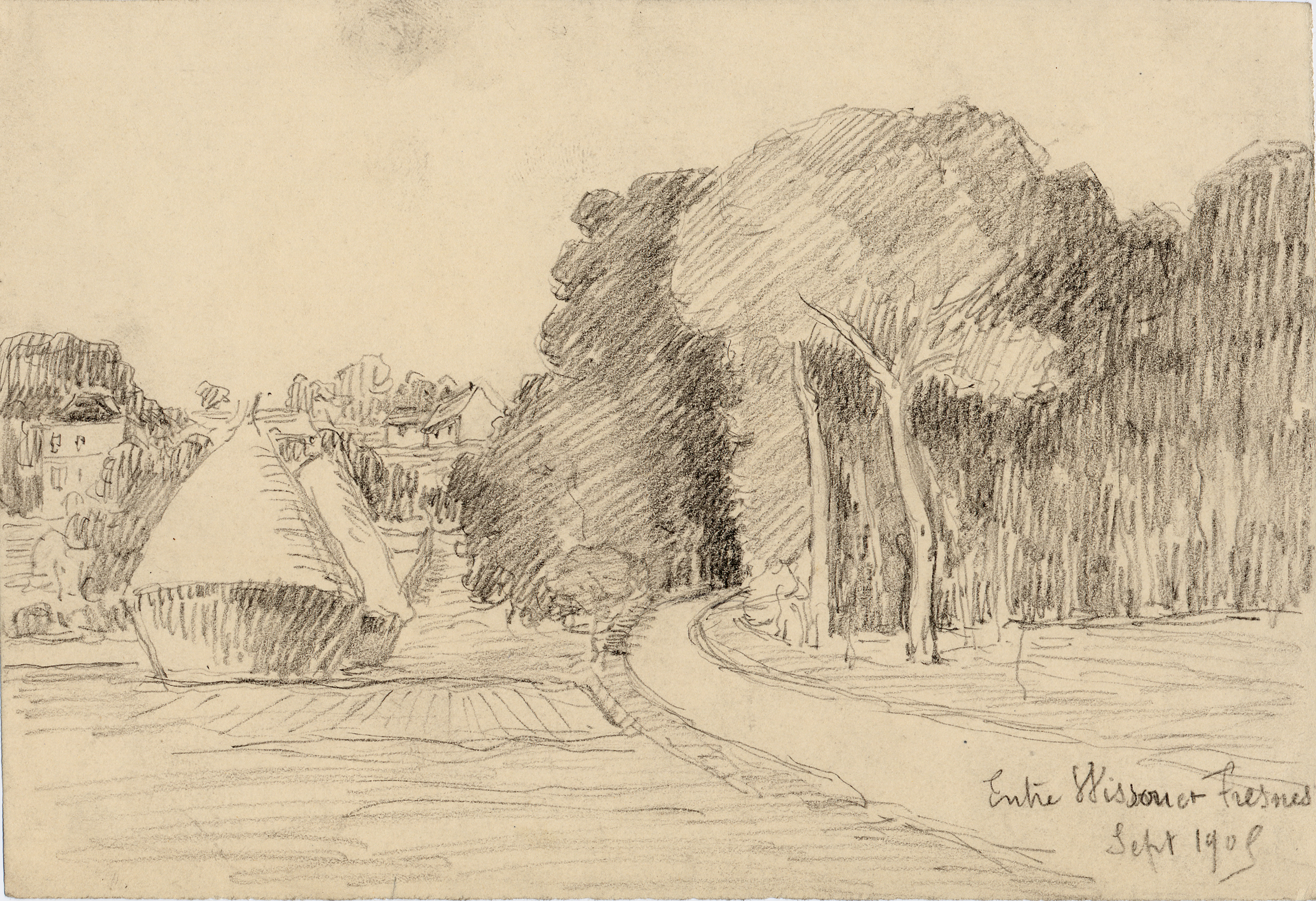
Entre Wissous et Fresnes (1905) par Adrien Lavieille.
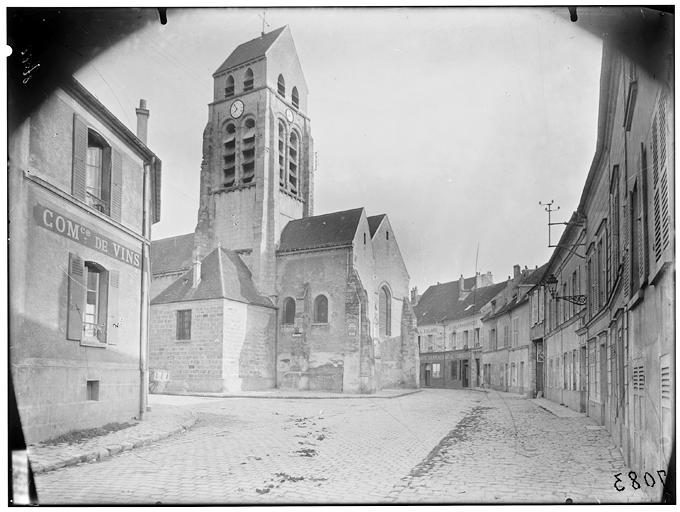
Photographie d'Eugène Atget en 1925.
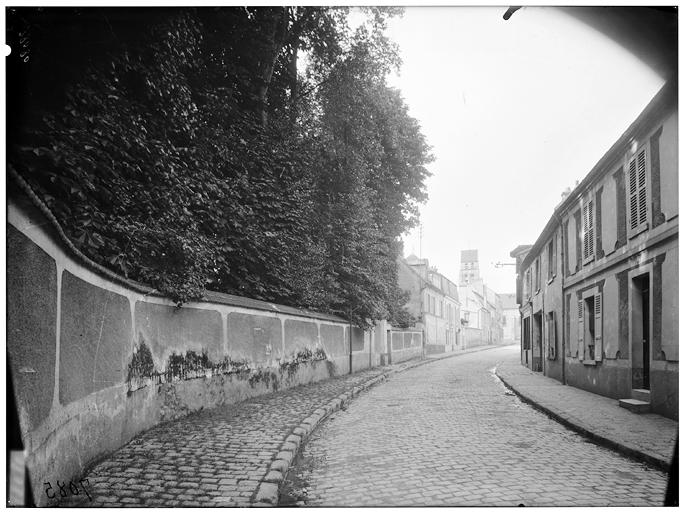
Photographie d'Eugène Atget en 1925.

### Héraldique et logotype
| Blason de Wissous | Blason  | D'azur à la champagne cousue de gueules chargée de trois roues dentées d'argent engrenées en fasce, celle du milieu plus grande que les deux autres ; à trois fleurs de lys mal ordonnées d'argent, celle du milieu plus grande que les deux autres, soutenue chacune de deux épis de blé d'or posés en chevron renversé, brochant sur le tout,. |
| Blason de Wissous | Détails | Le blason est l'œuvre de Hélène Ruiz, une habitante de Wissous, en 1973 |

La commune s'est en outre dotée d'un logo depuis 1989 qui reprend les trois symboles : la fleur de lys qui représente la région d'Île-de-France, l'épi de blé pour l'activité agricole et l'engrenage pour l'activité économique. Une modernisation du logotype a été faite en 2025 qui récupère ces trois symboles et ajoute un demi blason découpé en trois pour faire référence aux trois étangs du Domaine Les Étangs - Espace Arthur-Clark.

Logotype blasonné utilisé entre 1989 et 2006.
Logotype utilisé en 2007.
Logotype utilisé entre 2008 et 2013.
Logotype blasonné (bleu clair) entre 2014 et 2017.
Logotype utilisé en 2018.
Logotype (bleu foncé) entre 2019 et 2025.
Logotype restylisé utilisé depuis 2025.

## Pour approfondir